# Église Notre-Dame de Marissel
L'église Notre-Dame-de-l'Assomption est une église catholique paroissiale située à Marissel, dans la commune de Beauvais, dans l'Oise, en Hauts-de-France, en France. La façade et les élévations latérales de la nef et des bas-côtés suggèrent un vaste édifice de style gothique flamboyant, mais si la hauteur et la largeur de la nef sont effectivement généreuses, elle est très courte, et bute à l'est contre un clocher roman non visible depuis l'ouest, qui est entouré de plusieurs travées construites entre le milieu du XIIe et le milieu du XIIIe siècle. L'absidiole en cul-de-four au chevet du collatéral nord n'est autre que l'abside de la précédente église roman. La chapelle de deux travées qui occupe l'emplacement du croisillon nord date des débuts de l'architecture gothique, tandis que le croisillon sud et le petit chœur au chevet plat sont issus de deux campagnes différentes à la première moitié du XIIIe siècle, qui ont apparemment traîné en longueur à en juger d'après l'écart stylistique entre le gros-œuvre et les voûtes avec leurs supports. Le raccordement entre le chœur et l'absidiole et la chapelle du croisillon sud qui l'encadrent n'est pas très heureux, car les deux arcades latérales du chœur n'ouvrent pas directement sur les travées adjacentes, et en raison de l'exigüité de la base du clocher, le sanctuaire n'est pratiquement pas visible depuis la nef des fidèles. Aussi, l'a-t-on envisagé la reconstruction totale des parties orientales à la seconde moitié du XVIe siècle, et commencé par le prolongement des grandes arcades vers l'est à l'intérieur même des travées anciennes, sans pour autant les démolir. Le manque de ressources a toutefois imposé une interruption des travaux à la fin du XVIIe siècle. Laissées en l'état, les parties orientales de l'église Notre-Dame constituent aujourd'hui un intéressant témoignage des méthodes de reconstruction successive employées jadis, tandis que la nef séduit par son beau volume, la légèreté de son architecture et la cohérence de sa modénature. L'église de Marissel a été classée au titre des monuments historiques par arrêté du 13 juin 1913, et est aujourd'hui affiliée à la paroisse Beauvais-Nord. Les messes dominicales selon le rite liturgique instauré depuis le Concile Vatican II y sont célébrées de juillet à décembre seulement, à 9 h 30. La messe selon la forme extraordinaire du rite romain est proposée chaque jeudi et vendredi soir à 18h30 ainsi que le samedi matin à partir de 9h00 pour les messes basses. Le dimanche et toutes les fêtes d'obligation, la messe chantée est célébrée à partir de 11h00.

## Localisation

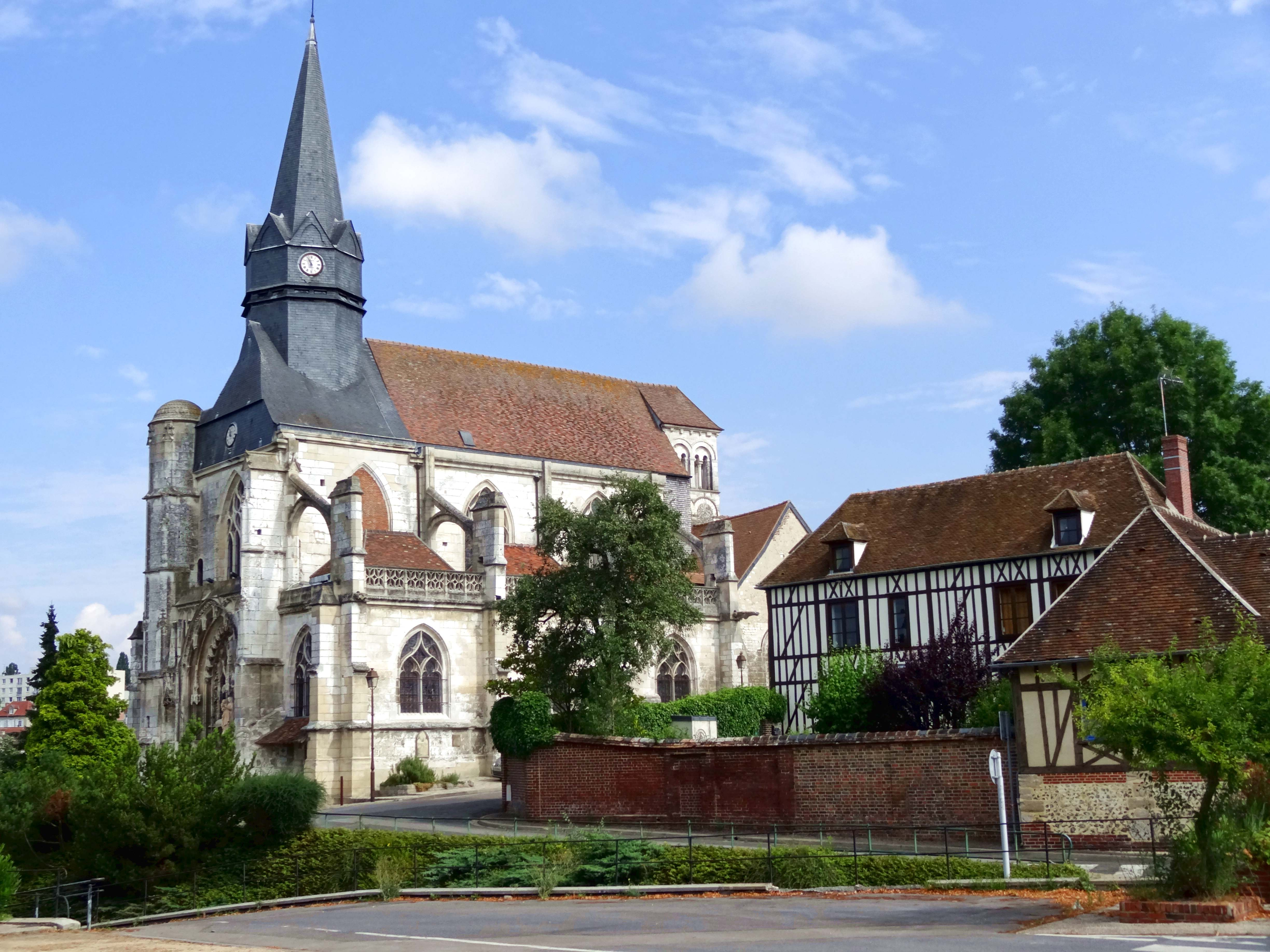
Vue depuis le sud-ouest.

L'église Notre-Dame-de-l'Assomption est située en France, en région Hauts-de-France et dans le département de l'Oise, dans la commune de Beauvais, dans le quartier de Marissel, ancienne commune indépendante rattachée à Beauvais en 1943, rue de Marissel. L'église est bâtie sur un tertre qui domine la rue, perpendiculairement à celle-ci, mais en recul. C'est la façade occidentale, en réalité tournée vers le sud-ouest, qui donne sur la rue. Elle est précédée d'un parvis formant terrasse, où l'on accède par un escalier depuis l'angle des rues de Marissel et Aimé-Besnard, au sud-ouest, ou par l'autre branche de la rue Aimé-Besnard, qui entreprend l'ascension de la pente depuis le sud-est. Les deux branches de la rue Aimé-Besnard bordent les élévations latérales de l'église, et se rejoignent au nord du chevet. La branche qui longe l'élévation septentrionale n'atteint le niveau de l'église que près du chevet, et un mur de soutènement est nécessaire pour parer à la différence de niveau. La façade et les élévations latérales sont bien dégagées, et l'exposition de l'édifice sur un promontoire en fait un élément déterminant du paysage urbain, mais le chevet est dissimulé par des arbres.

## Histoire

### L'histoire de la paroisse

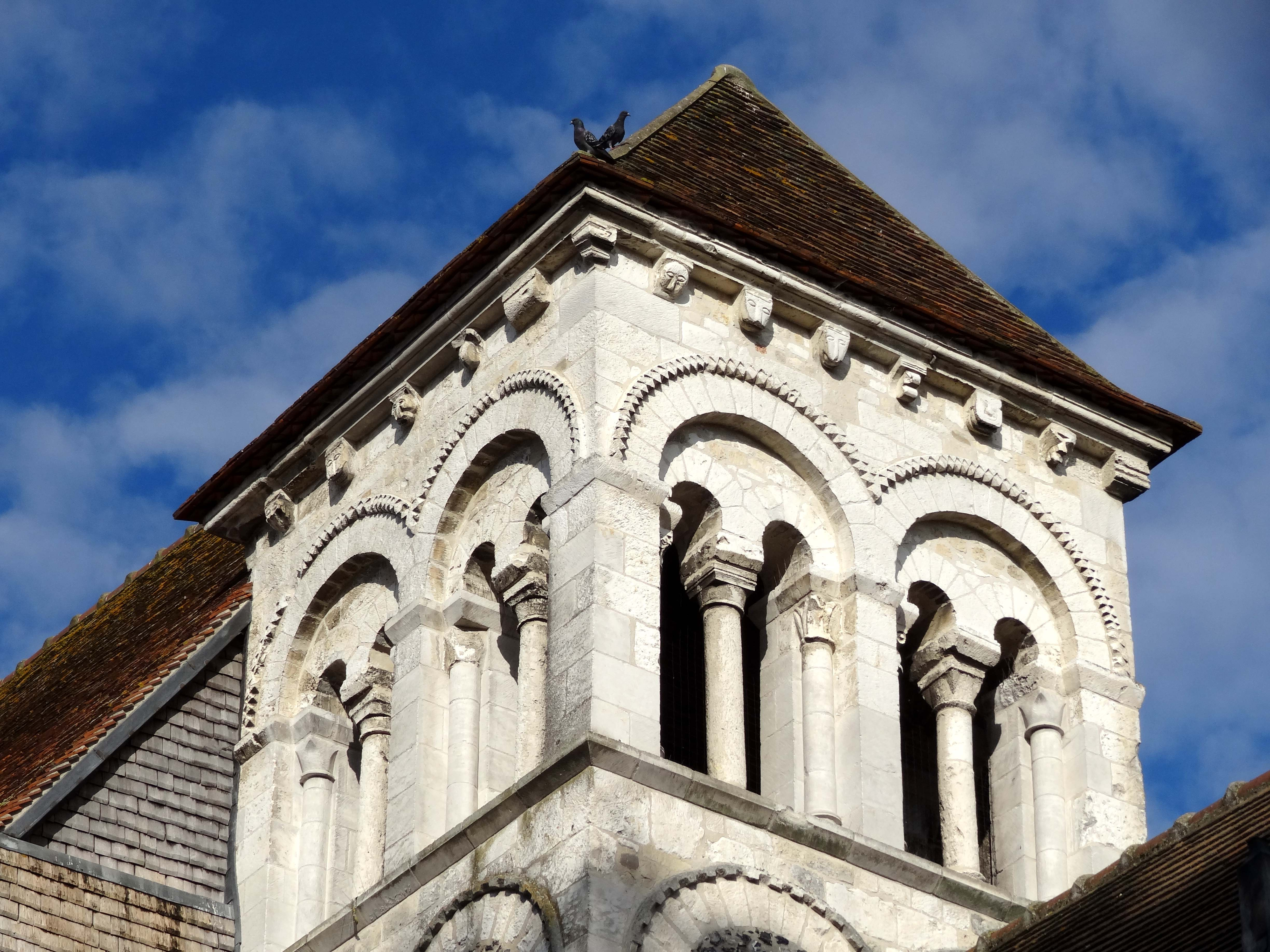
Clocher roman, étage de beffroi, vue depuis le sud-est.

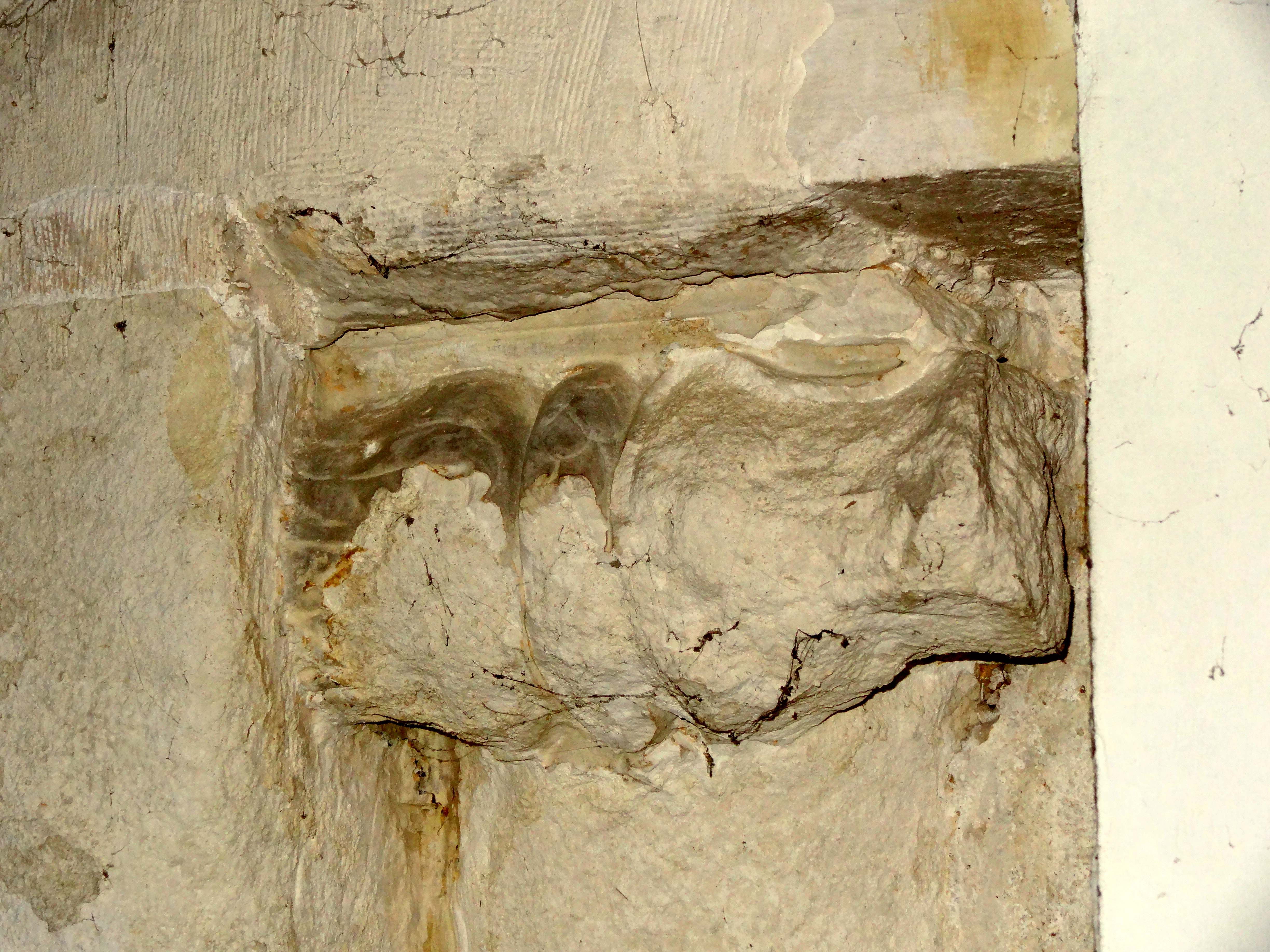
Chapiteau ionique antique.

Le site de Marissel est occupé dès l'époque gallo-romaine, comme on le sait depuis la découverte de la stèle dite du Mercure barbu, de fragments de colonnes et de sculptures, dans une vigne à quatre cents pieds de l'église, en 1694. Un fût ionique, aujourd'hui méconnaissable, est par ailleurs englobé dans le mur sud du croisillon sud, près de l'angle sud-est. En l'absence de fouilles autour de l'église, l'on ignore toutefois si elle succède à un lieu de culte païen au même emplacement. L'histoire de Marissel a toujours été intimement liée à celle de Beauvais, et les découvertes doivent être interprétées dans ce contexte. Bien que paroisse indépendante, Marissel revêt le caractère d'un faubourg de Beauvais, et ne semble jamais avoir été une seigneurie importante. Les habitants sont maraîchers et vignerons. Sous l'Ancien Régime, la paroisse de Marissel relève du doyenné de Montagne (comme Notre-Dame du Thil), de l'archidiaconé de Bray (qui inclut toute la ville de Beauvais), et du diocèse de Beauvais. Le collateur de la cure est le chapitre de la collégiale Saint-Vaast de Beauvais. Mais des circonstances particulières, qui restent à éclairer, veulent que le chapitre de la collégiale Saint-Michel de Beauvais possède également quelque autorité sur l'église. Au XIIe siècle, les mariages sont soumis à l'autorisation des chanoines de Saint-Michel, et une redevance doit être versé aux chanoines à chaque mariage. L'explication est peut-être que les paysans de Marissel sont serfs de la collégiale Saint-Michel. La dîme est partagée entre les deux chapitres déjà mentionnés, le chapitre de la cathédrale Saint-Pierre de Beauvais et l'abbaye Saint-Symphorien de Beauvais. L'histoire de la paroisse Notre-Dame de Marissel est certainement assez bien documentée, à l'instar de celle de toute la ville de Beauvais, mais elle n'a pas encore fait l'objet de publications, et n'est notamment pas prise en compte par Jean-Louis Courtault dans son long article sur l'église de Marissel. Cet auteur se borne à rappeler la procession organisée chaque mois de juillet, quand les reliques et la statue de sainte Angadrème sont portées de la collégiale Saint-Michel vers l'église Notre-Dame, « afin d'obtenir la pluie et un temps favorable pour la conservation des biens de la terre ». Aujourd'hui, Marissel est affilié à la paroisse Beauvais-Nord, dont le principal lieu de culte est l'église Notre-Dame-du-Thil, et l'église Notre-Dame accueille des messes dominicales de juillet à décembre seulement, à 9 h 30 (en alternance avec l'église Saint Jean-Marie Vianney, de janvier à juin). La messe selon la forme extraordinaire du rite romain est proposée chaque jeudi et vendredi soir à 18h30 ainsi que le samedi matin à partir de 9h00 pour les messes basses. Le dimanche et toutes les fêtes d'obligation, la messe chantée est célébrée à partir de 11h00.

### Les campagnes de construction de l'église

#### L'église romane

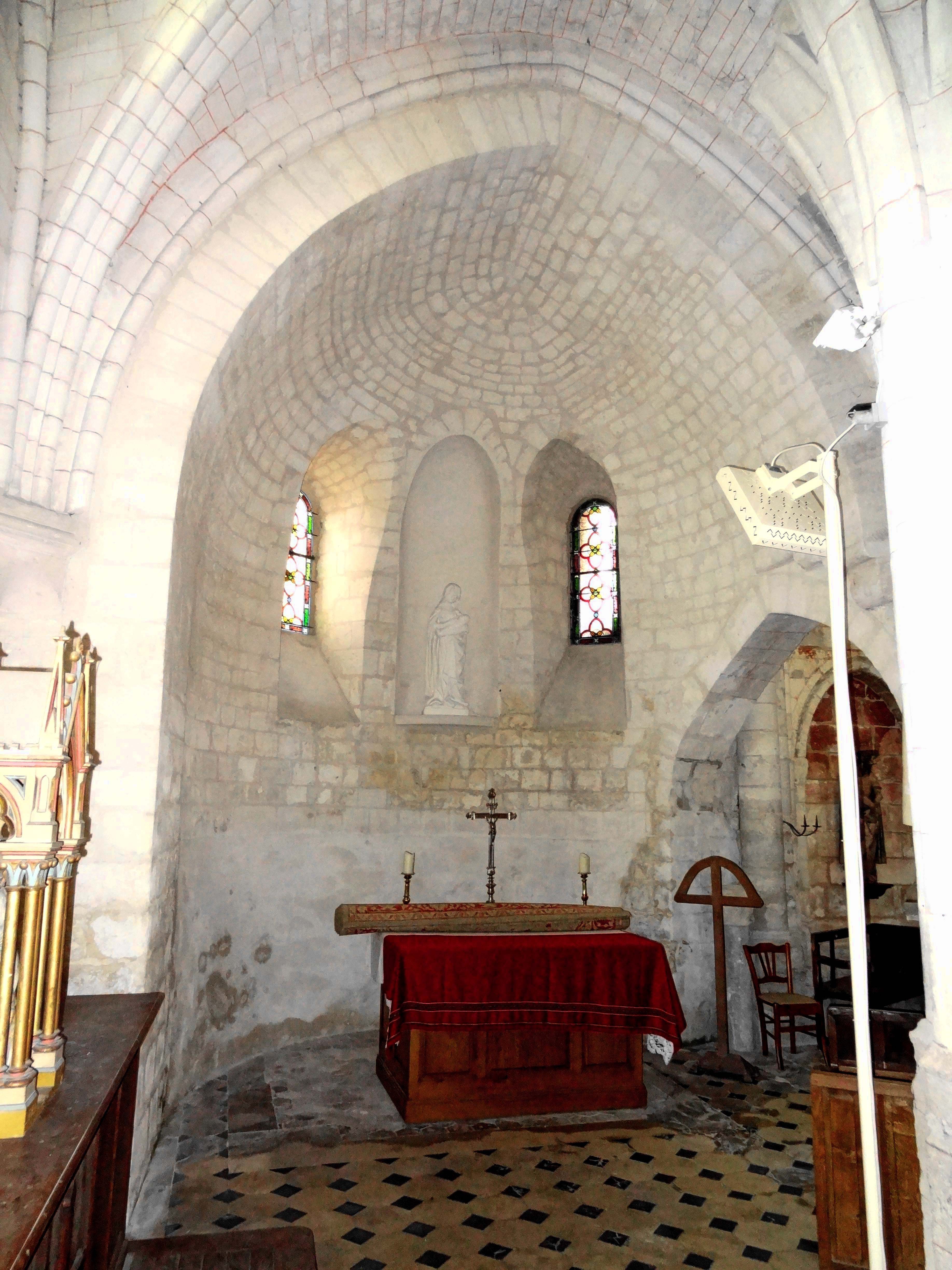
L'absidiole à l'est du croisillon nord était le sanctuaire de l'église romane.

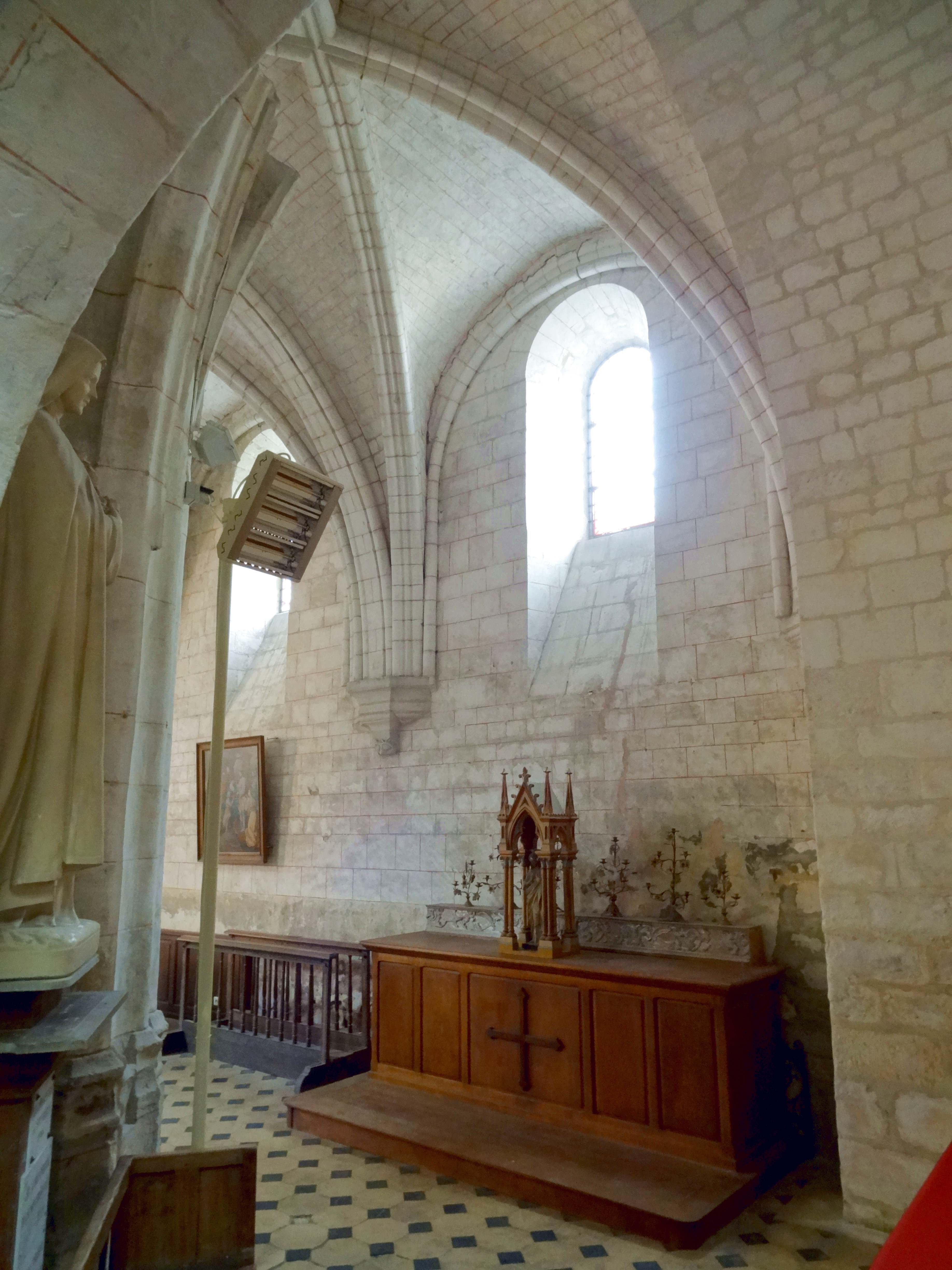
Le croisillon nord du milieu du XIIe siècle (vue depuis l'absidiole) est voûté d'ogives dès le début.

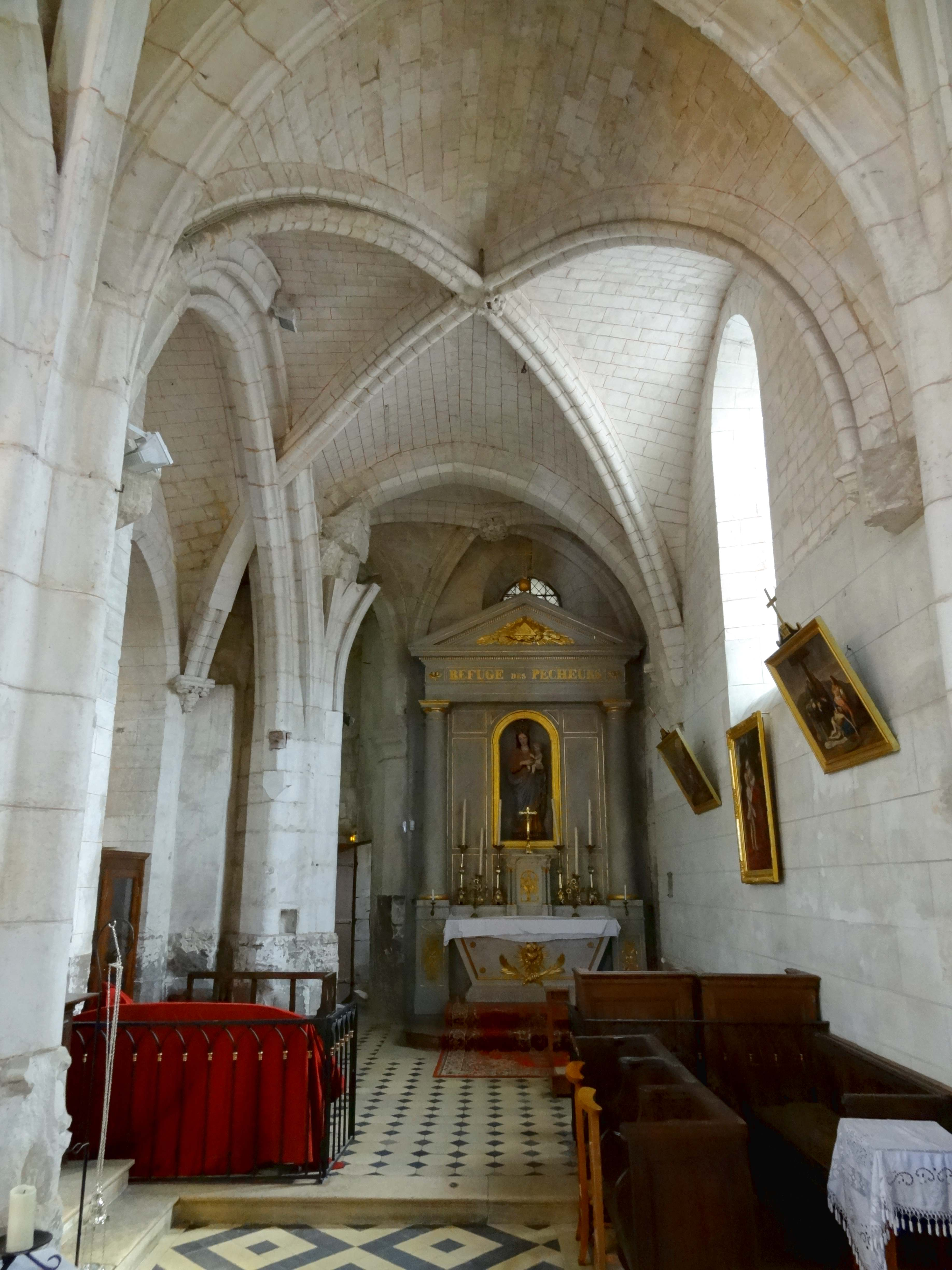
Le croisillon sud du début du XIIIe siècle se divise en deux travées inégales.

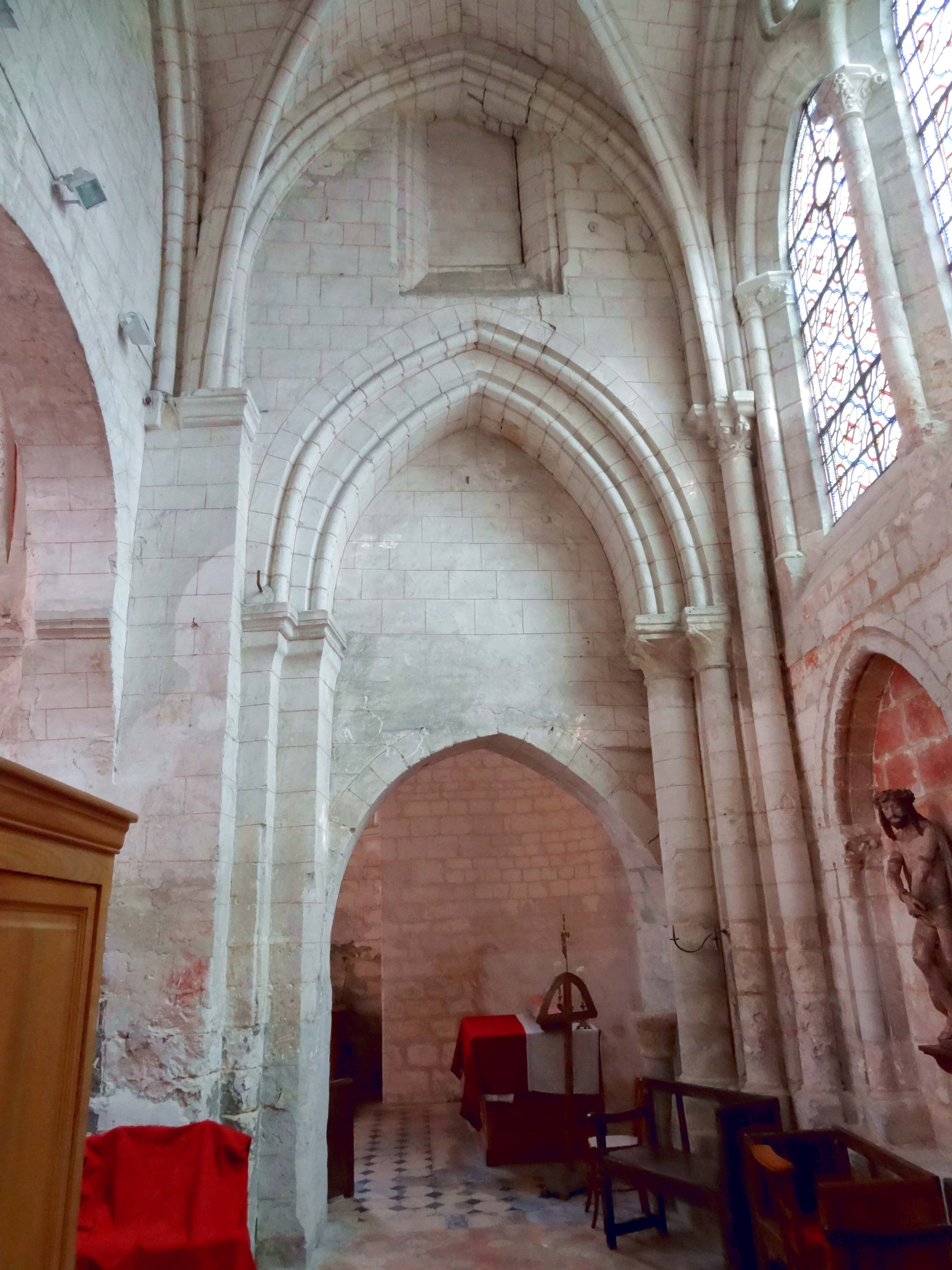
Les grandes arcades du chœur ne s'accordent pas avec les travées sur lesquelles elles ouvrent.

L'église Notre-Dame est un édifice complexe, bien plus que ne le laissent apparaître ses élévations extérieures. La nef et ses bas-côtés sont de style gothique flamboyant et parfaitement homogènes, mais les parties orientales sont issues de différentes campagnes entre le dernier tiers du XIe siècle et le milieu ou la seconde moitié du XIIIe siècle, qu'il n'est pas toujours aisé de départager. Afin de parer à des désordres de structure, la plupart des travées à l'est de la nef et ses bas-côtés ont connu des remaniements depuis leur construction, et des piliers et arcs-doubleaux flamboyants témoignent en plus du projet avorté de leur reconstruction. La première église dont l'édifice actuel comporte encore des éléments est de style roman, et ne comporte apparemment qu'un unique vaisseau. Elle se termine par une abside en hémicycle, qui est voûtée en cul-de-four, et date du dernier tiers du XIe siècle, et possède un clocher latéral de la fin du XIe siècle, qui peut être contemporain de l'abside ou légèrement postérieur. Ce n'est qu'avec l'agrandissement de l'église à partir du milieu du XIIe siècle que le clocher devient central, et que l'abside devient absidiole. En effet, les contreforts aux angles sud-ouest et sud-est du clocher paraissent conçus pour être situés à l'extérieur, et la tour est d'un diamètre très restreint ; d'autre part, l'absidiole est symétrique à l'origine, et l'une de ses fenêtres est dissimulée derrière un contrefort du chœur, qui a été percé d'une fente pour laisser entrer le jour malgré tout. Jean-Louis Courtault ajoute encore d'autres observations pour étayer son hypothèse, sans être en mesure d'apporter une preuve irréfutable. Quoi qu'il en soit, pas toutes les églises romanes du Beauvaisis sont dotées d'un clocher central, comme le montrent Cramoisy et Warluis, par exemple, et nombreuses sont les églises dont le vaisseau central actuel a été bâti à côté de la nef primitive : Allonne, Bailleval, Cauvigny, Courcelles-sur-Viosne, Fontenay-en-Parisis, Limay (dans un premier temps, démoli au XVIIe siècle), Monchy-Saint-Éloi, Villers-Saint-Frambourg, etc.

#### L'agrandissement des parties orientales à la période gothique
Alors qu'elle est encore en travaux, ou à peine achevée, l'église Notre-Dame devient victime d'un incendie, dont le clocher et l'absidiole portent encore les traces, sous la forme de pierres calcinées et de marques de réparations. Ces traces sont visibles dans les combles. Elles ne concernent aucune des autres travées aujourd'hui conservées, qui sont donc postérieures, ce que tend aussi à démontrer l'analyse stylistique. On ne peut toutefois pas exclure que la nef romane reste indemne, et soit conservée jusqu'à la reconstruction flamboyante. En tout cas, la reconstruction du XIIe siècle donne lieu à un agrandissement par transformation en église de plan cruciforme. Ces travaux traînent en longueur, car les deux bras du transept ne sont pas analogues, et les deux croisillons ainsi que le nouveau chœur sont bâtis l'un après l'autre. L'on commence par le croisillon nord, qui est encore plus roman que gothique, et datable du milieu du XIIe siècle. Or, Jean-Louis Courtault estime que la « mouluration sommaire » des consoles qui supportent les voûtes indiquent plutôt la fin du XIe siècle, et que le voûtement est « évidemment postérieur » au transept, les consoles étant donc un réemploi. Effectivement, les formerets ne sont pas parfaitement alignés au-dessus des fenêtres, mais c'est fréquent à la première période gothique. Sinon, les consoles du côté sud affichent au contraire de multiples strates de modénature, et ne paraissent pas archaïques : elles sont seulement dépourvues de décor sculpté. Il n'y a pas d'écart stylistique entre la console médiane du côté nord et le modillon placé en dessous, qui évoque les têtes grimaçantes des corniches romanes du XIIe siècle. Les voûtes sont proches de celles du second quart du XIIe siècle que Dominique Vermand a analysées, comme à Bornel, Cambronne-lès-Clermont, Cauvigny, Foulangues, Lavilletertre, Mogneville et Ully-Saint-Georges. Du reste, le voûtement d'ogives étant encore inconnu dans le Beauvaisis au tout début du XIIe siècle, les consoles ne peuvent pas dater de la fin du XIe siècle indépendamment de leur facture. La réception des voûtes sur des consoles ou culs-de-lampe et non sur des colonnettes à chapiteaux n'est pas non plus une caractéristique particulière de la fin du XIIe siècle, comme le prétend Courtault : les colonnettes à chapiteaux prévalent même à cette époque. Les consoles sont parfois employées à la période romane : bas-côtés d'Acy-en-Multien et Béthisy-Saint-Pierre, deuxième doubleau de la nef de Saint-Vaast-lès-Mello, croisillons de Saint-Étienne de Beauvais, chœurs de Crouy-en-Thelle et Rocquemont, collégiale Notre-Dame-du-Fort d'Étampes...
Le chantier ne reprend pas avant la fin du XIIe siècle, par le croisillon sud. Ses caractéristiques stylistiques sont nettement différentes de celles de son homologue au nord, et le plan varie également. Au nord, l'intersection entre les deux voûtes identiques se trouve devant la base du clocher, dont l'arcade a dû être diminuée afin de permettre la pose des culs-de-lampe. Cet inconvénient est évité au sud en optant pour une première travée plus profonde, et une deuxième travée de faible profondeur, que l'on peut considérer comme chapelle attenante au croisillon. Jean-Louis Courtault pense que si cette chapelle est aussi peu profonde, c'est qu'une autre structure, probablement la cage d'escalier aujourd'hui présente ou une sacristie, lui fait suite à l'est, et empêche son développement en profondeur. L'auteur oublie ici que les sacristies ne sont pas encore d'usage au XIIIe siècle. L'explication est peut-être plus simple : le maître d'ouvrage souhaite que les deux croisillons soient de dimensions égales. Mais si l'on considère que le chœur, bâti peu de temps après le croisillon sud, comporte de grandes arcades au nord et au sud, dont les dimensions ne correspondent ni à l'absidiole ni à la chapelle du croisillon nord, et que la chapelle a été revoûtée ultérieurement (ou achevée tardivement), l'on peut imaginer que l'absidiole devait être remplacée par une chapelle plus grande, et qu'une telle chapelle devait aussi être prévue au sud. Reste que son plan envisagé demeure énigmatique, car les contreforts à l'angle sud-est de la chapelle du croisillon sud datent bien de la fin du XIIe ou du début du XIIIe siècle.
La question d'une console réemployée revient à la retombée sud du doubleau intermédiaire du croisillon. Cette console, qualifiée de très archaïque par Courtault, est sculptée de feuilles polylobées appliquées, qui ne sont pas connues à la période romane. La console est donc gothique, même si le profil de son tailloir est rudimentaire. Il y a manifestement un écart stylistique entre cette console et celle affichant une tête humaine dans l'angle nord-est de la première travée, mais il peut s'expliquer par une interruption du chantier. Un écart stylistique s'observe également entre les chapiteaux des grandes arcades du chœur, et les autres chapiteaux et la voûte de cette même travée. Mais une fois de plus, cet écart est exagéré par Jean-Louis Courtault, qui est persuadé que les ogives amincies en forme d'amande n'existent qu'à partir de la deuxième moitié du XIIIe siècle et surtout au XIVe siècle. Or, Eugène Lefèvre-Pontalis indique déjà en 1909 que les ogives en forme d'amande apparaissent dès les années 1140 dans la salle capitulaire de la cathédrale de Durham, puis dans l'avant-nef de la basilique Saint-Denis. Le profil des ogives de la chapelle du croisillon sud et du chœur de Marissel est compris dans le profil de Saint-Denis signalé par Lefèvre-Pontalis. L'histoire de la construction des parties orientales de l'église Notre-Dame est donc un peu moins complexe qu'imaginée par Jean-Louis Courtault. L'unique revoûtement avéré est celui de la base du clocher, qui date d'une époque quand le voûtement d'ogives n'était pas encore répandu dans la région. Le diamètre important des formerets indique la première période gothique. Le tore en forme d'amande des ogives incite Courtault à proposer une datation du milieu du XIIIe siècle, mais étant donné les objections de Lefèvre-Pontalis, on peut avancer l'opération de plusieurs décennies.

#### La reconstruction flamboyante

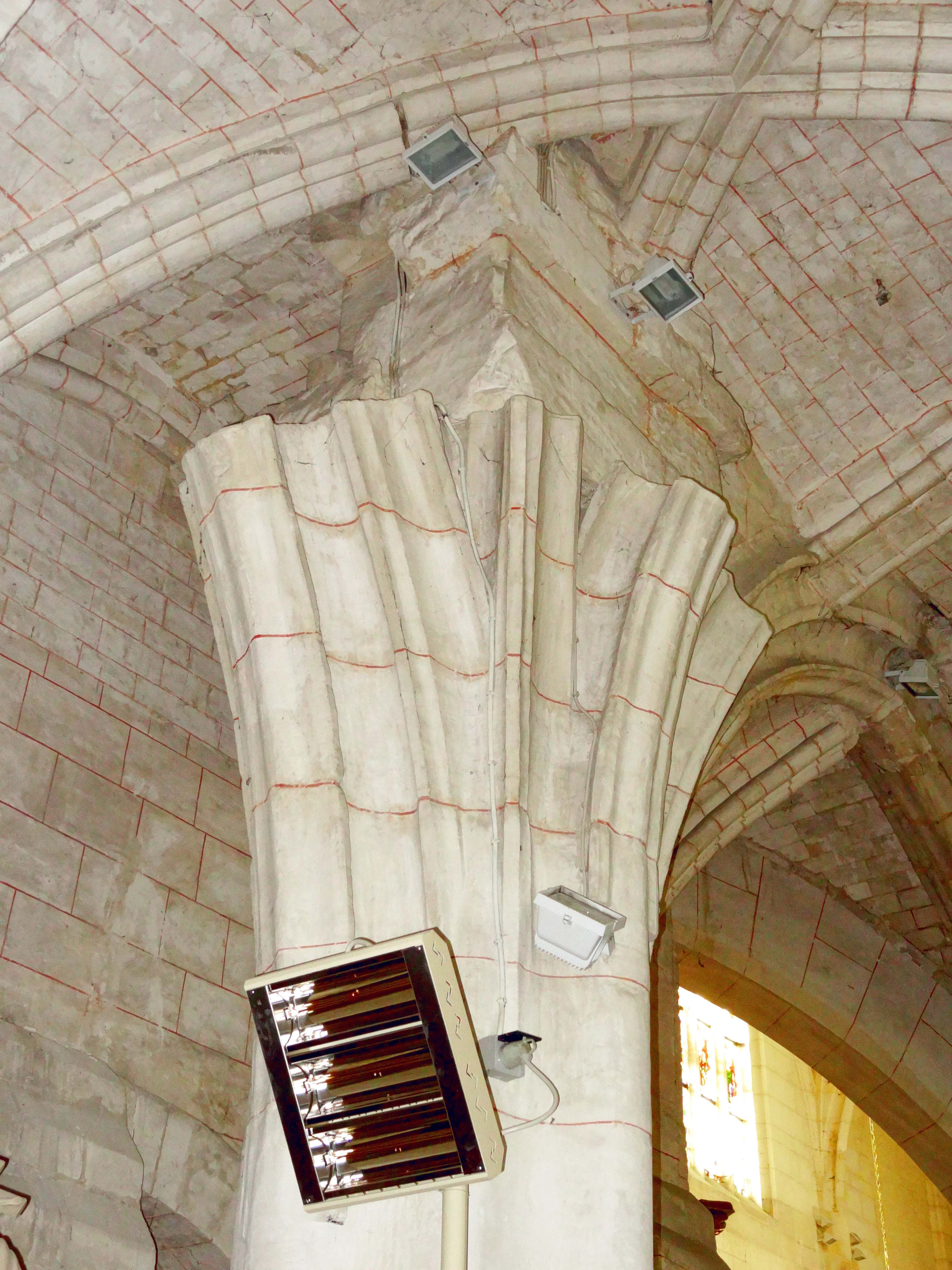
Pilier flamboyant sans emploi dans le croisillon nord.

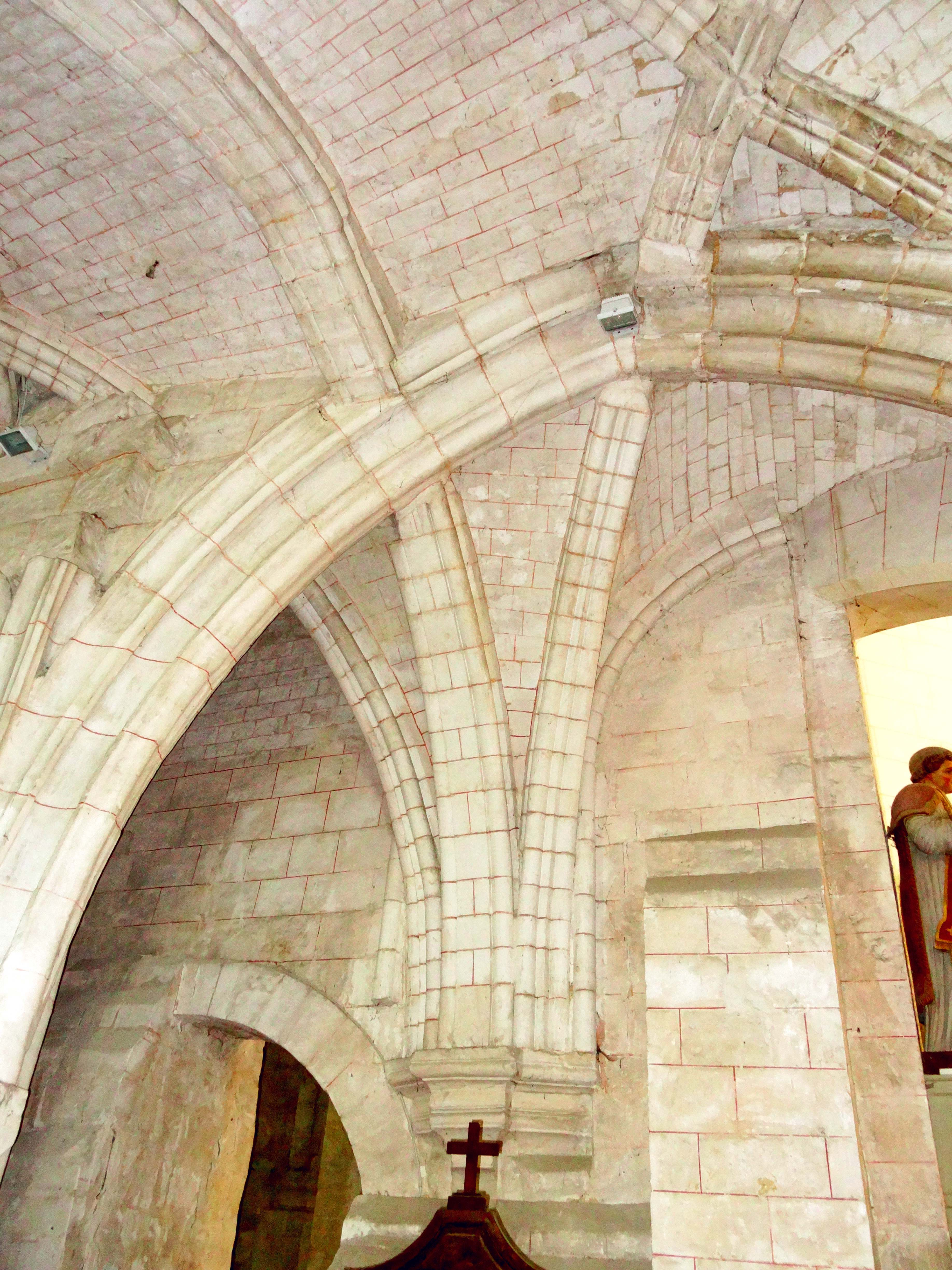
Enchevêtrement des ogives du milieu du XIIe siècle et du doubleau flamboyant dans le croisillon nord.

Vers 1260, les parties orientales de l'église Notre-Dame ont pris la forme qu'on leur connaît actuellement, abstraction faite des piliers et doubleaux flamboyants ajoutés dans les croisillons vers 1580 en vue de la démolition et reconstruction de toutes les travées anciennes. En revanche, rien de la nef et des bas-côtés actuels n'existe encore, et l'on ignore à quoi ressemblaient la nef et les bas-côtés en place à la période de la guerre de Cent Ans. À l'exemple de l'église Saint-Étienne, Annie Henwood-Reverdot a démontré que les destructions par faits de guerre sont négligeables dans la ville de Beauvais à cette époque, et que la principale menace pour les édifices religieux est représentée par le manque de moyens pour leur entretien et les réparations courantes. Les historiens anciens avaient tendance à surestimer l'impact des destructions. Ainsi, l'église Notre-Dame n'est apparemment pas détruite sous la guerre de Cent Ans, mais au moment du siège de Beauvais en été 1472, si l'on se fie à l'intuition de Jean-Louis Courtault. Ce destin serait partagé avec le palais épiscopal et les églises Saint-Hippolyte, Sainte-Marguerite, Saint-Symphorien, etc. L'auteur ne peut malheureusement pas citer un document indiquant la date du début des travaux. Comme le donnent à penser les analogies stylistiques avec le transept de la cathédrale Saint-Pierre conçu par Martin Chambiges, soulignées par l'auteur lui-même, et le nouveau chœur de Saint-Étienne, cette date doit être beaucoup plus tardive que les années 1470, et ne devrait pas être antérieure aux années 1510. Le rapport avec le siège de Beauvais n'est donc pas évident. Le plus ancien document cité par Courtault est un marché que les marguilliers passent avec Antoine Chéniau pour construire le grand portail et le bas-côté droit, en 1564. Chéniau est un maître-maçon qui a travaillé sur les voûtes du transept de la cathédrale. Il doit également élever la tourelle d'escalier en façade et les arcs-boutants, et faire sculpter les chimères et gargouilles, dont six pour le pignon. Pour ce faire, Chéniau dispose de cinq compagnons et d'un budget alloué de sept cents livres. Après la mort de Chéniau en 1575, le marché est repris par Jacques David et Antoine Fournier, qui engagent seulement deux ouvriers.
Alors que la nouvelle église n'est pas encore achevée, elle est consacrée par le nouvel évêque Nicolas Fumée, peu de temps après son installation le 8 octobre 1577 (alors que sa nomination officielle remontait à 1575). L'évêque promet une indulgence de quarante jours à quiconque visite l'église de Marissel en y laissant quelque aumône, et accorde aux habitants une charte leur permettant de fêter chaque année, le 14 juin, l'anniversaire de cette dédicace, sans se livrer par contre à la danse et des divertissements dangereux pour la vertu. C'est l'origine de la fête de Marissel. Par la suite, le chantier n'avance plus beaucoup. Sans doute le budget est-il épuisé. Le pignon de la façade n'est jamais entrepris. La construction d'un nouveau chœur est préparée par l'édification d'un pilier dans chacun des croisillons, qui est relié par un arc-doubleau au dernier pilier de la nef et porte des départs de nervures de voûte. Les nouveaux doubleaux croisent les ogives des voûtes anciennes et semblent étayer leurs voûtains, mais le projet est évidemment de pouvoir démonter le clocher roman et d'abattre le chœur gothique sans toucher en même temps aux croisillons. Ceux-ci auraient pu être conservés jusqu'à l'achèvement du nouveau sanctuaire. Afin de faire redémarrer le chantier, un paroissien, Nicolas Brocard, laisse un legs de cent écus en 1591, mais apparemment sans effet. L'église de Marissel reste donc à jamais inachevée. Même si c'est moins flagrant que pour la cathédrale Saint-Pierre, qui n'a qu'une seule travée de nef, les piliers flamboyants dans les croisillons sont là pour le rappeler, et donnent un échantillon des méthodes appliquées jadis pour limiter au strict minimum l'interruption du culte lors des reconstructions. Dans cet état, l'église Notre-Dame est classée au titre des monuments historiques par arrêté du 13 juin 1913. Il est à préciser que des balustrades à jour couronnent les murs de la façade jusqu'aux années 1970, quand elles sont démontées, et que le bouchage des fenêtres latérales de la première travée de la nef ne date que du XIXe siècle, quand la flèche en charpente est mise en place. Ces modifications seraient appelées à demeurer provisoires. Il serait certainement utile de passer en revue les différentes campagnes de restauration depuis le XIXe siècle et d'examiner leur impact, ce que Jean-Louis Courtault a complètement négligé. Il mentionne seulement que le pignon du chevet et la sacristie sont issus d'une campagne de restauration de la seconde moitié du XXe siècle.

## Description

### Aperçu général

Plan de l'église.

Orientée irrégulièrement vers le nord-est du côté du chevet, l'église Notre-Dame répond à un plan à trois vaisseaux, et est symétrique le long de son axe jusqu'à la troisième travée, et irrégulière au-delà. Les dimensions ne sont pas indiquées par Jean-Louis Courtault. Seule la nef comporte deux niveaux d'élévation, avec l'étage des grandes arcades et l'étage des fenêtres hautes. Elle compte trois travées, plus une courte travée de plan trapézoïdal, qui s'insère entre la partie antérieure des deux croisillons, et permet la transition vers la largeur nettement plus restreinte de la base du clocher. Celle-ci est suivie par un petit chœur d'une seule travée, dont les deux murs sont légèrement obliques, de sorte que la largeur diminue successivement à l'approche du chevet. En raison de la très mauvaise visibilité sur le chœur depuis la nef, le chœur liturgique a été aménagé à la fin de la nef et dans la base du clocher, qui abrite le maître-autel. La nef s'accompagne de deux bas-côtés de trois travées chacun ; et la travée trapézoïdale, la base du clocher et la partie antérieure du chœur, de deux croisillons ou plutôt chapelles, puisqu'il n'y a pas de transept dans le sens propre du terme. Chacun des croisillons ou chapelles possède deux voûtes successives, qui sont de dimensions identiques pour le croisillon nord, mais inégales pour le croisillon sud, où la seconde travée est de très faible profondeur. Elle ne se raccorde pas directement avec le chœur, mais une travée triangulaire s'intercale entre les deux parties. Une absidiole en hémicycle suit au croisillon nord, tandis qu'une sacristie moderne suit au croisillon sud, et dépasse à l'est la ligne du chevet. L'ensemble de l'église est voûté d'ogives, à l'exception de l'absidiole, qui est voûtée en cul-de-four ; de la travée trapézoïdale à l'est de la nef, qui est plafonnée ; et de la travée intermédiaire au sud du chœur, qui est pourvue d'une sorte de voûte en berceau aplatie. L'on accède à l'église par le portail occidental de la nef, ou l'une des deux petites portes à gauche et à droite de la façade occidentale. C'est la porte de droite qui est normalement utilisée, et équipée d'un tambour. La nef est recouverte d'une toiture à deux rampants, sur laquelle est assise une flèche couverte d'ardoise au-dessus de la première travée, et qui bute contre le clocher roman à l'est. Les croisillons et le chœur sont également munies de toitures à deux rampants perpendiculaires au clocher, avec des pignons regardant le nord, l'est et le sud. Les bas-côtés sont dotés de toits en pavillon, et le clocher roman, d'une pyramide de charpente.

### Intérieur

#### Nef

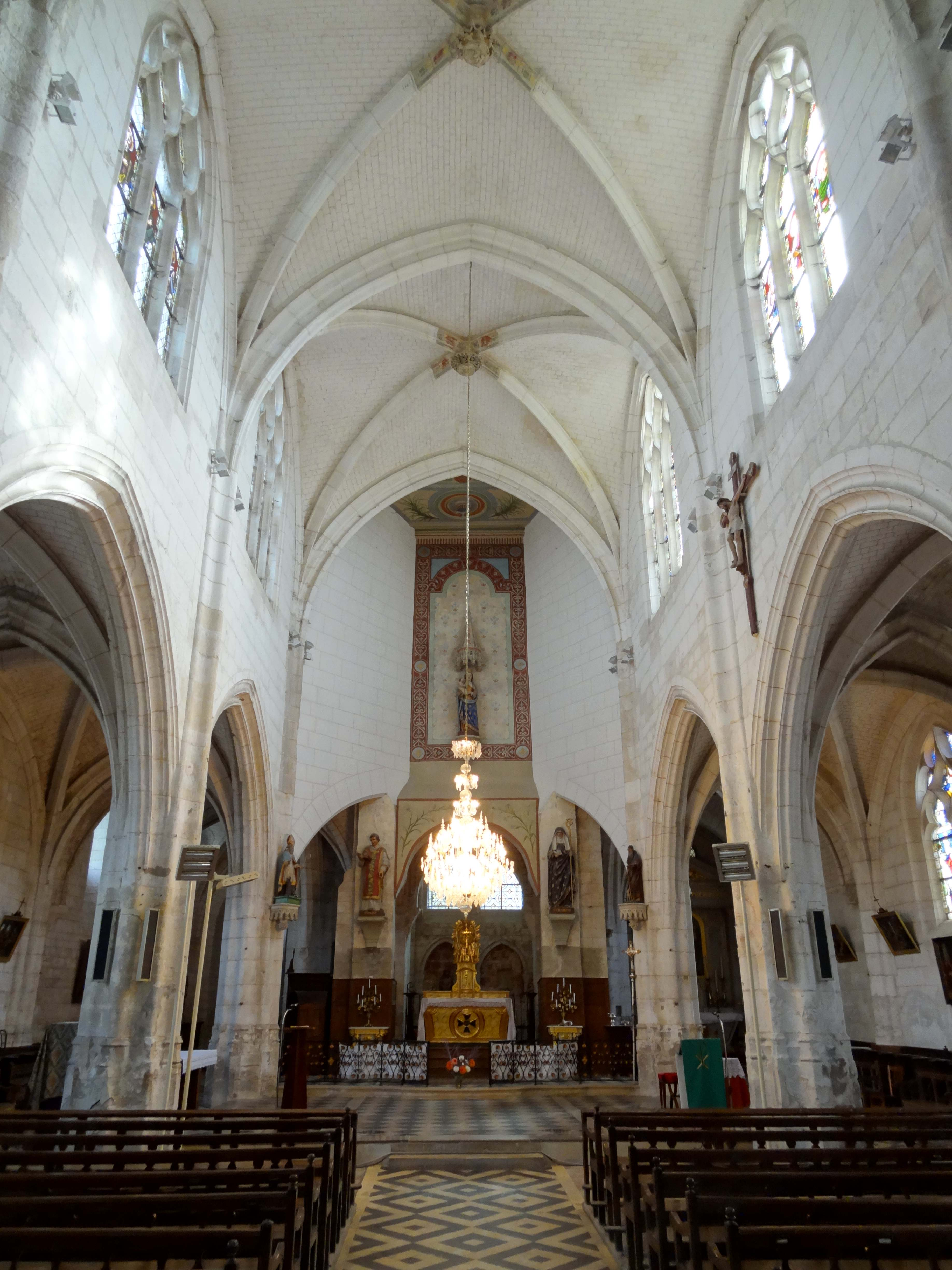
Nef, vue vers l'est.

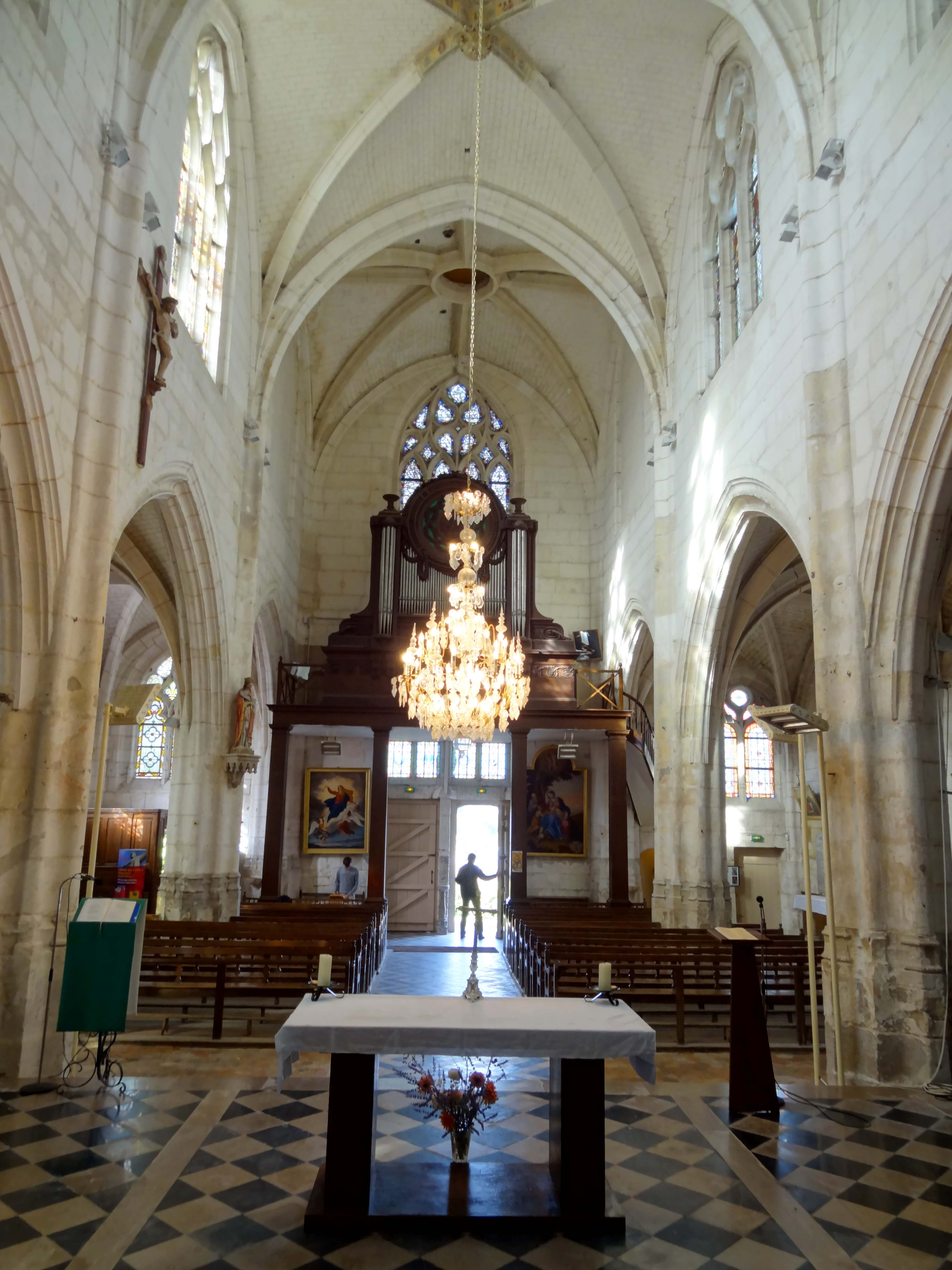
Nef, vue vers l'ouest.

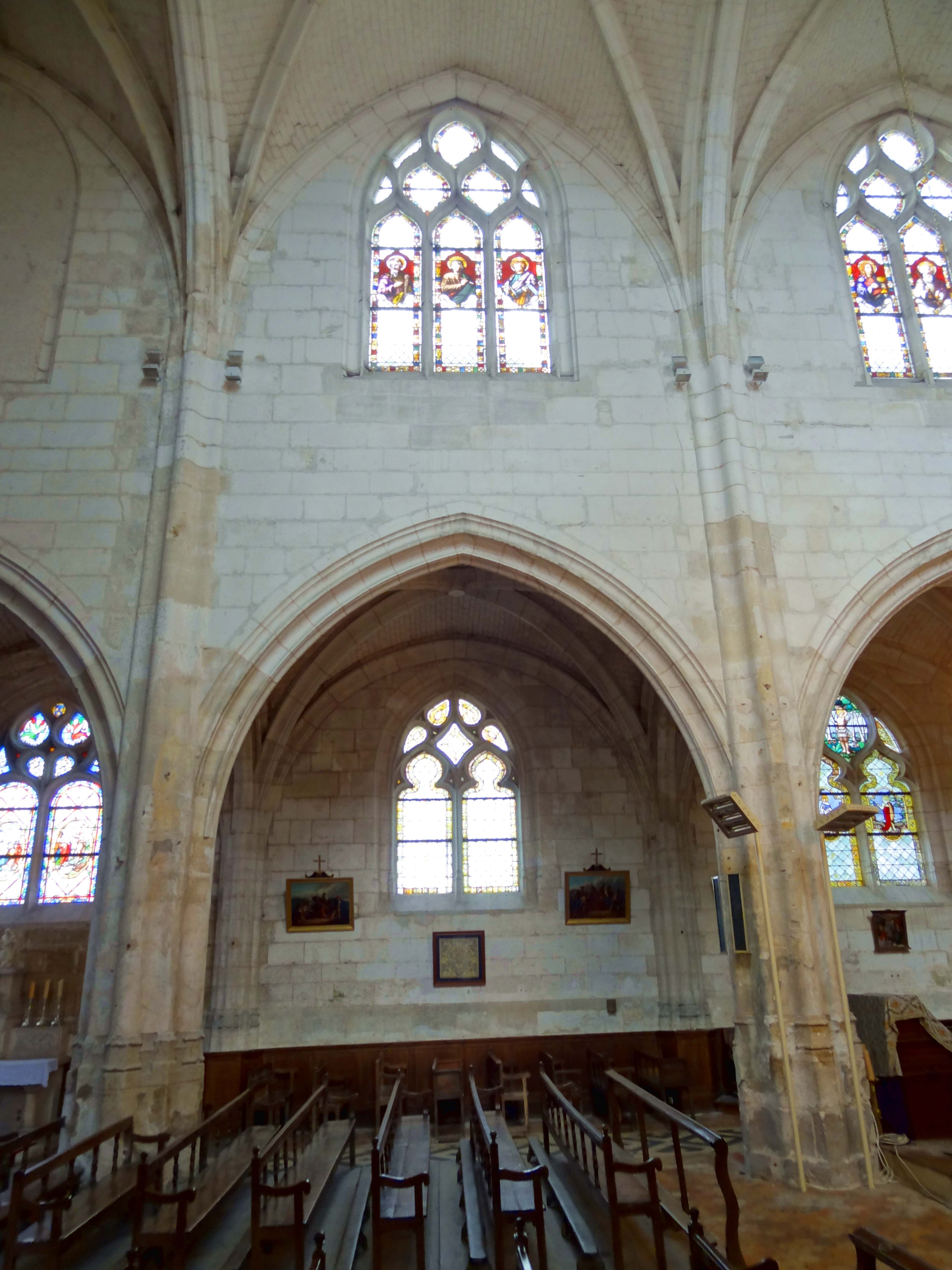
2e travée, élévation nord.

La façade, très élaborée, annonce un édifice ambitieux. La nef est effectivement large, élancée et lumineuse. Elle est seulement inhabituellement courte pour un vaisseau aussi large, comme à Maimbeville, ce qui explique que les paroissiens souhaitèrent le prolonger vers l'est par la construction d'un chœur des mêmes proportions. Cependant, il convient de relativiser un peu le nombre modeste de trois travées, car les travées sont presque carrées et non barlongues dans le sens transversal, comme le veut l'usage général à la période gothique, ce qui les rend plus grandes. Malgré la période de construction tardive pour un édifice gothique, toutes les dates connues concernant la seconde partie du XVIe siècle, l'influence de la Renaissance ne se fait pas ressentir : non seulement tous les arcs sont-ils en tiers-point, mais aussi les clés de voûte sont-elles purement flamboyants. Avec son étage de fenêtres hautes, l'église Notre-Dame traduit la volonté des habitants de disposer d'une église qui en impose, digne d'une ville. Si les fenêtres hautes sont la règle aux XIIe et XIIIe siècles, elles sont généralement réservées aux édifices les plus importants après la guerre de Cent Ans, comme Saint-Étienne de Beauvais, Chaumont-en-Vexin ou L'Isle-Adam, ou apparaissent dans des édifices successivement reconstruits, comme Bessancourt, Précy-sur-Oise, Saint-Antoine de Compiègne ou Serans. Des exceptions existent bien sûr, comme en témoignent La Roche-Guyon ou Vétheuil. Comme souvent, les fenêtres sont poussées haut sous les lunettes des voûtes, mais avec leur largeur équivalente à la moitié de la largeur des travées, elles sont relativement grandes, et procurent un éclairage généreux. Le réseau de trois lancettes aigües surmontées de trois soufflets de la même forme et d'étroites mouchettes est identique pour toutes les fenêtres hautes, et inspiré de Saint-Étienne de Beauvais. La première travée a perdu ses fenêtres latérales en raison de la nécessité de renforcer les murs pour qu'ils puissent supporter la charge de la flèche, mais restent la fenêtre occidentale et le tympan ajouré du portail. La portion de murs qui sépare les fenêtres des grandes arcades prend assez peu de place, soit cinq assises, ce qui est possible grâce aux toits en pavillon peu encombrants des travées des bas-côtés. Nonobstant, les fenêtres hautes et les murs au-dessus des grandes arcades représentent presque la moitié de la hauteur des élévations latérales, ce qui rappelle que la hauteur du vaisseau se limite au minimum nécessaire pour assurer encore une impression d'élancement. La hauteur sous le sommet des voûtes est égale à deux fois la largeur, et la hauteur des piliers engagés représente les deux tiers de la hauteur totale.
L'architecture de la nef est assez simple et épurée, avec un renoncement total aux chapiteaux et frises, conformément aux préceptes du style flamboyant, qui sont loin d'être systématiquement appliqués à la période concernée. La fluidité des lignes est privilégiée, et dans le même esprit, le maître d'œuvre a également renoncé à tout élément de scansion horizontal à l'intérieur de l'église. Sauf dans la première travée, il n'a pas non plus recours à des liernes et tiercerons, et les voûtes sont établies sur des croisées d'ogives simples, sans doute dans le but d'éviter toute surcharge. Sur ce plan, le maître d'œuvre s'éloigne de la cathédrale et du chœur de Saint-Étienne, et d'autres grandes églises flamboyantes du diocèse (dont notamment Pont-Sainte-Maxence). La voûte de la première travée est percée d'un trou de cloches en son milieu, et agrémentée de quatre liernes, comme souvent dans les bases de clocher. La clé de la deuxième travée arbore un disque sculpté de feuilles de vigne, d'une grappe de raisin et de deux gerbes de blé, et est entourée de découpages flamboyants sous la forme d'arcatures trilobées inversées, et d'un ruban de feuillages. La clé de la deuxième travée arbore également un disque, cette fois-ci sculpté d'un calice, d'une hostie, et d'instruments de la Passion, et entouré de pampres et de petits cercles. En l'absence de tout autre décor sculpté, la mouluration joue donc un rôle essentiel. Elle est prismatique et aigüe. Les ogives accusent un listel entre deux fines moulures concaves et deux larges gorges, et se détachent des voûtains. Ce profil simple et raffiné à la fois est emblématique du style flamboyant dans la région. Les formerets correspondent à la moitié des ogives. Les doubleaux et les grandes arcades répondent au même profil, ce qui est plutôt l'exception, car les doubleaux sont généralement calqués sur les ogives à la période flamboyante. L'intrados affiche un faible renflement sous la forme de deux doucines affrontés. L'extrados est entaillé de deux voussures qui se composent d'une fine moulure concave et d'une large gorge, et sont délimitées inférieurement par une mince arête saillante. Un profil analogue se trouve dans l'église voisine d'Allonne. Les nervures des voûtes se fondent dans des piliers ondulés à trois renflements engagés dans les murs, qui se poursuivent jusqu'au sol sur des piliers ondulés à huit renflements, qui reçoivent également les grandes arcades et les voûtes des bas-côtés. Ce type de piliers est très répandu, et se rencontre aussi à Allonne, Armancourt, Saint-Étienne de Beauvais, Chevrières, Clermont (à certains endroits seulement), Raray, Rivecourt, Roberval, Venette et Verneuil-en-Halatte, pour ne citer que quelques exemples. La sobriété se marie bien avec les surfaces murales lisses et blanches, obtenues grâce à l'emploi de pierres de taille de bonne qualité et d'un teint très clair, qui n'ont pas besoin d'être enduites, et met en valeur les vitraux polychromes.

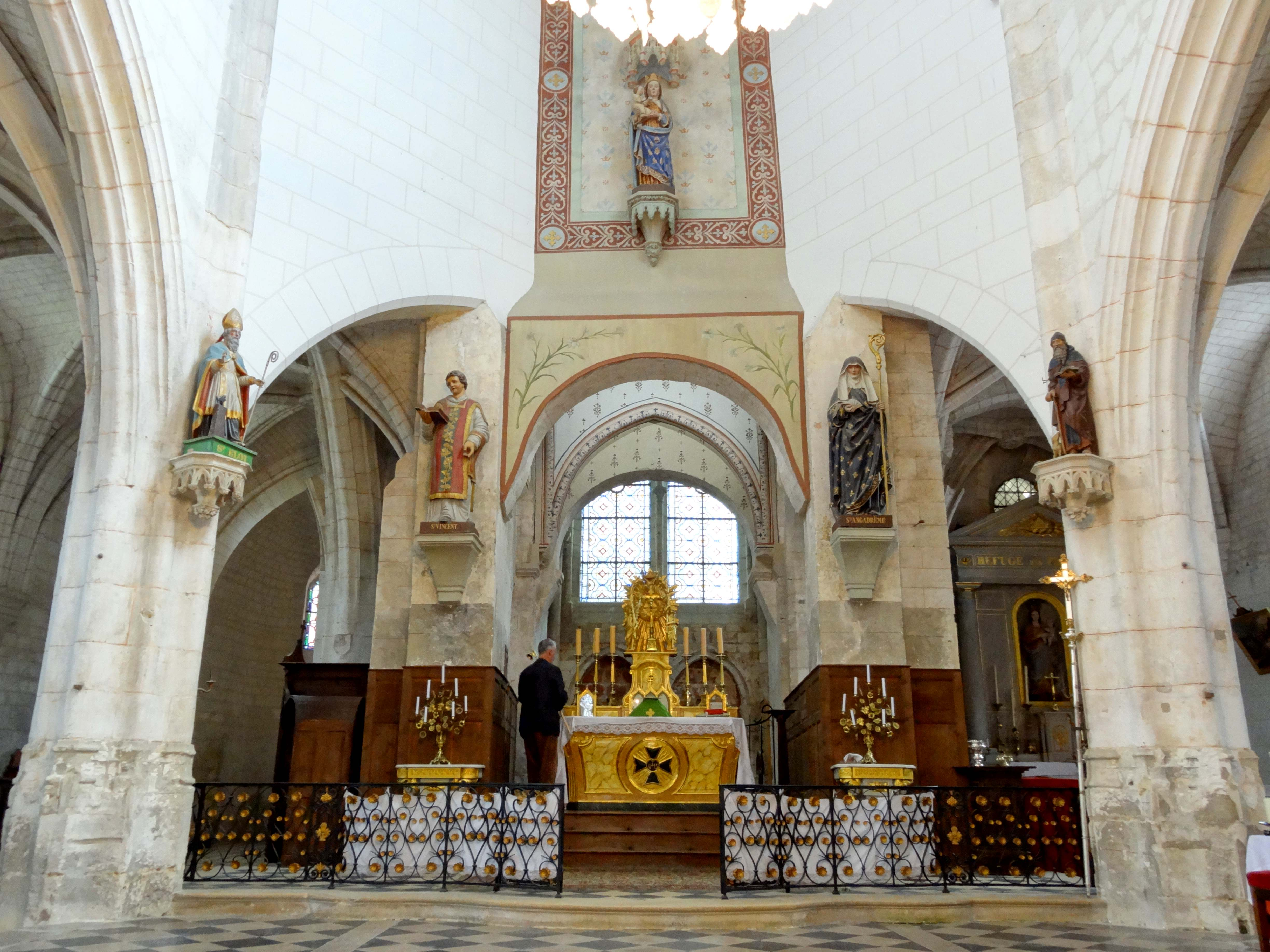
Vue dans le sanctuaire.
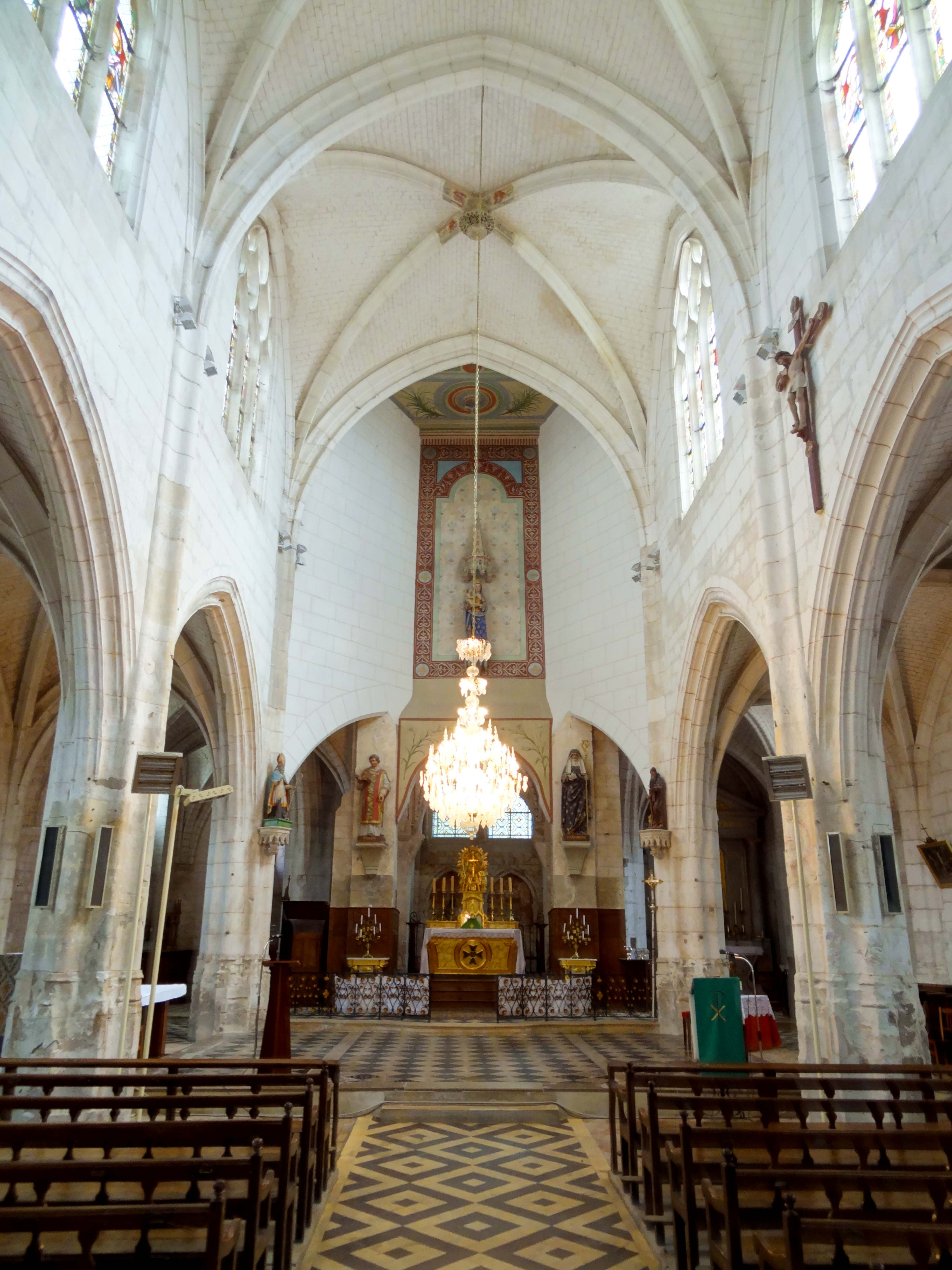
Vue vers l'est.
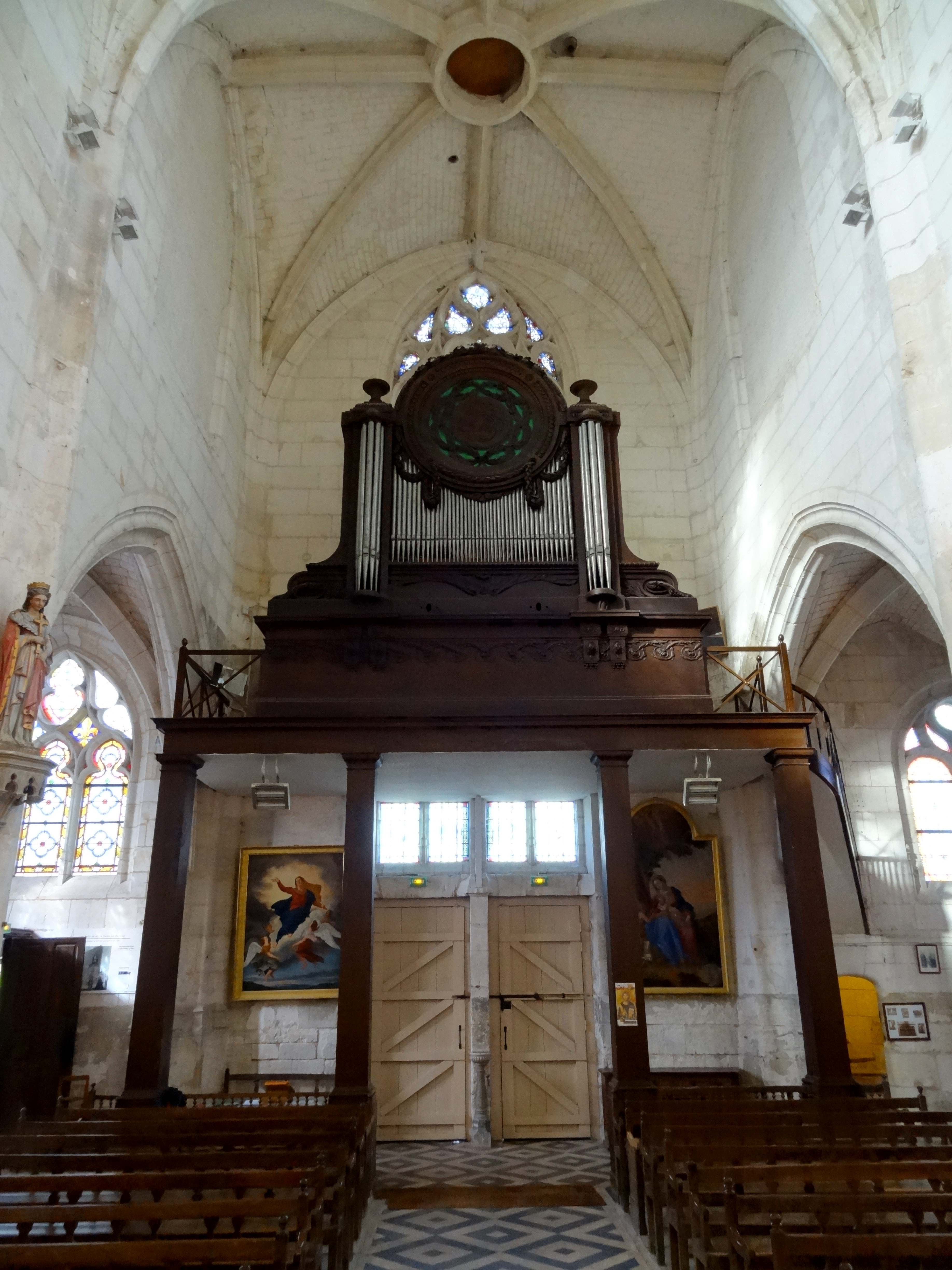
Vue vers l'ouest.
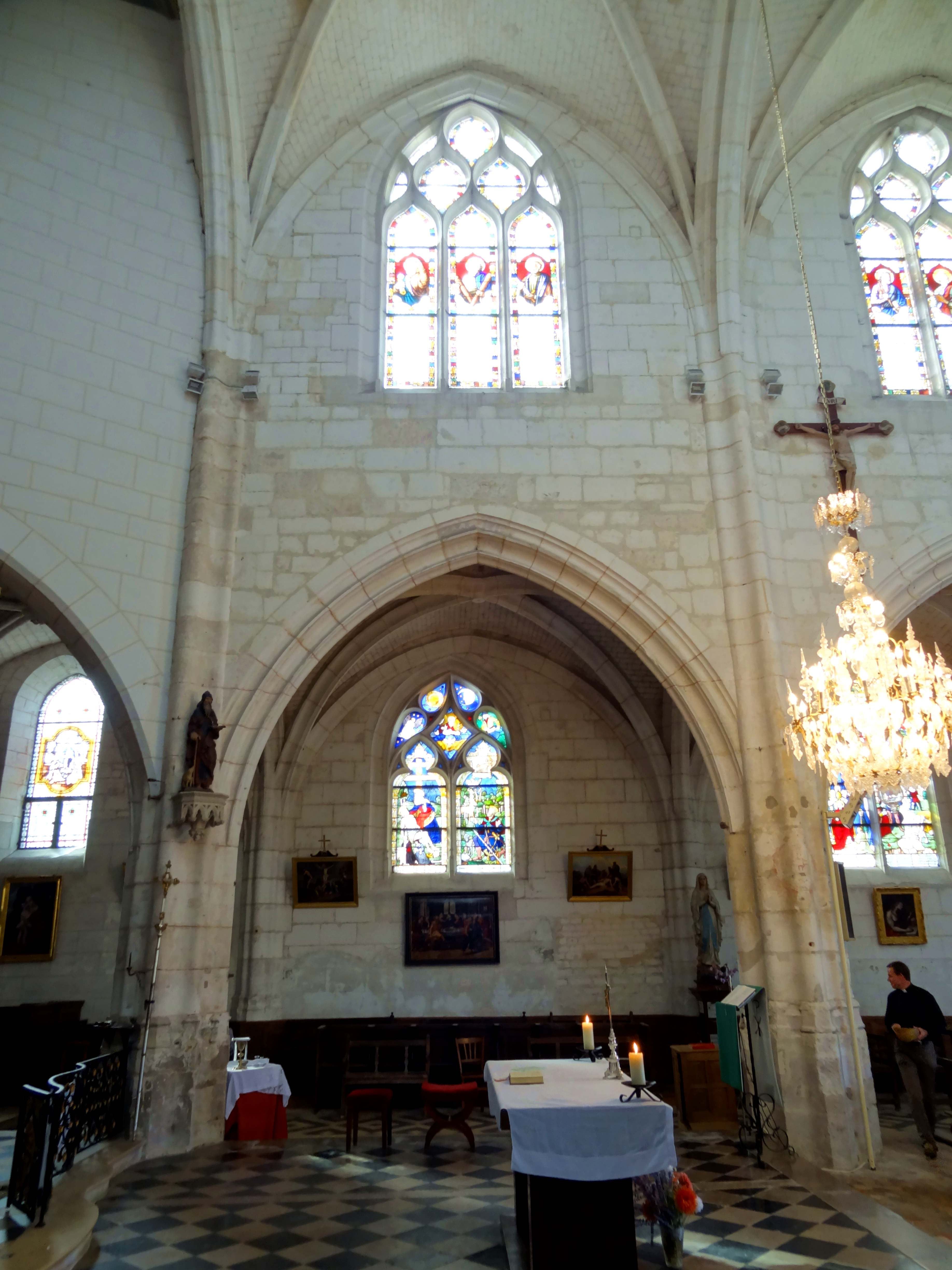
3e travée, élévation sud.
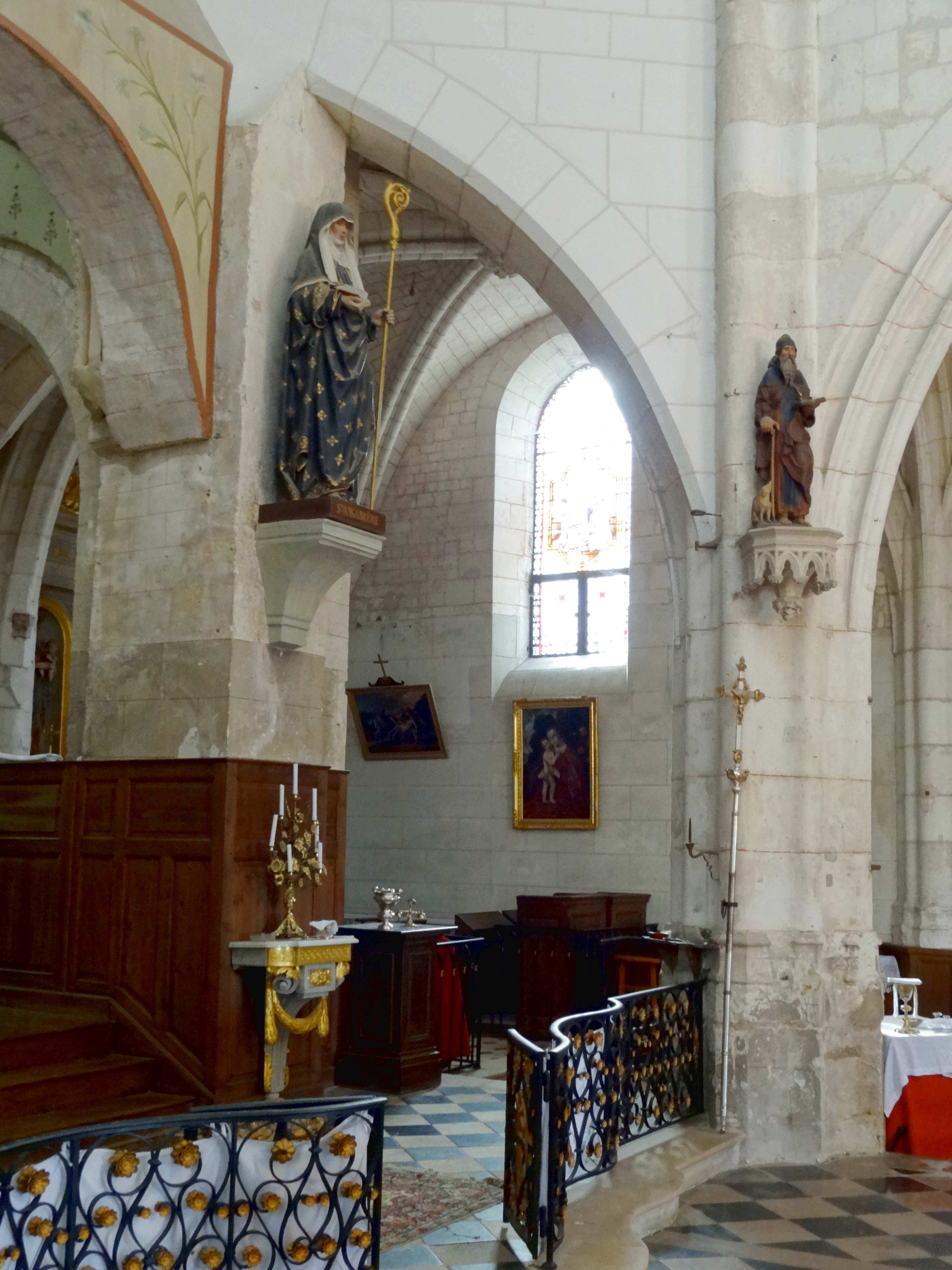
4e travée, vue vers le sud.
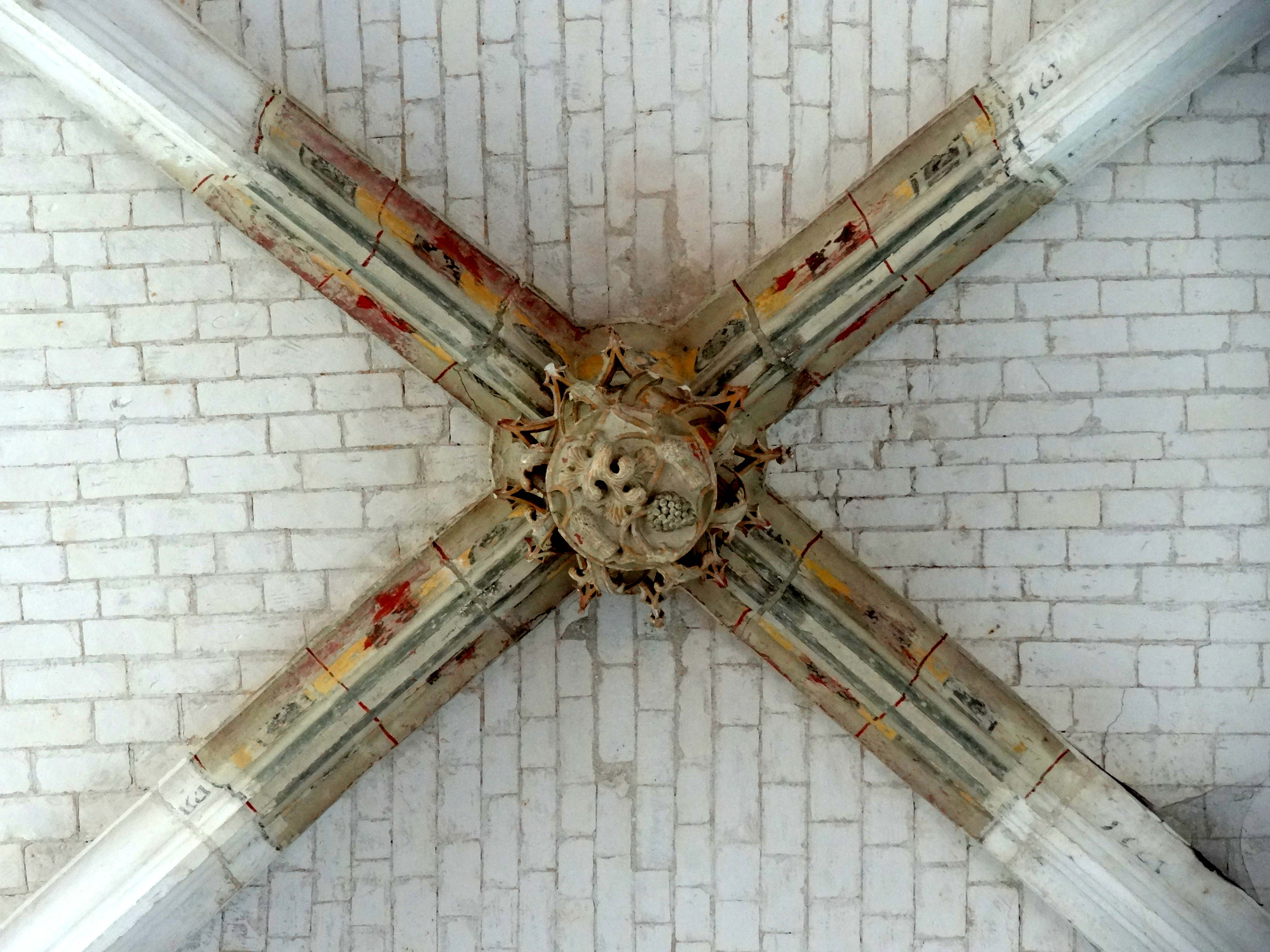
Clé de voûte de la 2e travée.

#### Bas-côtés

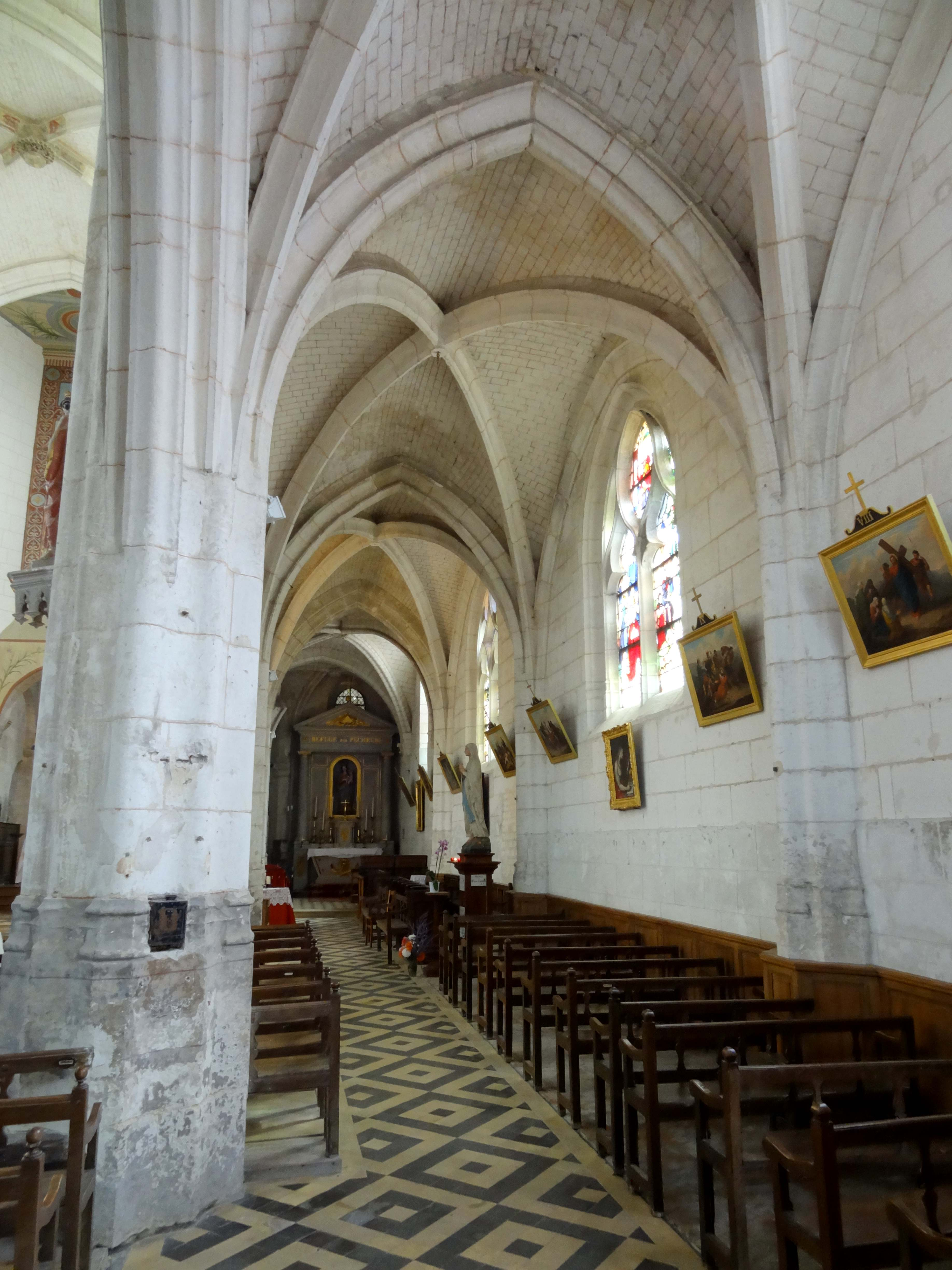
Bas-côté sud, vue vers l'est.

Moitié moins hauts que la nef mais aussi moitié moins larges, les bas-côtés ont les mêmes proportions de la nef dans la coupe transversal. Mais la profondeur des travées est bien sûr la même, et celles-ci sont donc de plan barlong dans le sens longitudinal. Les bas-côté sont stylistiquement cohérents avec la nef, et tout aussi sobres. L'on note que la limite des allèges n'est pas marquée par un bandeau mouluré, et que les murs latéraux sont donc dépourvus de tout élément de scansion. Les pourtours des fenêtres sont moulurées d'une fine moulure concave et d'une large gorge, qui sont munies de bases polygonales comme sur les meneaux des fenêtres. Cette même mouluration se trouve aussi sur les fenêtres hautes et à l'extérieur. Les réseaux se limitent à deux lancettes, sauf pour la baie occidentale du bas-côté sud, et répondent à six modèles  différents. Le remplage de la deuxième travée du nord se répète au sud, et il en va de même pour la troisième travée. Toutes les lancettes sont à têtes trilobées, sauf pour la première travée du bas-côté nord, où elles sont en plein cintre. Le lobe central est très large et se rétrécit à sa base, et les lobes latéraux sont réduits à des quarts-de-cercles, ce qui évoque Allonne. Selon les cas, les lancettes sont en tiers-point, ou formées par une accolade, comme pour les fenêtres hautes de la nef. Des losanges entre deux soufflets règnent sur la partie supérieure des remplages, ou un soufflet simplifié entre deux mouchettes, cas de la deuxième travée. Dans la première travée du nord toutefois, ce sont des flammes d'un dessin plus libre qui surmontent les formes en plein cintre. Quant aux voûtes et leurs supports, elles n'appellent que peu de remarques. Premièrement, il n'est pas tout à fait exact que les clés de voûte ne sont pas décorées, comme l'affirme Jean-Louis Courtault. Une rosace de feuillages garnit la clé de la première travée du nord. Dans les autres travées, des orifices servaient à la fixation de clés amovibles, qui sont aujourd'hui perdues. Les fortes restaurations visibles à l'extérieur démontrent que l'église Notre-Dame n'a pas traversé les siècles sans subir les injures du temps. Deuxièmement, les piliers ondulés engagés dans les murs sont à cinq, et non à trois renflements, comme c'est le cas dans la nef. Enfin, les bas-côtés permettent d'apercevoir les bases des piliers, qui sont indépendants à chacun des renflements, et réservées aux ondulations. Elles prennent la forme de plinthes moulurées. Les bases ne sont pas octogonaux, comme si souvent, mais reproduisent, de manière simplifiée, le plan des piliers.

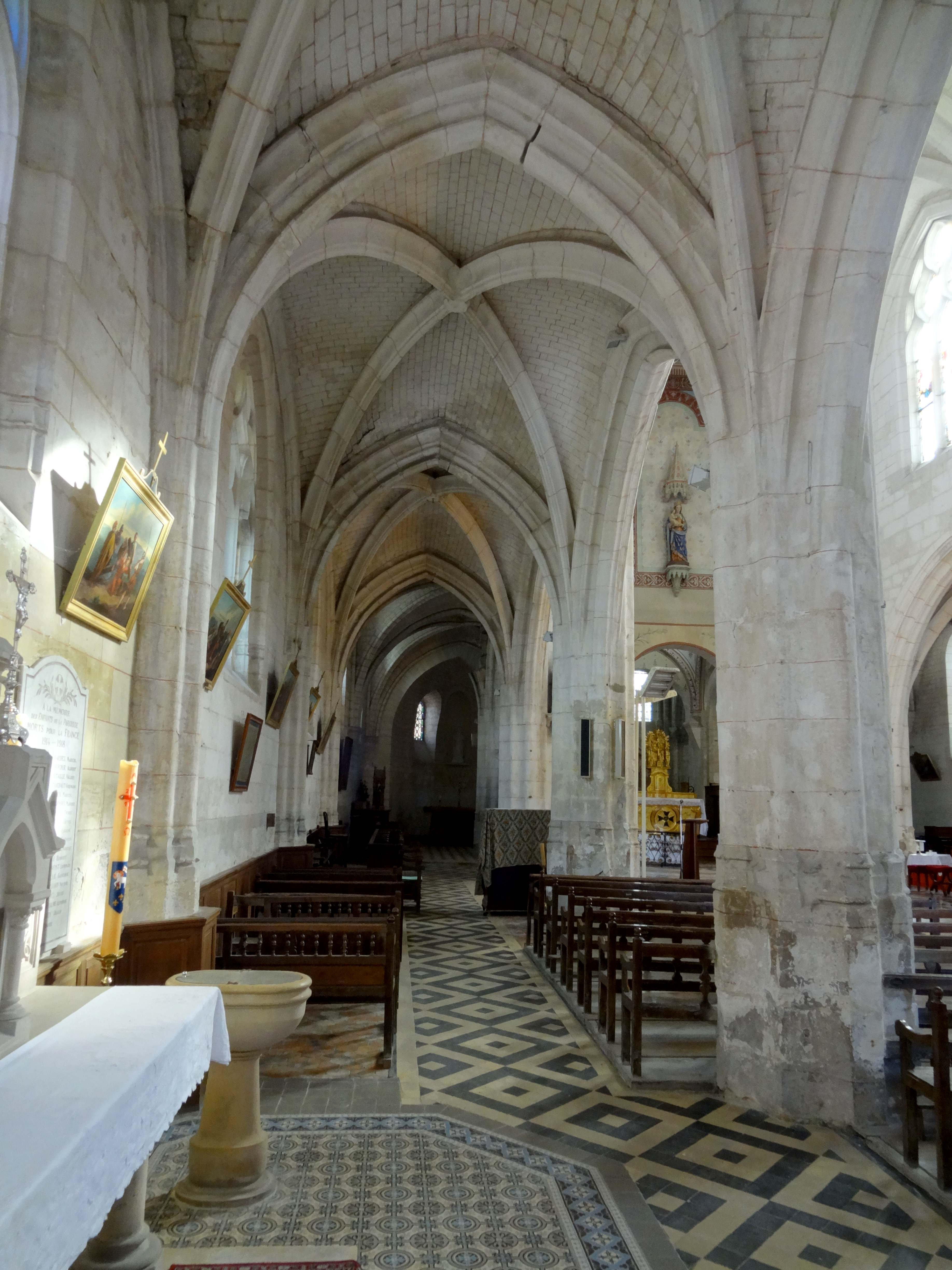
Bas-côté nord, vue vers l'est.
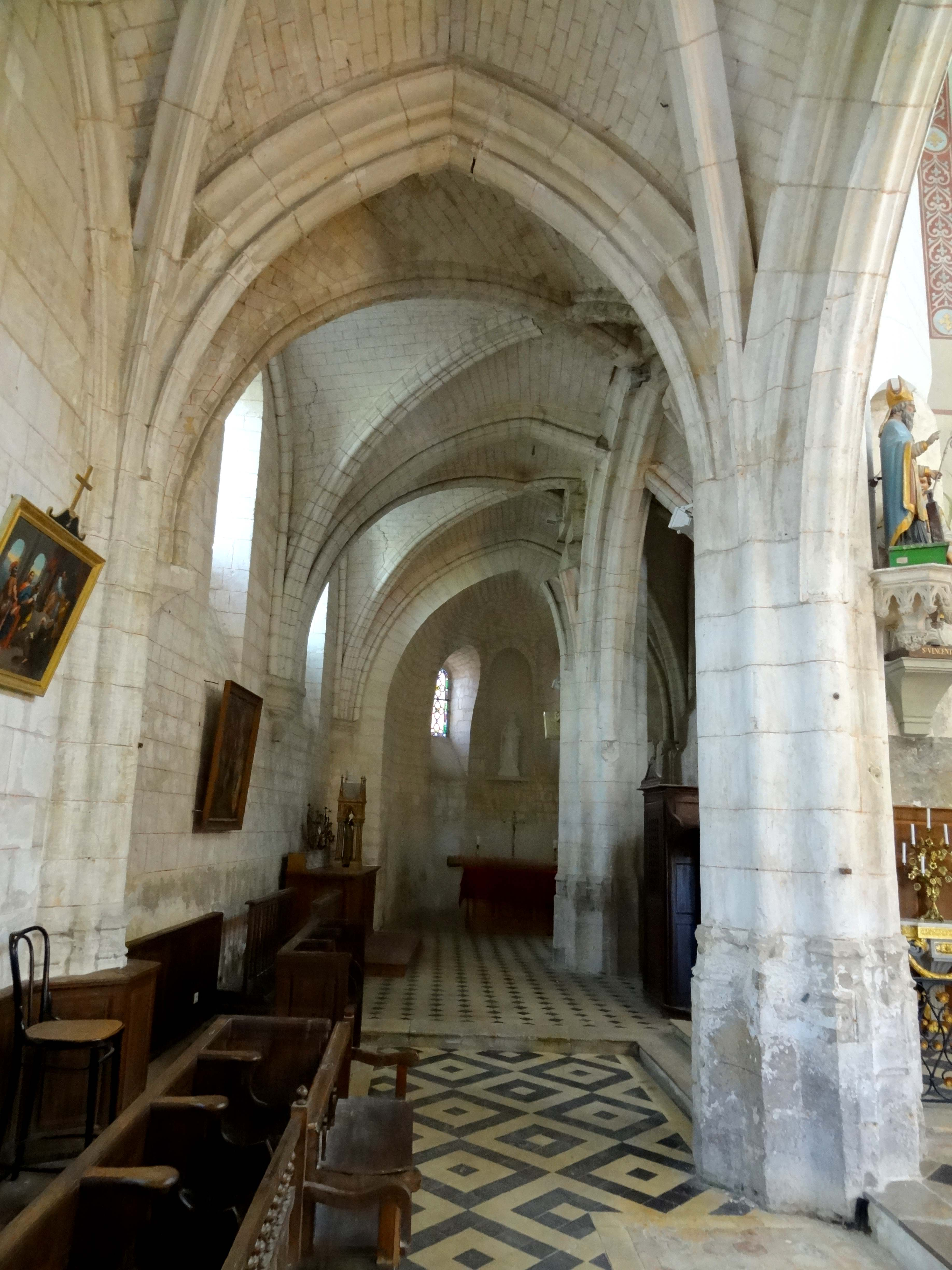
Bas-côté nord, vue vers l'est.
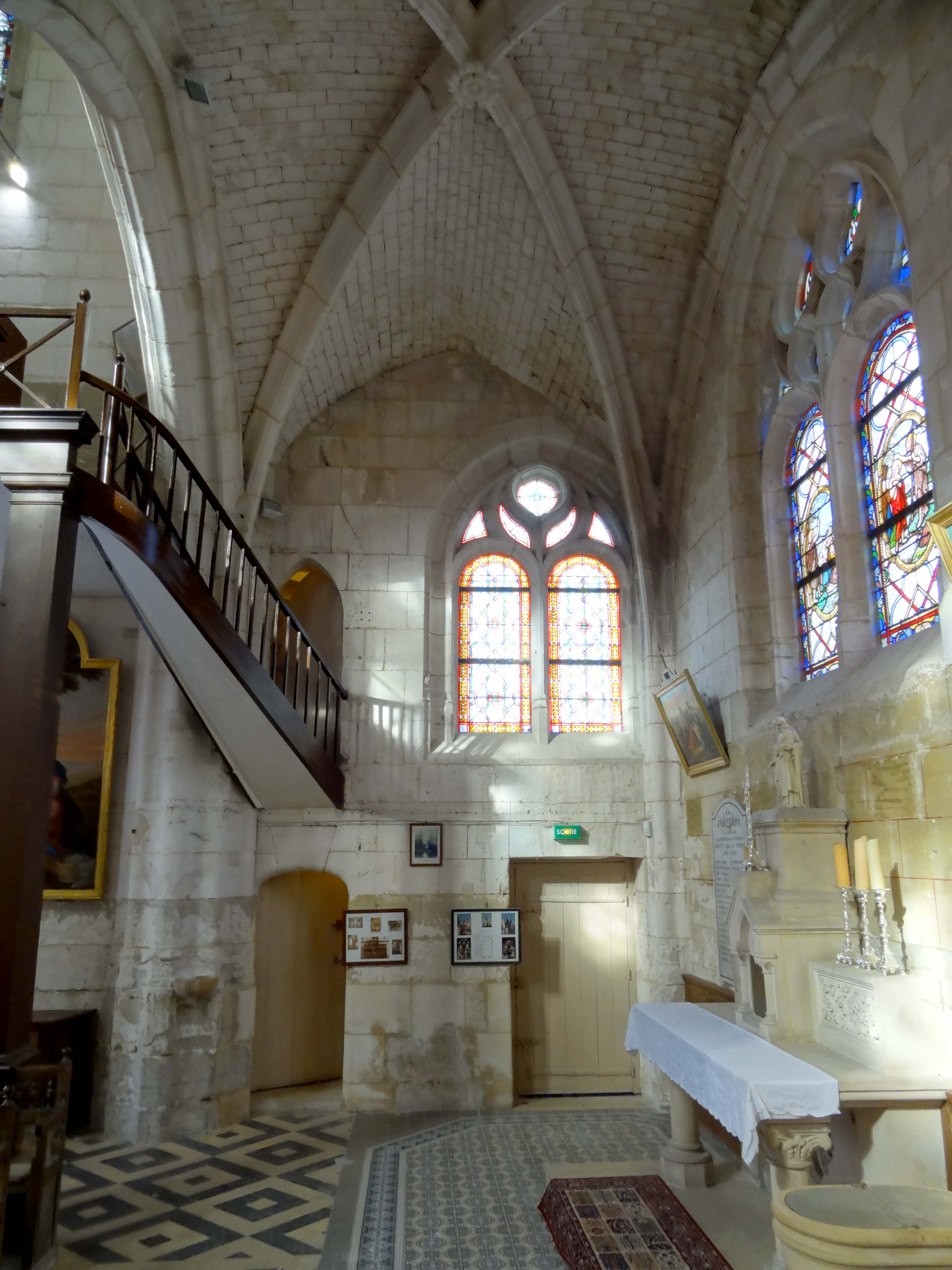
Bas-côté nord, vue vers l'ouest.
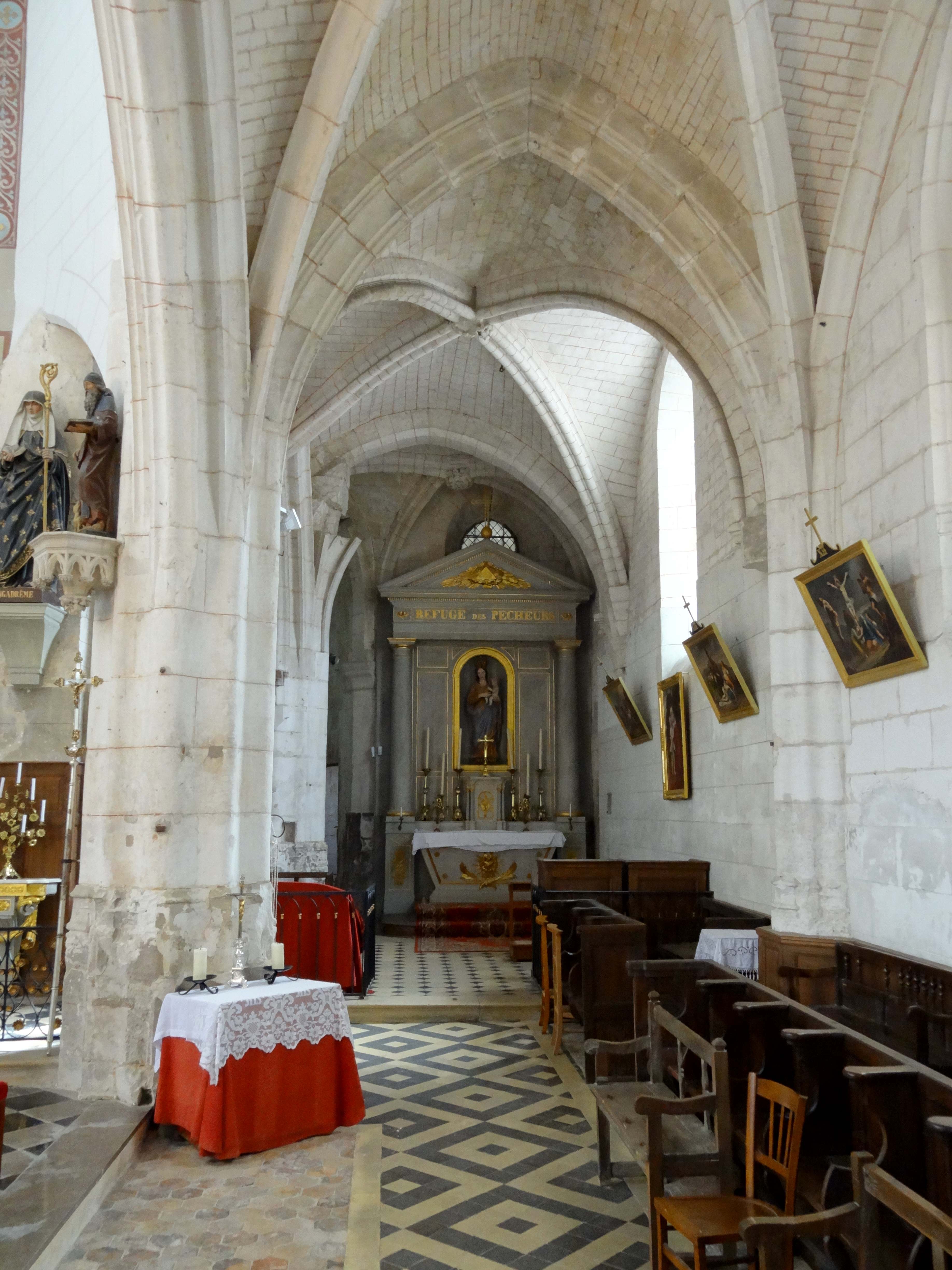
Bas-côté sud, vue vers l'est.
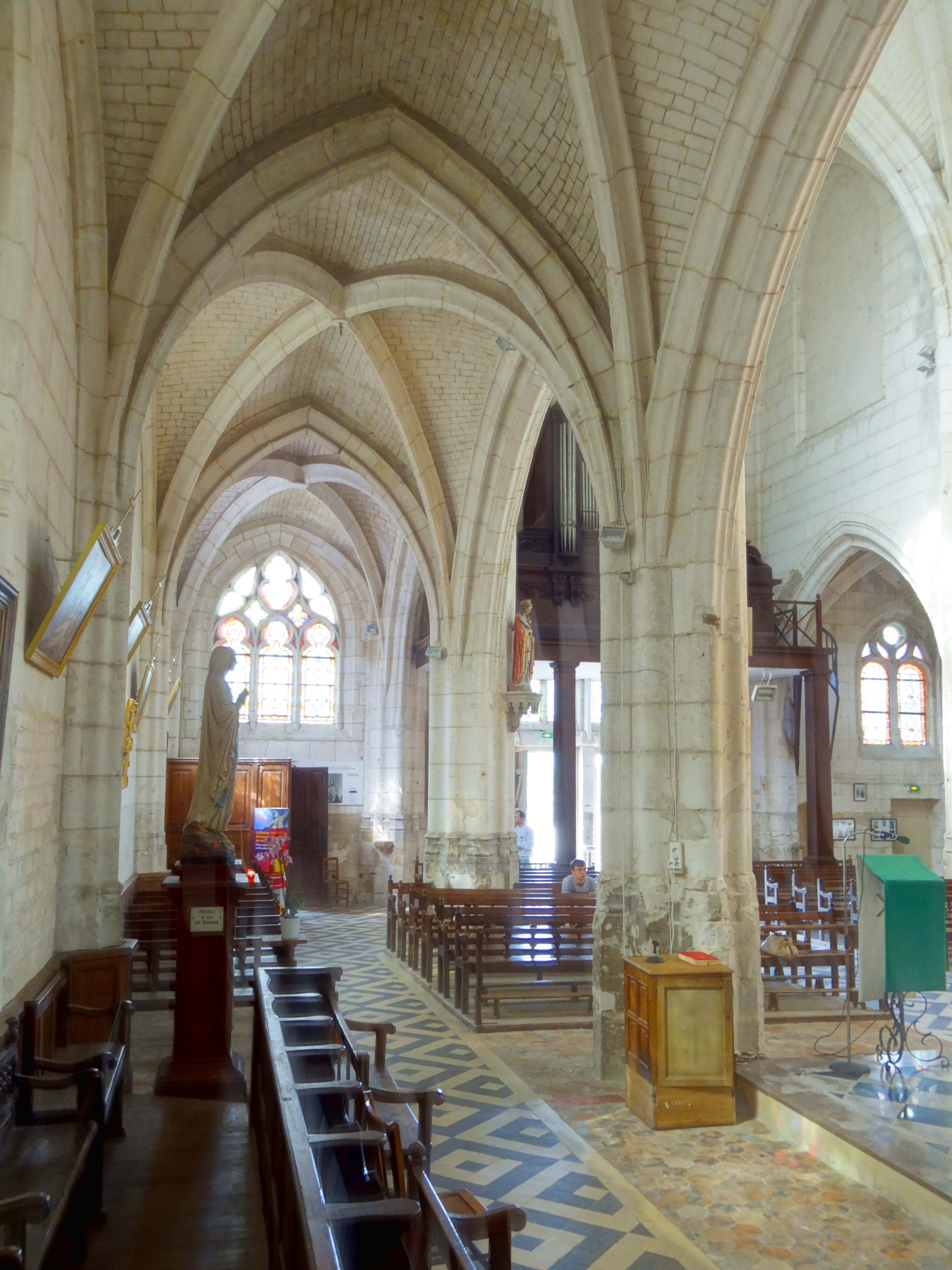
Bas-côté sud, vue vers l'ouest.

#### Base du clocher

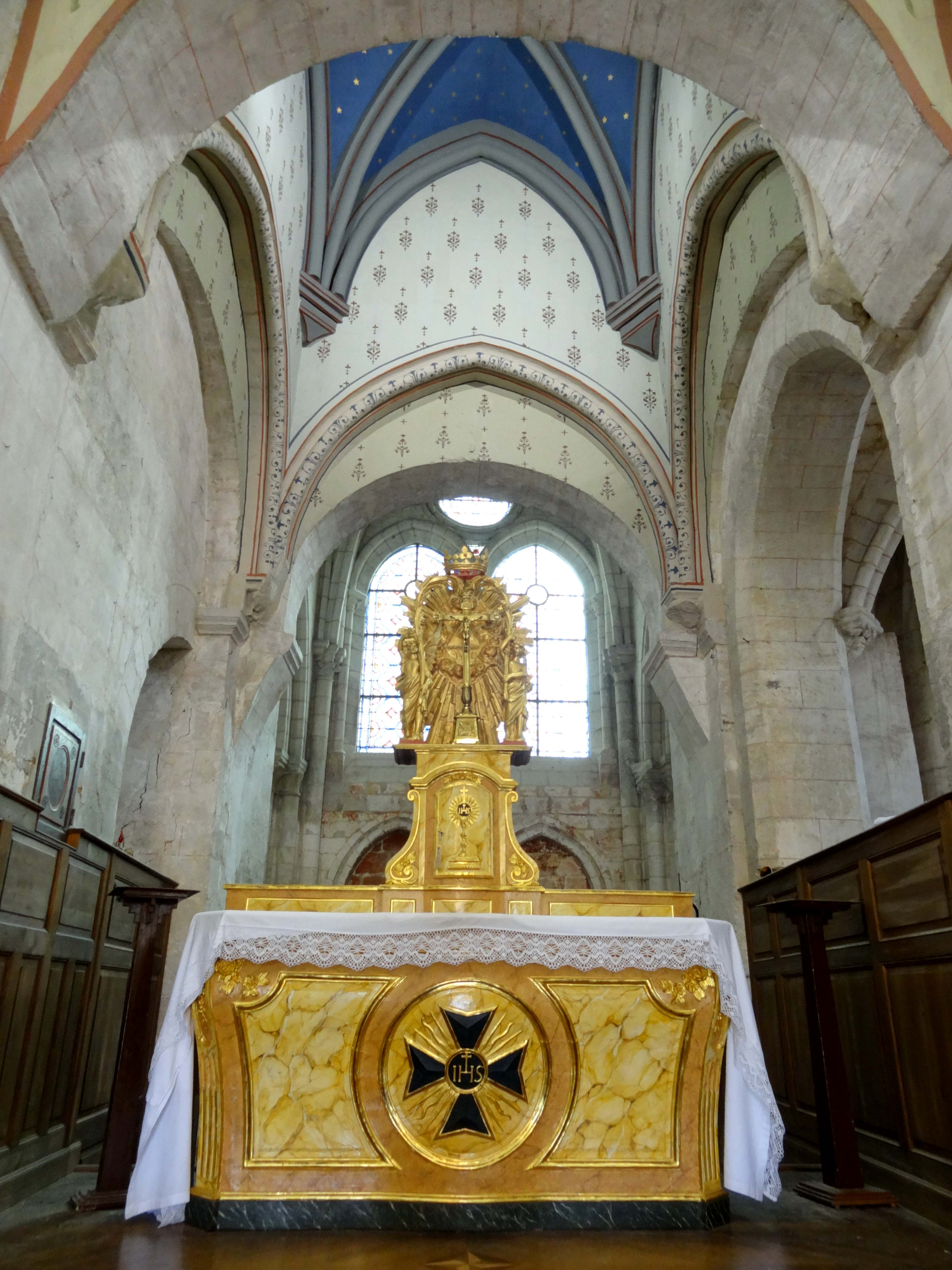
Vue vers l'est.

La base du clocher, de plan carré et d'un diamètre très restreint, communique avec les quatre travées contigües par des arcades, dont celle vers le croisillon sud est en arc brisé, et celles vers la nef et le chœur sont en plein cintre. Ces dernières dateraient d'origine selon Jean-Louis Courtault, ce qui ne cadre toutefois pas avec l'hypothèse d'une église primitive romane à vaisseau unique, ni avec le tracé très irrégulier de l'arcade occidentale, et la retombée sur des consoles de l'arcade orientale. Ces arcades semblent avoir été ouvert dans des murs préexistants. Au nord enfin, l'arcade en plein cintre d'origine a été partiellement bouchée vers le milieu du XIIe siècle, et remplacée par une demi-arcade, en raison de l'incompatibilité avec la position du doubleau intermédiaire du croisillon nord. Aucune de ces arcades n'est moulurée, et seule l'arcade brisée de la fin du XIIe siècle du côté sud a les arêtes taillées en biseau. Au-dessus des quatre arcades, des formerets en arcs brisé sont engagés dans les murs. Ils retombent sur des culots non sculptés, au même niveau que les arcades en plein cintre, et sont au profil d'un gros tore. Ces formerets sont sans fonction, car la voûte se situe plus haut. La base du clocher a de toute évidence été exhaussé, comme dans de nombreuses églises romanes, afin de s'accorder avec la hauteur plus importante des parties plus récentes (Cauvigny, Ennery, Ève, Jouy-le-Moutier Mogneville...). Au-dessus des formerets sans emploi, les murs sont plus épais. Il n'est pas certain que ces formerets ont jamais servi, car la voûte d'ogives de la première période gothique possède des formerets qui sont exactement du même profil, ce qui donne à penser qu'ils ont été réalisés en même temps. Peut-être était-il envisagé de donner aux arcades un tracé en tiers-point, qui auraient été moulurées d'un méplat entre deux tores, et ce qui apparaît comme des formerets serait entré dans la composition des nouvelles arcades. Dans ce cas, il serait avéré que le revoûtement de la base du clocher serait postérieur à la construction du croisillon sud, qui n'aurait sinon pas reçu une arcade non moulurée. Pour revenir vers la voûte actuelle, elle possède des ogives au profil d'un gros tore en forme d'amande, mais du même diamètre que les formerets. Dans les quatre angles de la tour, les nervures retombent ensemble sur des tailloirs biais engagés dans les murs, et reposant sur des consoles non sculptées, un peu comme dans le croisillon nord. La clé de voûte n'est pas sculptée : les ogives s'y croisent simplement.

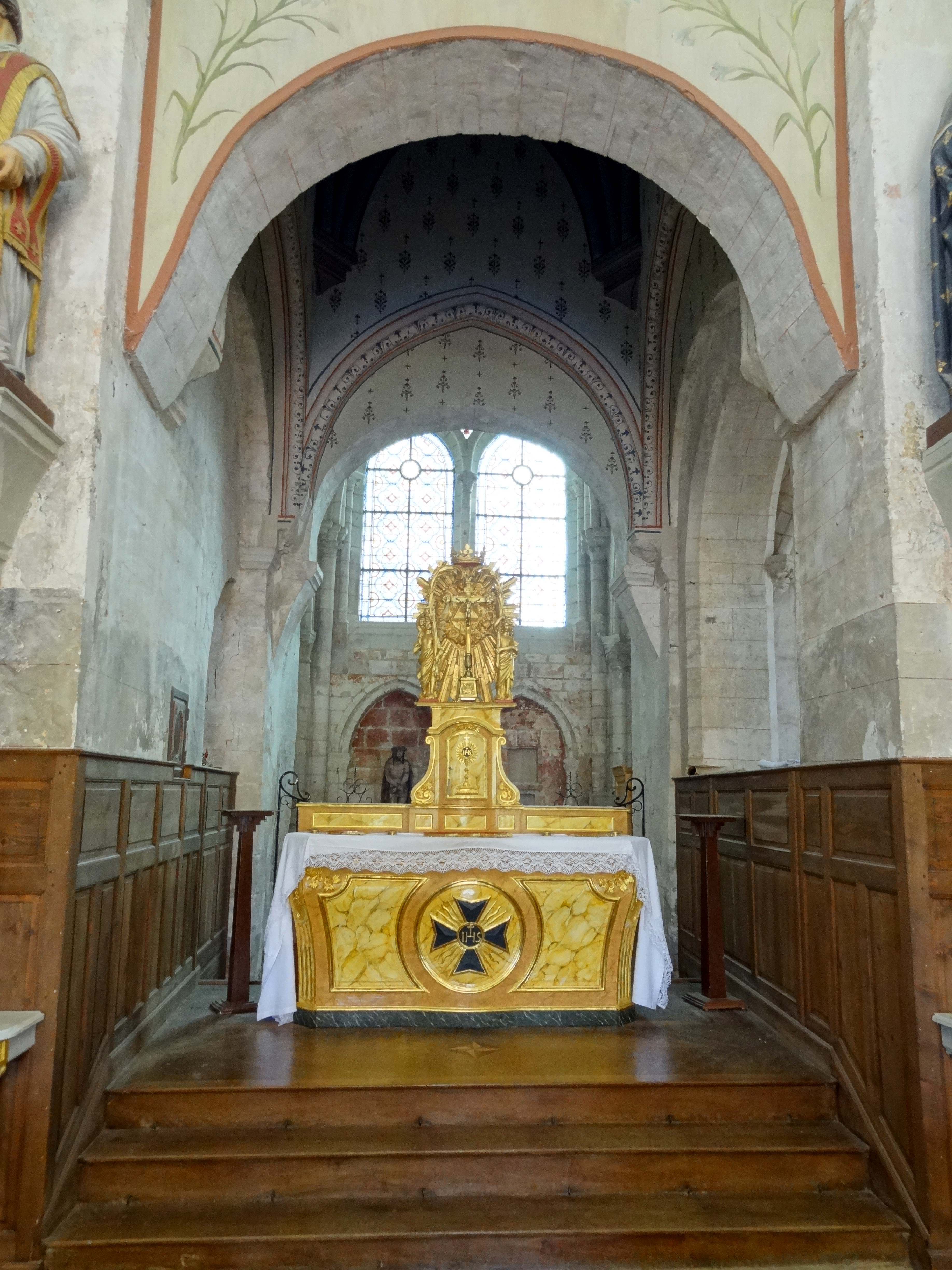
Vue depuis la nef.
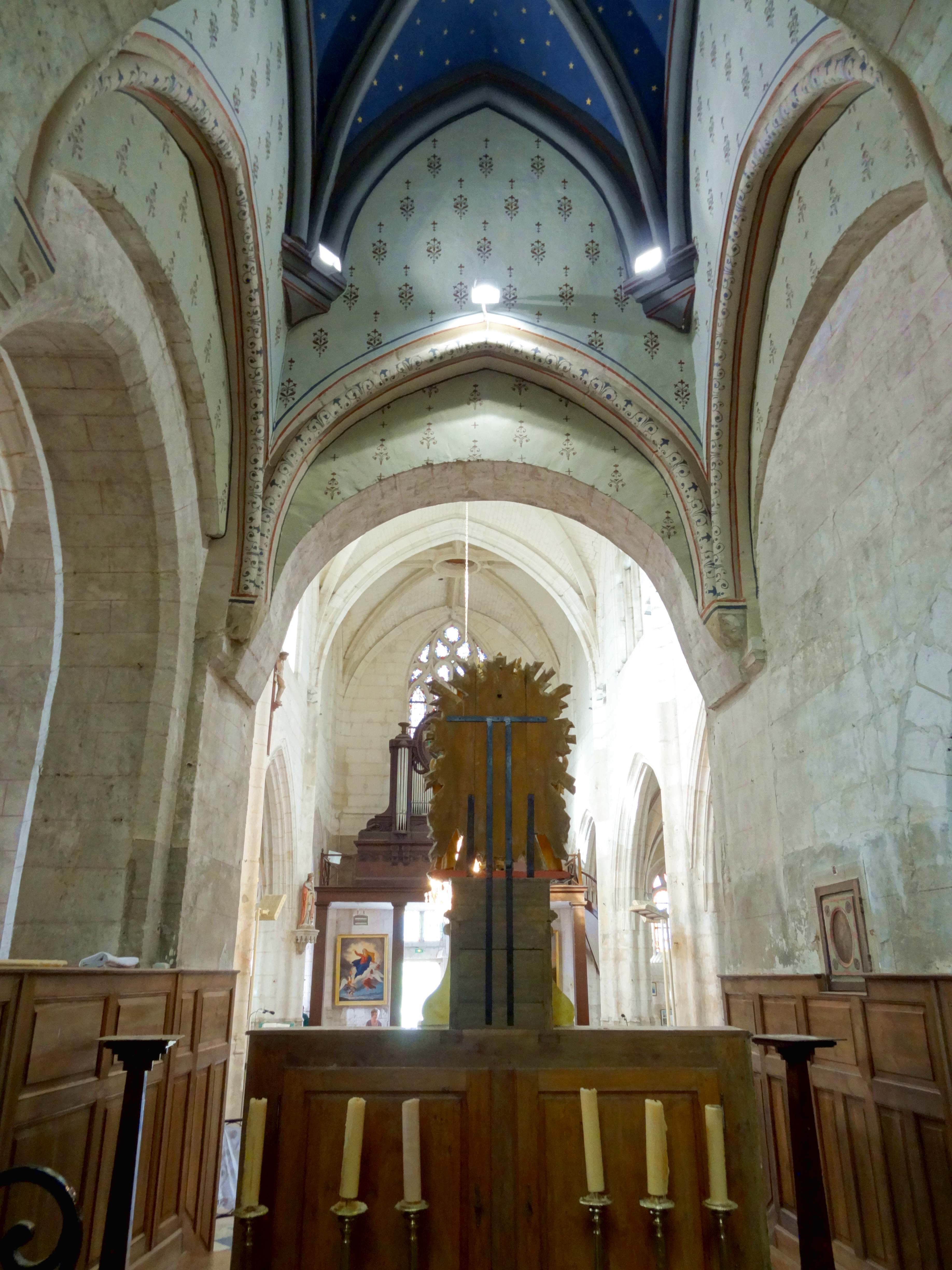
Vue vers l'ouest.
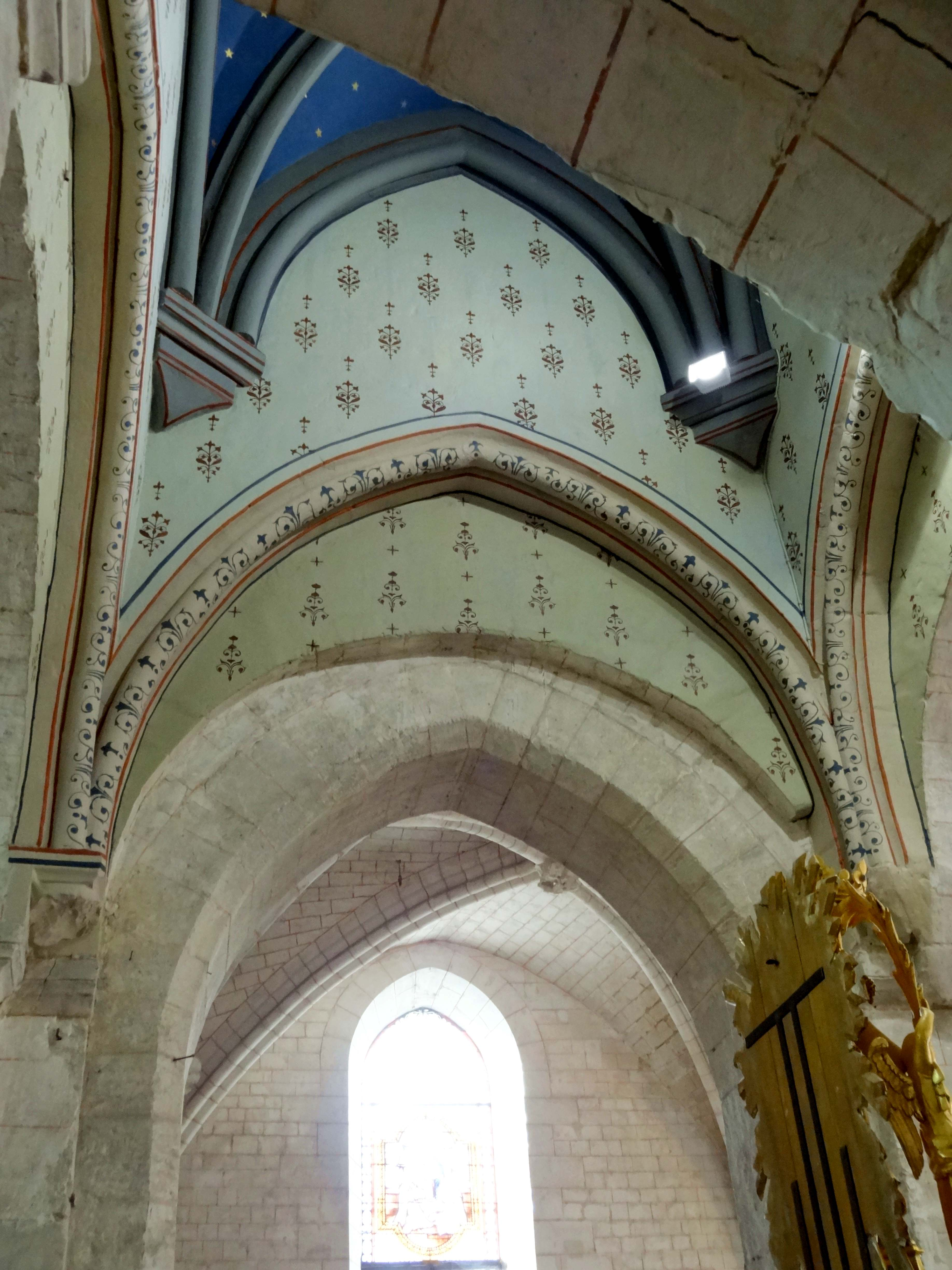
Vue vers le sud.
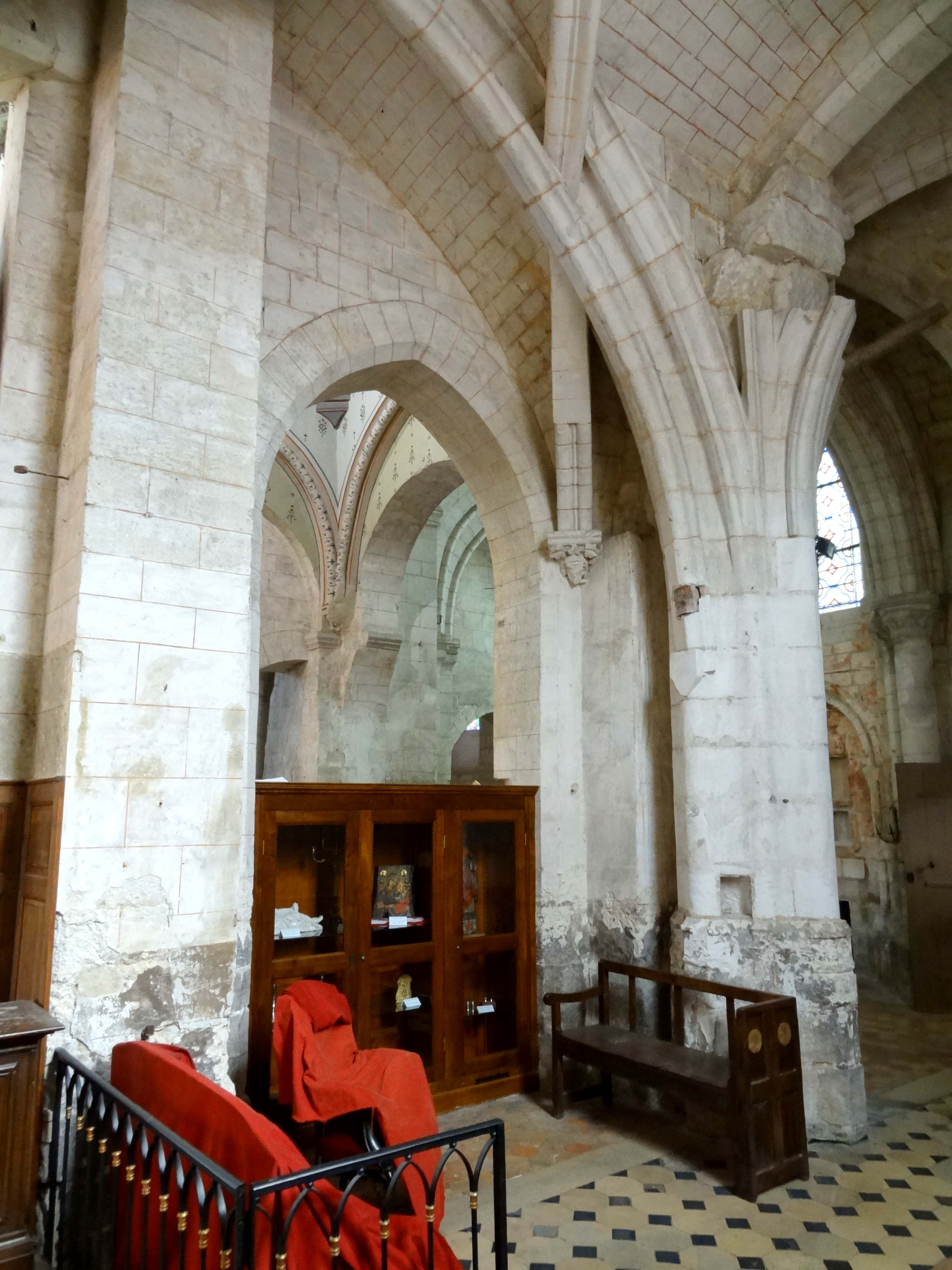
Depuis le croisillon sud.
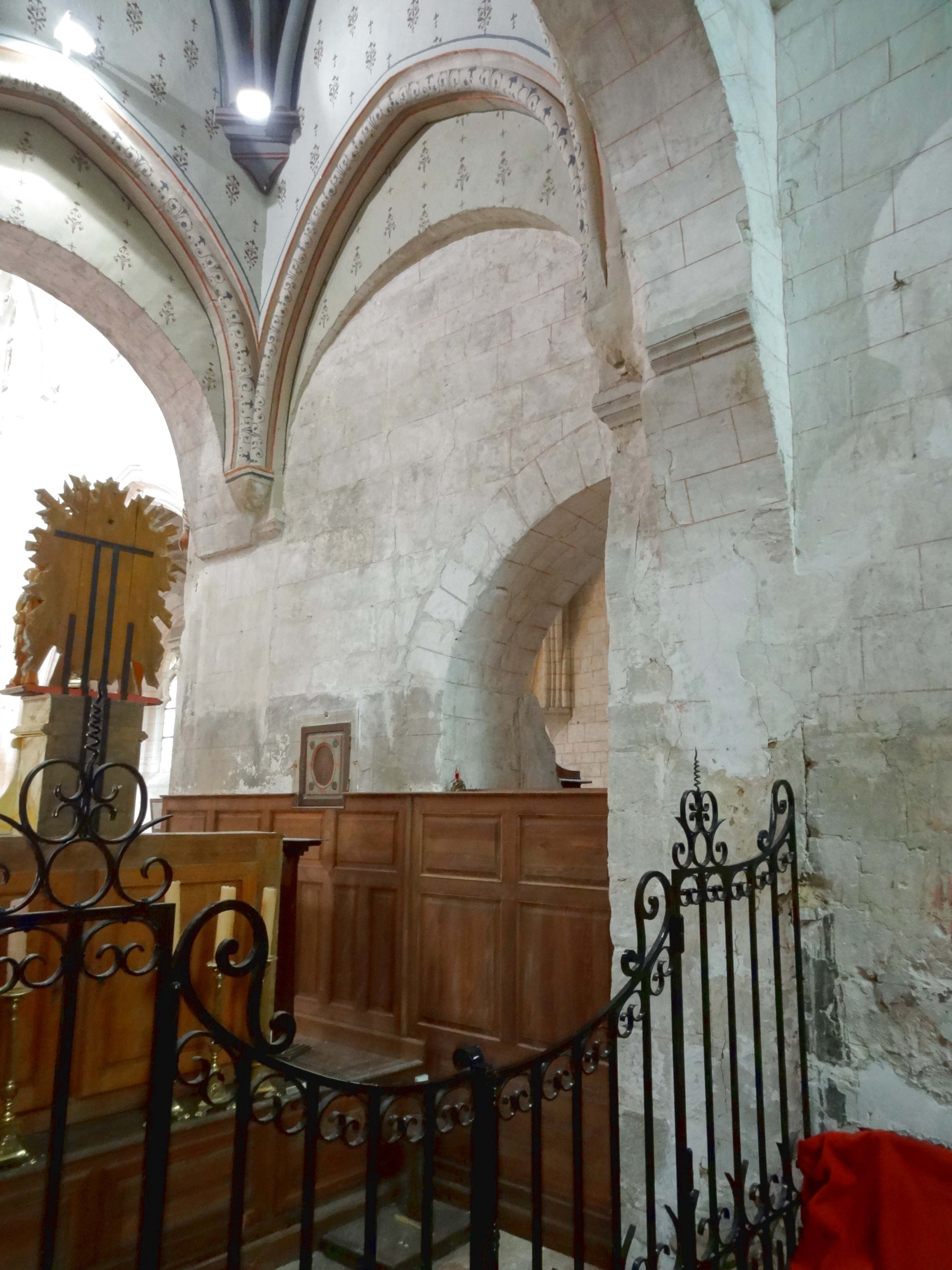
Vue vers le nord-ouest.
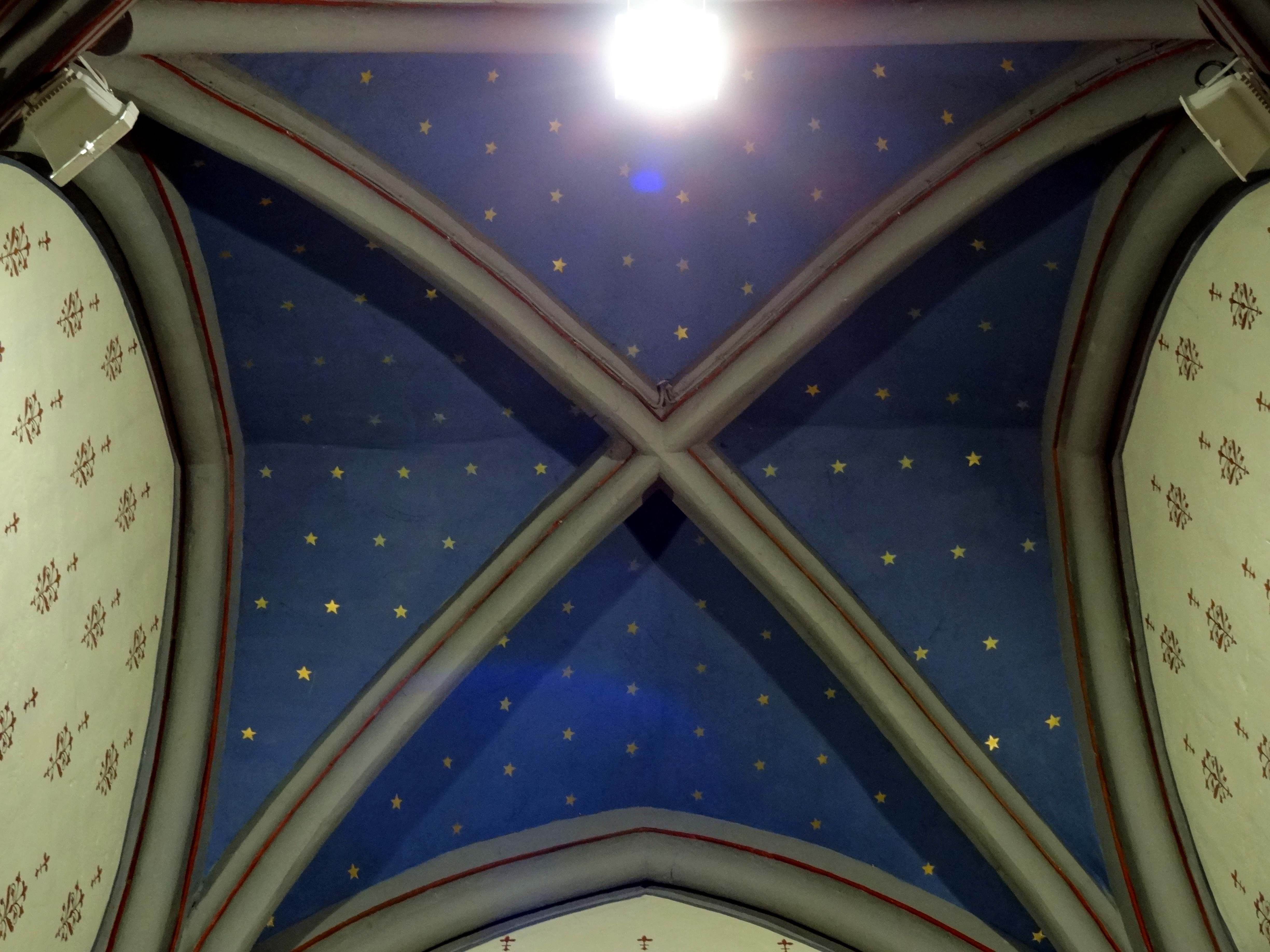
Voûte.

#### Chœur

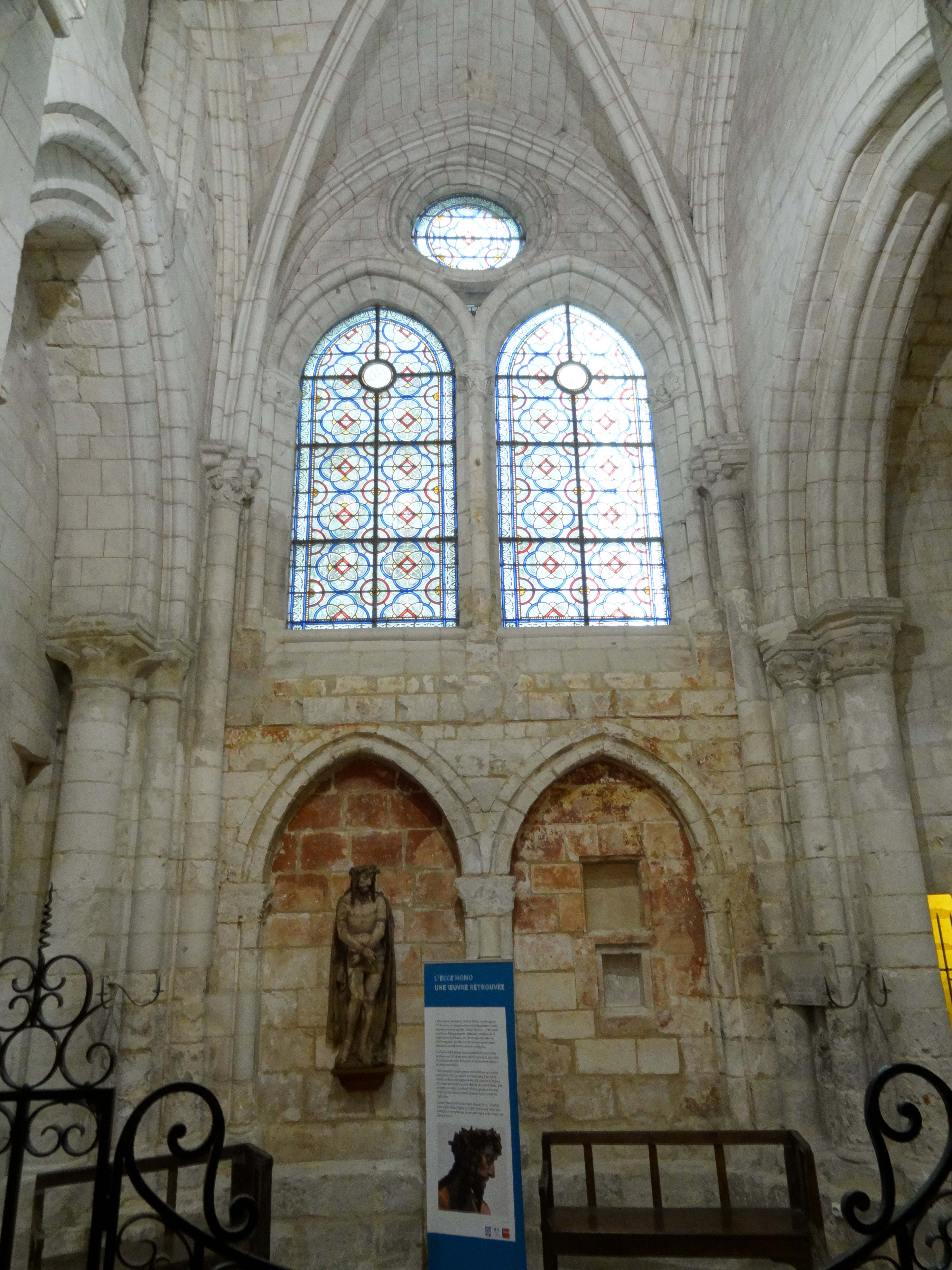
Chœur, vue vers l'est.

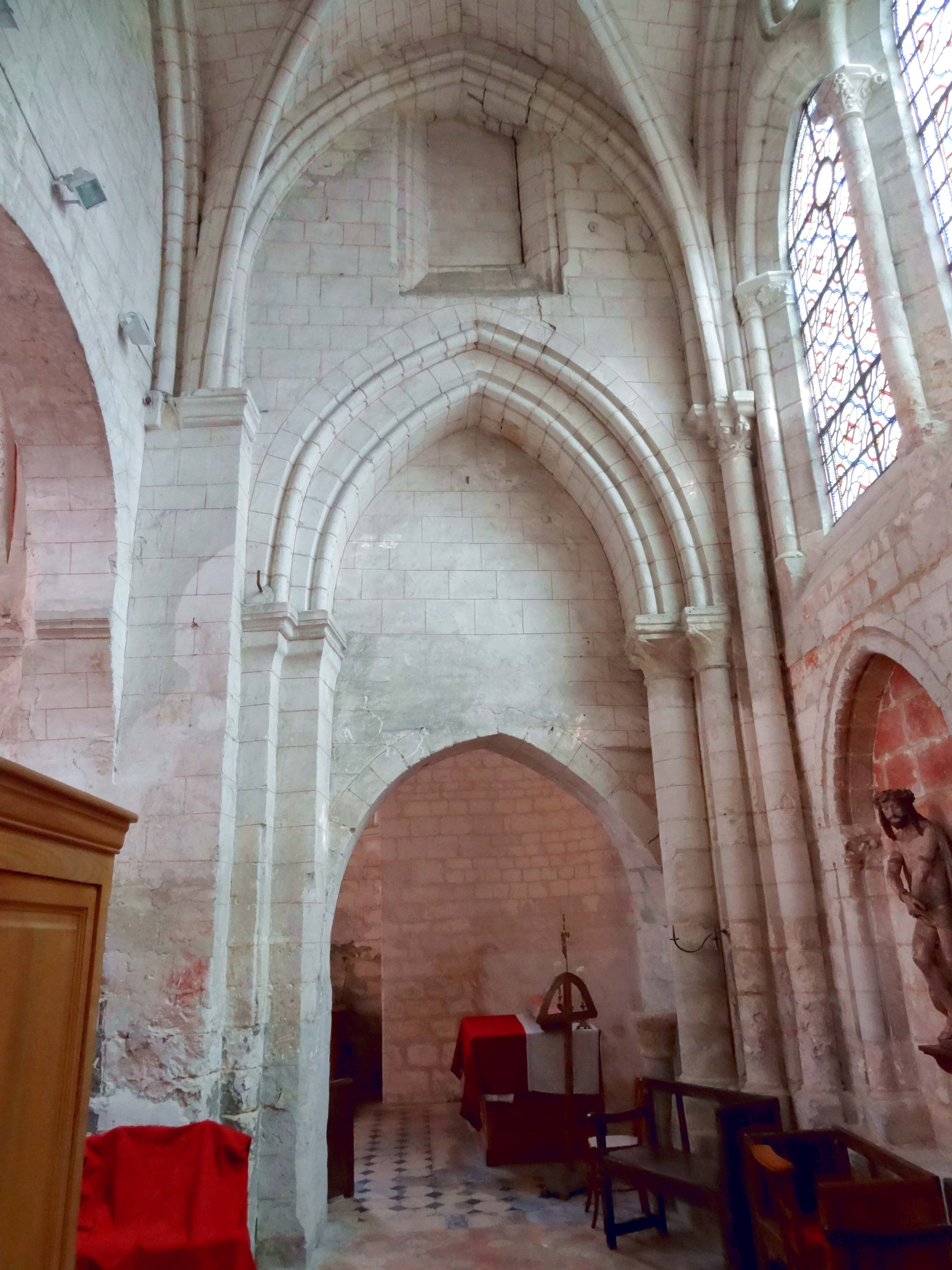
Vue vers le nord.

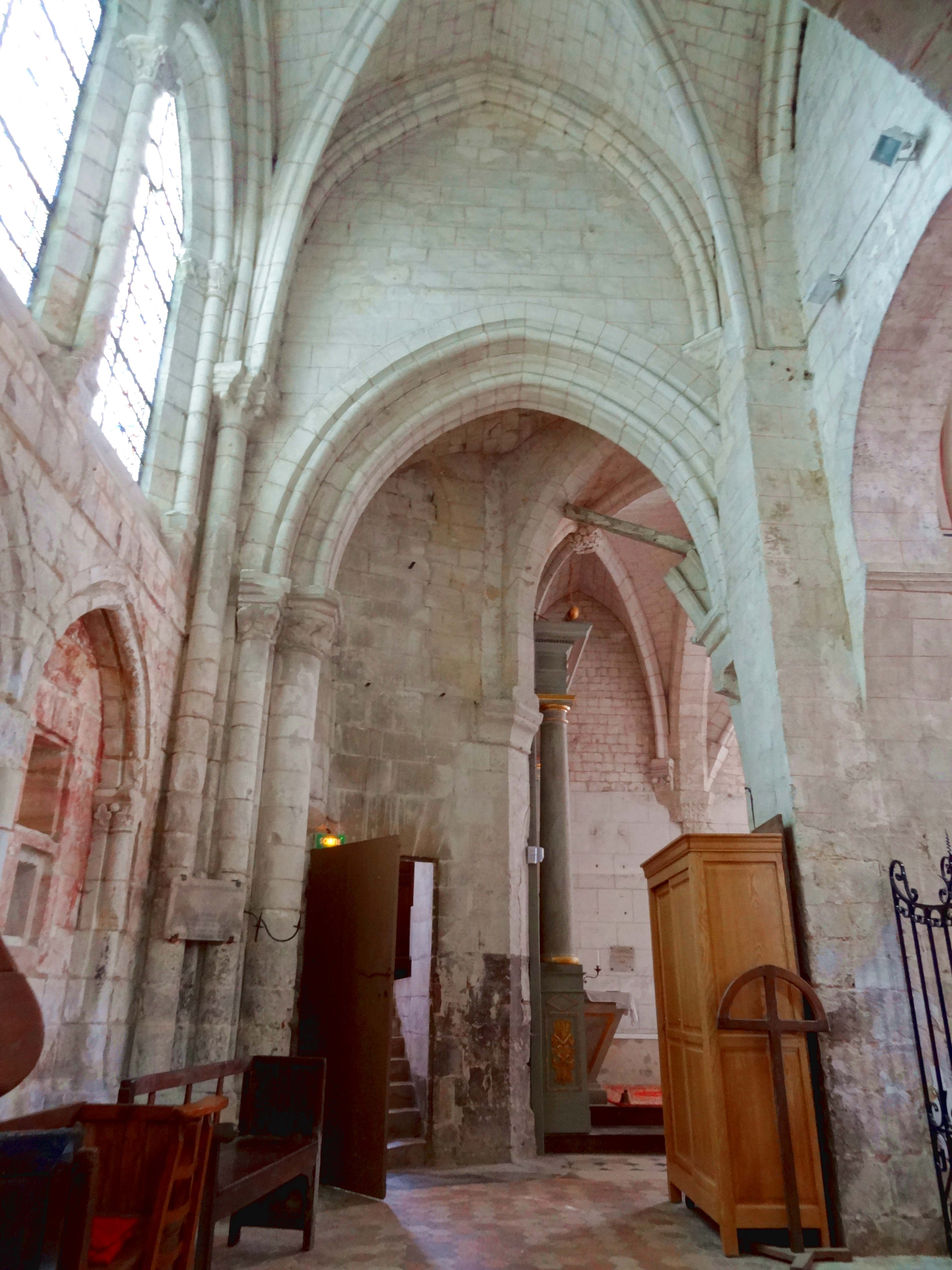
Vue vers le sud.

Lors de la construction du petit chœur gothique, d'une unique travée, l'église Notre-Dame est encore une modeste église villageoise. À Cambronne-lès-Clermont, Cauvigny, Cormeilles-en-Vexin, Jouy-le-Moutier, Ully-Saint-Georges, localités de faible importance, l'on remplace d'emblée le chœur roman par un chœur gothique de deux travées ou plus. La fenêtre du chevet permet de dater le chœur des dernières années avant l'éclosion du style gothique rayonnant avec ses remplages délicats aux fins meneaux garnis de colonnettes à chapiteaux, au cours des années 1230. Elle se compose de deux lancettes en arc brisée, qui sont surmontées d'un oculus, comme à Clermont et Saint-Leu-d'Esserent (fenêtres hautes de la nef), Belloy-en-France (croisillon nord), Foulangues (chapelle latérale nord), Mello (transept), Livilliers et Méry-sur-Oise (chevet), Nointel (baie occidentale du bas-côté sud), Villers-Saint-Paul (chœur-halle), etc. Parfois, l'oculus prend la forme d'un trilobe ou quadrilobe. Ce n'est pas le cas à Marissel. L'on note en revanche que l'écoinçon entre l'oculus et le sommet des lancettes est déjà ajouré, et que l'oculus est entouré d'un tore à l'intérieur tout comme à l'extérieur. Fait rare pour ce type de fenêtre, habituellement très sobres, les lancettes sont entourées d'un gros tore portant des colonnettes à chapiteaux, à l'intérieur de l'église seulement. Contrairement aux baies rayonnantes, il est positionné à l'extérieur de l'ébrasement, et ne jouxte donc pas immédiatement les vitrages. Les tailloirs sont déjà très minces, comme à la période rayonnante. Devant le trumeau, le tailloir est octogonal, et à gauche et à droite, il est dissymétrique, et supporte à la fois le chapiteau et les claveaux de la lancette. L'effet n'est pas des plus heureux. Les chapiteaux sont sculptés de crochets et de feuilles polylobées, et sont caractéristiques de la fin de la première période gothique. Elles ne sont pas d'une grande qualité sculpturale.
On ne peut plus se prononcer sur la facture, ni le nombre exact des chapiteaux des deux arcatures aveugles qui animent le soubassement de la fenêtre. Elles sont en tiers-point, surmontées d'un tore, et flanquées de trois colonnettes appareillées, dont celle du milieu est partagée. Comme sur la fenêtre, les tailloirs et chapiteaux ne soutiennent pas seulement le tore, mais aussi le reste de l'extrados et même l'intrados. Fréquentes à la période romane, ces arcatures plaquées sont généralement réservées aux édifices les plus prestigieux à la période gothique, comme Montataire ou Taverny, mais figurent aussi dans le bas-côté gothique de Catenoy. La clé de voûte, de belle facture, est sculptée d'une rose et de quatre feuilles polylobées alternant avec autant de fruits d'arum. Elle concorde parfaitement avec le style des chapiteaux de la fenêtre, mais ne ressemble pas à la clé de la petite chapelle du croisillon sud, contrairement à ce qu'affirme Jean-Louis Courtault. — Aussi large que le chevet et aussi élevée que l'espace disponible le permet, la décoration de la fenêtre est avantageusement complétée par le formeret oriental de la voûte et ses colonnettes, ce qui est un procédé employé par de nombreuses architectes dès les débuts de la période gothique. Ce formeret et les trois autres ne sont pas monotoriques, comme le veut l'usage, mais se composent d'un petit et d'un grand tore séparés par une gorge. Les grands tores sont d'un diamètre légèrement réduit par rapport à ceux de la fenêtre, alors que l'esthétique voudra le contraire. Ils sont du même diamètre que les tores des ogives. Leur profil se compose d'un tore en forme d'amande entre deux gorges et deux petits tores, que ne sont pas visibles en regardant l'ogive de face. Dans les angles du chevet, formerets et ogives retombent ensemble sur de curieux tailloirs à deux angles rentrants, qui sont portés par un unique chapiteau, dont la partie haute de la corbeille montre la même forme. Les tailloirs sont empâtés d'un épais badigeon, mais on peut encore voir facilement que le profil est identique aux chapiteaux de l'arcade vers le croisillon sud. Dans l'angle nord-ouest, les nervures des voûtes sont reçues sur un grand tailloir rectangulaire, qui repose directement sur l'amorce du mur nord de l'ancien chœur roman. Dans l'angle sud-ouest, la retombée des nervures est quelque peu désordonnée.
Il n'y a pas de rapport direct entre les supports de la voûte et celles des grandes arcades au nord et au sud, dont les sommets se situent au-dessus du niveau des tailloirs de la voûte. Les arcades sont en tiers-point, et à double rouleau. Le rang de claveaux supérieur est mouluré d'un tore dégagé, du même diamètre que les tores des ogives et formerets, et le rang de claveaux inférieur, d'un méplat entre deux tores dégagés. Dans les angles du chevet, les arcades retombent sur des colonnettes à chapiteaux, dont celles correspondant au rouleau supérieur sont du même diamètre que les colonnettes de la voûte, et les deux autres, plus épaisses. Au nord, les tailloirs sont carrés, et les chapiteaux sont apparemment sculptés de feuilles simples, et l'écart stylistique avec les chapiteaux de la voûte paraît manifeste. Mais Jean-Louis Courtault, qui soutient l'hypothèse d'un revoûtement du chœur, ne tient pas compte du fait que le même écart existe avec les chapiteaux de la fenêtre. Étant donné la couche de badigeon qui recouvre toute la sculpture, l'on peut aussi bien imaginer que la sculpture des chapiteaux est abîmée. Pour mémoire, tous les chapiteaux des arcatures plaquées du chevet sont cassés. Au sud, le tailloir du grand chapiteau est polygonal, et les feuilles polylobées des chapiteaux ressemblent à celles à gauche de la fenêtre et sur la clé de voûte. Comme déjà signalé, le profil de ces tailloirs est analogue à ceux des chapiteaux de la voûte. L'on peut conclure que le chantier a progressé lentement, que le maître d'œuvre était inexpérimenté, et n'avait pas arrêté tous les détails de l'architecture dès le départ. Ce n'est pas autrement que l'on peut expliquer que le sommet de la fenêtre haute bouchée qui existe au-dessus de l'arcade du nord se situe derrière le voûtain. Au sud, où le tailloir polygonale de l'arcade indique une date plus récente, une telle fenêtre ne semble pas avoir existé.

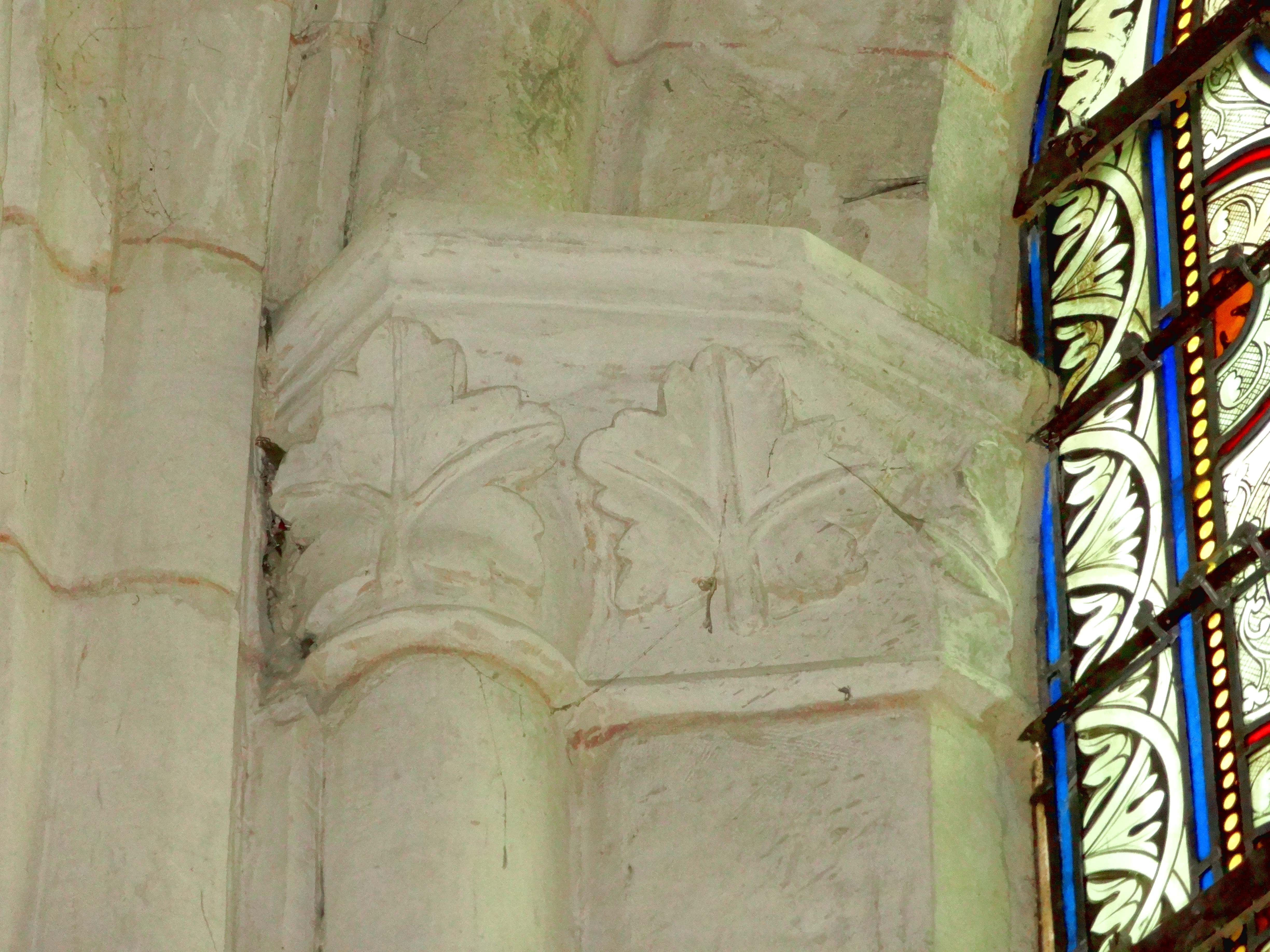
Chapiteau à gauche de la fenêtre.
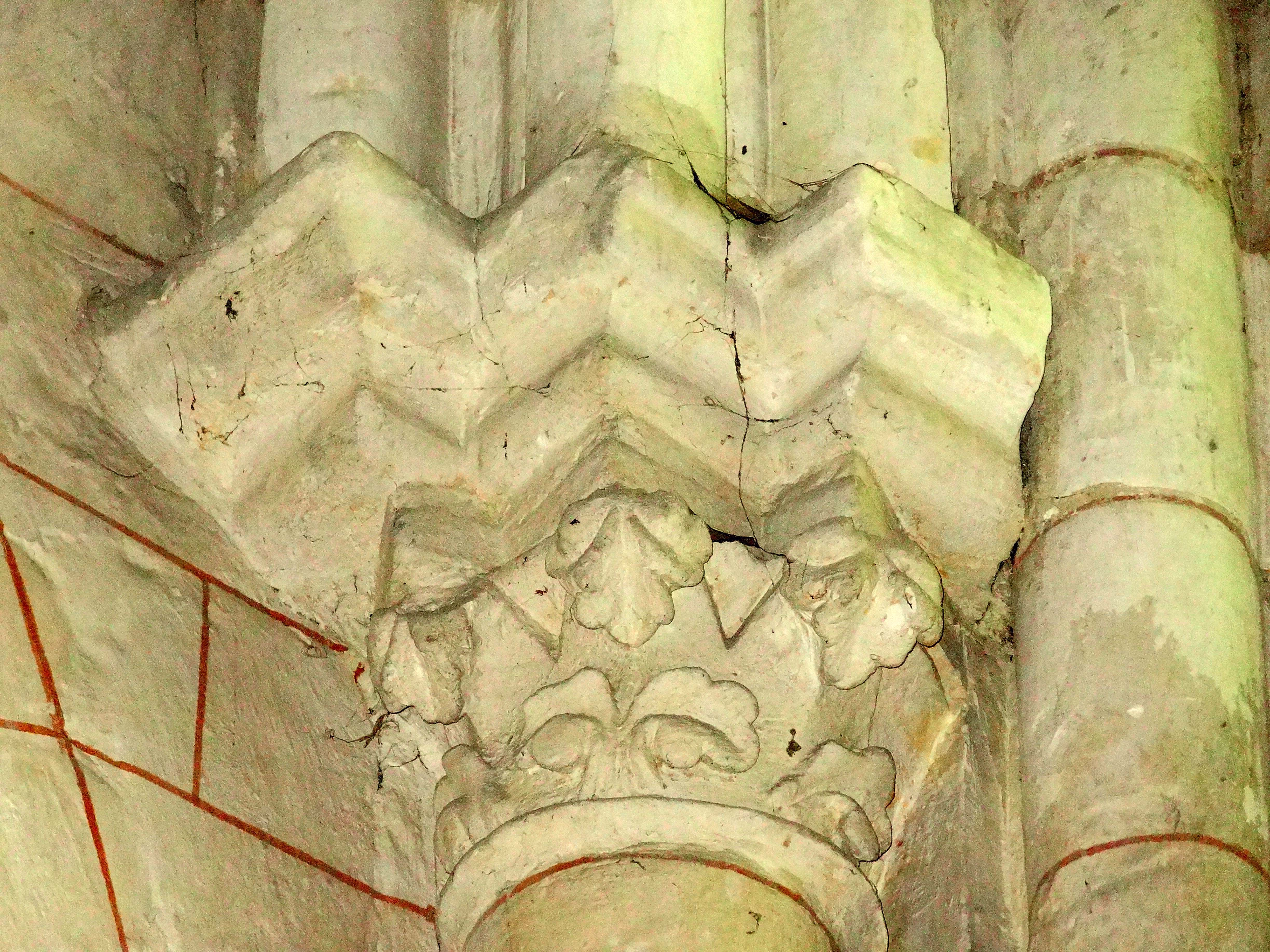
Chapiteau de la voûte, à gauche du chevet.
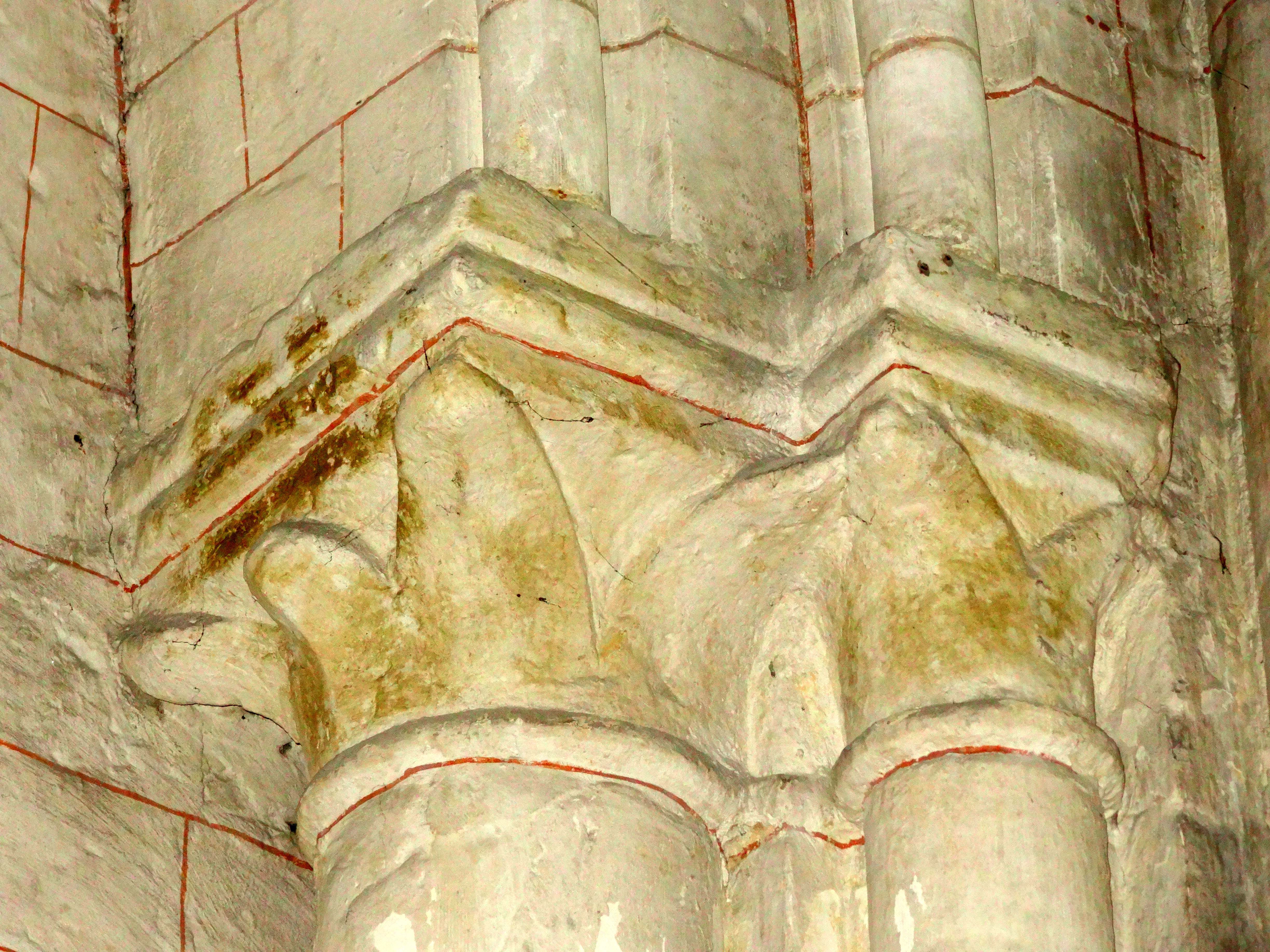
Chapiteaux de la grande arcade du nord.
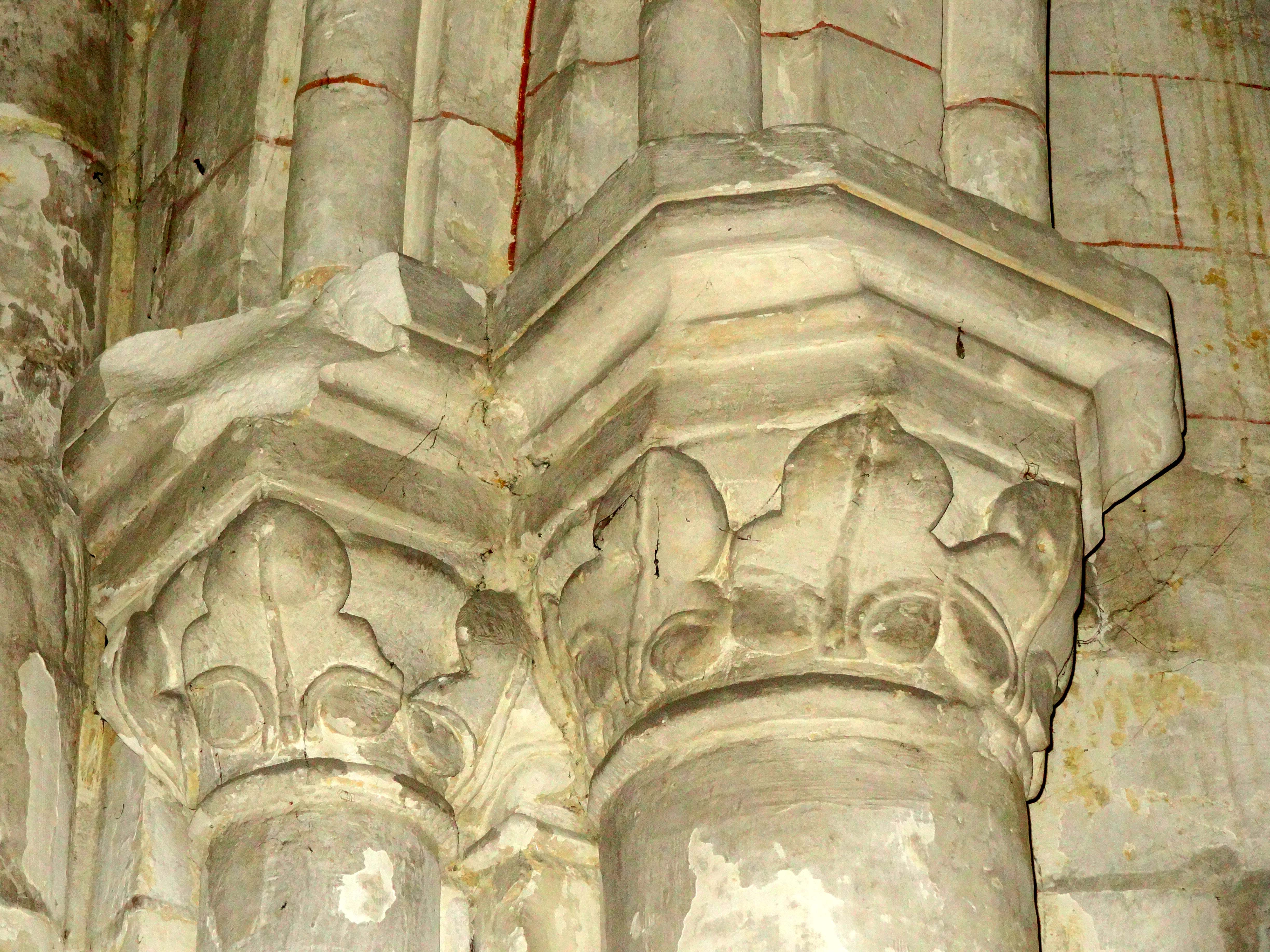
Chapiteaux de la grande arcade du sud.
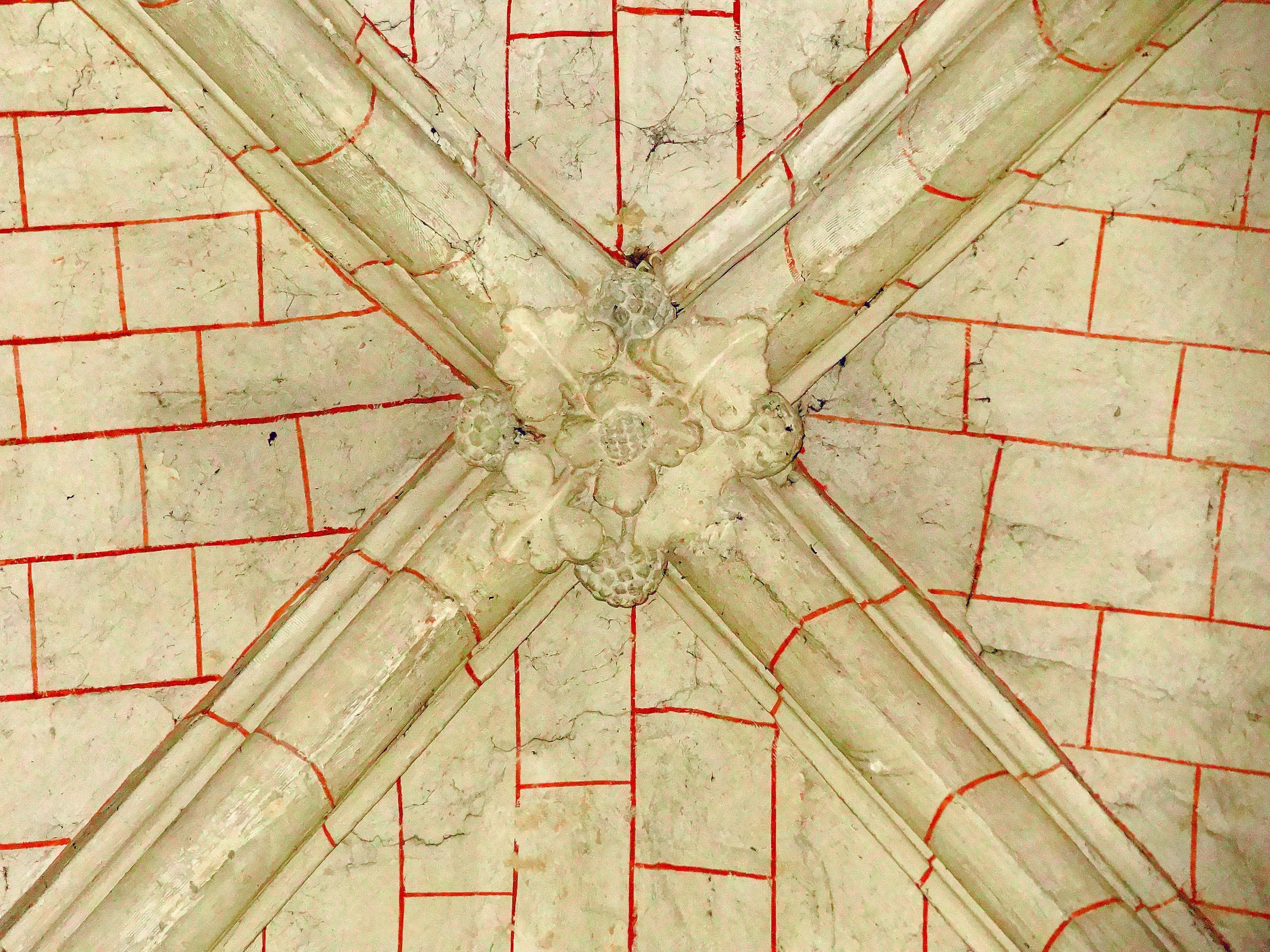
Clé de voûte.
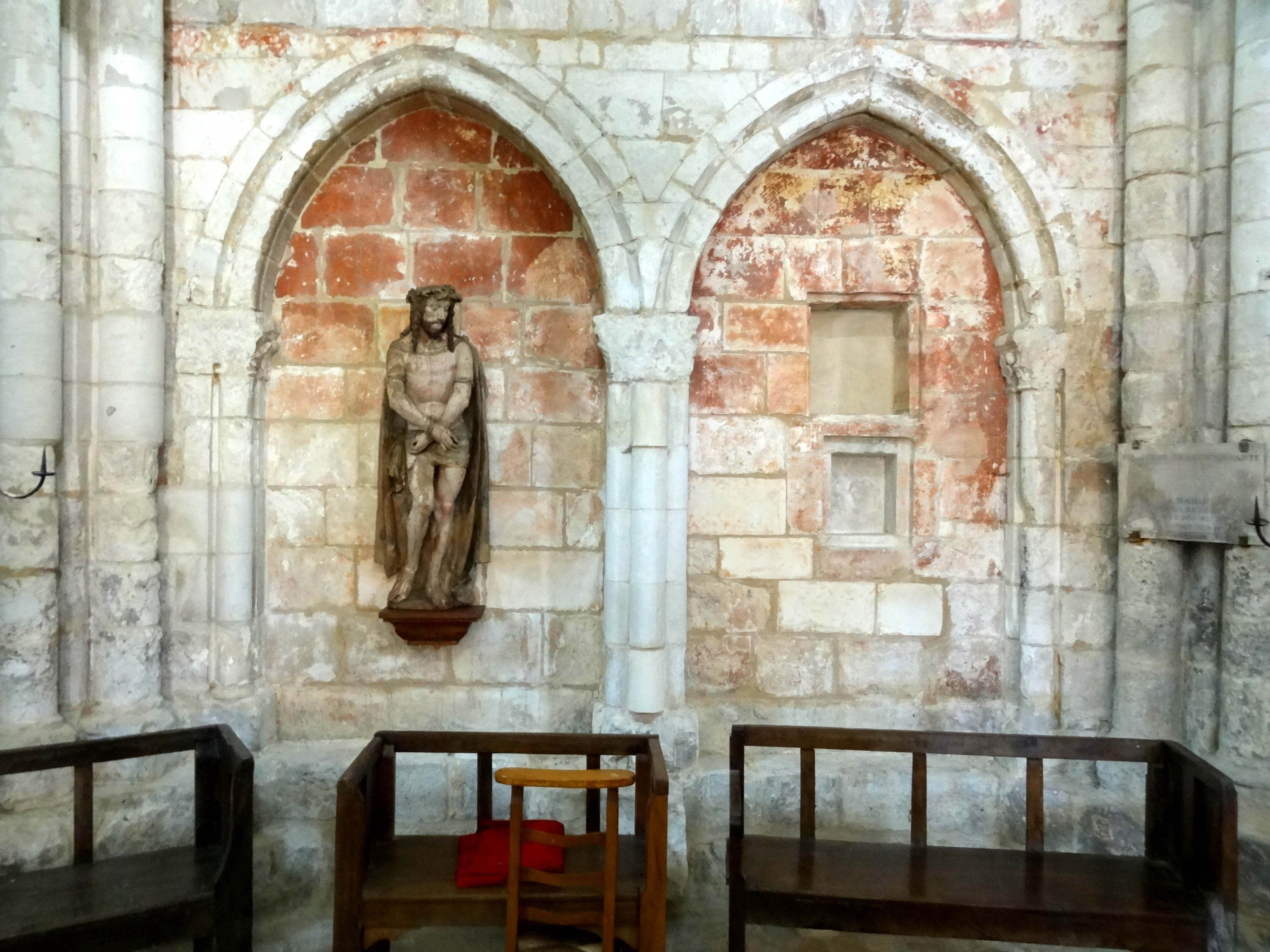
Arcatures plaquées du chevet.

#### Croisillon nord et absidiole

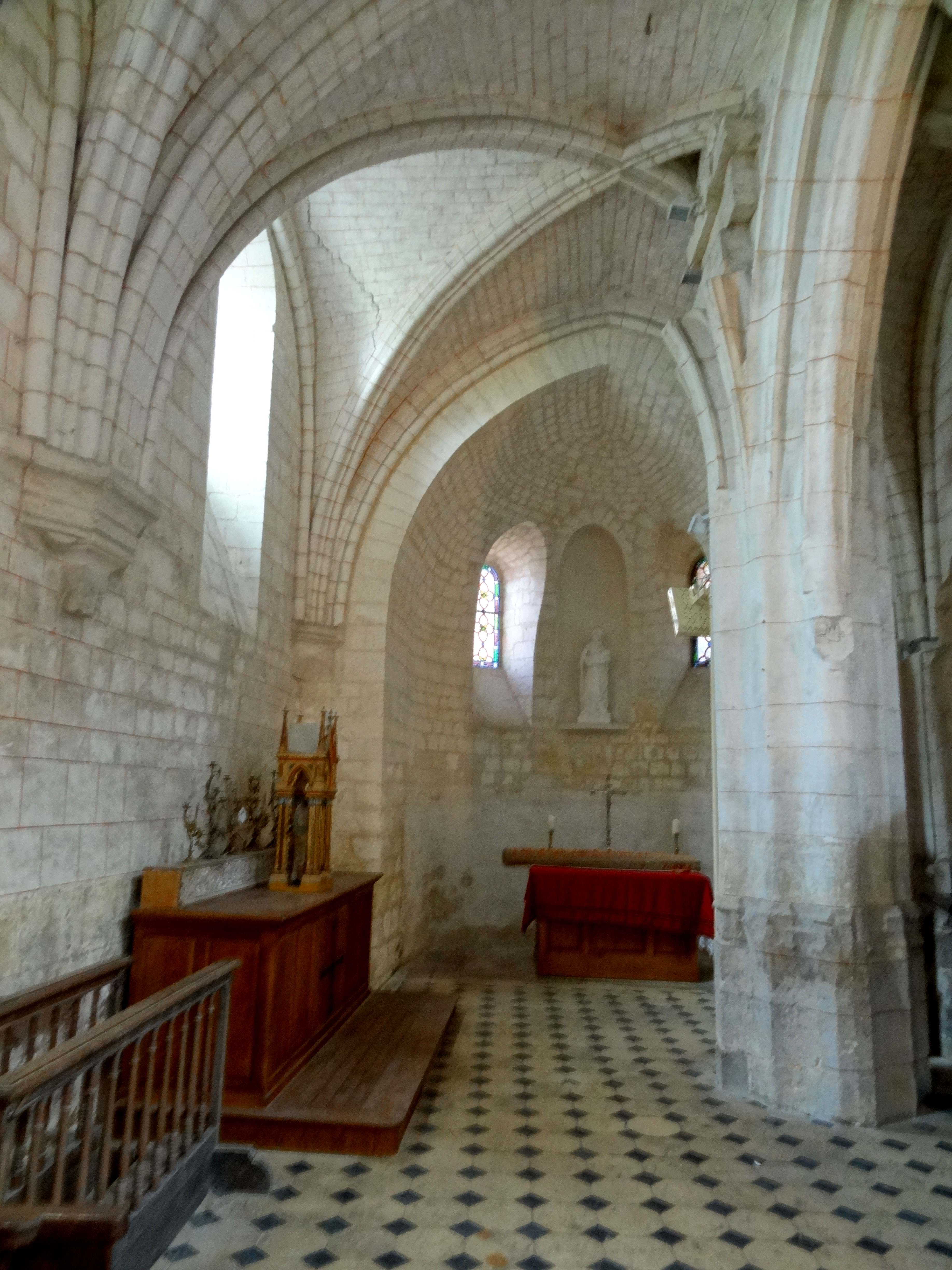
Vue vers l'est.

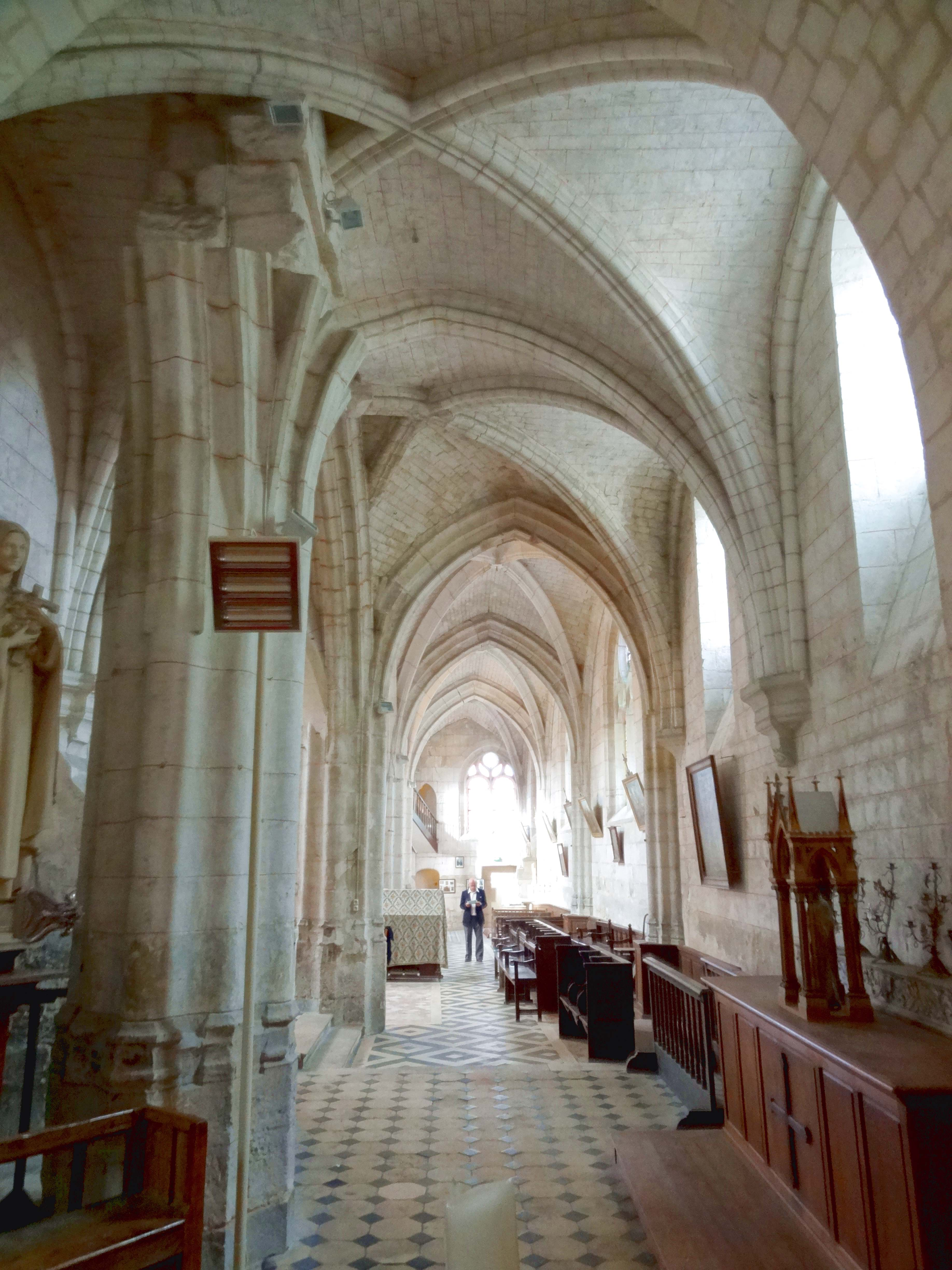
Vue vers l'ouest.

Le croisillon nord communique à la fois avec le bas-côté nord et avec la nef, ou plus précisément avec la demi-travée de jonction à l'intersection entre la troisième travée de la nef et la base du clocher. À l'est, il se prolonge directement par l'absidiole, qui est parfaitement établie dans son axe, comme si les deux parties formaient d'emblée un ensemble homogène. Cette impression est renforcée par la similitude des fenêtres, mais l'examen extérieur révèle que le bandeau en forme de sourcil qui surmonte les baies n'est pas du même profil pour le croisillon et l'absidiole. Il est mouluré d'une gorge pour le premier, et simplement chanfreiné pour la dernière. Jean-Louis Courtault pense du reste que les baies actuelles de l'absidiole seraient le résultat d'une réfection, qui n'aurait toutefois laissé aucune trace dans l'appareil. Mais il est vrai que l'ancienne existence de la baie médiane ne se constate pas aisément depuis l'extérieur, où son bouchage a été entrepris avec beaucoup de soin. Si les fenêtres à double ébrasement de l'ancienne abside dataient néanmoins d'origine, il sera nécessaire de la rajeunir de quelques décennies, car jusqu'au début du XIIe siècle, les baies sont en principe à simple ébrasement. Les voûtes en cul-de-four sont parfois employées tardivement, après le milieu du XIIe siècle, comme à Béthisy-Saint-Pierre, Choisy-au-Bac, Saint-Vaast-de-Longmont (chapelle de la Vierge), et Vaumoise. Si les absidioles de Choisy-au-Bac sont authentiques (ce qui n'est pas certain en raison de la restauration radicale qu'a subi cet édifice), l'on aurait un exemple d'absidioles tout aussi austères qu'à Marissel, sans imposte ou bandeau séparant la voûte des murs, et sans décoration intérieure des baies. À Béthisy-Saint-Pierre, la voûte et les murs ne sont pas non plus séparés, mais les fenêtres sont entourées d'un tore. Des voûtes en cul-de-four en association avec un transept voûté d'ogives existaient jadis à Laigneville et Mogneville, où les amorces du cul-de-four demeurent visibles, et également à Rieux selon le Dr Parmentier. Reste à signaler que l'intérieur de l'absidiole n'est pas enduit, ce qui permet de voir le petit appareil de moellons retaillés, et de distinguer les assises concentriques au-dessus de l'axe du chevet. Les plus anciennes voûtes en cul-de-four, dont celles de Merlemont (commune de Warluis) et Rhuis, ne sont pas appareillés, mais en torchis ou en blocage. Au sud, l'arcade basse et aigüe qui ouvre sur le chœur gothique est évidemment contemporaine de celui-ci, et avait vocation de solution provisoire, comme l'illustre la grande arcade gothique au nord du chœur. L'absidiole devait être remplacée par une chapelle en harmonie avec le chœur. Hormis ces considérations, l'absidiole n'appelle aucune remarque, et constitue la partie la plus austère de toute l'église.
D'une architecture dépouillée est aussi le croisillon. Le bel appareil régulier en pierre de taille traduit une construction soignée, mais il n'y a ici ni arcatures plaquées, ni archivoltes et colonnettes à chapiteaux pour décorer les fenêtres. Ce qui fait l'originalité du croisillon sont ses deux voûtes, mais il n'est en même temps pas indiqué de faire le rapprochement avec d'autres transepts, puisqu'avec une base de clocher destinée à border le chœur, il n'y a pas de croisée du transept. Les voûtes sont munies de formerets toriques au nord, à l'est et au sud. Elles sont séparées par un doubleau mouluré d'un méplat entre deux tores. Les arcs transversaux, soit le doubleau et le formeret oriental, sont en arc légèrement brisé ; les arcs longitudinaux, soit les formerets au nord et au sud, sont en plein cintre. Les ogives, moulurées d'une arête entre deux tores, affectent également un tracé en plein cintre. Les clés de voûte ne sont pas décorées : les nervures s'y croisent simplement. Tous ces caractéristiques sont compatibles avec les voûtes d'ogives romanes des années 1130 / 1140. Des ogives du même profil se rencontrent à Bury, Crouy-en-Thelle, Foulangues, Mogneville, etc., et des formerets toriques, encore très rares, se trouvent néanmoins à Bailleval et Noël-Saint-Martin (commune de Villeneuve-sur-Verberie). Dans les angles, les ogives sont reçues sur des tailloirs implantés à 45°, dont le profil se compose, du haut vers le bas, d'une plate-bande, d'un tore, d'une baguette et d'un cavet. Les consoles sont toutes différentes. Au nord, le doubleau et les ogives sont reçus sur un tailloir tripartite, dont les segments réservés aux ogives sont également obliques. Le profil, qualifié d'archaïque par Jean-Louis Courtault, se compose, du haut vers le bas, d'une plate-bande, d'un haut cavet, d'une autre plate-bande et d'un tore. Les cul-de-lampe des ogives sont sculptés de deux godrons, et celui du doubleau affiche un cavet, et repose sur un mascaron. Au sud, la disposition répond aux mêmes principes, mais le profil des tailloirs est plus élaboré (une plate-bande, un tore, un listel relié à un cavet, une autre plate-bande, un listel, et une gorge), et il n'y a pas de mascaron. Ce dernier support est engagé dans le mur qui bouche la partie gauche de l'arcade du clocher. La demi-arcade qui reste a son sommet tout à gauche, près de la pile nord-est du clocher, et ne date donc, dans cette forme, que de l'époque du croisillon. Des profondes modifications sont intervenues à la deuxième moitié du XVIe siècle. La voûte de la première travée commence par un doubleau flamboyant. Une grande arcade flamboyante croise deux ogives et renforce la voûte, qui était toutefois vouée à disparaître à l'issue du chantier. Un pilier ondulé, identique à ceux de la nef, est placé sous le voûtain sud-ouest de la deuxième voûte, qu'il n'atteint pas. Une partie du voûtain sud-ouest de la première voûte a été supprimée afin de prendre une partie de la travée de jonction entre nef et base du clocher sur le croisillon.

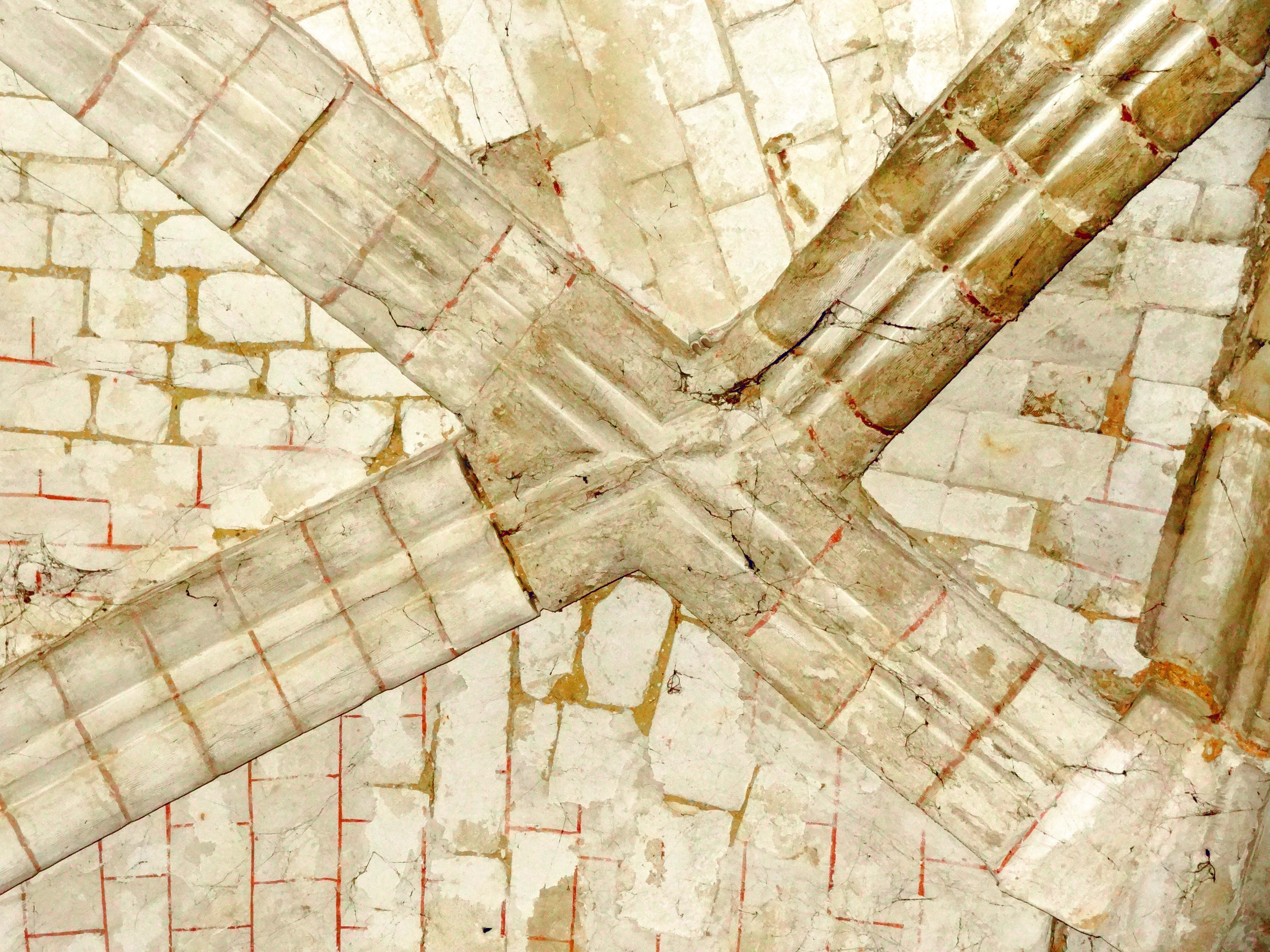
Croisillon nord, clé de voûte de la 1re travée.
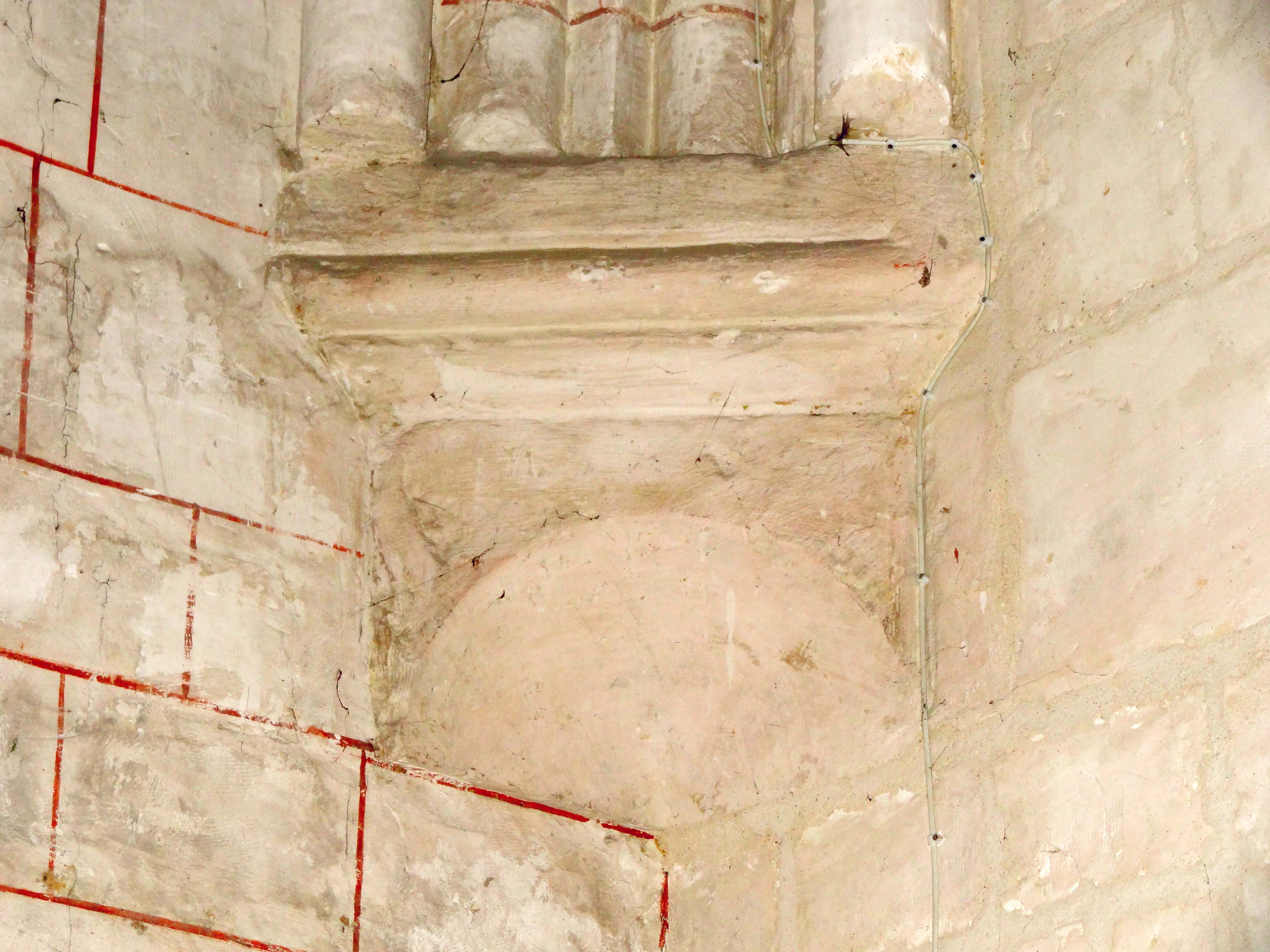
Croisillon nord, console dans l'angle nord-ouest.
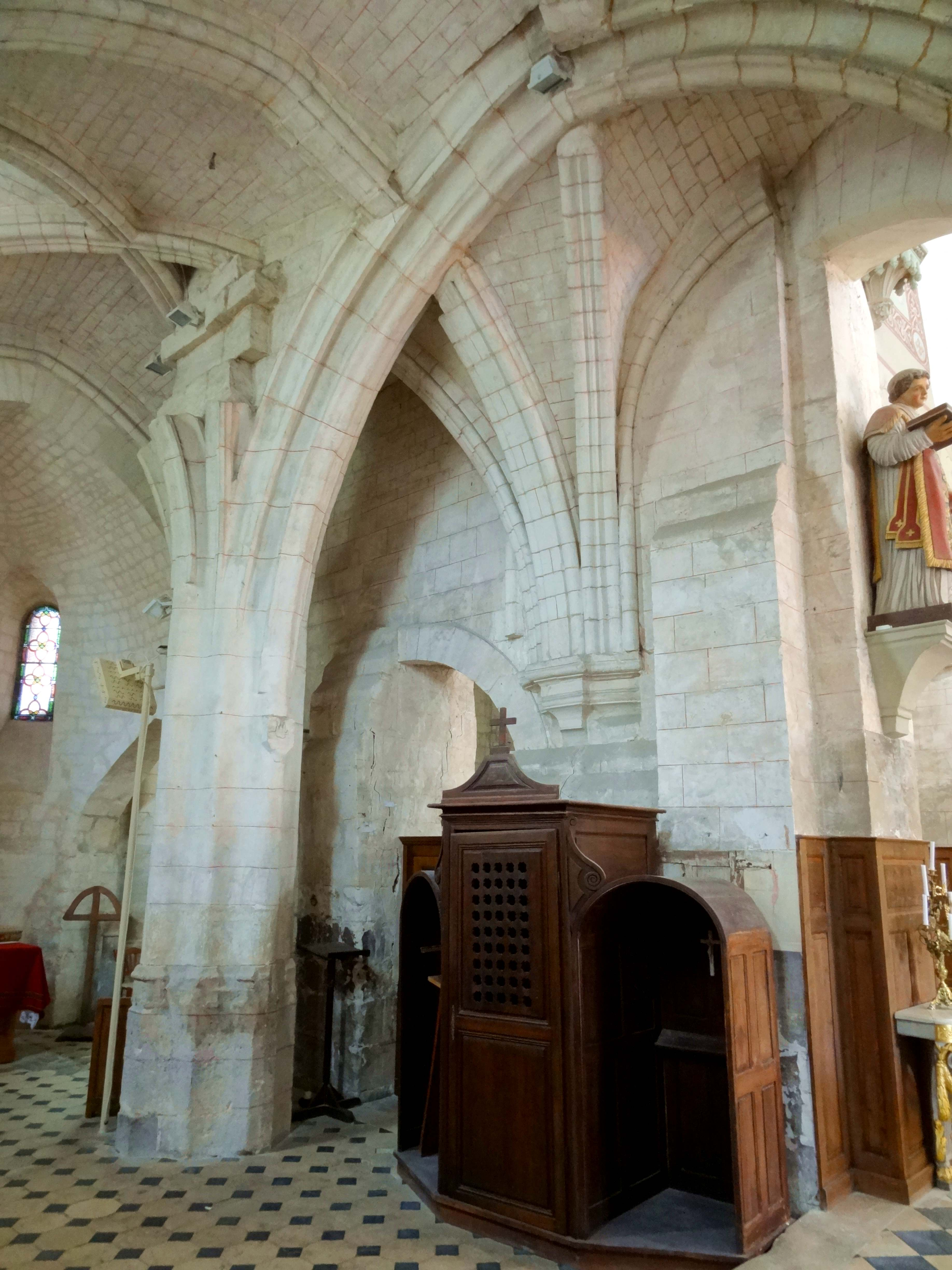
Croisillon nord, vue vers le sud-est.
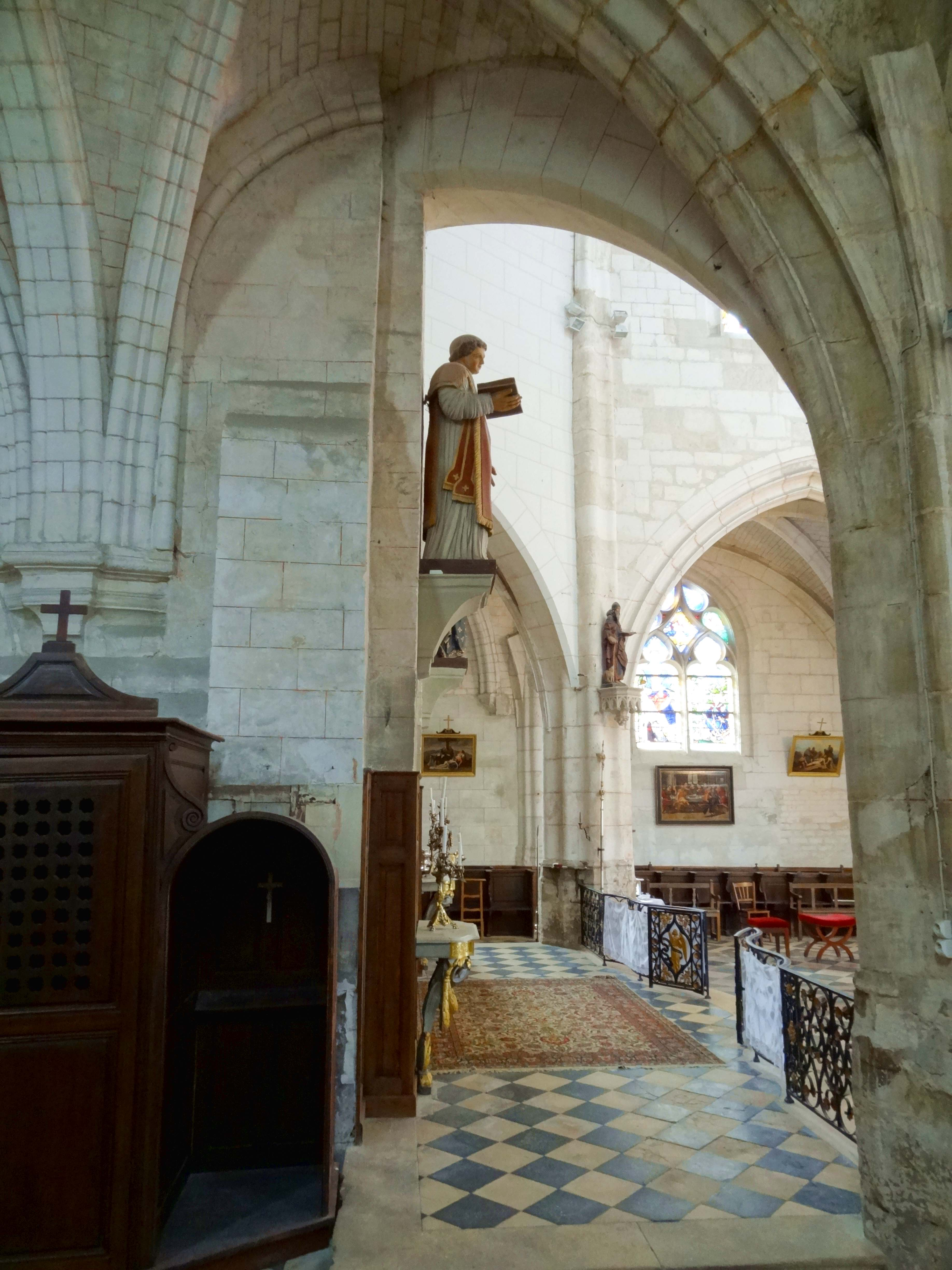
Croisillon nord, 1re travée, vue vers le sud.
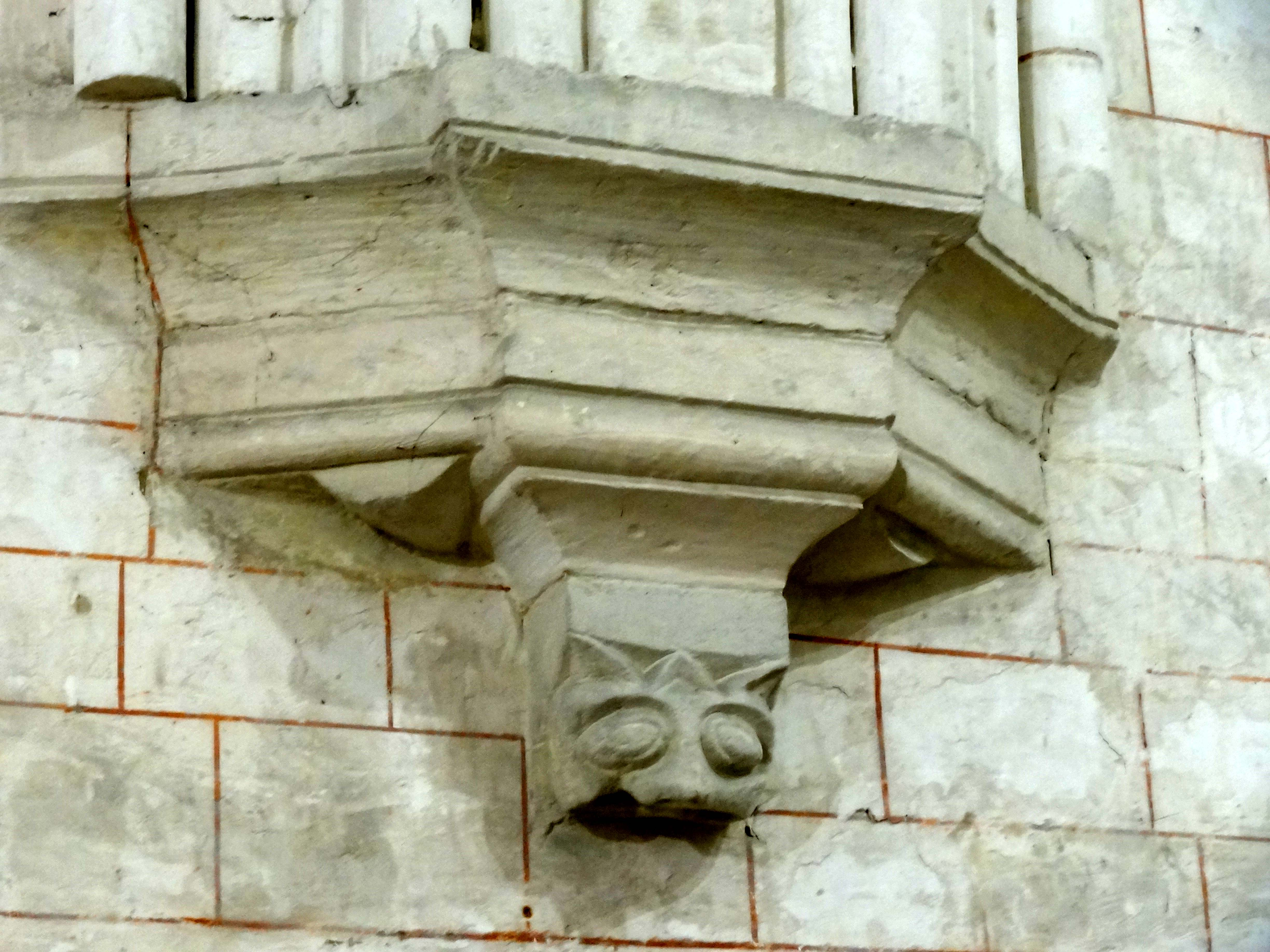
Croisillon nord, consoles côté nord.
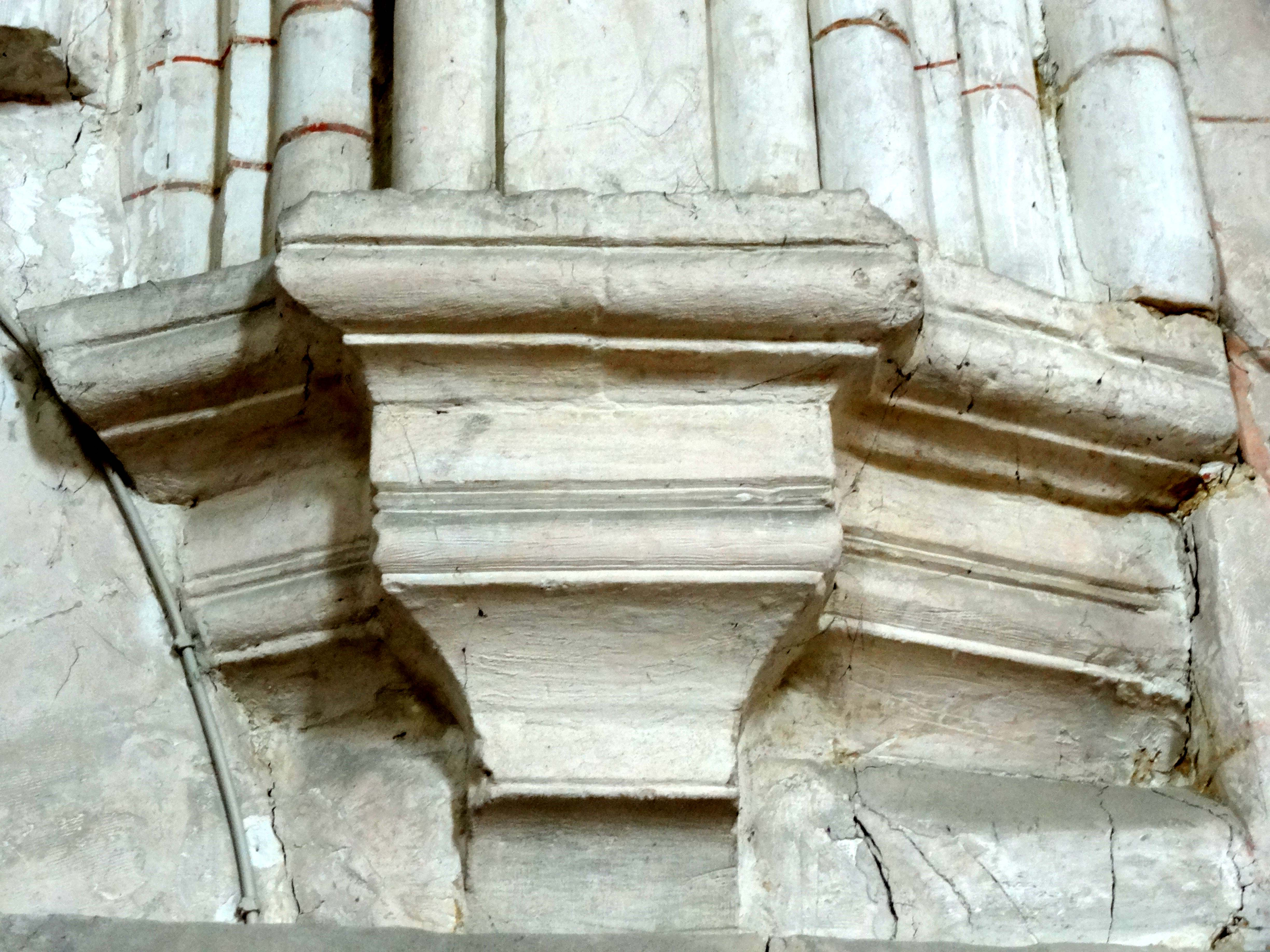
Croisillon nord, consoles côté sud.

#### Croisillon sud

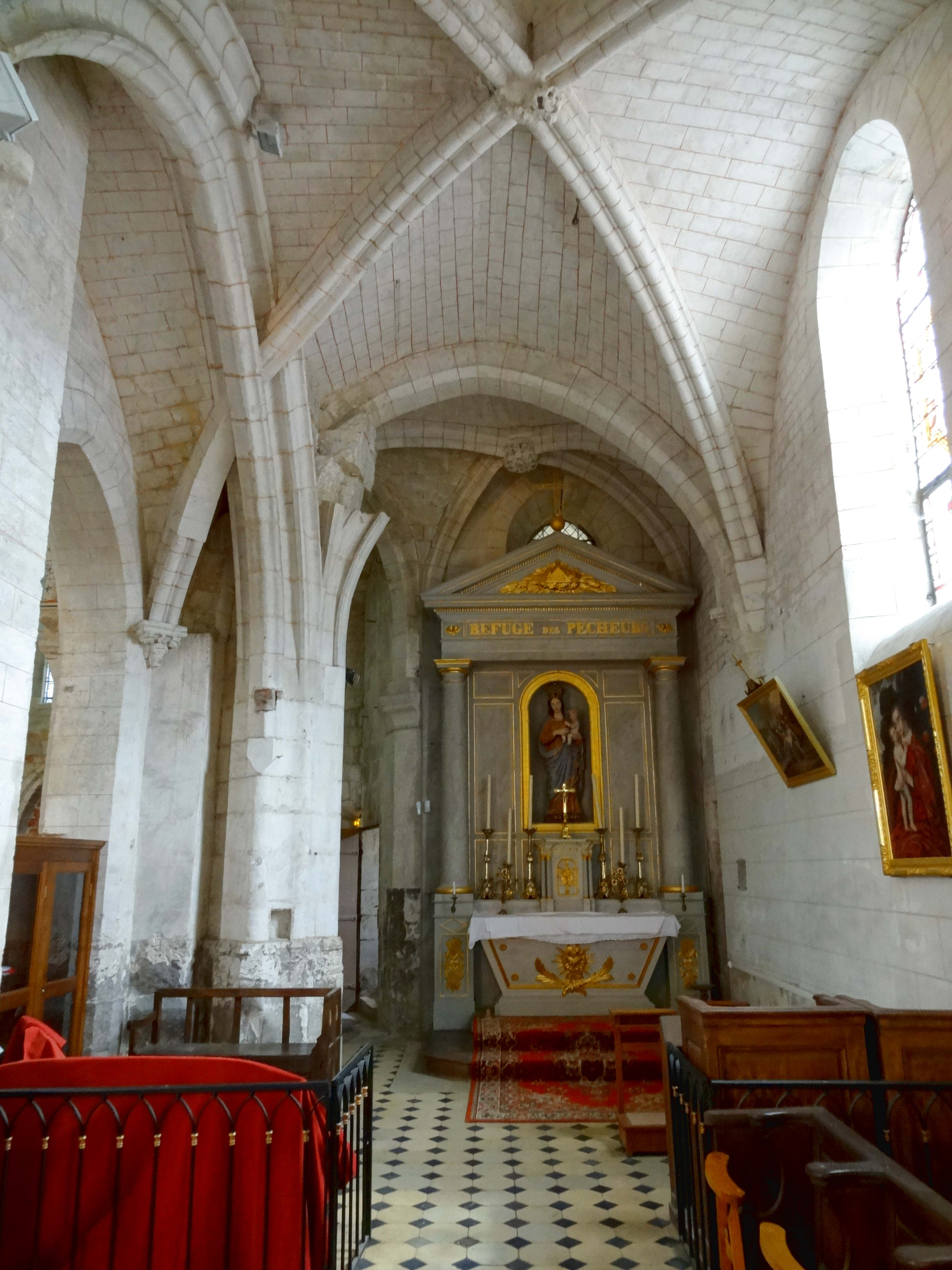
Vue vers l'est.

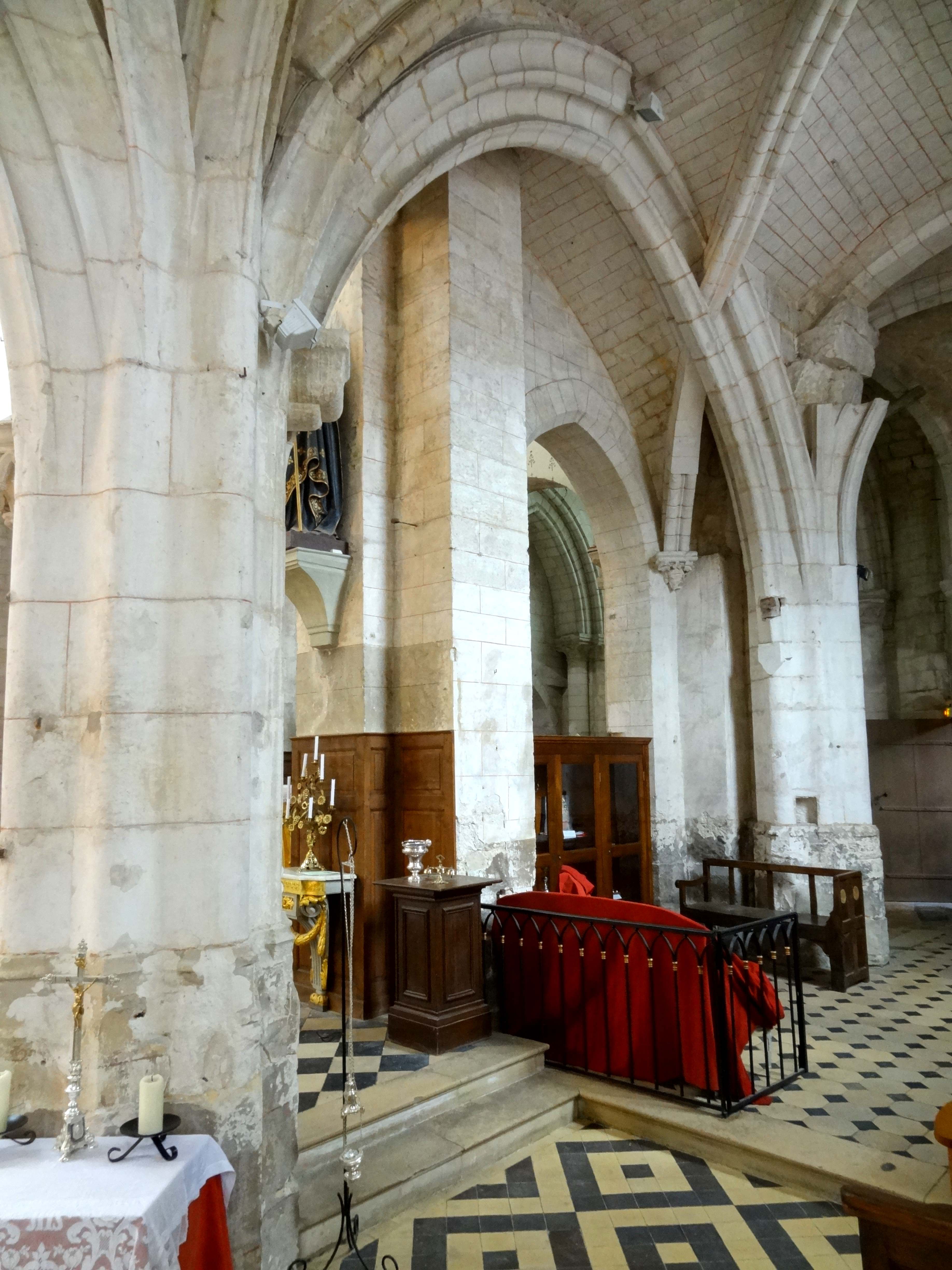
Vue vers le nord-est.

Dans le croisillon sud, tous les arcs sont désormais brisés. Cette partie de l'église est stylistiquement plus avancé que son pendant au nord, ce qui est plus évident à l'extérieur qu'à l'intérieur. À l'extérieur, l'attention se portera sur le larmier qui marque la limite de l'allège de la première travée, et passe autour du contrefort de gauche. La présence de tels larmiers ne se généralise pas avant 1210 / 1220 environ. Ici, il est encore très pentu et non mouluré ; cependant, le larmier semble avoir été intégralement refait lors d'une restauration, et aucun témoin véritable n'a été laissé en place. Sur la deuxième travée et les deux autres contreforts, l'état de dégradation est tel que la forme primitive ne saura plus être reconstituée. Authentiques semblent les larmiers des glacis sommitaux des deux autres contreforts. À l'intérieur, le profil des ogives ne se distingue guère de celui présent dans le croisillon nord, soit une fine arête entre deux tores, mais la clé de voûte et le cul-de-lampe dans l'angle nord-est sont plus éloquents. La clé de voûte, malheureusement incomplète, est une couronne de feuillages avec une croix au milieu, qui est flanquée de deux têtes en buste placées à l'horizontale, l'une regardant vers l'ouest, l'autre vers l'est. Cette clé de voûte appartient à la même période que le larmier à l'extérieur, mais pourra aussi être plus tardive. Des feuilles polylobées d'un type qui figure sur la clé de voûte revêtent aussi le cul-de-lampe, mais sa corbeille est essentiellement constituée d'une tête humaine, dont le visage a été buriné : seuls les cheveux et les oreilles restent intacts. Le tailloir est profilé d'une plate-bande et d'un tore, et très plat, mais adopte encore le plan carré de la première période gothique. Des culs-de-lampe sculptés de têtes humaines ne sont pas très répandus à la première période gothique, mais les exemples ne manquent pas : Béthancourt-en-Valois, Bréançon, de Brenouille, Condécourt, Glaignes, Nointel, Rocquemont. Elles se rencontrent généralement dans les croisillons ou des chapelles occupant leur emplacement, comme à Marissel. Les autres culs-de-lampe de la voûte, de même que des sections des ogives, ont été remplacés par de simples blocs de pierre lors d'une restauration ancienne.
Il a déjà été dit que si le croisillon sud comporte une première travée nettement plus grande que la seconde, c'est que l'on a voulu éviter que le doubleau intermédiaire ne retombe au milieu de l'arcade du clocher, comme c'est le cas au nord, et que l'on n'a pas non plus voulu dépasser les dimensions du croisillon nord. Beaucoup de questions restent toutefois en suspens. Avant et surtout, il n'est pas clair pourquoi la voûte de la seconde travée a été réalisée beaucoup plus tardivement que son voisin, sans doute au second tiers du XIIIe siècle, ou bien déjà été refaite à cette époque, une vingtaine d'années seulement après la construction du croisillon. On n'avait sans doute pas encore tranché la question du plan et du type des chapelles qui devaient flanquer le chœur, dont l'une en remplacement de l'abside en hémicycle romane. Les grandes arcades du chœur prouvent qu'il était bel et bien prévu de bâtir de telles chapelles latérales. Ces chapelles ne devaient certainement pas prendre l'apparence de la deuxième travée du croisillon, qui ne se raccorde avec le chœur que moyennant une travée intermédiaire triangulaire très dommageable pour l'esthétique de cette partie de l'église. Finalement on se résigna apparemment de laisser le croisillon sud tel que son maître d'œuvre du début du XIIIe siècle l'avait déjà imaginé, et peu de temps après l'achèvement du chœur, l'on renonça déjà à conférer à la grande arcade au sud du chœur sa vocation initialement prévue, c'est-à-dire d'ouvrir directement sur une chapelle.
Le laps de temps entre l'achèvement du chœur et le voûtement de la seconde travée du croisillon doit effectivement être très court, car les ogives des deux voûtes répondent au même profil. La clé de voûte diffère, et reprend l'un des modèles en usage à la période rayonnante, comme à la cathédrale d'Amiens (mais pas à la période rayonnante tardive, ce que suggère Jean-Louis Courtault). L'unique cul-de-lampe conservé en l'état diffère également, et semble se rattacher à la campagne de la construction de la voûte de la première travée, tant pour son décor sculpté que pour son tailloir carré, et son profil et sa grande hauteur renvoient même à une période antérieure. L'inconsistance de la modénature est une constante dans les parties orientales de l'église de Marissel. Plus énigmatique encore est le cul-de-lampe qui soutient, d'une manière inusité, non seulement le doubleau intermédiaire du côté sud, mais aussi les deux culs-de-lampe des ogives voisines. Il est considéré comme un réemploi roman par Courtault, ce qui est imputable au profil sommaire de son tailloir, qui n'est qu'une simple tablette biseautée, et au faible profil de sa sculpture. Mais le motif, des feuilles polylobées, n'est pas connu dans la région à la période romane, et l'état de mutilation de la clé de voûte et les interventions lourdes des restaurateur permettent l'hypothèse qu'il s'agisse plutôt d'un élément gothique dégradé. Également surprenant est la nature du doubleau qui sépare les deux travées. Apparemment en phase avec le tailloir signalé, il se présente comme un simple rang de claveaux aux angles abattus, à l'instar des arcades ouvertes dans un mur préexistant. Pourtant, l'examen extérieur suggère que les murs des deux travées aient été élevés en même temps.

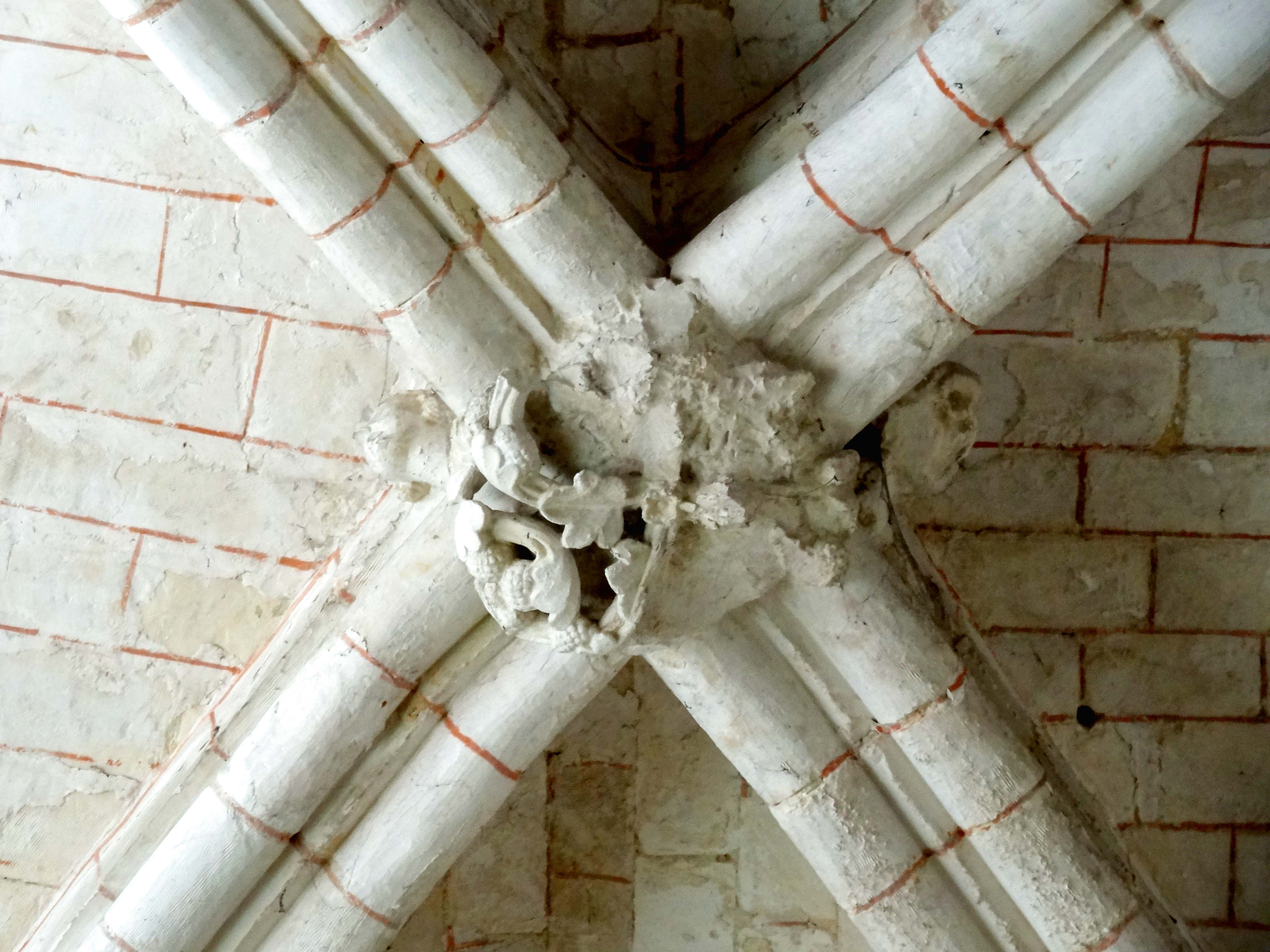
1re travée, clé de voûte.
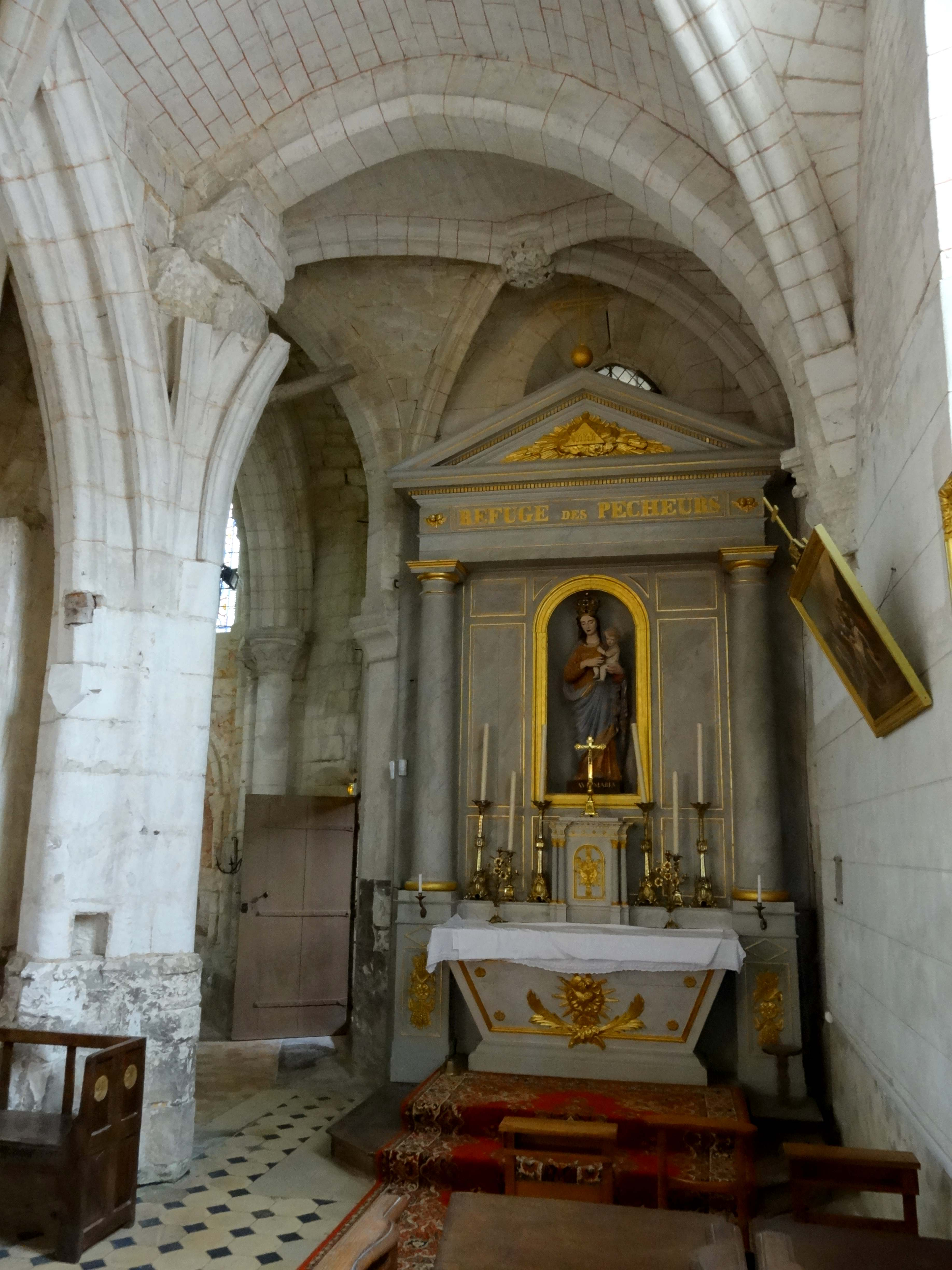
2e travée, vue vers l'est.
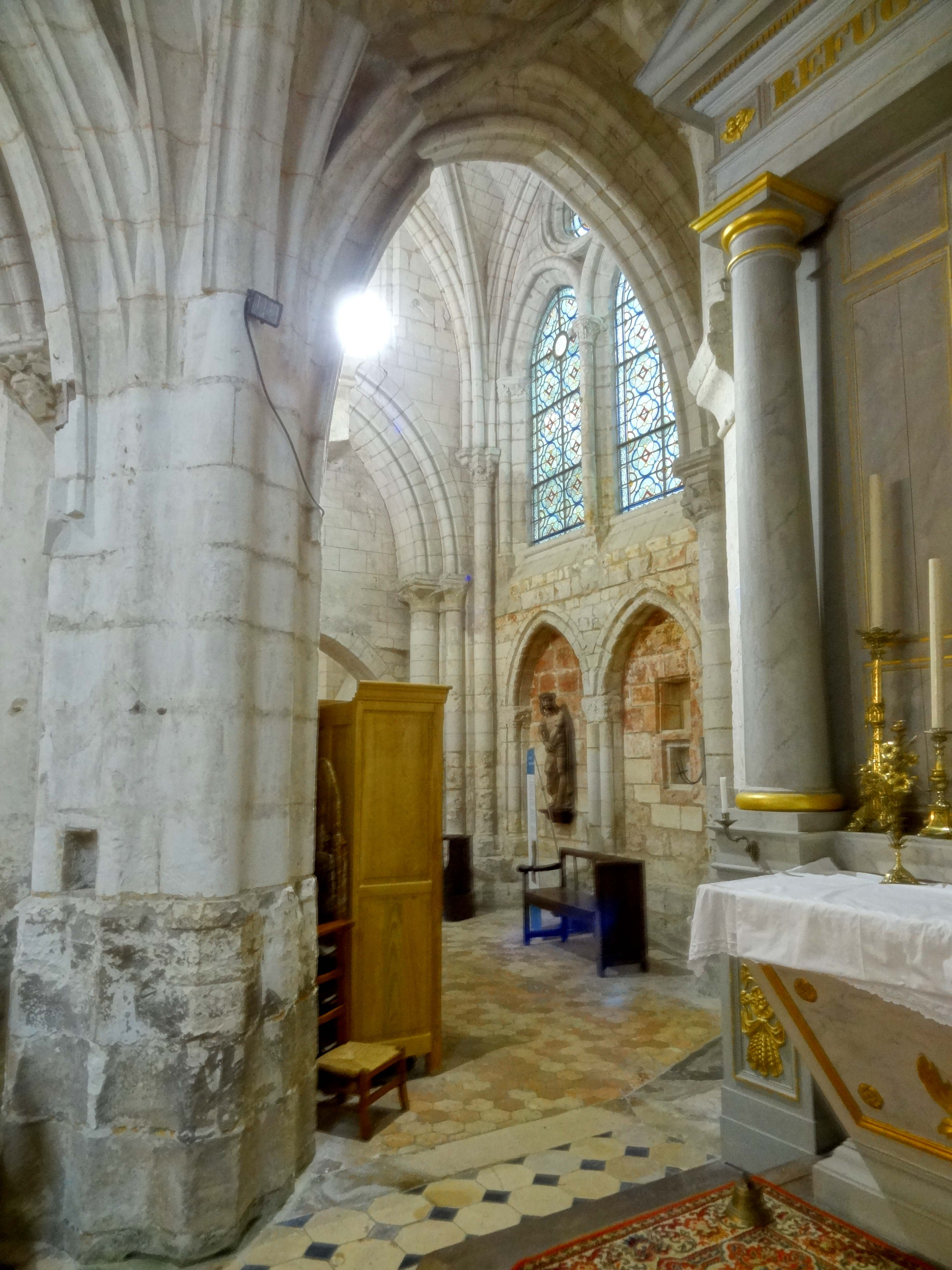
2e travée, vue vers le nord dans le chœur.
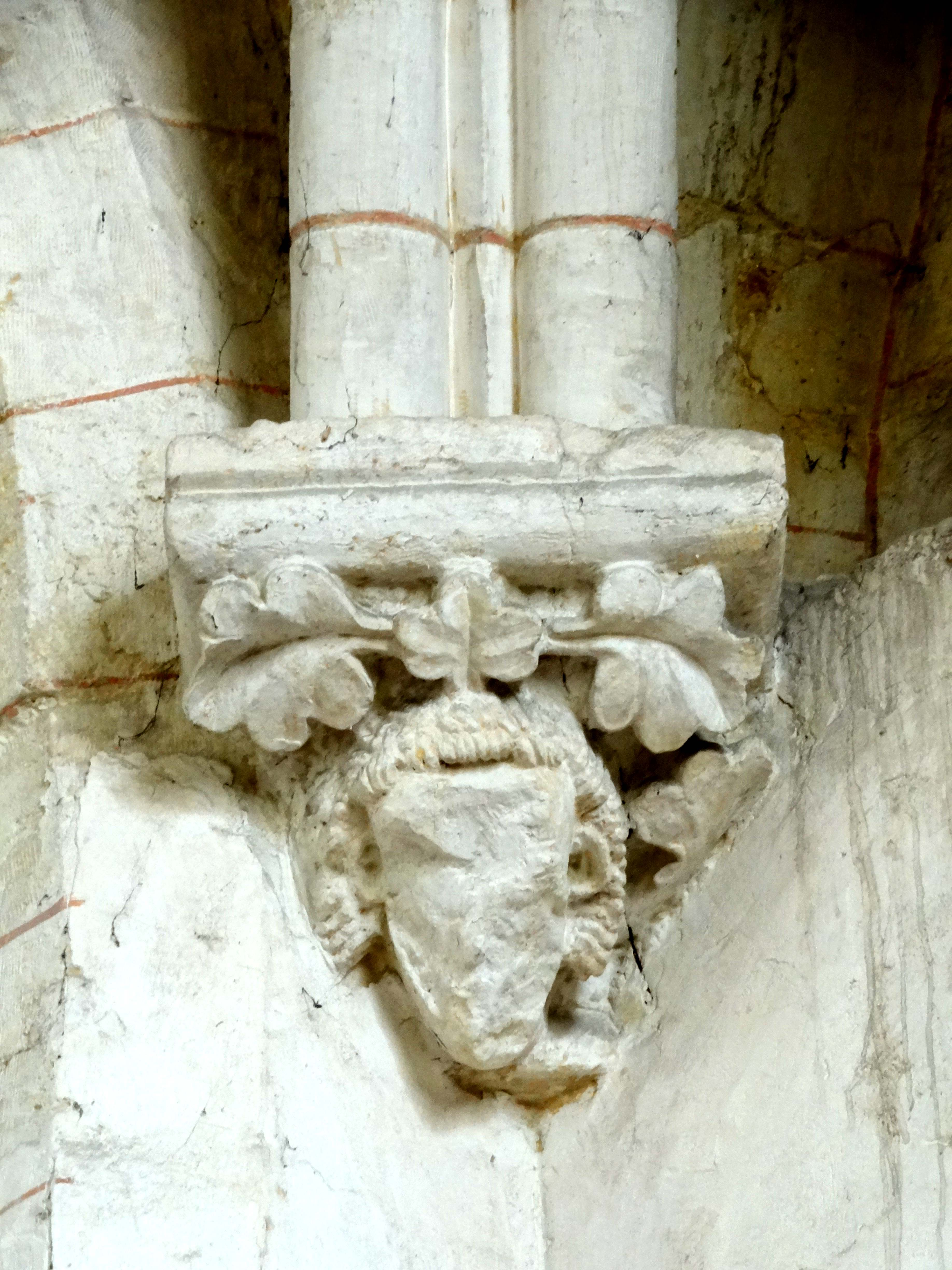
1re travée, cul-de-lampe dans l'angle nord-est.
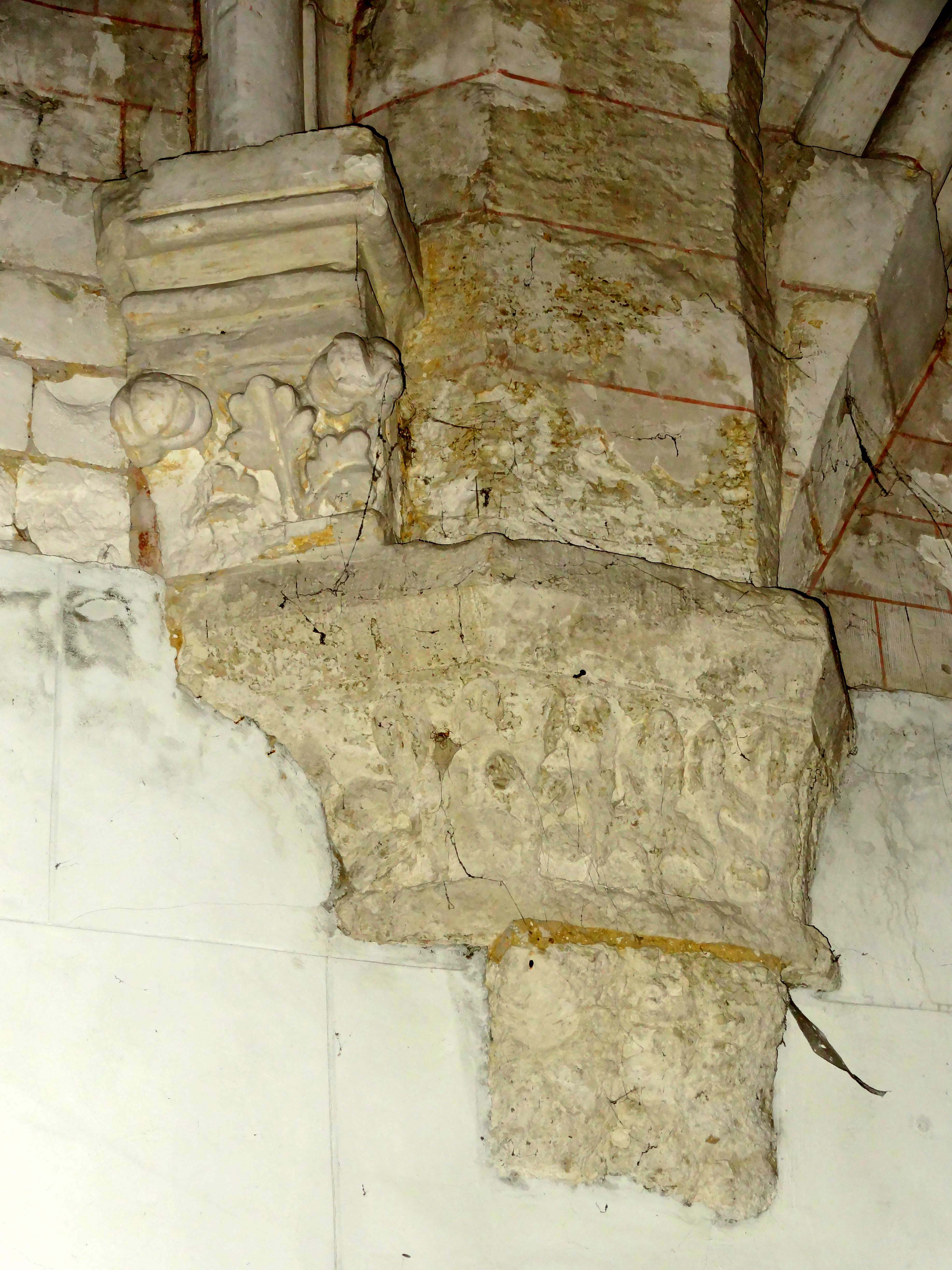
Doubleau intermédiaire, culs-de-lampe côté sud.
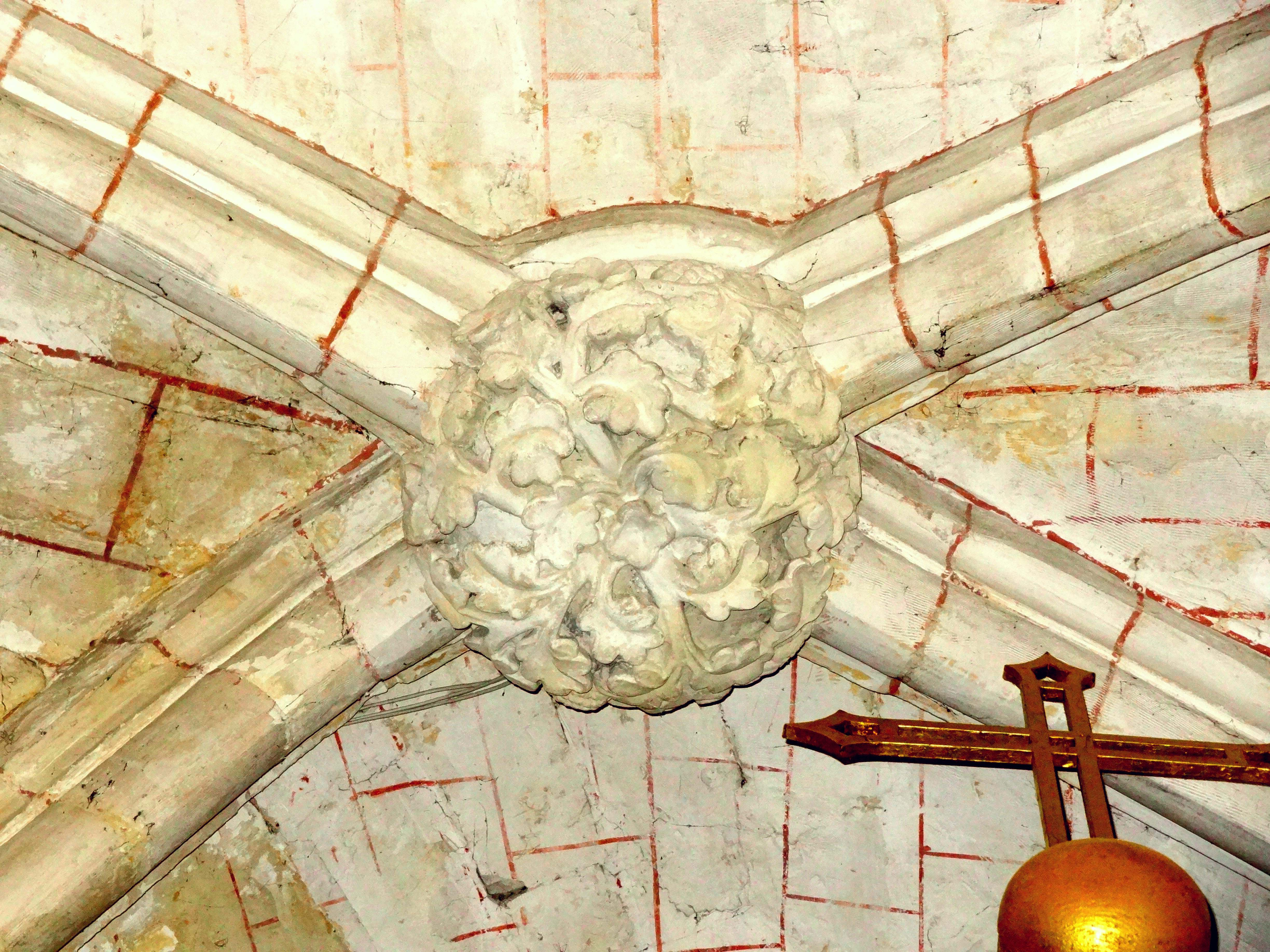
2e travée, clé de voûte.

### Extérieur

#### Façade occidentale

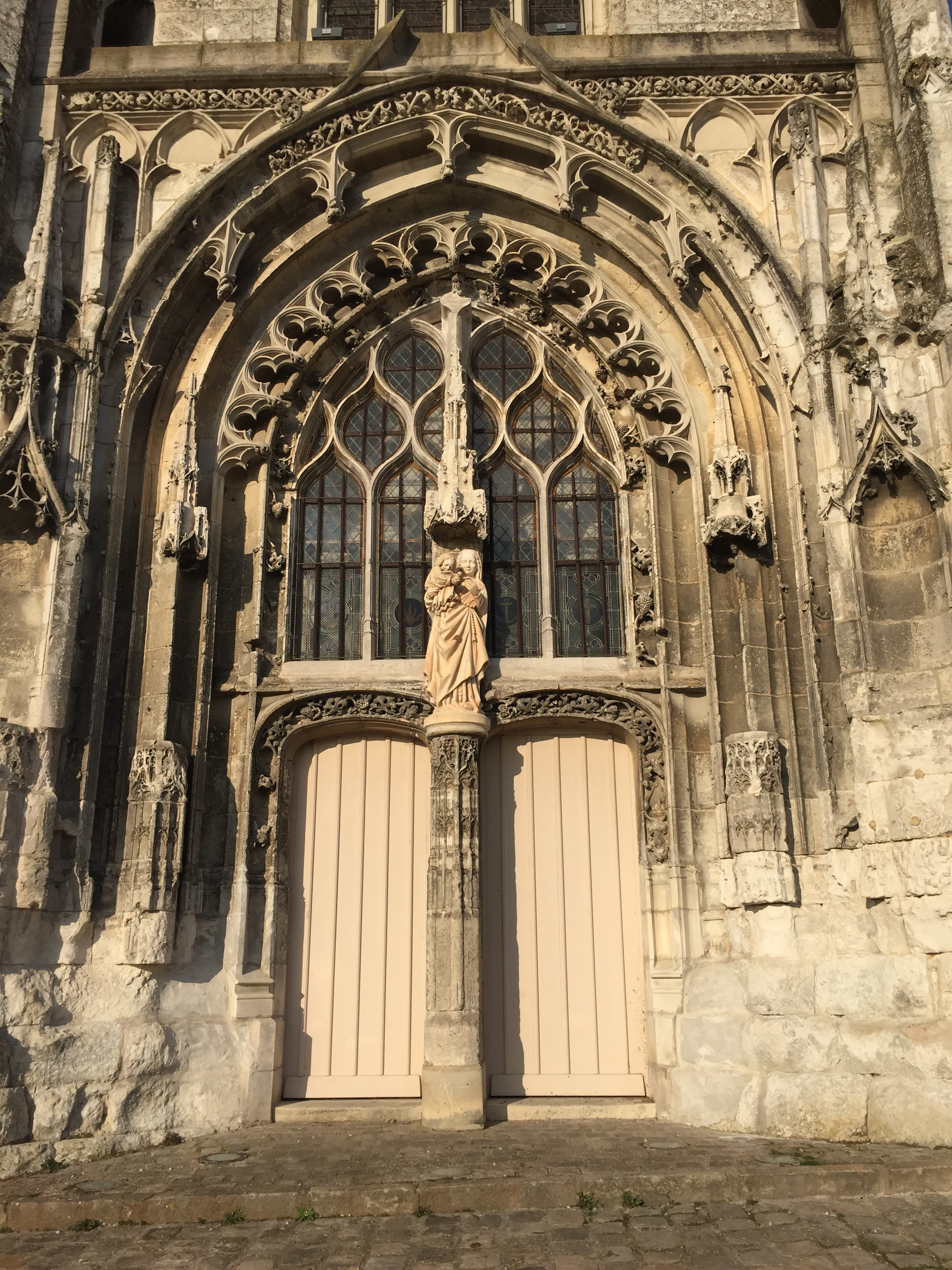
Portail occidental.

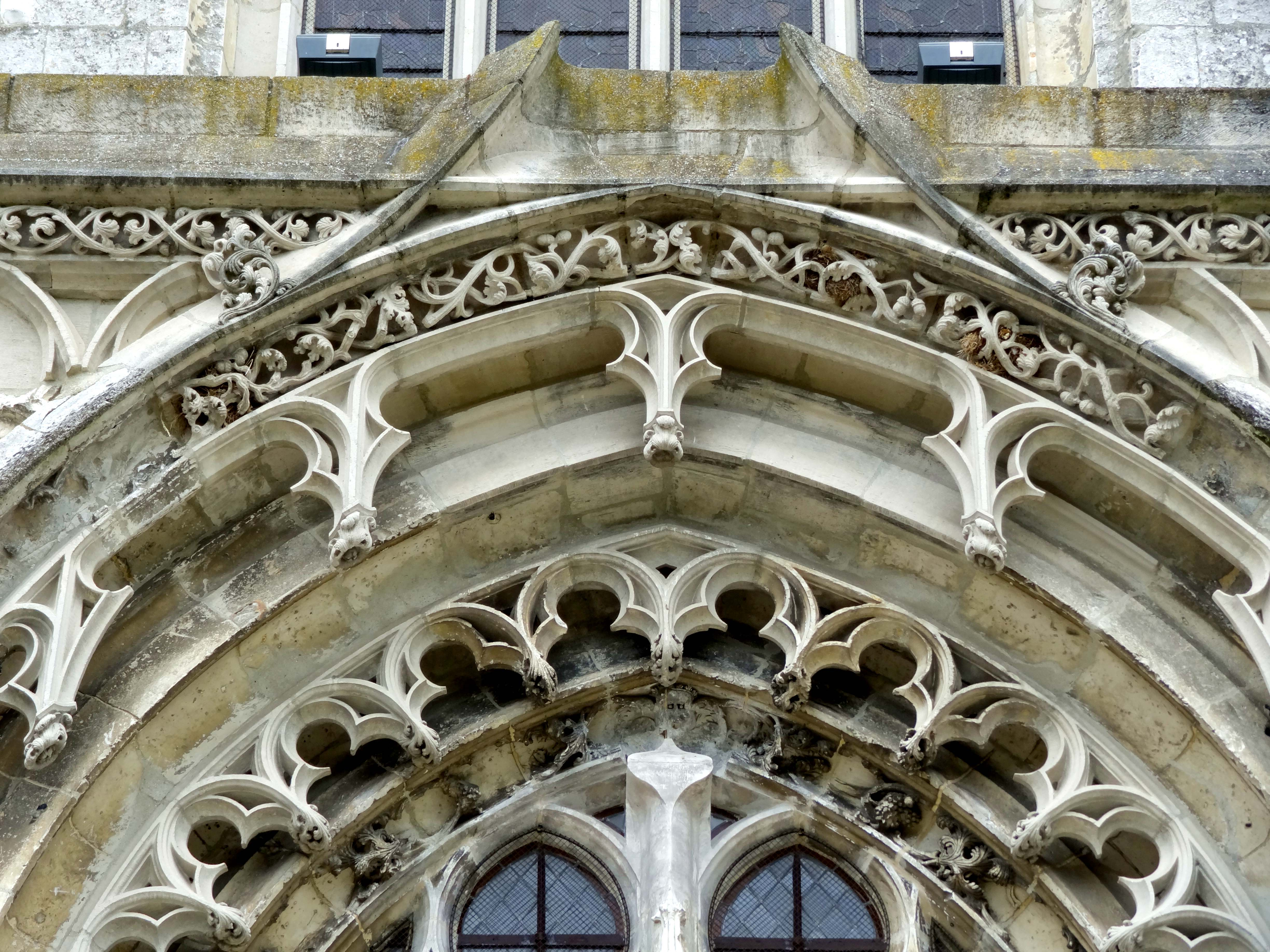
Archivolte et accolade.

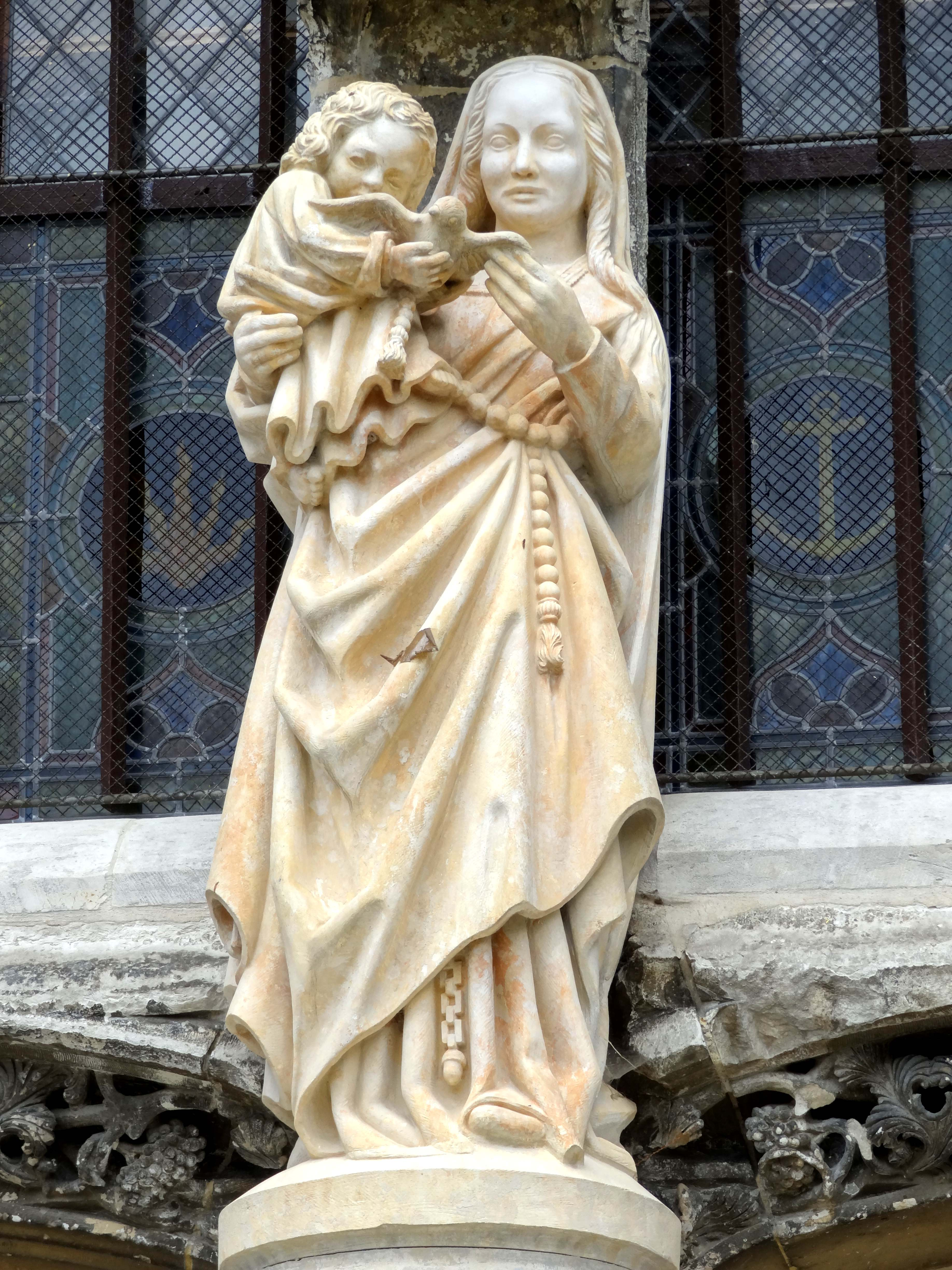
Vierge à l'Enfant du portail.

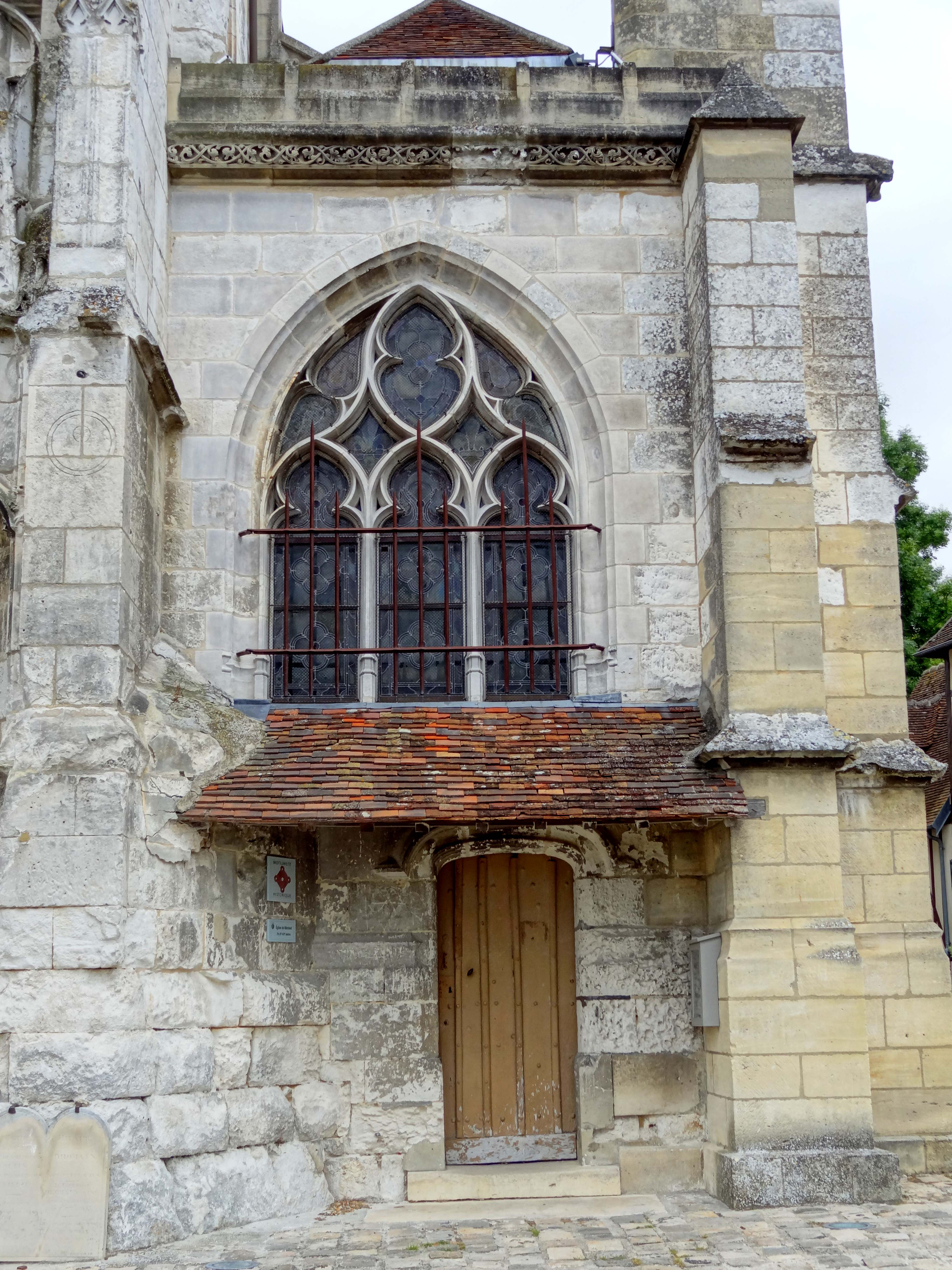
Mur occidental du bas-côté sud.

Construite en grande partie en pleine Renaissance, pendant la seconde moitié du XVIe siècle, la façade occidentale se présente pourtant dans un style flamboyant très pur, et reste fidèle à l'arc en tiers-point et au vocabulaire ornemental mis au point au cours du XVe siècle. C'est une composition remarquable, globalement assez traditionnelle, qui se démarque toutefois de la plupart des compositions contemporaine par l'absence de demi-pignons sur les murs occidentaux des bas-côtés, comme à Vétheuil, église construite dans le style de la Renaissance. La partie centrale de la façade, correspondant à la nef, possède toutefois un pignon en charpente recouvert d'ardoise, qui devait initialement être bâti en dur. L'effort décoratif se focalise sur le portail central et la tourelle d'escalier à sa gauche. Les autres parties sont d'une relative sobriété, et l'on est loin de la somptuosité de Chaumont-en-Vexin (portail nord), du Mesnil-Amelot, Saint-Pierre de Senlis, et bien sûr des cathédrales de Beauvais et de Senlis, ou de la collégiale de Gisors (portails nord et sud). Le portail principal adopte le même agencement qu'Allonne, et le remplage du tympan ajouré est même identique. Des analogies avaient déjà été constatées sur le plan des fenêtres et de la modénature des grandes arcades. Elles ont échappé à Jean-Louis Courtault. Beaucoup moins évidentes sont les analogies avec le portail méridional de Saint-Pierre-de-Beauvais soulignées par cet auteur : il y a simplement certains principes de composition et certains motifs qui sont récurrents à la période flamboyante et fédérateurs pour ce style, et peuvent à ce titre s'observer sur la plupart des édifices de qualité.
La façade est tripartite. Les trois parties sont délimitées verticalement par les contreforts de la nef. Les parties correspondant aux bas-côtés ont la moitié de la largeur et la moitié de la hauteur que le corps central correspondant au vaisseau central. Les trois parties s'organisent sur deux niveaux d'élévation, mais le premier niveau d'élévation des bas-côtés, qui comporte des portes, correspond aux allèges des fenêtres occidentales, et ne peut pas réellement être pris en compte. Les deux niveaux d'élévation du corps central sont de hauteur équivalente. La partie haute est placée en léger retrait afin de compenser l'épaisseur voussures du portail, et une coursière protégée par un garde-corps non ajouré court à son pied. Elle est accessible par des passages obliques dans les deux contreforts, dont celui de gauche est desservi par la tourelle d'escalier. Les coursières se prolongent dans les noues entre les murs hauts du vaisseau central et les toits en pavillon individuels des travées des bas-côtés, et facilitent les opérations d'entretien. La partie haute du corps central comporte uniquement une fenêtre au réseau flamboyant à quatre lancettes ordinaires surmontées de nombreux soufflets et mouchettes d'un tracé épuré. La partie basse est presque entièrement occupée par le portail, qui ne saura toutefois pas être aussi large que l'espace disponible entre les deux contreforts. Dans un souci d'éviter des surfaces lisses, qui ne se constate pas à Allonne, de grandes niches à statues aux dais et consoles architecturés sont disposées dans les intervalles. Comme à Allonne, les écoinçons sont agrémentés de deux arcatures plaquées et demi chacun, avec des têtes trilobées du même type que sur plusieurs fenêtres latérales. Avec l'ensemble du portail, ce décor est protégé par un larmier immédiatement sous la coursière, qui est transpercé par les deux flancs d'une accolade rudimentaire demeurée du reste inachevée. Dans l'échine sous le larmier, court une frise de pampres entièrement découpés à jour, d'une finesse incroyable. Ce même motif garnit également la voussure supérieure de la quintuple archivolte.
Les voussures, qui sont séparées par des arêtes saillantes d'un profil comparable aux ogives, descendent directement jusqu'au sol, à l'exception de la voussure inférieure. À mi-hauteur des piédroits, celle-ci cèdent la place aux voussures simples qui entourent les deux portes en anse de panier, en épargnant le trumeau central. Ainsi est définie la répartition des surfaces circonscrites par la quintuple archivolte : deux petites portes séparées par un trumeau en bas, et un tympan ajouré en haut. Si la voussure inférieure renferme des pampres d'une facture plus ordinaire, le trumeau est sculpté de réseaux plaqués miniaturisés, et tient lieu de console à une statue de la Vierge à l'Enfant, dont la niche et le dais coupent en deux le tympan. À Allonne, l'on ne trouve qu'un simple meneau vertical à cet emplacement. Le remplage du tympan est constitué de quatre lancettes et de deux rangs de soufflets simplifiés, sans mouchettes, remplacées par des soufflets incomplets. Reste à évoquer le rôle des autres voussures de l'archivolte. Chaque voussure est placée en retrait par rapport à la voussure supérieure. Des festons très espacés sont suspendus sous celle-ci. Ils rendent superflus un décor sculpté dans la voussure en dessous. La voussure médiane a pour vocation de créer un espacement entre les festons signalés, et les arcatures trilobées retombant sur des culs-de-lampe fleuronnés suspendues sous cette même voussure. Ce deuxième rang de festons obscurcit l'avant-dernière voussure, qui reste donc également vide. Il est manifeste que les frises, aujourd'hui concentrées dans les parties hautes, descendaient initialement jusqu'à mi-hauteur des portes, où les différentes voussures se terminent, et où leurs arêtes sont munies de bases analogues à celles des meneaux des fenêtres. Des vestiges sont là pour le démontrer. En revanche, les festons ne se sont apparemment jamais continués sur les piédroits, puisque le premier et le dernier feston du haut sont plus petits, et marquent ainsi le début et la fin de ce rang d'ornements.
Au niveau des piédroits du portail, les deux contreforts de la nef font à peine saillie, car les niches à statues flanquant le portail remplissent les angles rentrants. Comme à l'accoutumée à la période flamboyante, les contreforts changent plusieurs fois de plan du bas vers le haut. D'abord, ils se retraitent par un larmier au niveau des impostes du portail, puis ils sont sculptés de pinacles plaqués en haut du premier niveau d'élévation, et se présentent par un angle saillant au-delà. Ils sont ensuite scandés par un bandeau mouluré au niveau des impostes des passages signalés ci-dessus, et sont encore sculptés de pinacles plaqués d'une facture différente au niveau des impostes de la baie occidentale de la nef. Enfin ils s'amortissent par un chaperon aux rampants galbés et ornés de crochets, nettement avant le sommet du mur occidental. Le contrefort de gauche est accolé à la tourelle d'escalier, et intégrée dans la composition de celle-ci. La tourelle est cylindrique, mais cantonnée de pilastres ou contreforts plats suggérant un plan octogonal. Elle est scandée par quatre niveaux de larmiers, dont ceux des contreforts, et en plus à la limite des allèges des fenêtres des bas-côtés, ainsi qu'au niveau de la corniche moulurée qui couronne le mur occidental de la nef, car la tourelle compte un étage de plus que la façade. À l'instar des contreforts, les pilastres sont sculptés de clochetons plaqués, mais ceux du deuxième niveau se situent plus haut, à la fin du dernier étage. La tourelle est coiffée d'une calotte en pierre sculptée d'écailles.
À gauche de la tourelle, peu de place reste pour la fenêtre occidentale du bas-côté nord et son petit portail en anse de panier tout simple. De ce fait, la fenêtre est désaxée, et son remplage ne compte que deux lancettes. L'on note que deux contreforts orthogonaux épaulent les angles nord-ouest et sud-ouest de l'église, et qu'ils sont scandés par deux niveaux de larmiers. Le premier va tout autour et marque également la limite des allèges sur les murs latéraux ; le deuxième n'est présent que sur la face frontale. Le couronnement se fait par des chaperons non décorés. La corniche du mur occidental du bas-côté nord est seulement moulurée, comme celle en haut du mur de la nef, tandis que celle du bas-côté sud comporte la même très délicate frise de rinceaux de pampres que l'on voit à la limite du premier niveau d'élévation de la nef, et dans la voussure supérieure du portail central. La baie occidentale du bas-côté sud est située dans l'axe du vaisseau, et possède un remplage à trois lancettes, mais la petite porte en dessous est du même type que celle du bas-côté nord, et désaxée vers la droite, afin de la placer au milieu entre le puissant massif de maçonnerie à l'aplomb du contrefort de droite de la nef, et le contrefort du bas-côté. Manquent aujourd'hui les balustrades à jour déposées au début des années 1970, qui subsistent seulement sur les élévations latérales.

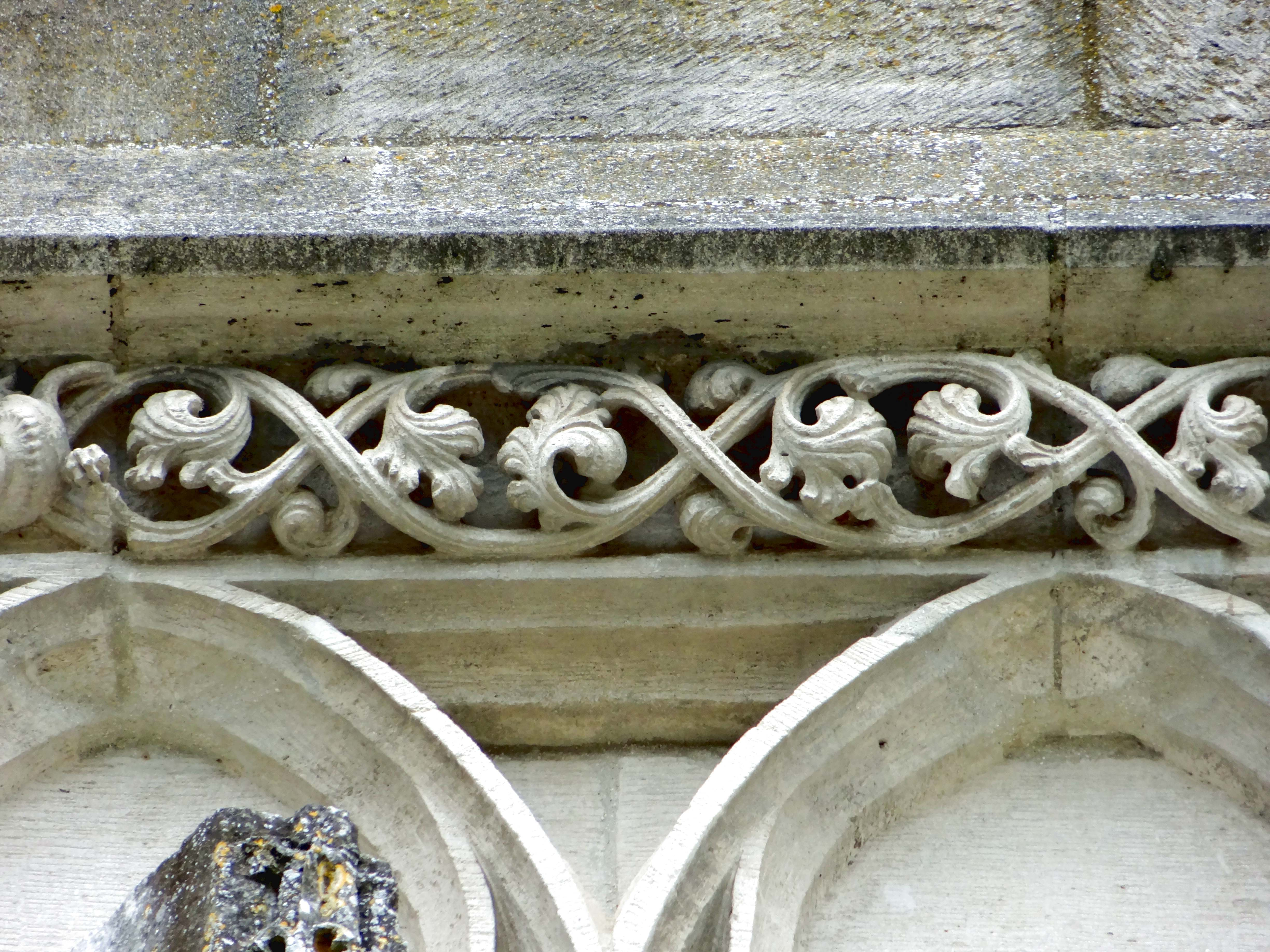
Frise de rinceaux de pampres.
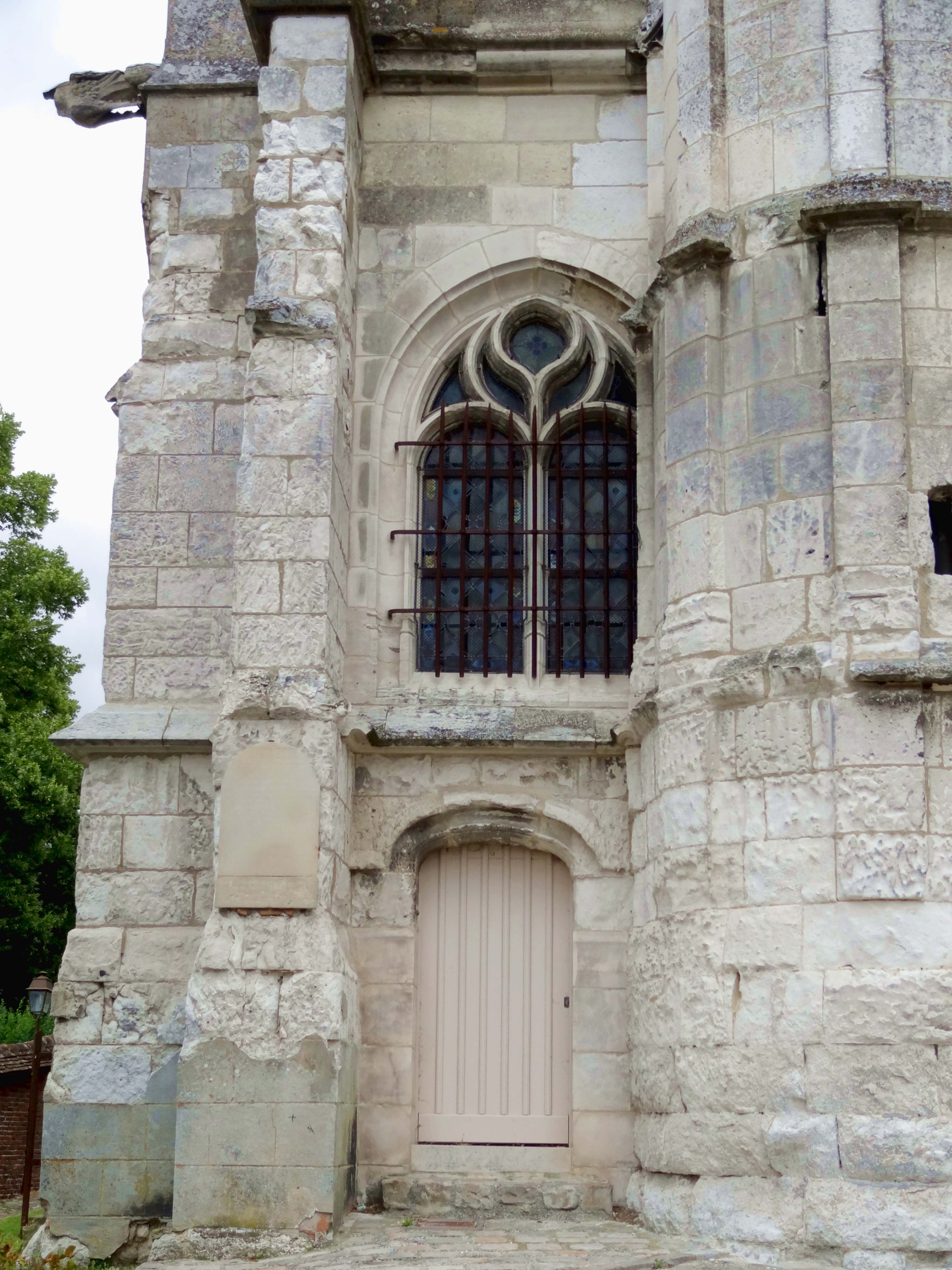
Mur occidental du bas-côté nord.
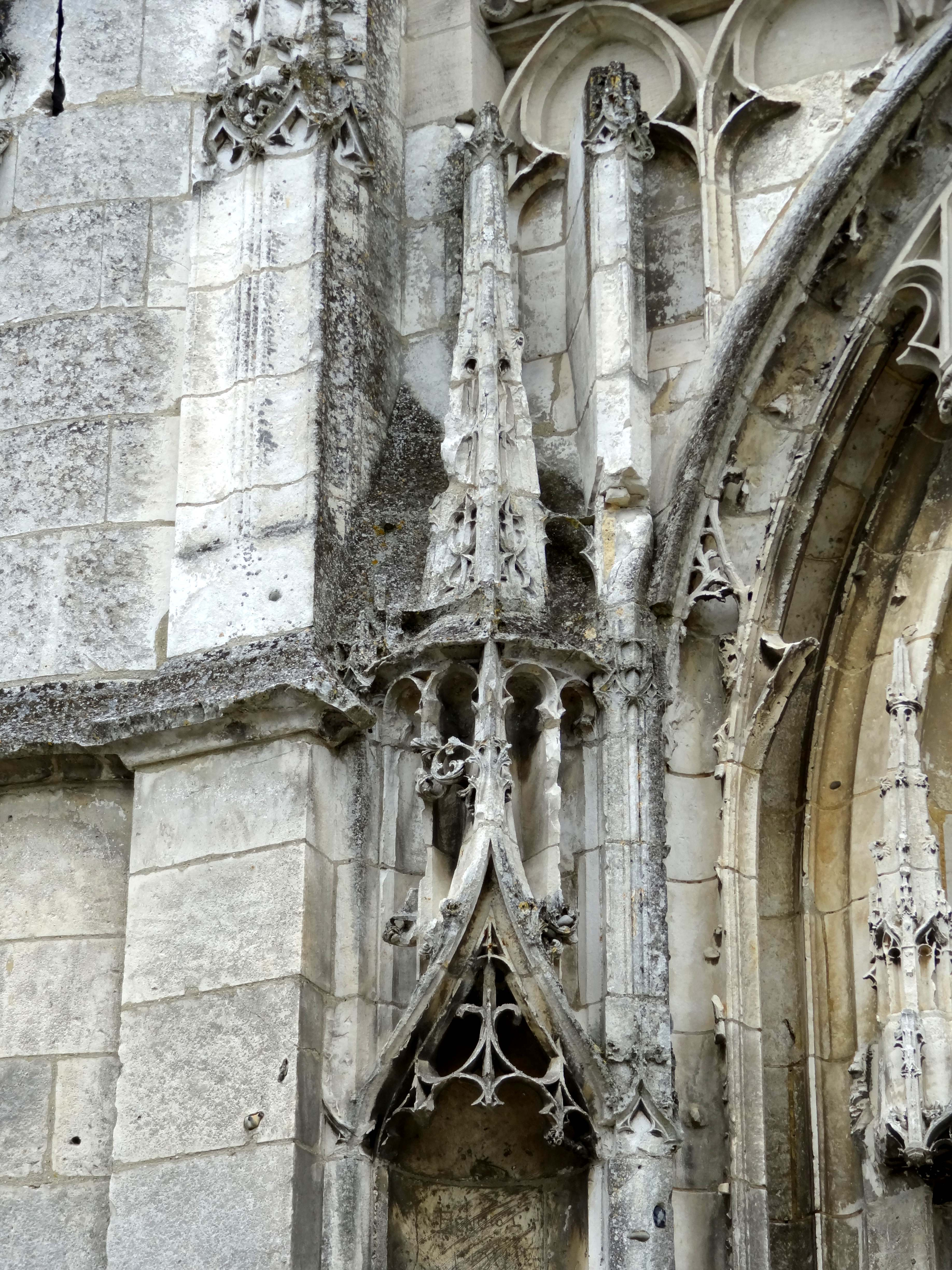
Grand dais à gauche du portail.
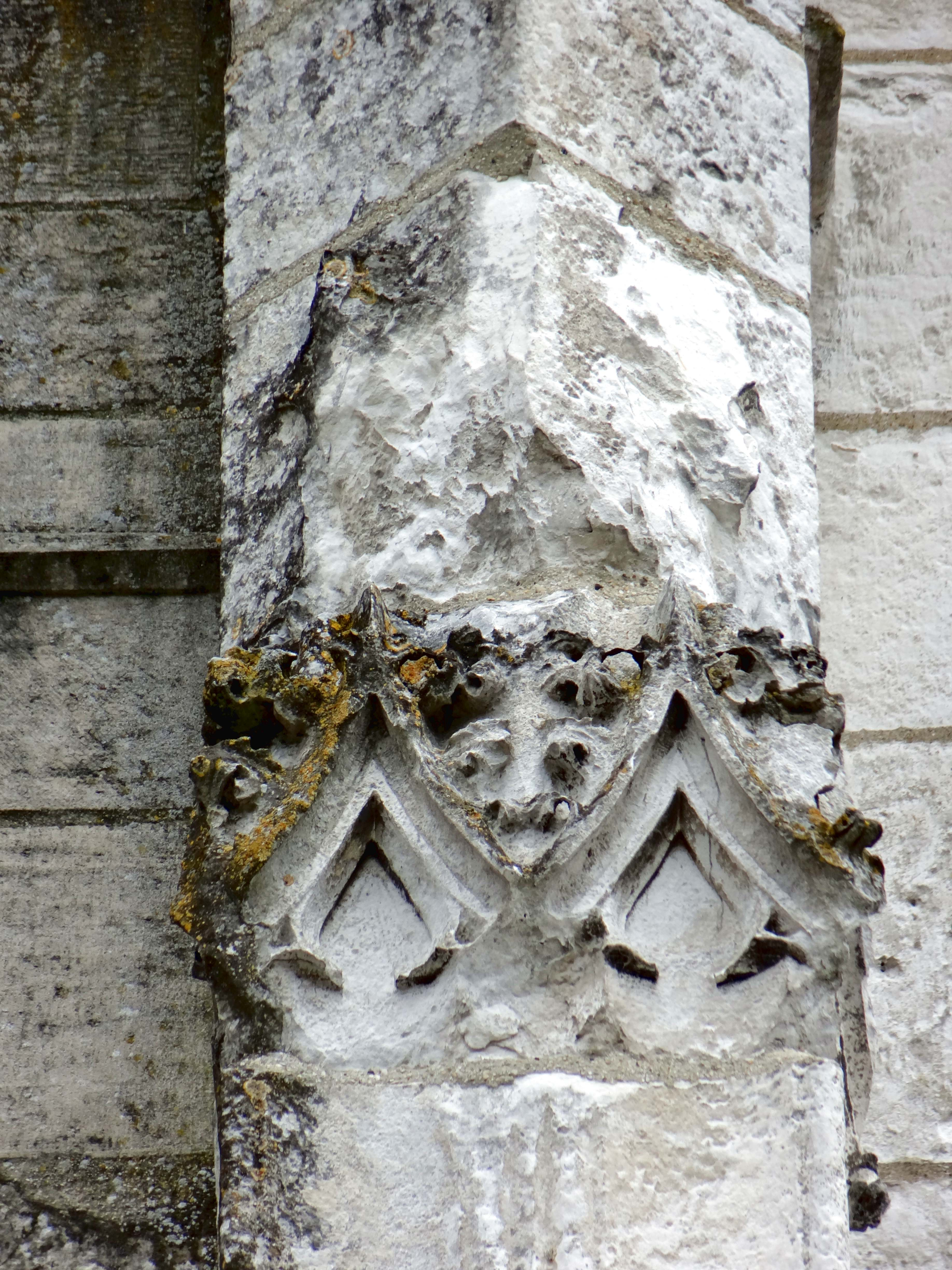
Clochetons plaqués sur les contreforts.
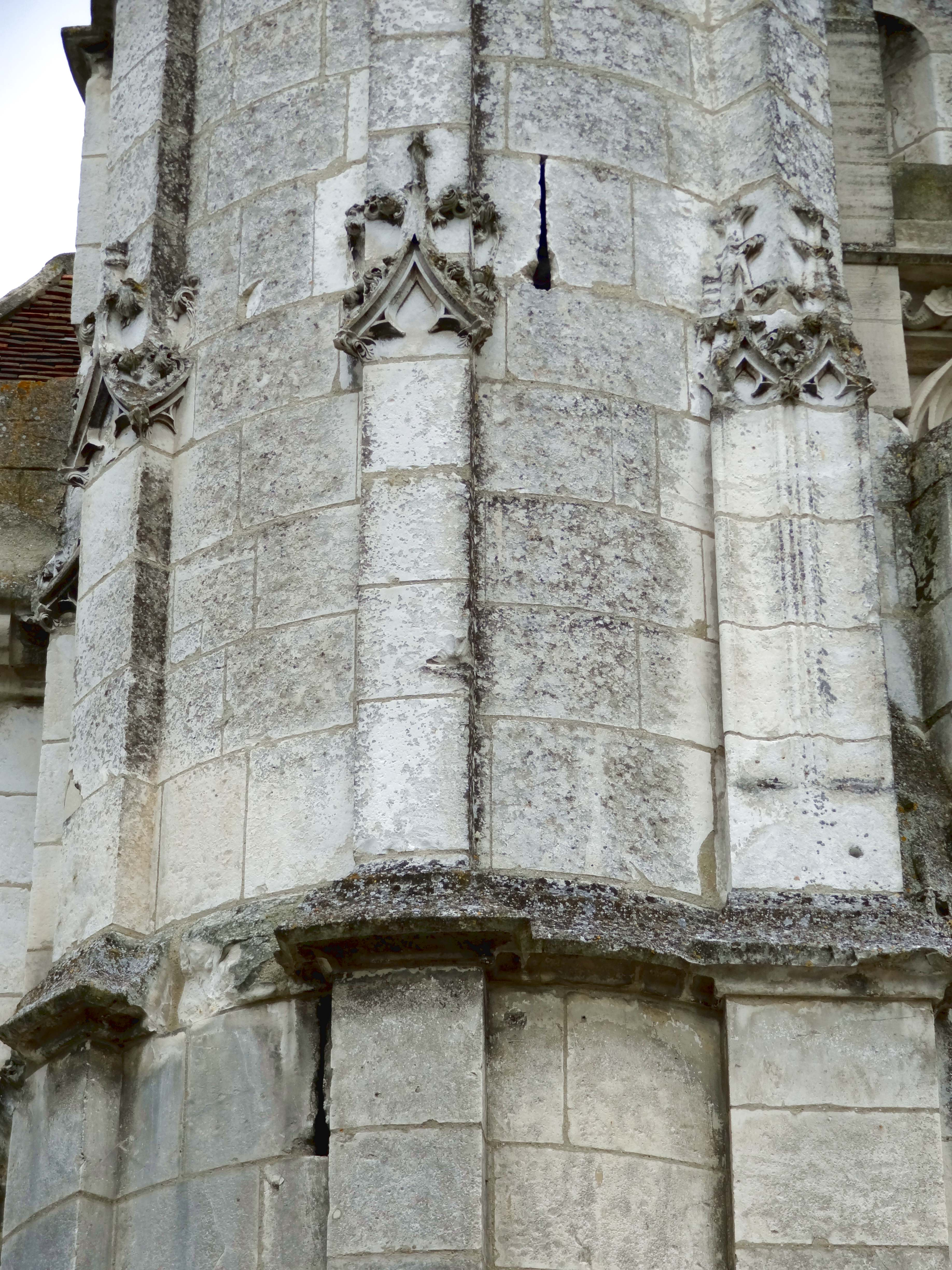
Tourelle, pilastres aux pinacles plaqués.
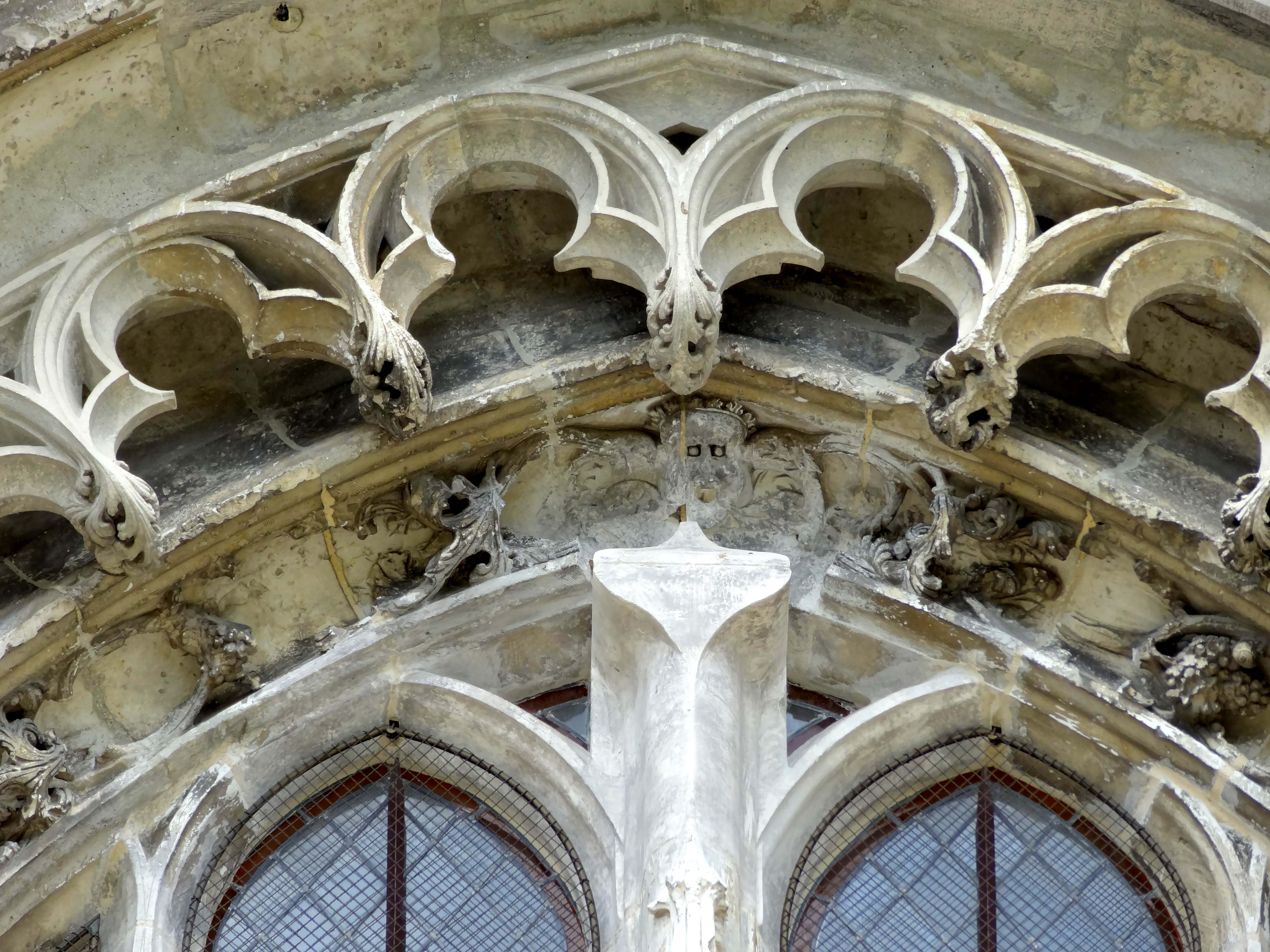
Archivolte du portail, voussures inférieures.

#### Élévations latérales des parties flamboyantes

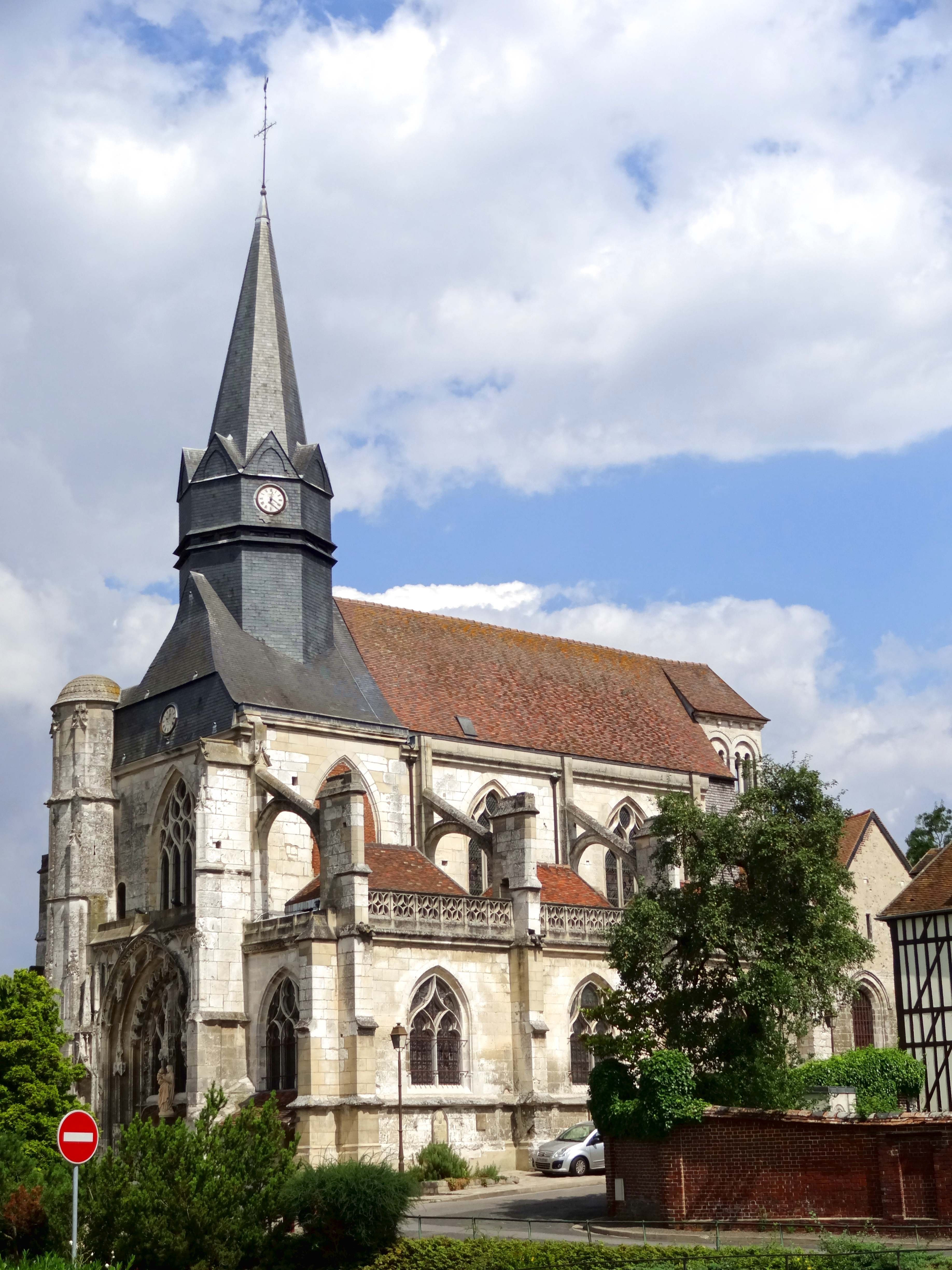
Vue depuis le sud-ouest.

Les élévations latérales de la nef ressentent l'inachèvement, car les pinacles devant couronner les contreforts et les culées des arcs-boutants manquent, et les restaurations sévères et parfois maladroites, avec notamment une assise de pierres de taille placée au-dessus de la corniche destinée à masquer l'égout : bien que pas davantage authentique, une gouttière aurait été plus discrète. Le bouchage des fenêtres de la première travée avec des murs de briques rouges n'est pas non plus à l'avantage de l'église, mais constitue sans doute le tribut à payer pour le clocher de charpente non prévu dans le projet initial. En plus, une nette rupture s'observe entre la première et la deuxième travée, qui se traduit par une différence de niveau de la corniche. Globalement, une impression d'élégance se dégage toutefois des élévations latérales flamboyantes, et ceci grâce aux fenêtres hautes bien dégagées par les toits en pavillon très peu encombrants des travées des bas-côtés, à l'harmonie de la composition et aux quelques éléments de décor menés à exécution, dont la balustrade à jour des murs des bas-côtés et la mouluration des arcs-boutants. Ceux-ci sont à simple volée, mais l'écoinçon entre le mur de la nef et l'arcade est ajouré. Tant la traverse que l'arcade sont moulurées d'une gorge entre deux arêtes, qui se croisent et s'interpénètrent aux deux points de contact. Ce n'est qu'au-dessus du premier arc-boutant que le contrefort de la nef est doté d'un clocheton plaqué. Le dos des traverses n'est pas muni d'un chéneau : l'on s'est contenté d'un couronnement en chapeau de gendarme et fait ainsi l'économie de gargouilles.
Des gargouilles existent toutefois plus bas. Elles servent à évacuer les eaux pluviales des toitures des bas-côtés. La dernière gargouille du nord est la seule qui ne soit pas fortement mutilée. Les culées et leurs charges sont percées de passages, à l'instar des contreforts occidentaux de la nef. Ce sont de simples massifs de maçonnerie, scandés par un larmier et un bandeau mouluré, avec des profils analogues aux contreforts de la façade. Les chaperons des charges comportent des socles destinés à porter des pinacles. Les culées sont reliées les unes aux autres par des balustrades à jour, dont Jean-Louis Courtault dit à tort qu'elles sont calquées sur leurs homologues de Saint-Étienne de Beauvais. En l'occurrence, le dessin est beaucoup plus schématisé, assagi, et purement géométrique, sans aucune référence aux formes chères à l'architecture flamboyante (des soufflets dans le cas de Saint-Étienne de Beauvais). Il s'agit d'une succession d'ovales, où sont imbriquées des demi-ovales de sorte à former des losanges au milieu des premières. Quant aux murs des bas-côtés, ils ne présentent pas d'autre particularité qu'une porte bouchée très basse dans la première travée du sud. La porte en anse de panier est entourée d'une gorge délimitée par des arêtes saillantes et surmontée d'une petite accolade, ce qui n'a rien d'inhabituel. L'intérêt du portail réside dans les niches à statues au-dessus des piédroits et en les arcatures plaquées qui animent la section du mur comprise entre le larmier à la limite de l'allège et la voussure du portail.

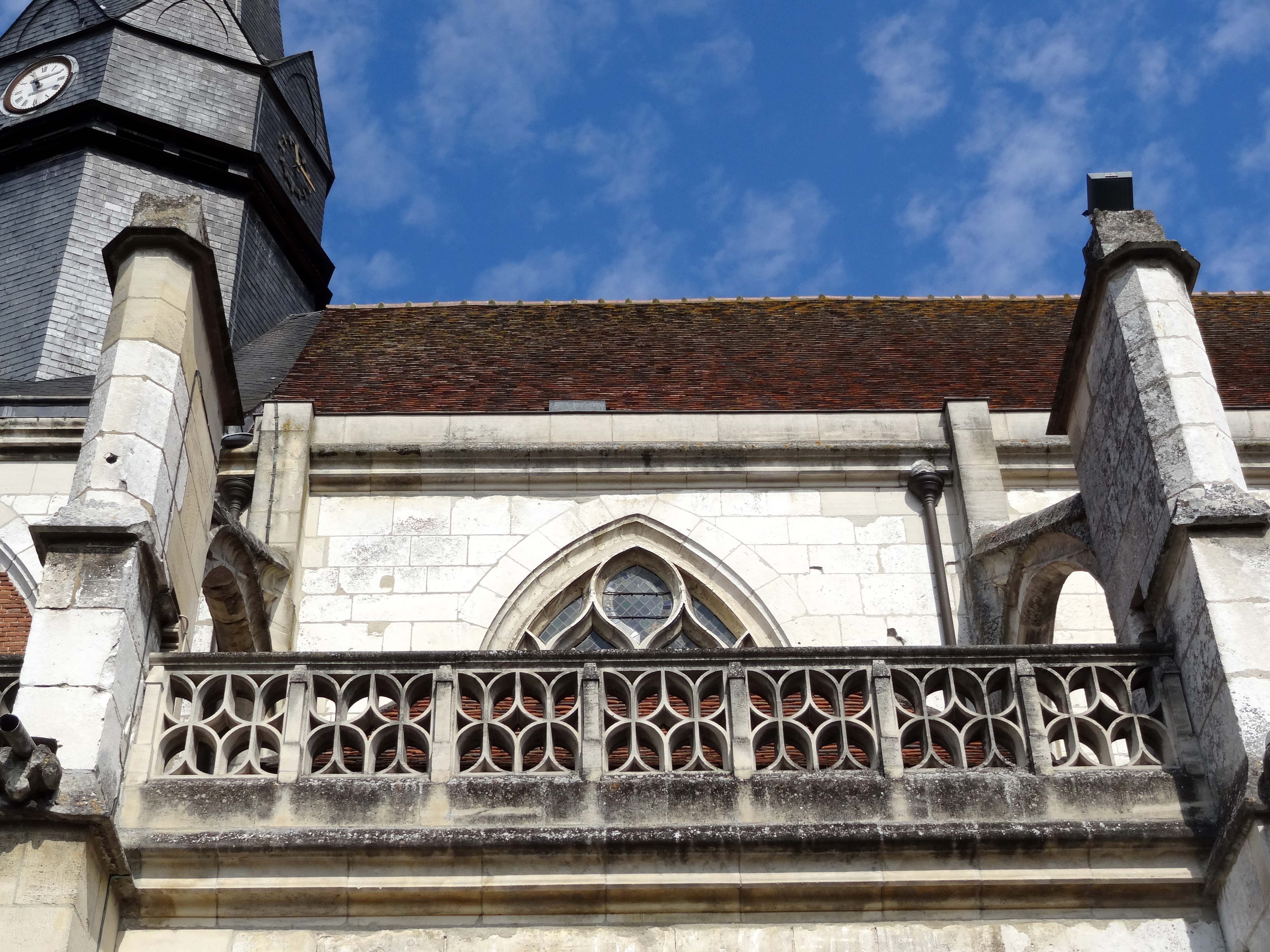
2e travée, parties hautes côté sud.
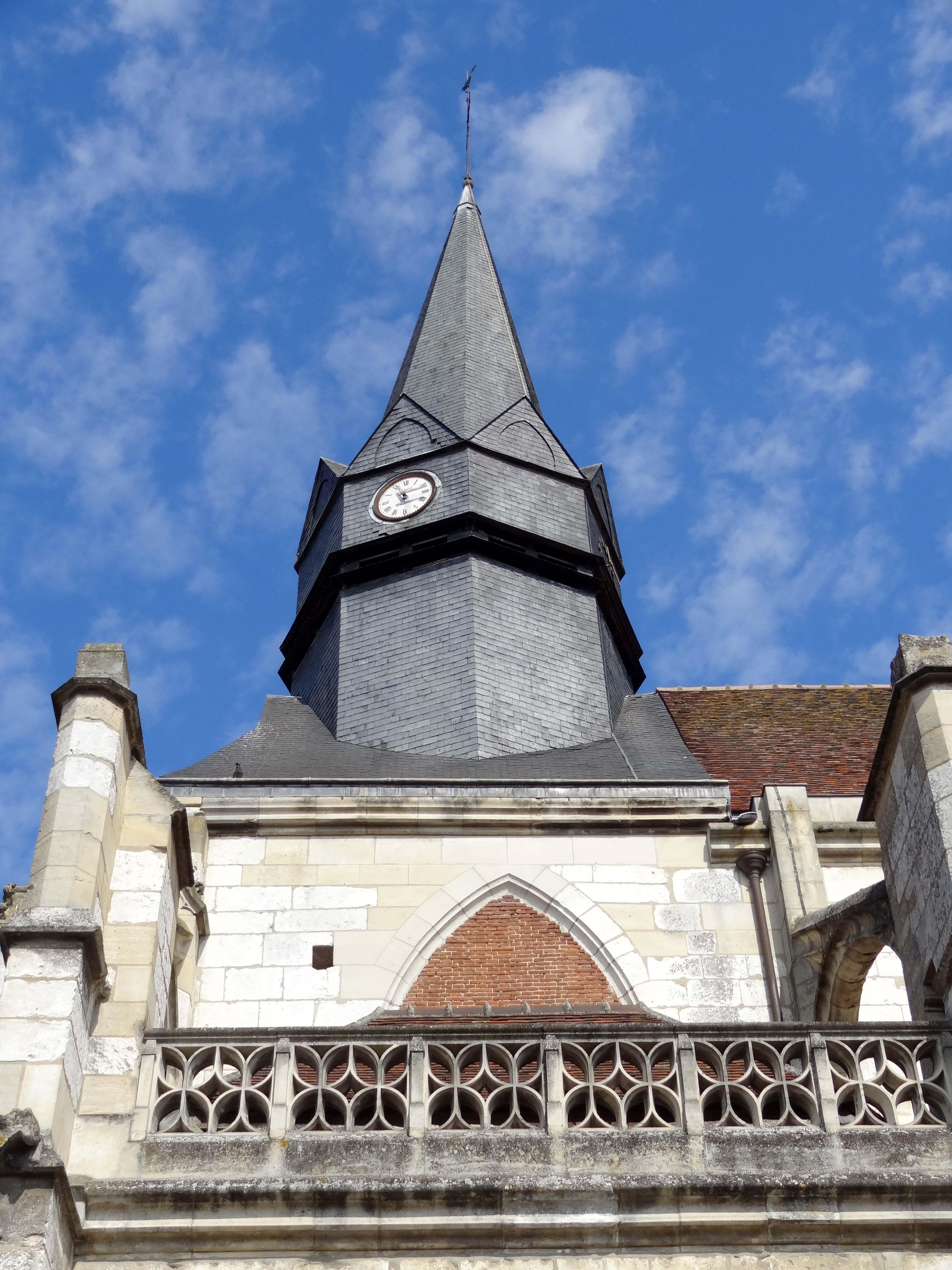
1re travée, clocher en charpente.
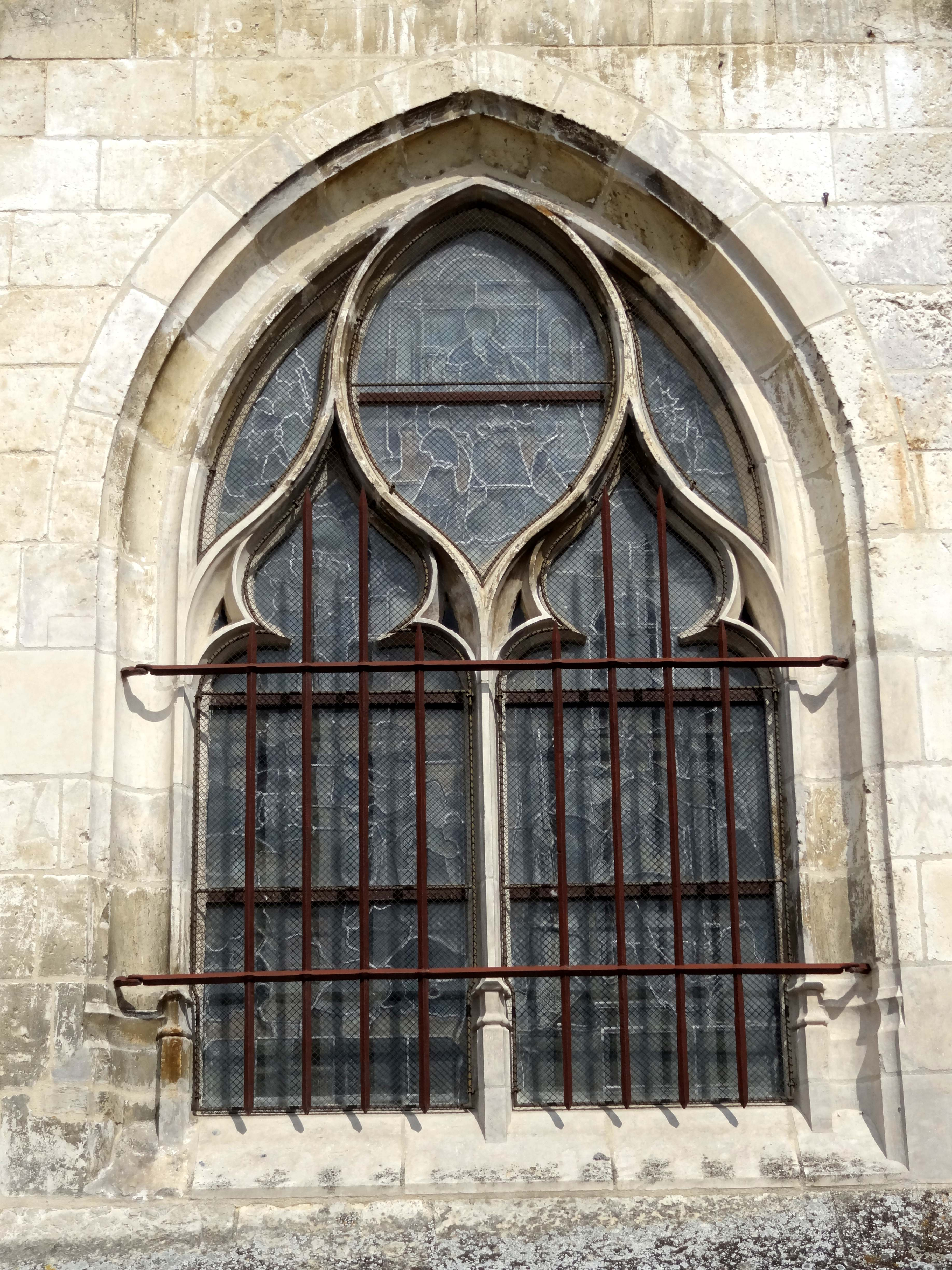
Bas-côté sud, fenêtre de la 2e travée.
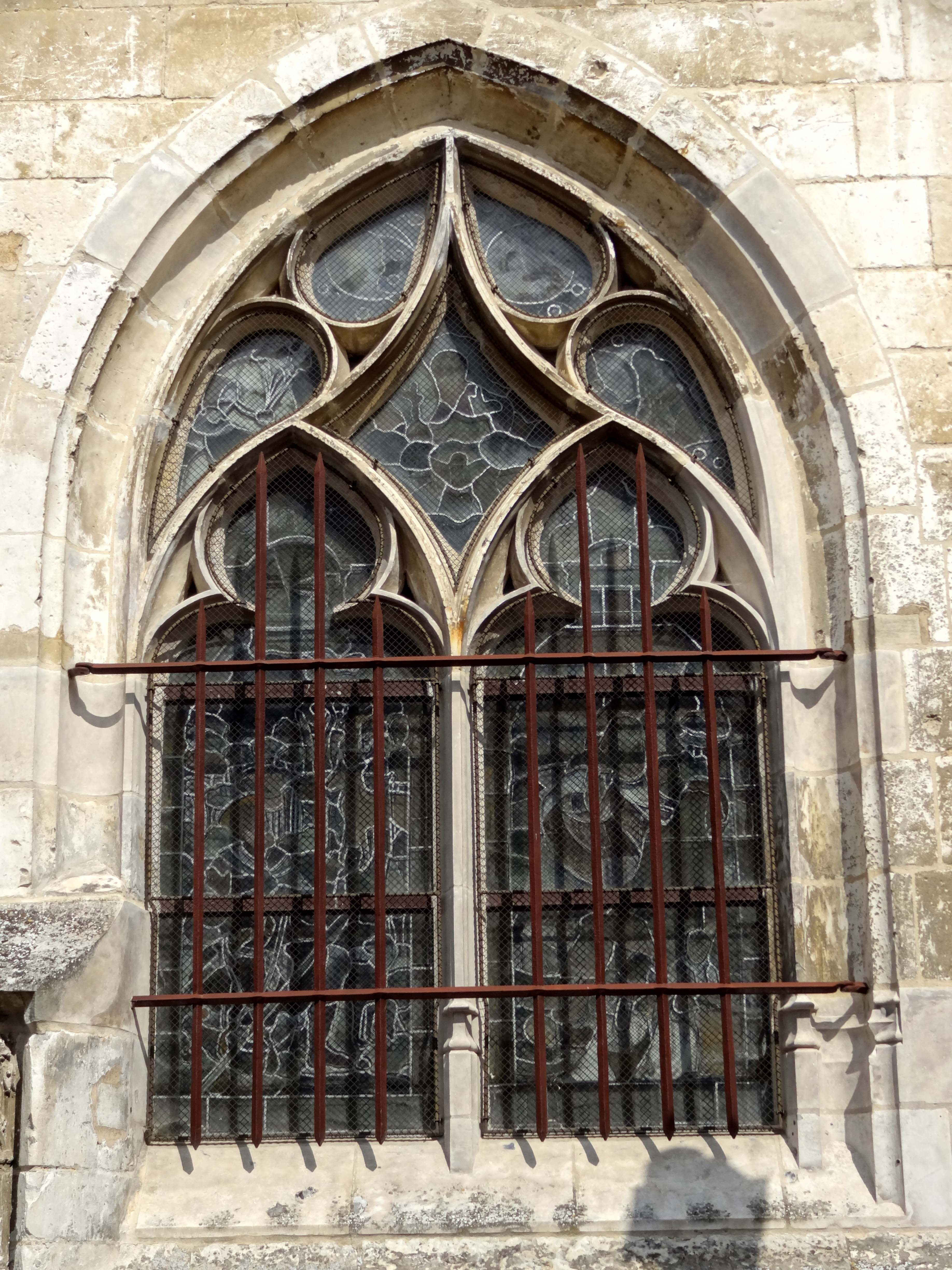
Bas-côté sud, fenêtre de la 3e travée.
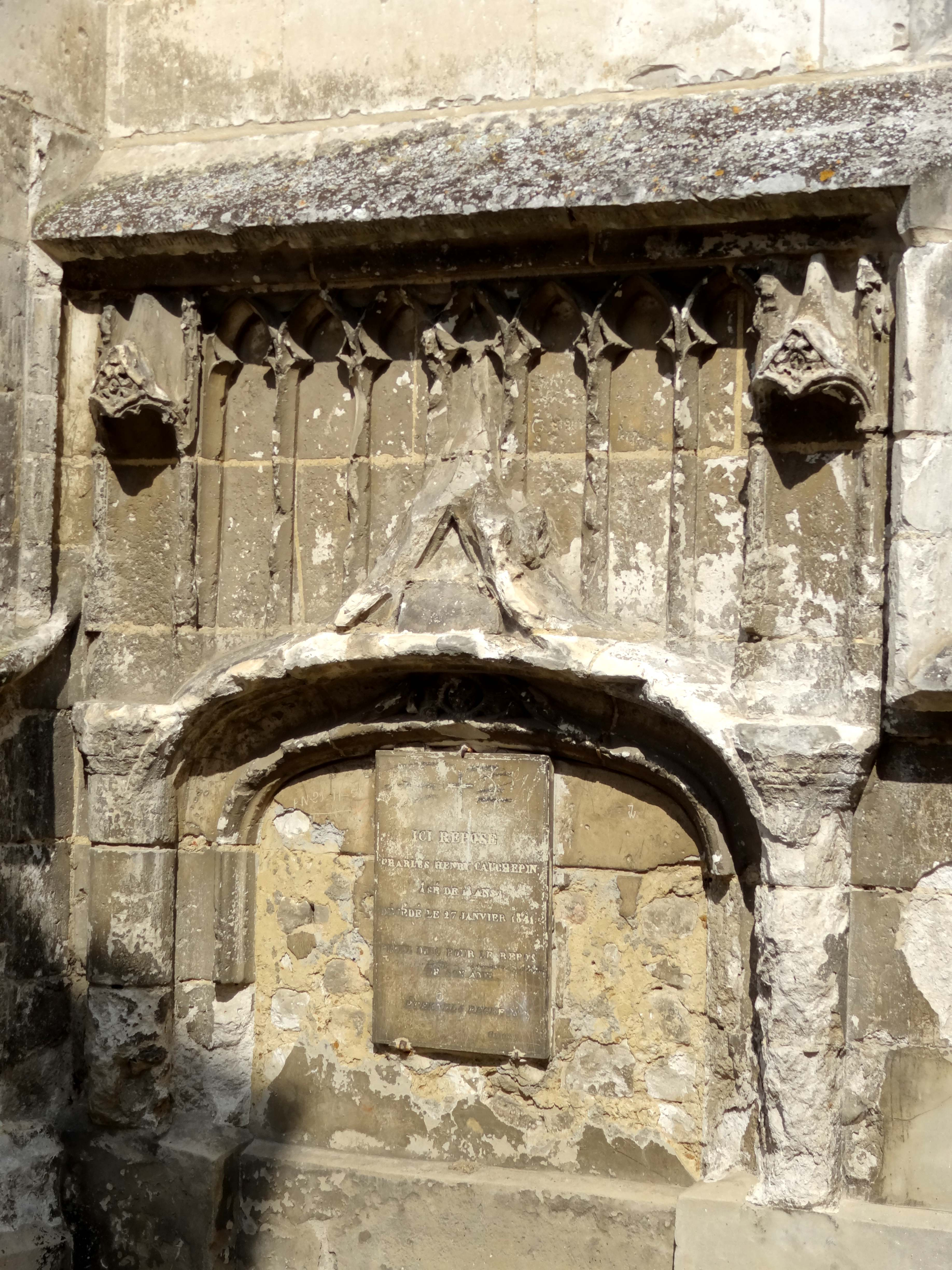
Porte bouchée dans la 3e travée du sud.
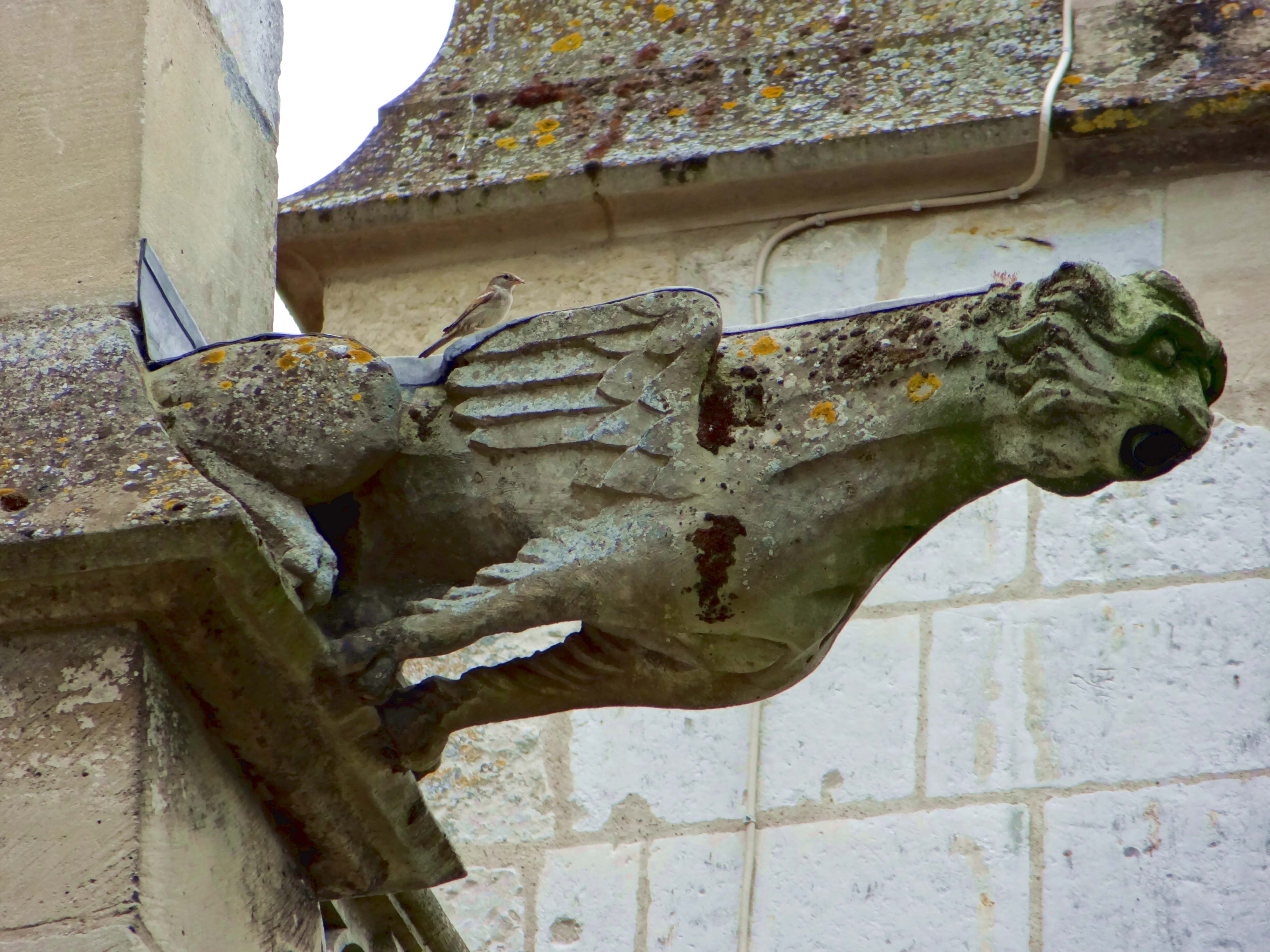
Gargouille du dernier contrefort du nord.

#### Clocher roman

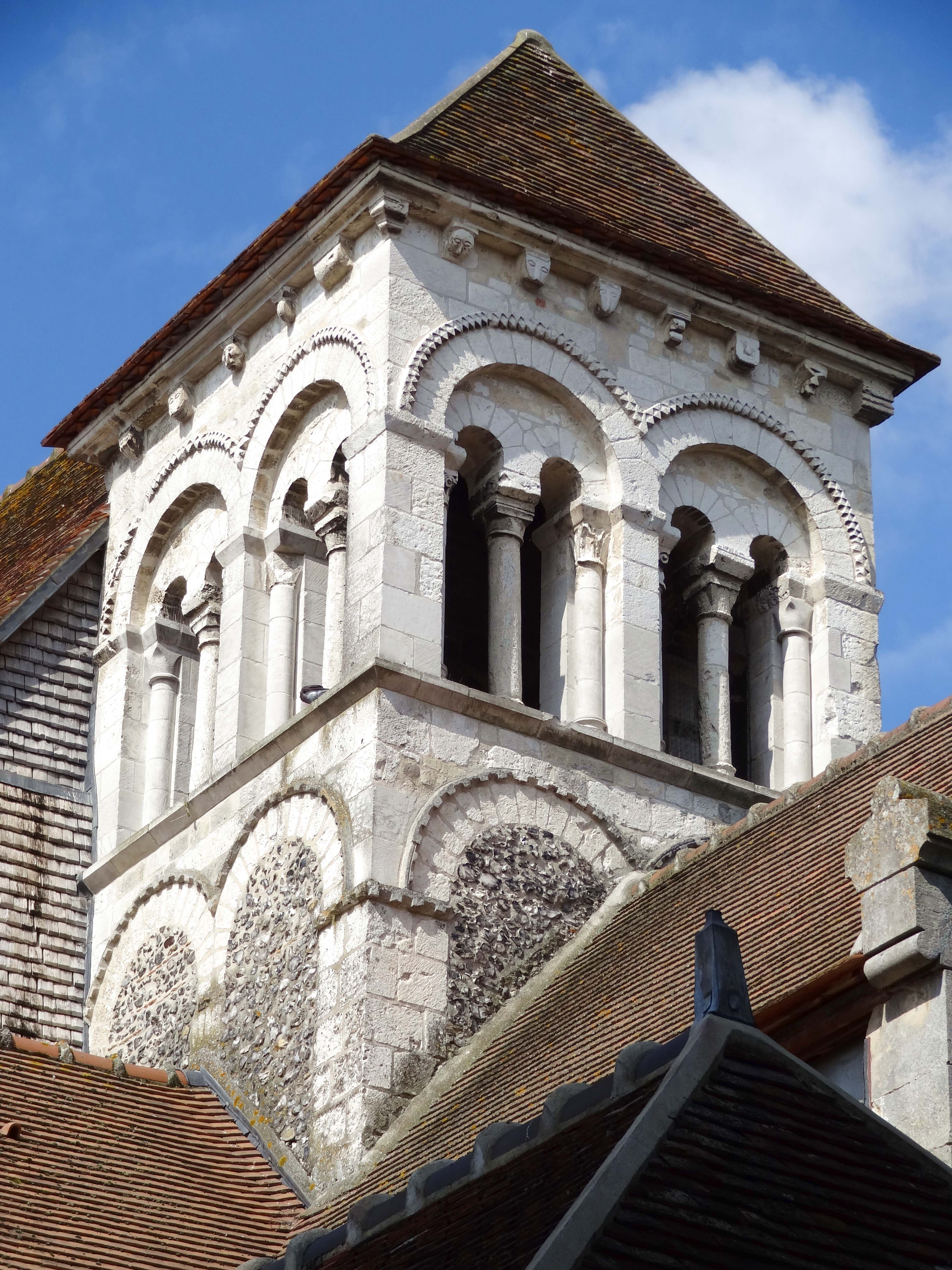
Vue depuis le sud-est.

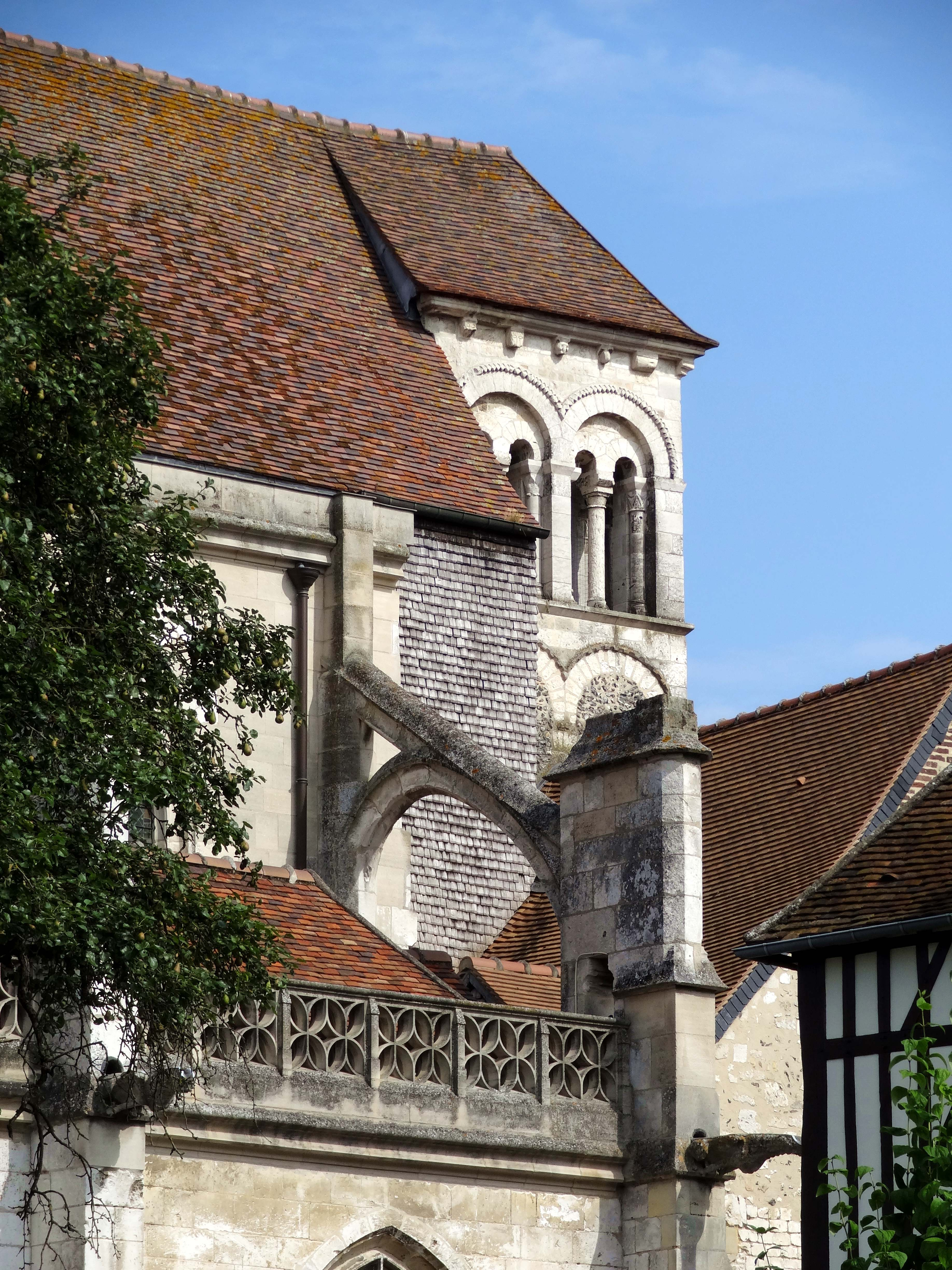
Vue depuis le sud-ouest.

En contournant cette église d'apparence entièrement gothique flamboyante, le visiteur non averti découvre l'existence insoupçonnée d'un beau clocher roman au revers du mur oriental du vaisseau central, entièrement caché par celui-ci depuis l'ouest. Sous sa flèche d'ardoise moderne, le clocher de Méru est encore plus malmené, mais Marissel constitue l'unique cas dans le Beauvaisis où la toiture du vaisseau central arrive à la même hauteur que le toit du clocher roman. Le clocher de Marissel n'est pourtant pas trapu, et manque pas non plus d'élancement, car il est d'un diamètre réduit, dépourvu de contreforts, et ne compte pas moins de deux étages de beffroi. Les dimensions sont simplement sans commune mesure avec celles de la nef flamboyante. Dans son état initial, la construction était d'une grande légèreté, car les surfaces murales étaient presque entièrement occupées par deux baies en plein cintre par face et par étage. Depuis longtemps, sans doute depuis l'incendie au second quart du XIIe siècle, les baies du premier étage, partiellement dissimulées par les toitures des croisillons et du chœur, sont murées avec des moellons de silex. Leurs archivoltes non moulurées sont surmontées d'un rang de billettes. Du fait du bouchage, l'on ne peut plus se prononcer sur les potentielles colonnettes à chapiteaux. Les archivoltes des baies du second étage sont surmontés d'un double rang de dents-de-scie, dont celles du rang inférieur sont excavées. Les baies accueillent trois colonnettes à chapiteaux, dont une au milieu et deux accolées aux piédroits, qui supportent deux petites arcades en plein cintre et un tympan appareillé en moellons. Tout le reste du clocher est soigneusement appareillé en pierre de taille. Les colonnettes médianes sont monolithiques ; les autres sont appareillées. Les chapiteaux sont en partie sculptés de feuilles plates ou de volutes d'angle. Certains ont un double tailloir, et ne sont pas sculptés ; d'autres sont restés épannelés : les uns et les autres sont certainement issus de réfections. Les tailloirs d'origine sont de simples tablettes biseautées, qui se poursuivent sur les trumeaux et les murs d'angle. Les murs se terminent par une corniche moulurée reposant sur des modillons sculptés de masques ou de motifs abstraits. Le toit de tuiles plates que l'on voit actuellement remplace une pyramide de pierre.
Par son deuxième étage de beffroi, le clocher de Marissel se rattache à la série des clochers romans de l'Oise à deux baies par face, subdivisées chacune en deux petites arcades en plein cintre par une colonnette centrale et un tympan. Ces clochers sont Auger-Saint-Vincent, Béthisy-Saint-Martin, Bonneuil-en-Valois, Catenoy, Cauffry, Chamant, Frocourt, Glaignes, Heilles, Jaux, Labruyère, Marissel, Marolles, Ménévillers, Morienval (tour occidentale), Néry, Orrouy, Saintines et Saint-Vaast-de-Longmont. Selon Eugène Lefèvre-Pontalis, les spécimens les plus archaïques sont Catenoy et Marissel, et l'un des deux pourrait constituer le prototype pour les autres, mais ce rôle pourrait également incomber à l'un des deux clochers à une seule baie par face tout aussi archaïques, à savoir Allonne, Auvillers et Warluis. Par l'absence de contreforts, qui constituent plutôt l'exception à ce niveau à la période romane (plusieurs clochers de ce groupe datent en réalité de la seconde moitié du XIIe siècle) ; par l'absence de colonnettes d'angle, largement répandus ; et par l'absence de colonnettes sur les montants des deux baies par face, le clocher de Marissel se rattache à un groupe de clochers décorés assez sobrement, et ressemble notamment à ses homologues de Catenoy, Chamant, Heilles, Jaux, Marissel et Ménévillers. Sur ces clochers, les deux baies par face n'ont pas les archivoltes moulurées. L'on peut laisser de côté Jaux, où les détails de l'architecture ont été gommés par des réparations, et Chamant, où le tympan commune des deux petits arcades repose sur une unique colonnette centrale. Reste donc le petit groupe de Catenoy, Heilles, Marissel et Ménévillers, où les deux petites arcades comprises dans chacune des baies sont définies par trois colonnettes à chapiteaux supportant un tympan appareillé. À Catenoy et Marissel, les claveaux des baies sont surmontés d'un rang de billettes ; à Heilles, l'on y trouve des bandeaux toriques. À Catenoy, Marissel et Ménévillers, les corniches sont formées par une tablette reposant sur des modillons sculptées ; à Heilles, l'on trouve une corniche beauvaisine reposant également sur des modillons sculptés de masques.

#### Parties orientales

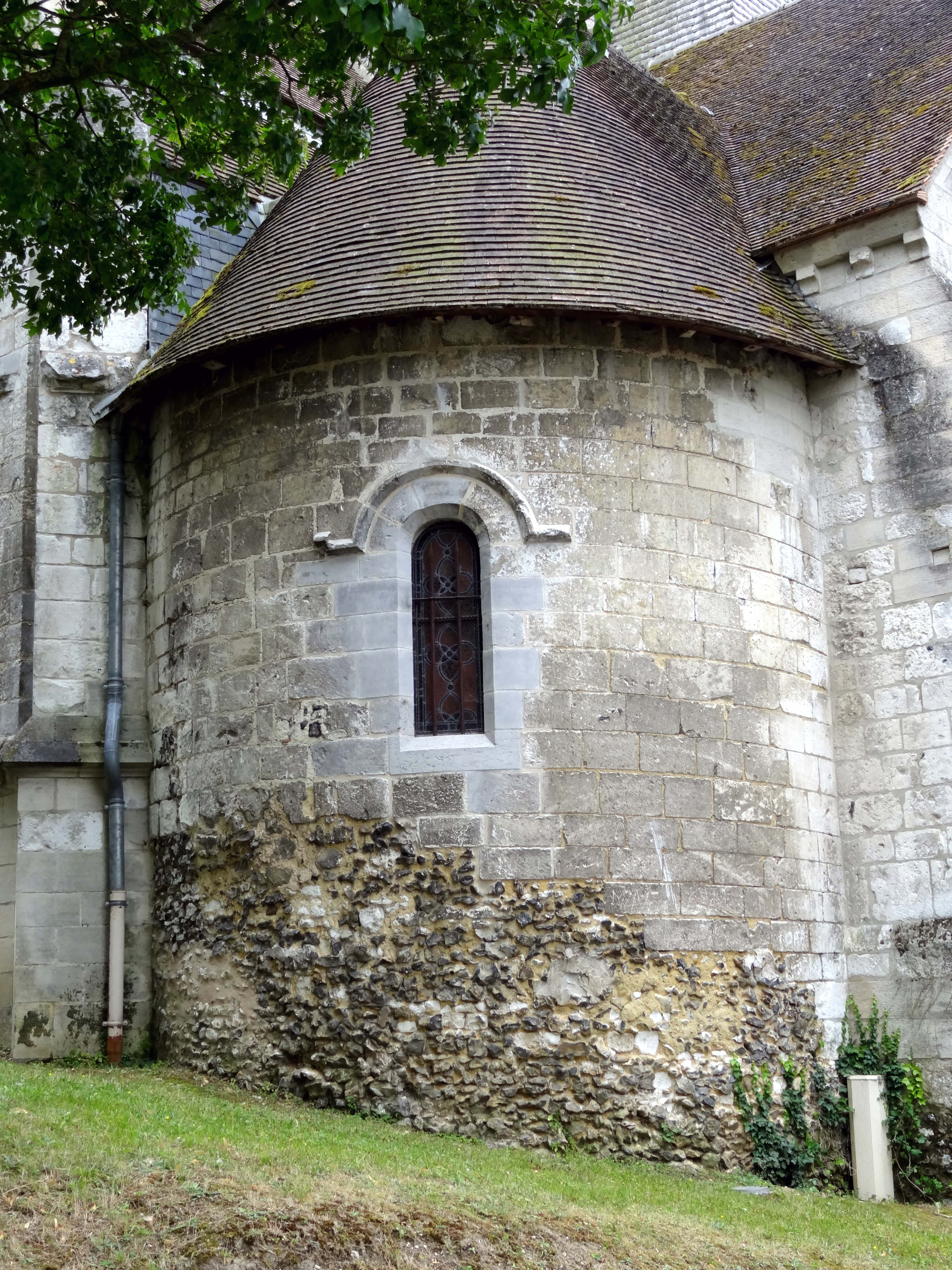
Absidiole.

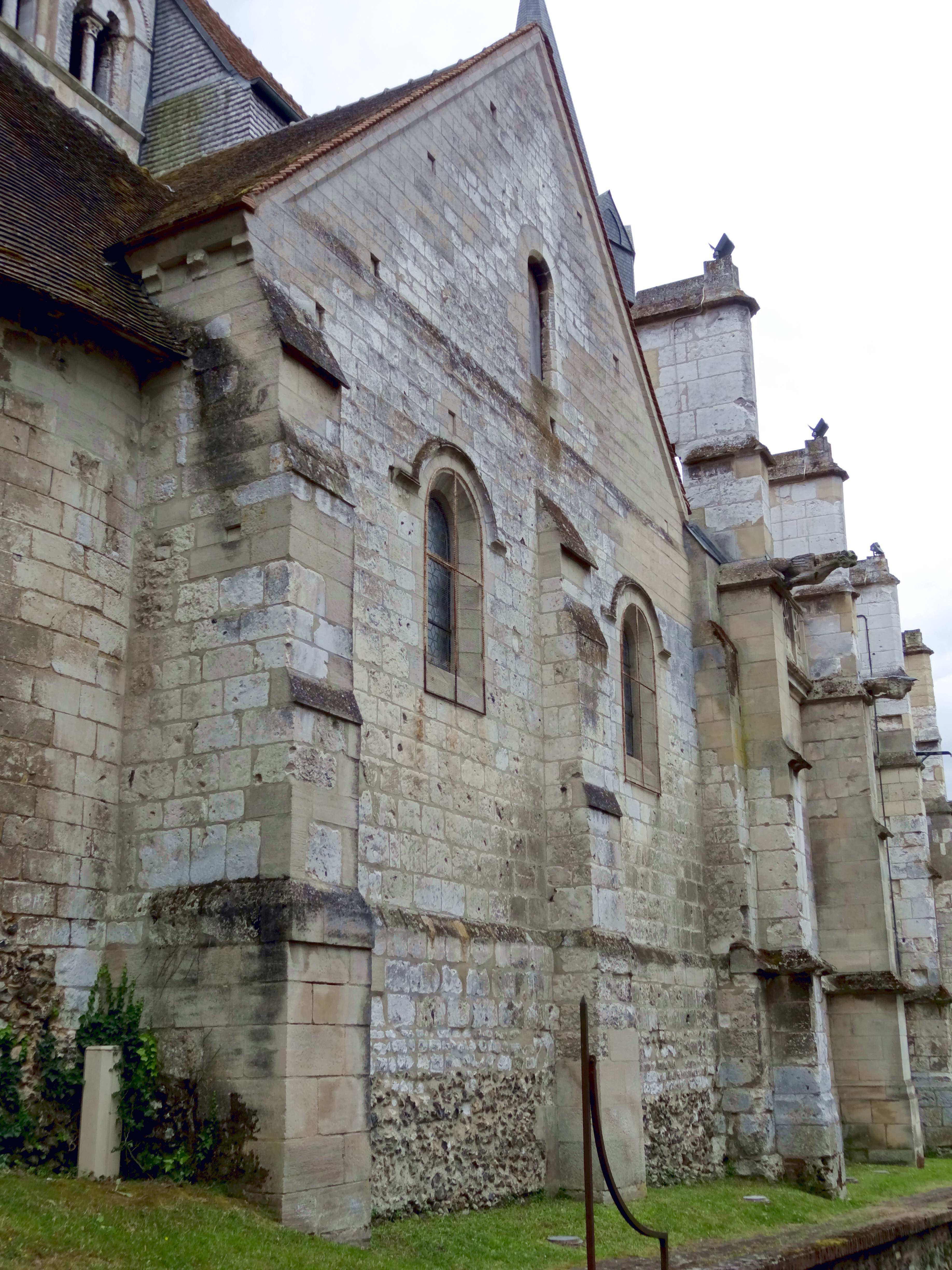
Croisillon nord.

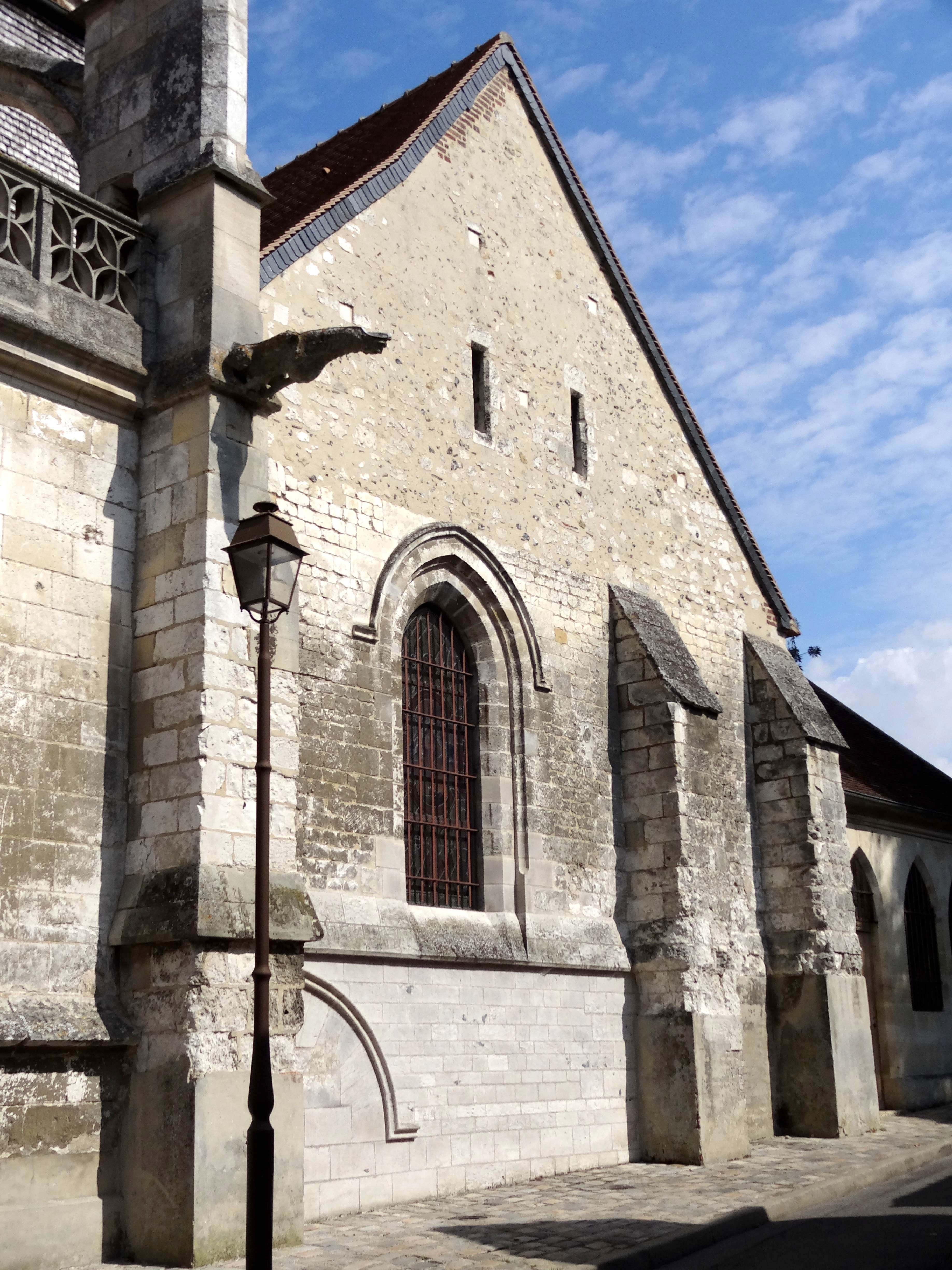
Croisillon sud.

La partie la plus ancienne, l'absidiole ou autrement dit l'abside de l'église romane, est presque entièrement fruste. Le décor se résume à un bandeau doublement biseauté en forme de sourcil, qui surmonte l'unique fenêtre restée libre, au nord-est (la baie sud-est prend le jour par une ouverture pratiquée dans le contrefort nord-est du chœur gothique). Au-dessus de la baie médiane murée, le bandeau a été supprimé, et les contours de la baie ne se devinent plus, car les parpaings qui la bouchent sont alignés sur les autres assises, et les claveaux de l'archivolte ont même été supprimés pour être remplacés par des parpaings ordinaires. En même temps, l'ébrasement intérieur de la baie demeure en l'état. Le pourtour de la baie nord-est a été réappareillé lors d'une restauration, excepté deux claveaux de l'archivolte à droite et un parpaing en dessous, ce qui suffit pour démontrer que cette baie a déjà existé dans cette forme avant la restauration. Rien ne permet d'affirmer que la baie a été agrandie, hypothèse formulée par Jean-Louis Courtault pour justifier l'existence d'une baie à ébrasement extérieur sur une construction qu'il veut faire remonter au XIe siècle en raison de son caractère archaïque. L'impression d'archaïsme, suscitée par l'austérité totale de l'architecture, est pourtant relativisée par le bel appareil régulier en pierre de taille, puisque les nefs et absides du XIe siècle se caractérisent généralement par un appareil de moellons irréguliers, avec parfois des assises en opus spicatum, ou cubiques (pastoureaux). En l'occurrence, seul le soubassement est réalisé en moellons de silex, jusqu'à une hauteur croissante du nord vers le sud. Selon Courtault, cette irrégularité traduit une réfection au XIIe ou XIIIe siècle.
Les assises du croisillon nord sont parfaitement alignées sur celles de l'absidiole, ce qui renforce les doutes sur le grand écart chronologique entre ces deux parties, tout en admettant que le croisillon ne garde pas les traces de l'incendie qui a ravagé l'absidiole et surtout le clocher, alors que l'église n'était pas encore achevée ou venait de l'être. Les fenêtres du croisillon ressemblent assez à la baie nord-est de l'absidiole, mais leurs archivoltes ont des claveaux plus petits et donc plus nombreux, et le bandeau qui les surmonte comporte un listel et une gorge. Les premières assises du soubassement sont en silex, puis il y a quelques assises de moellons de pierre calcaire, mais tout le reste est construit en pierre de taille. Près du niveau du sol de l'église, les murs se retraitent grâce à un fruit, ce qui n'est pas le cas sur l'absidiole, et une deuxième retraite s'observe à la naissance du pignon. Les trois contreforts, régulièrement répartis, se retraitent en outre par deux courts glacis, et s'amortissent par un glacis formant larmier. Les larmiers actuels, beaucoup trop prononcés par rapport à l'usage au milieu du XIIe siècle, sont issus d'une restauration. Le pignon est percé d'une porte en plein cintre, qui permet d'accéder aux combles moyennant une échelle. Reste à mentionner le mur gouttereau est, dont une courte section est visible. L'on y voit une corniche rustique, formée par une tablette biseautée reposant sur trois corbeaux.
Le croisillon sud offre une image beaucoup moins homogène. Parmi les trois contreforts qu'il devait initialement posséder, l'un a été remplacé par le dernier contrefort du bas-côté sud. Les deux autres sont assez dégradés, mais apparemment dépourvus de moyens de scansion, et s'amortissent par un glacis formant larmier. Depuis une restauration sans doute déjà ancienne, leurs soubassements sont réalisés en briques rouges enduits. Sinon, ils sont appareillés en pierre de taille, mais le reste du croisillon ne l'est pas. Jusqu'au pignon, de petits moellons retaillés dominent, tandis que le pignon montre un appareil plus rustique de moellons irréguliers noyés dans un mortier, comme pour n'importe quel corps de ferme ou modeste demeure de la région. Sur la première travée, un larmier pentu marque la limite de l'allège, mais étant donné qu'il soit entièrement issu d'une restauration dans son état actuel, des doutes pèsent sur l'état initial, sachant que les larmiers à la limite des allèges ne sont pas encore d'usage avant les années 1220 environ. Il n'y a du reste pas de larmier sur la deuxième travée, mais des assises plus hautes, en mauvais état, ce qui pourrait évoquer l'arrachement d'un ancien larmier. Seule la première travée est directement éclairée par une fenêtre. Elle est en tiers-point, entourée d'un double ressaut chanfreiné, et surmonté d'un bandeau mouluré d'une gorge et d'un tore. À l'instar de la dernière travée du bas-côté sud flamboyant, une porte bouchée existe dans le soubassement de la fenêtre. Également très basse, elle est surmontée d'un bandeau mouluré du même type que la fenêtre.
La partie la plus récente parmi les travées orientales, le chevet plat du vaisseau central achevé au second quart du XIIIe siècle, est coincé entre deux contreforts obliques, disposition qui a les faveurs des architectes de la fin de la période flamboyante. Elle apparaît ici à titre précoce, et s'explique par la volonté de bien dégager la baie d'axe, et d'atténuer par un effet optique l'étroitesse du réseau. Les contreforts sont du même type que sur le croisillon nord, et l'on retrouve le même type de larmier à la limite de l'allège. Une autre similitude concerne le profil du bandeau qui surmonte la fenêtre. L'appareil est en revanche du même type que sur l'absidiole et le croisillon sud. Différente des autres parties de l'église est le décor de la fenêtre, qui est muni de la forme précurseur du remplage gothique déjà signalé dans le contexte de l'intérieur. L'oculus supérieur est entouré d'un tore dégagé. Une fine moulure concave, plus propre du style flamboyant, entoure l'ébrasement des lancettes. L'arête de l'arc de décharge faisant saillie devant le réseau est également entaillée d'une telle moulure concave. Elle accueille ici des fleurs de violette alternant avec des besants, et non des fleurons alternant avec des billettes, comme l'affirme Jean-Louis Courtault. Ces deux motifs sont hérités à l'architecture romane, et tombent en désuétude à la période rayonnante. À gauche, une tête saillante est placée dans l'angle entre la retombée du bandeau et le contrefort, tandis qu'à droite, le bandeau se poursuit horizontalement sur une courte section, car la fenêtre est curieusement désaxée vers la gauche. L'on peut encore signaler l'antéfixe apparemment tronqué du pignon du chœur, dont la base est flanquée de feuilles frisées de goût flamboyant, mais l'ensemble du pignon n'est plus authentique et résulte d'une restauration moderne.

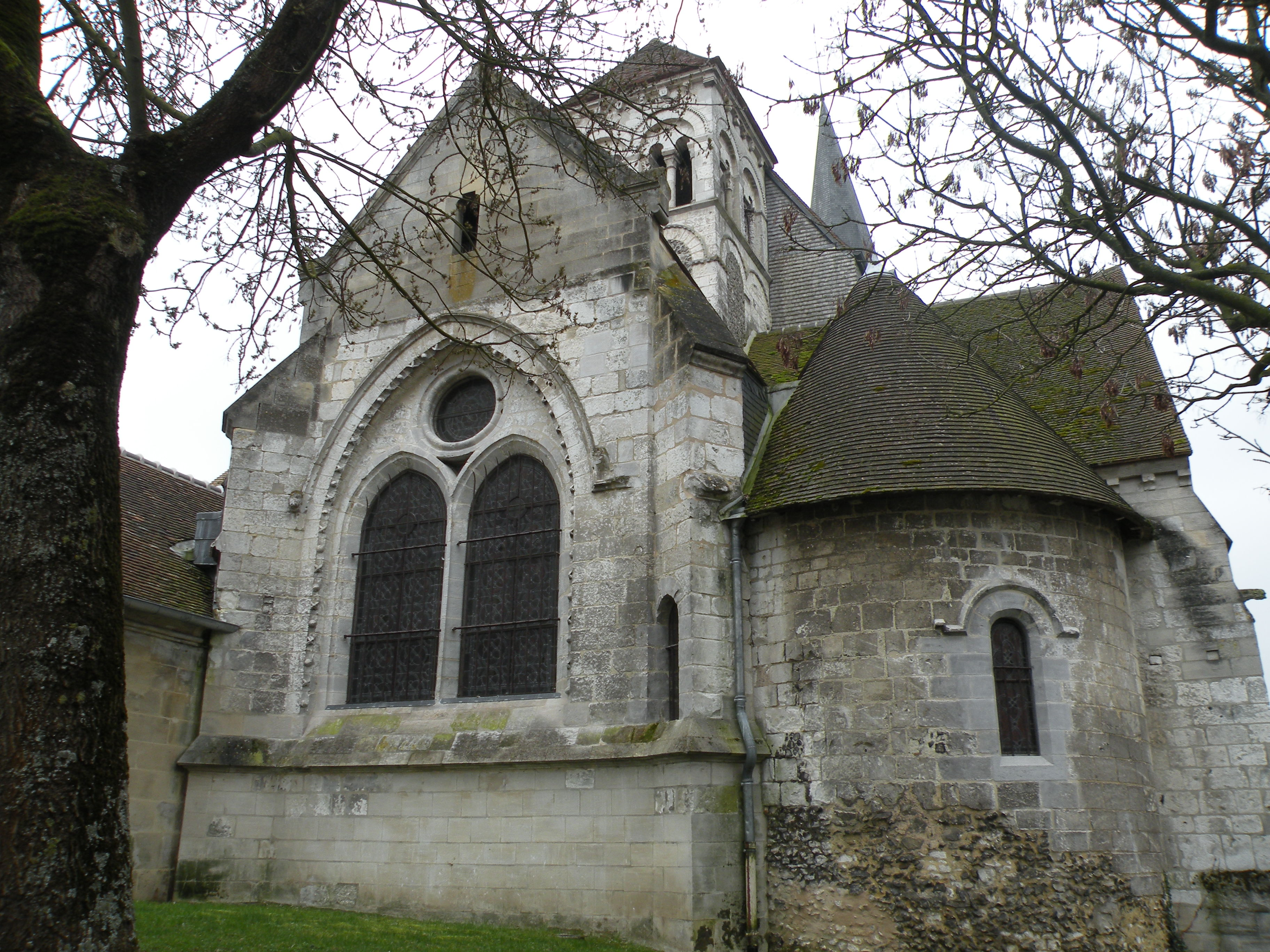
Chevet du chœur et absidiole.
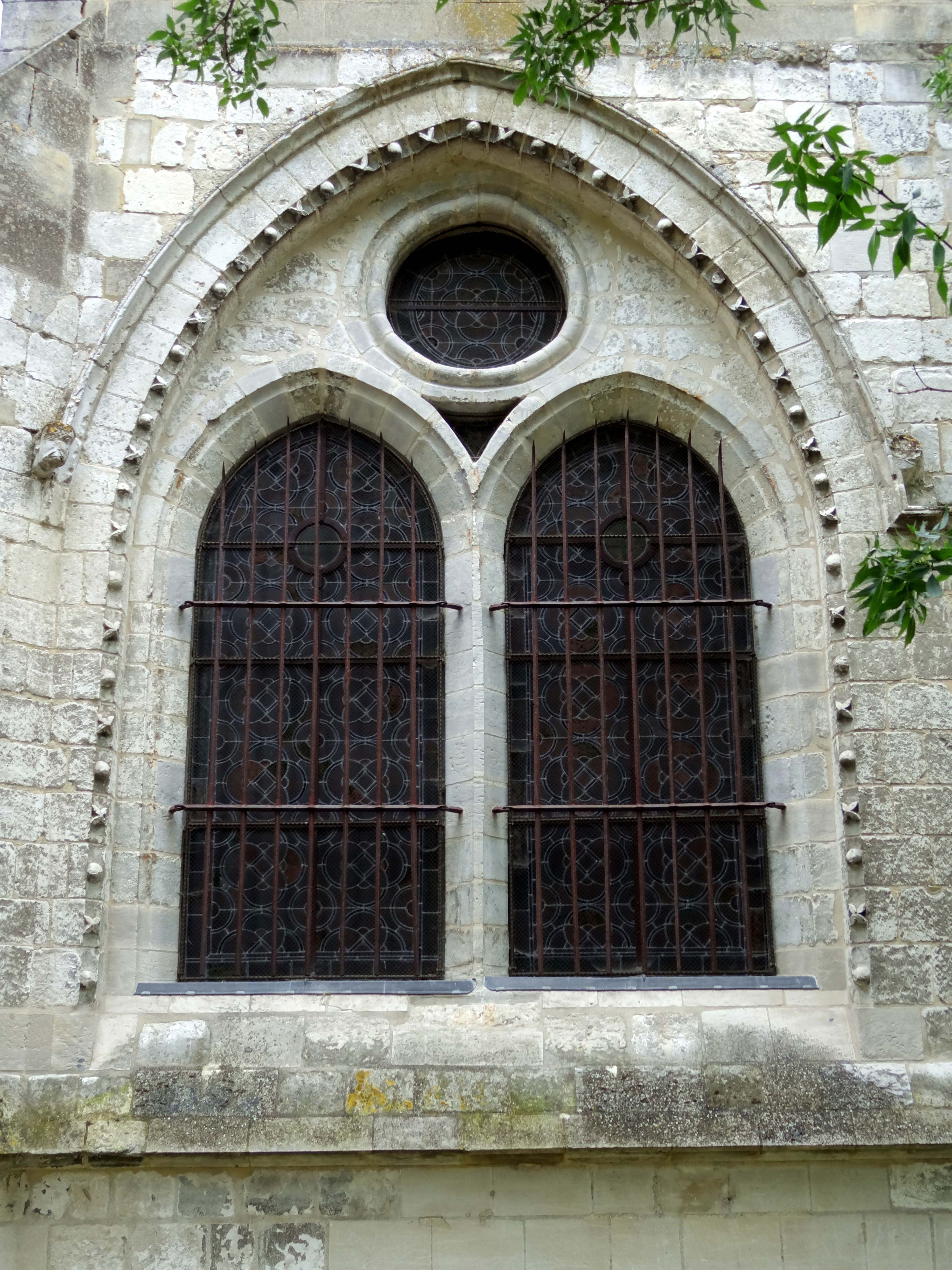
Baie d'axe du chevet.
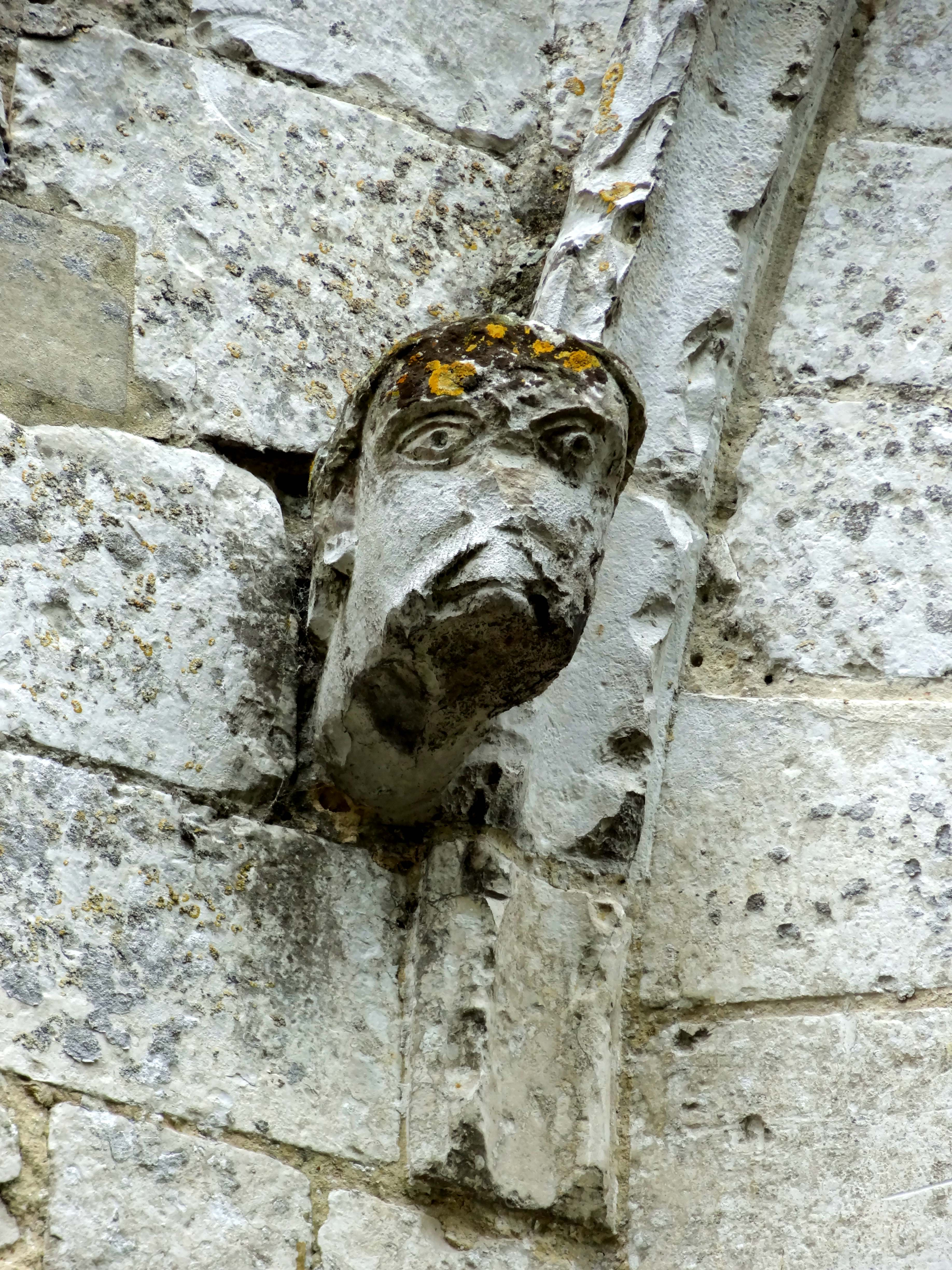
Baie d'axe du chevet, tête sculptée à gauche.
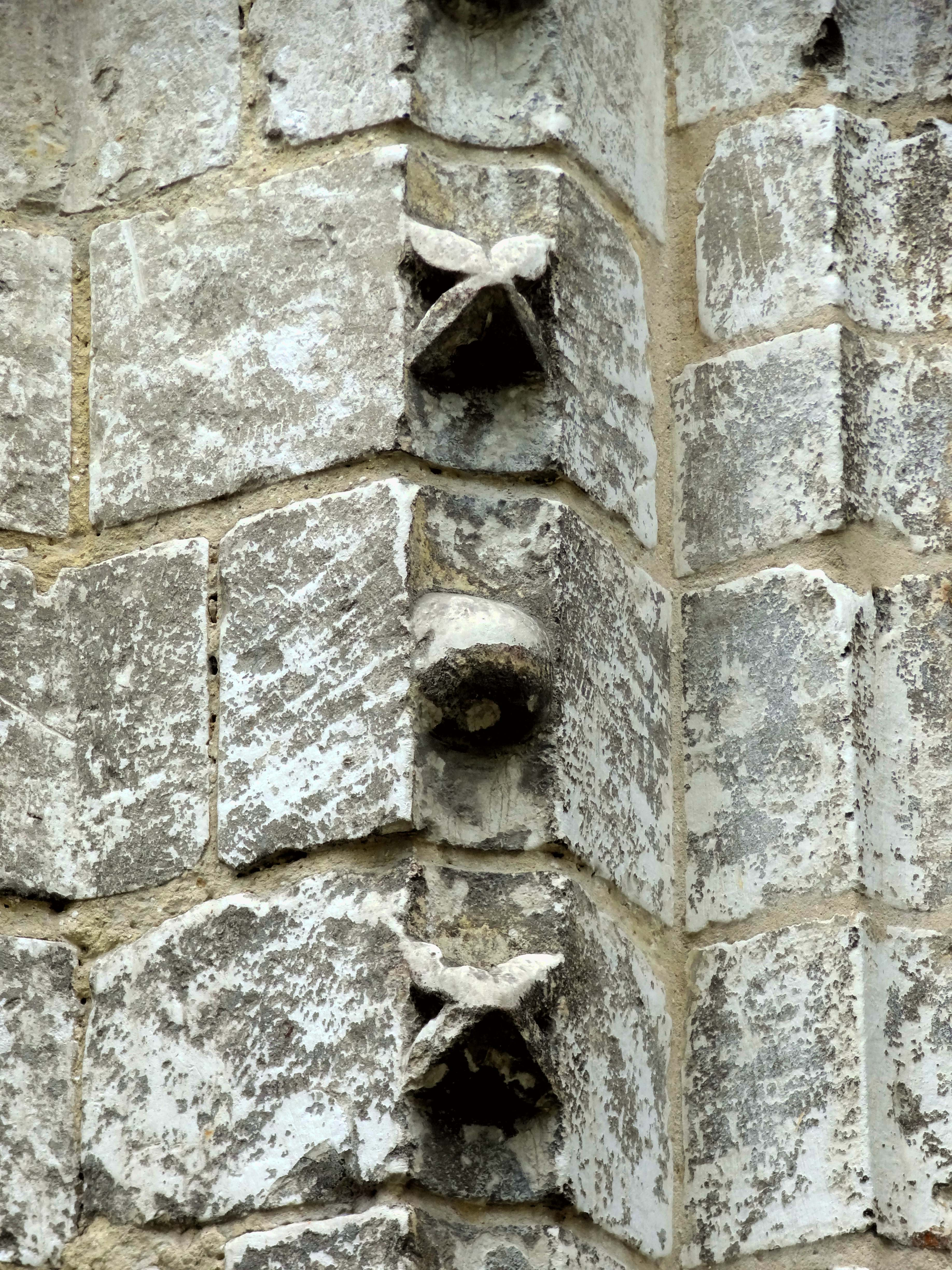
Idem, frise de fleurs de violette et de besants.
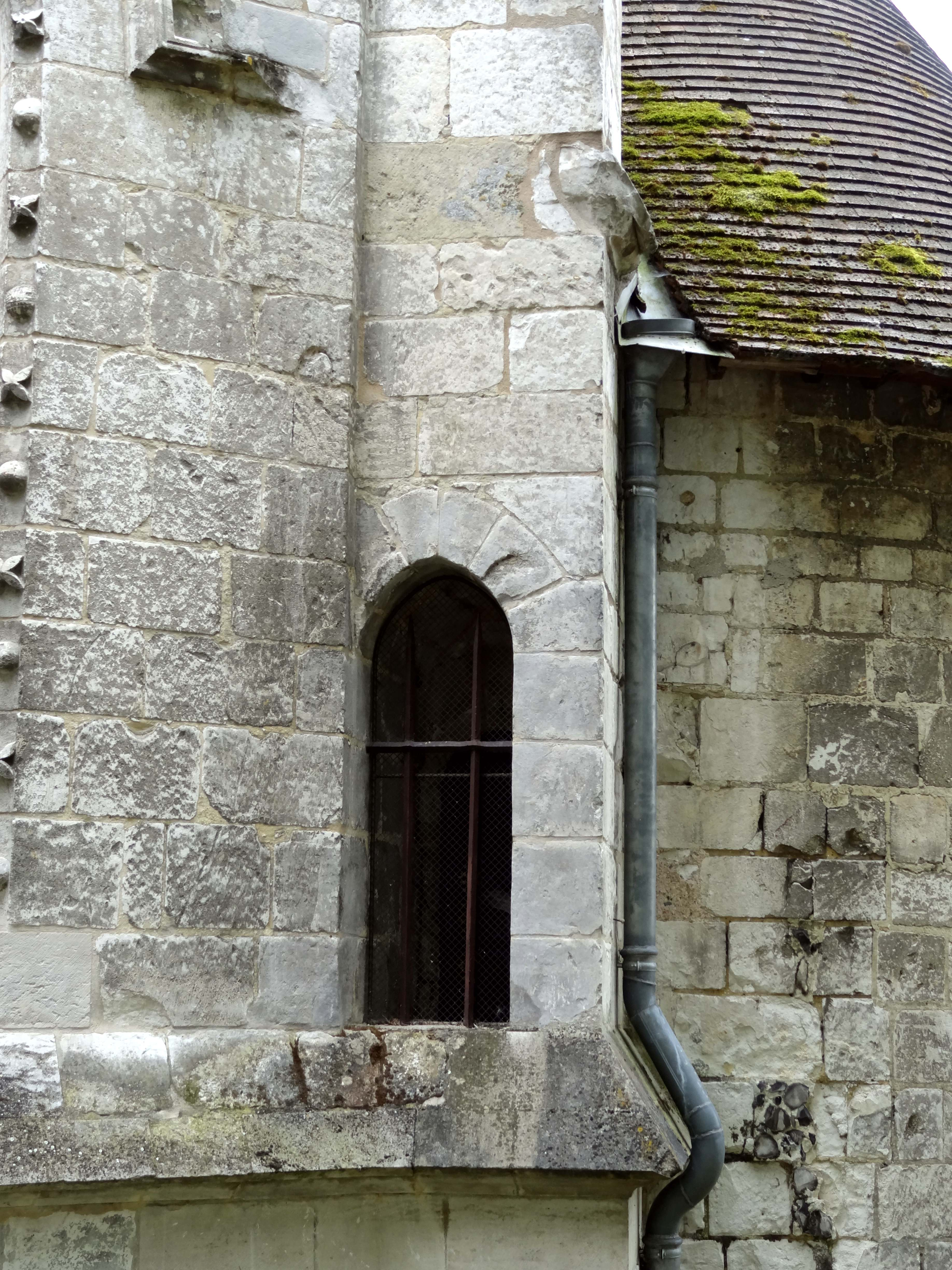
Chevet, ouverture dans le contrefort de droite.
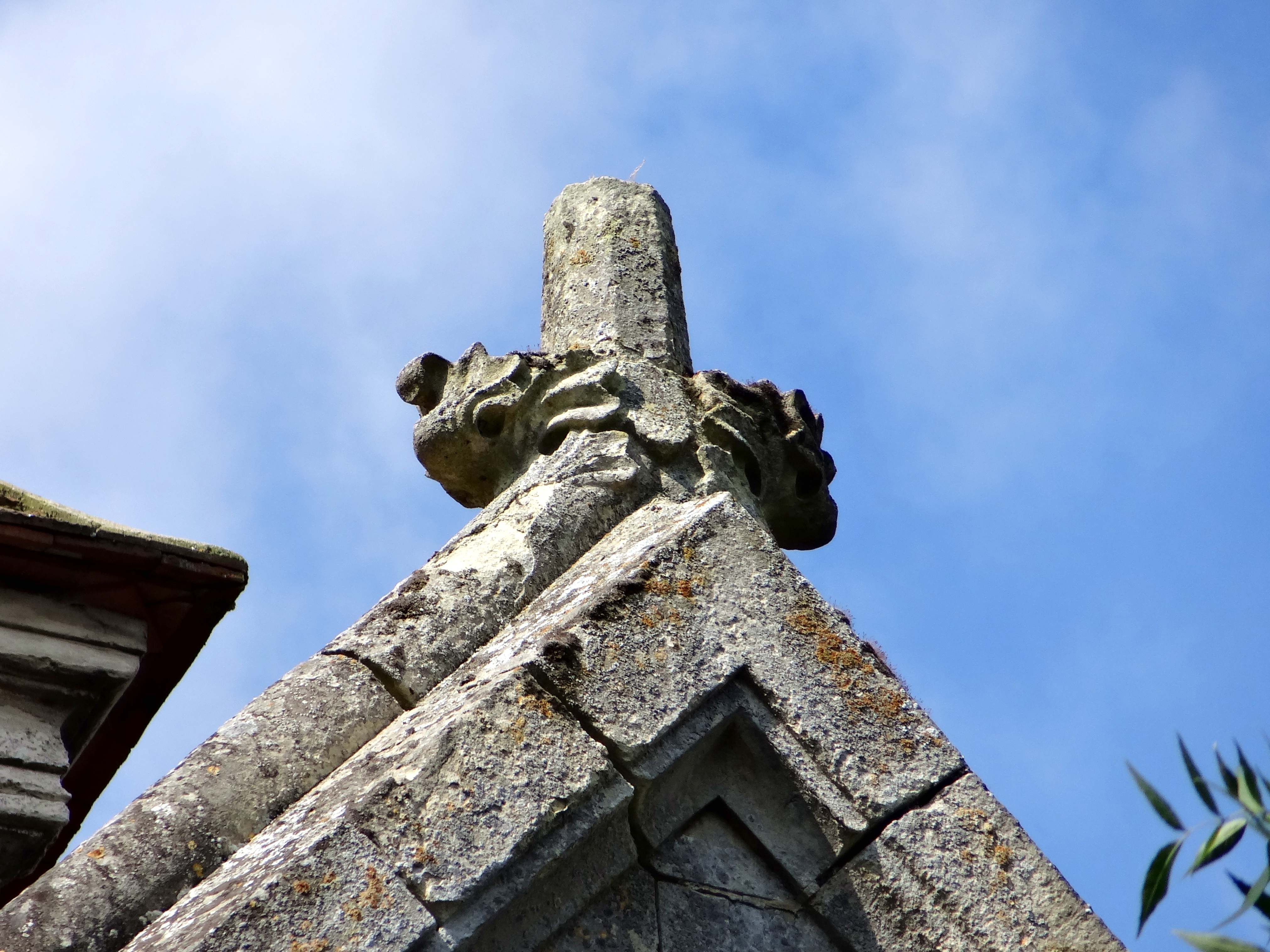
Chevet, antéfixe.

## Mobilier

### Statues

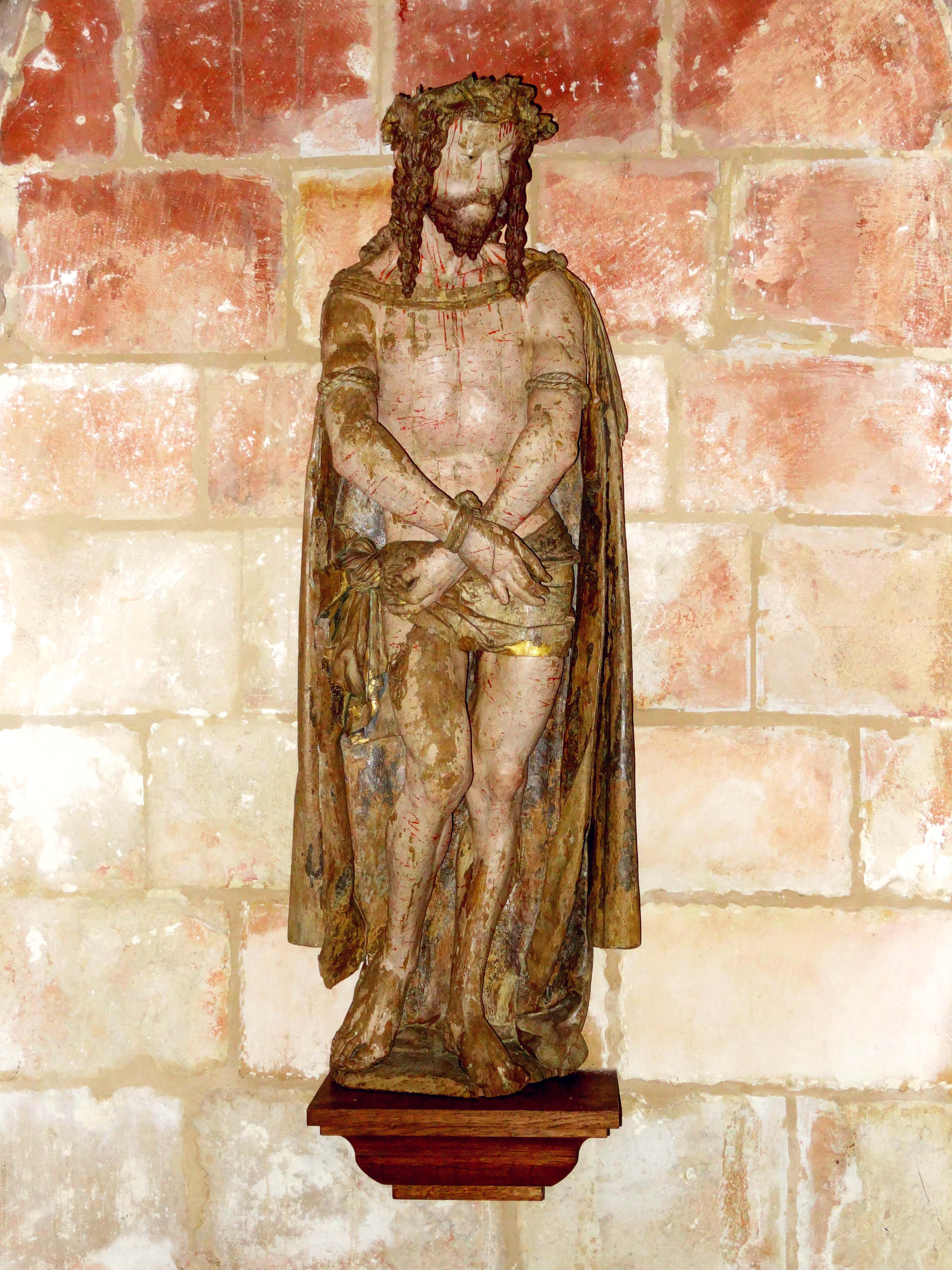
Ecce homo.

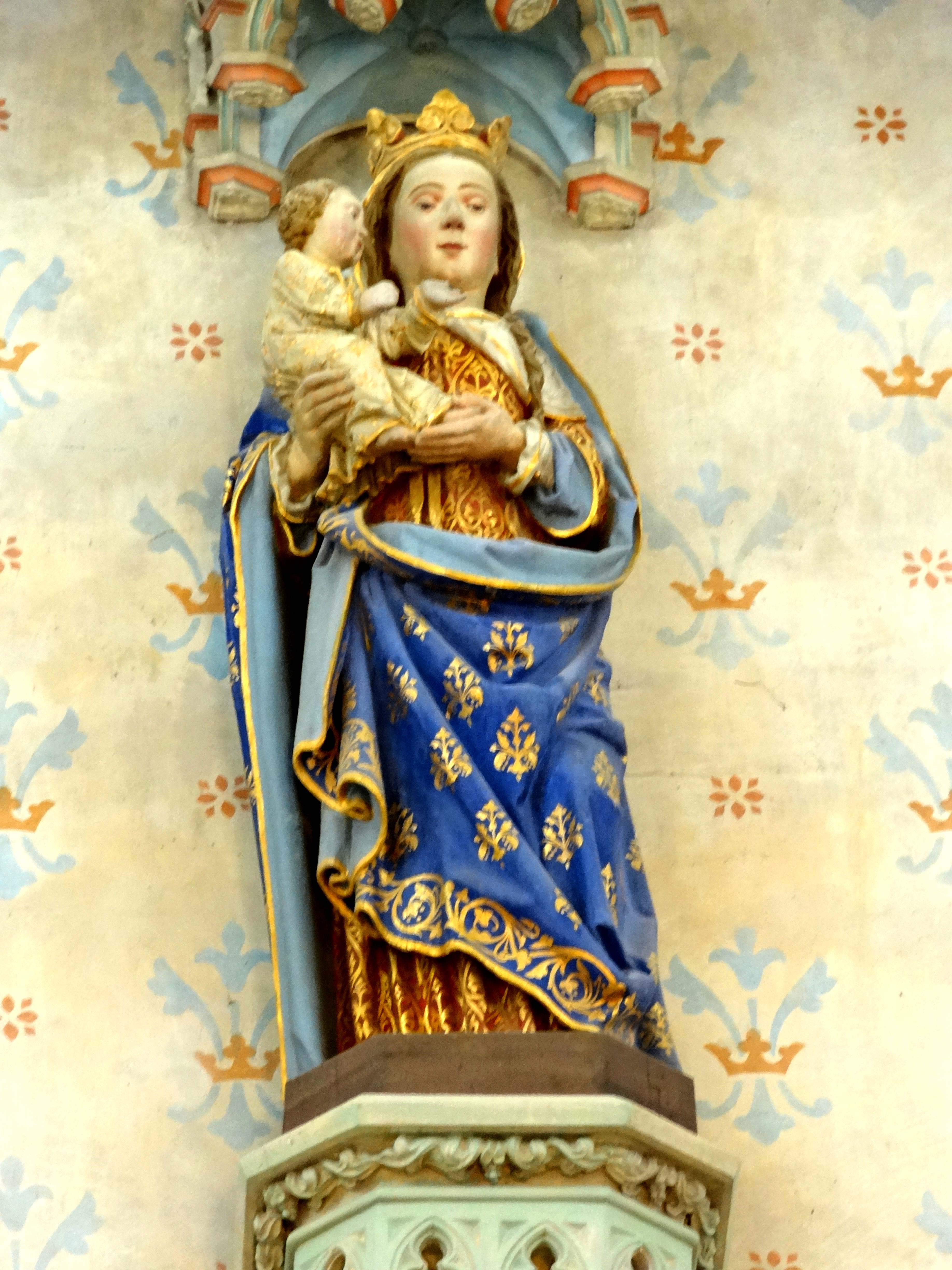
Vierge à l'Enfant.

L'église Notre-Dame ne possède qu'un petit nombre de statues anciennes, dont trois seulement sont classées au titre objet. On peut également mentionner à ce titre une figurine représentant sainte Marie-Madeleine, qui est elle aussi classée, mais cassée en deux morceaux (voir ci-dessous).
- La statue de l'Ecce homo ou Christ souffrant est en bois de chêne taillé, poli et peint. Ses dimensions n'ont pas été prises. Elle date des alentours de 1530, et sa polychromie d'origine a été restituée lors de la restauration de 1992 par l'atelier Legrand. Le Christ est représenté debout, après avoir subi le supplice de la Flagellation, coiffé de la couronne d'épines, les mains croisées et liées, en léger hanchement. Il est uniquement vêtu du perizonium et d'un manteau attaché autour des épaules par un large lien. Cette œuvre majeure parmi le statuaire de l'église Notre-Dame est classée depuis février 1912, et se trouve dans un excellent état. Elle est traitée contre les xylophages, et une protection externe a été appliquée sur la surface. Peu de temps après sa restauration, l'Ecce homo a été volée entre le 1er et le 2 novembre 1996, et n'a refait surface en Belgique qu'en 2010. Elle a enfin été restituée à la ville de Beauvais le 28 octobre 2014[26].
- La statue de la Vierge à l'Enfant est en pierre polychrome, et veille sur les fidèles depuis son socle en haut du mur occidental du clocher, abrité sous un dais architecturé flamboyant. Elle mesure 150 cm de hauteur, et est sculptée en ronde-bosse, mais son revers est plat. La datation est du XVIe siècle, mais la polychromie actuelle est le résultat d'une restauration du XIXe siècle. La Vierge est couronnée, et porte l'Enfant sur son bras droit tout en lui soutient les pieds de sa main gauche. L'Enfant regarde sa mère, et tenait sans doute un objet aujourd'hui disparu dans sa main droite, où une cassure est visible. Le classement de la statue remonte à novembre 1912[27].
- La statue colossale représentant sainte Angadrême, seconde patronne de l'église, est en bois, et assemblée de plusieurs morceaux, l'ensemble couvert d'une épaisse couche de peinture moderne cachant sa polychromie d'origine. On la trouve à droite du sanctuaire. Elle mesure 184 cm de hauteur, a le revers plat, et date du XVIe siècle. Son lieu de provenance est la collégiale Saint-Michel de Beauvais, dont le chapitre était l'un des deux collateurs de la cure de Marissel. C'est cette statue qui fut promenée de la collégiale vers l'église Notre-Dame lors des processions, accompagnée de son reliquaire. La sainte est figurée debout, sur un socle carré, apparemment moderne. Elle est vêtue d'un habit de religieuse, et tient une crosse pour rappeler son grade d'abbesse, et un petit livre ouvert dans sa main droite. Dans son état actuel, l'œuvre évoque une création sans valeur artistique du XIXe siècle. Elle n'a pas encore été restaurée depuis son classement intervenu en novembre 1912[28].
- La statue de saint Antoine l'Ermite, accompagné de son habituel cochon, est en bois polychrome. On la trouve à droite de la sainte Angadrême ci-dessus. Ses dimensions n'ont pas été prises. Elle devrait dater du XVIIe ou même du XVIe siècle. Malgré son bon état, elle n'est pas encore classée à ce jour.
- La figurine représentant sainte Marie-Madeleine est en faïence, et recouverte d'une glaçure blanche. Elle mesure 22 cm de hauteur pour 55 cm de largeur, et date du XVIIe siècle. Ses proportions inhabituelles s'expliquent par le fait que la sainte est couchée sur un rocher, sur lequel elle s'accoude de son bras droit. De sa main gauche, elle tient le pot à onguent qui lui sert ordinairement d'attribut. La statuette est classée depuis novembre 1912. Lors du récolement de 1976, elle était cassée en deux morceaux et un éclat. Elle a été réparée depuis[29].

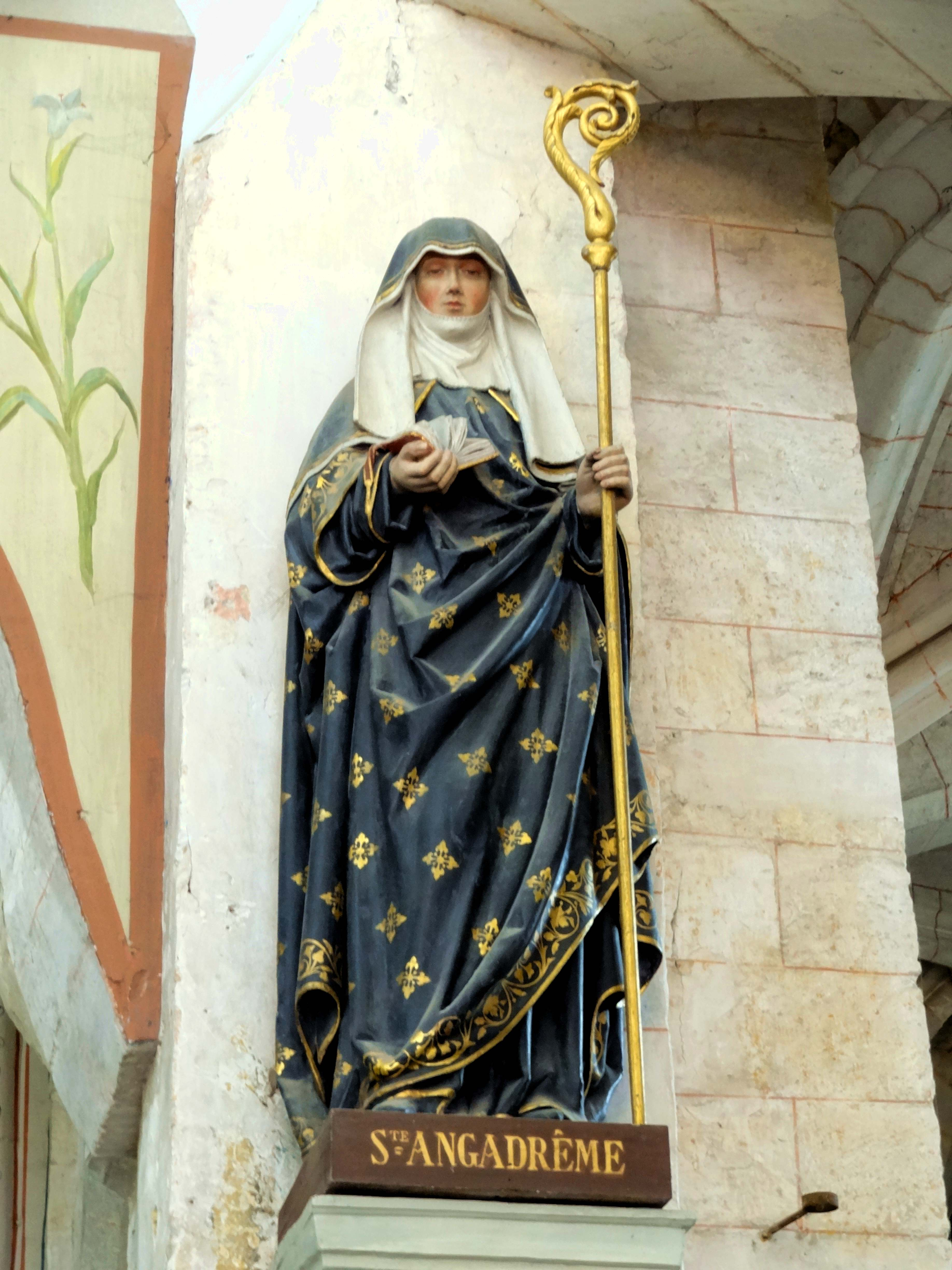
Sainte Angadrème.
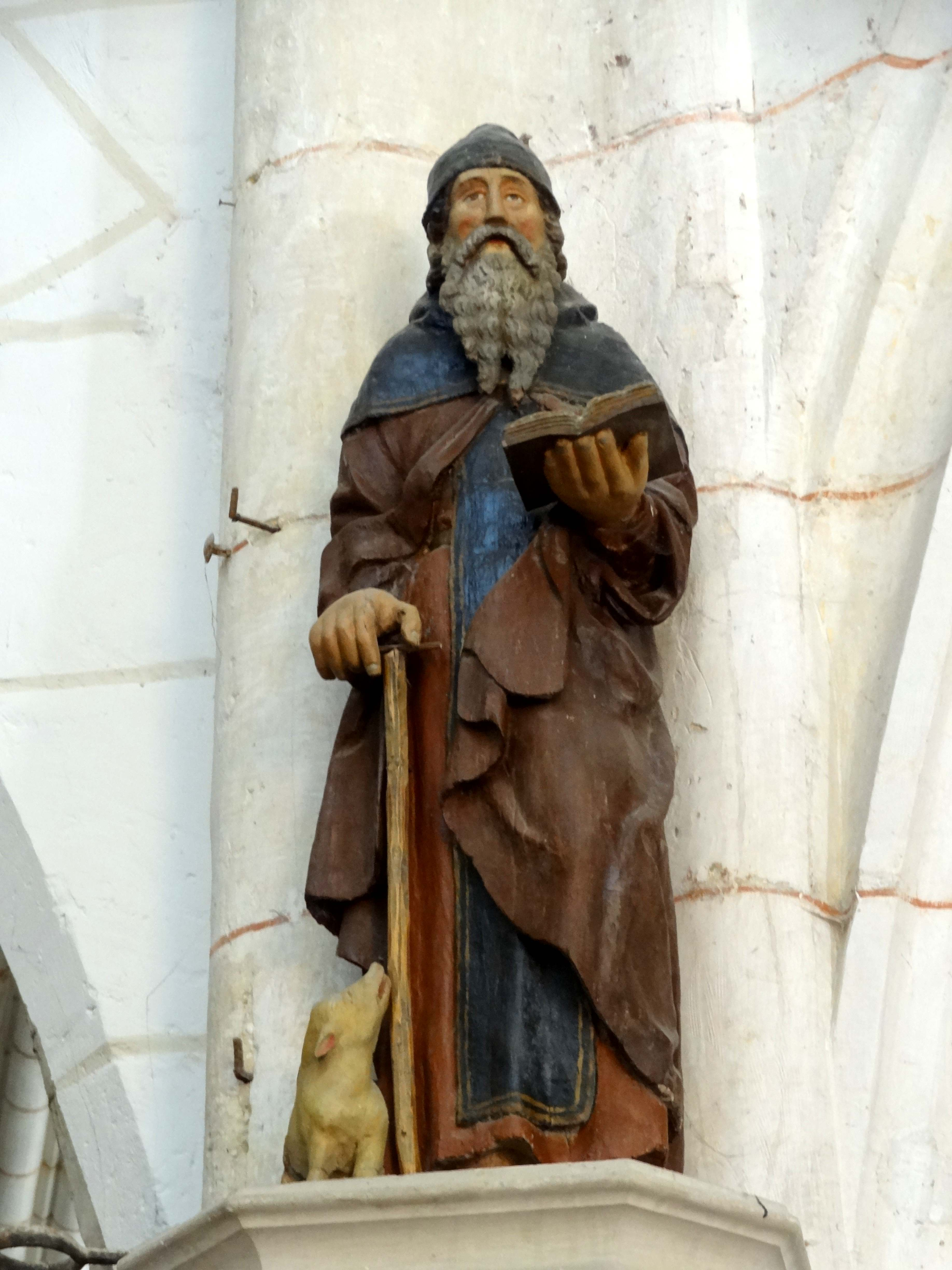
Saint Antoine le Grand.
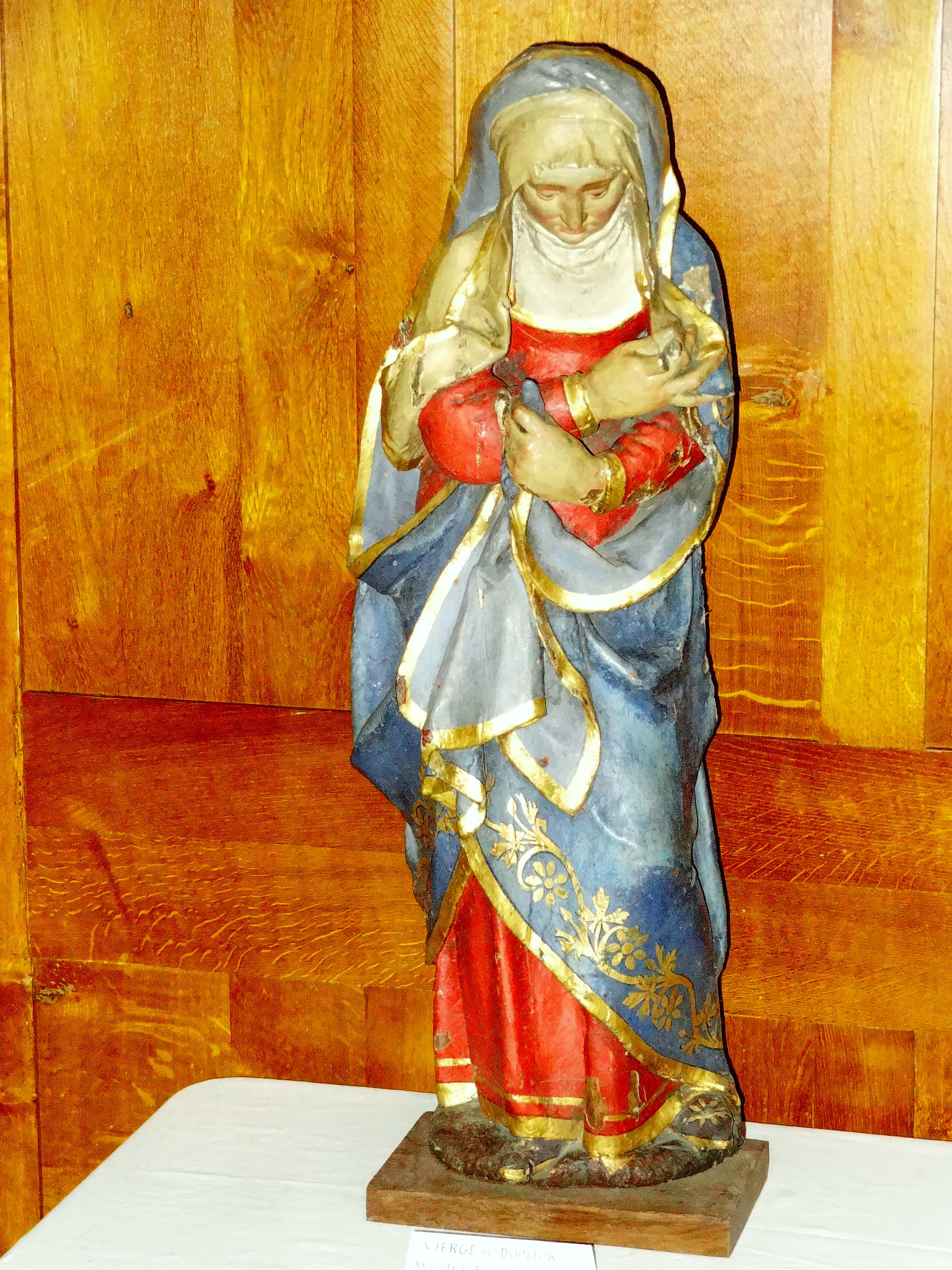
Vierge de douleur.
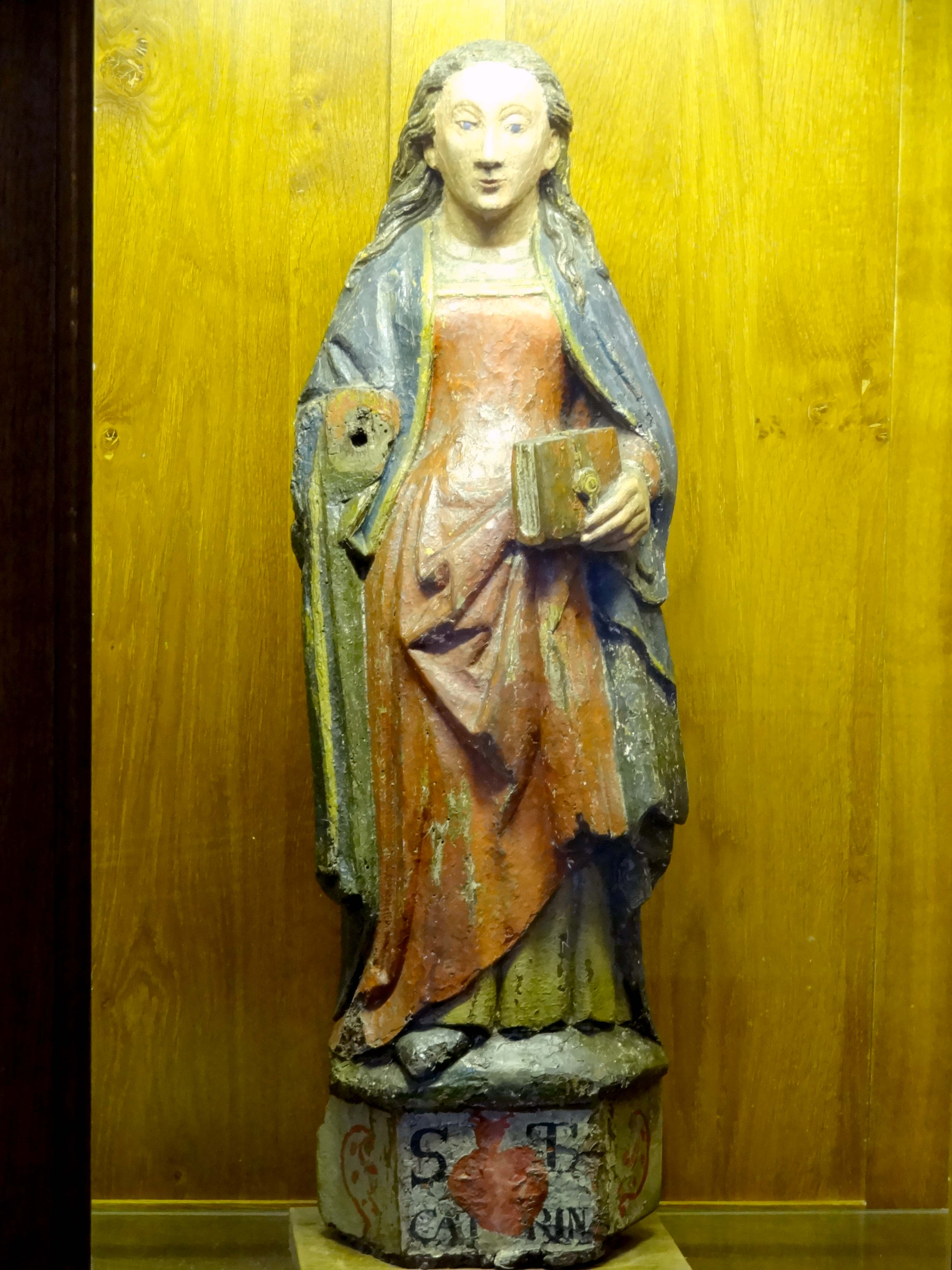
Sainte Catherine.
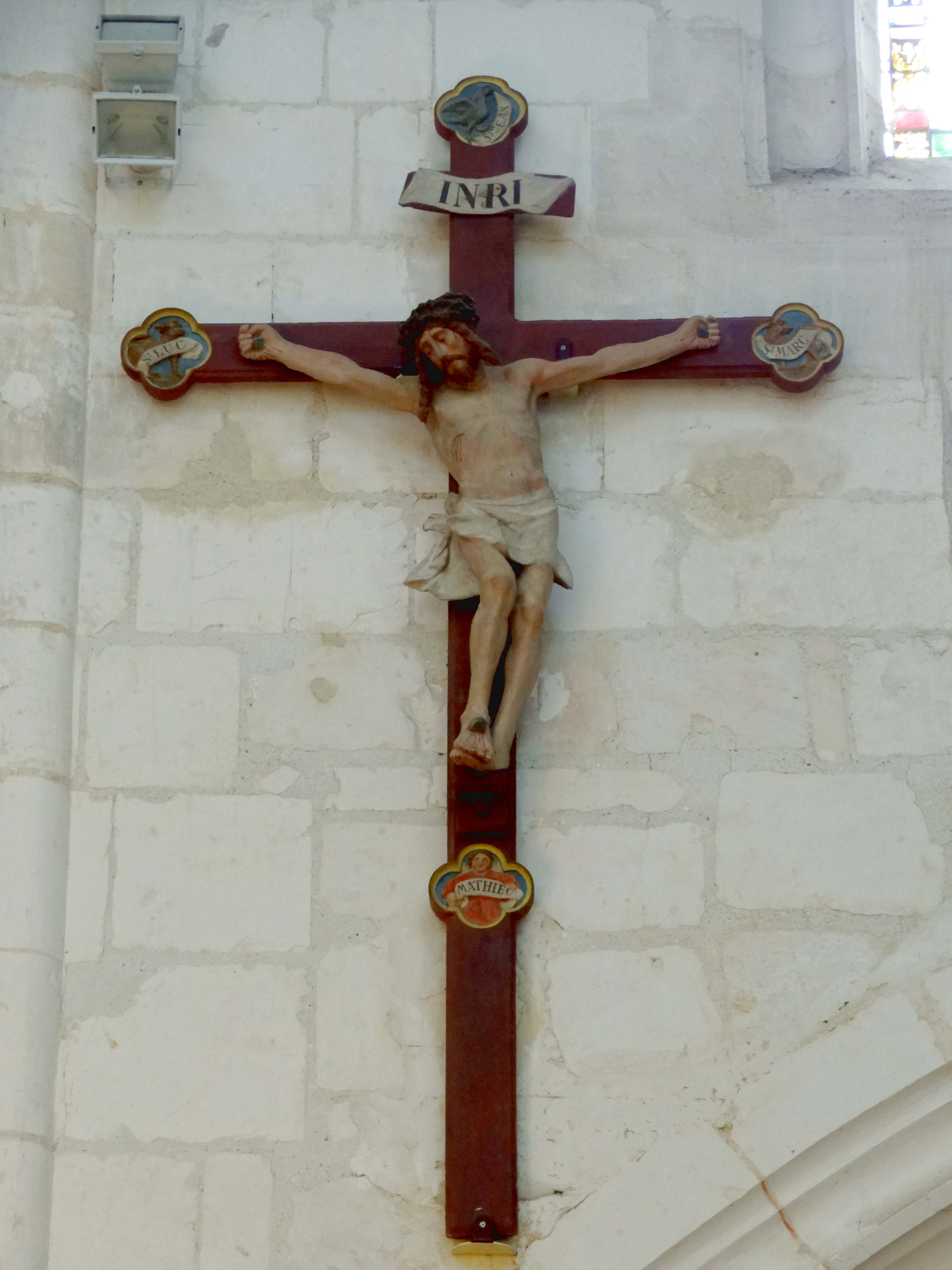
Christ en croix.
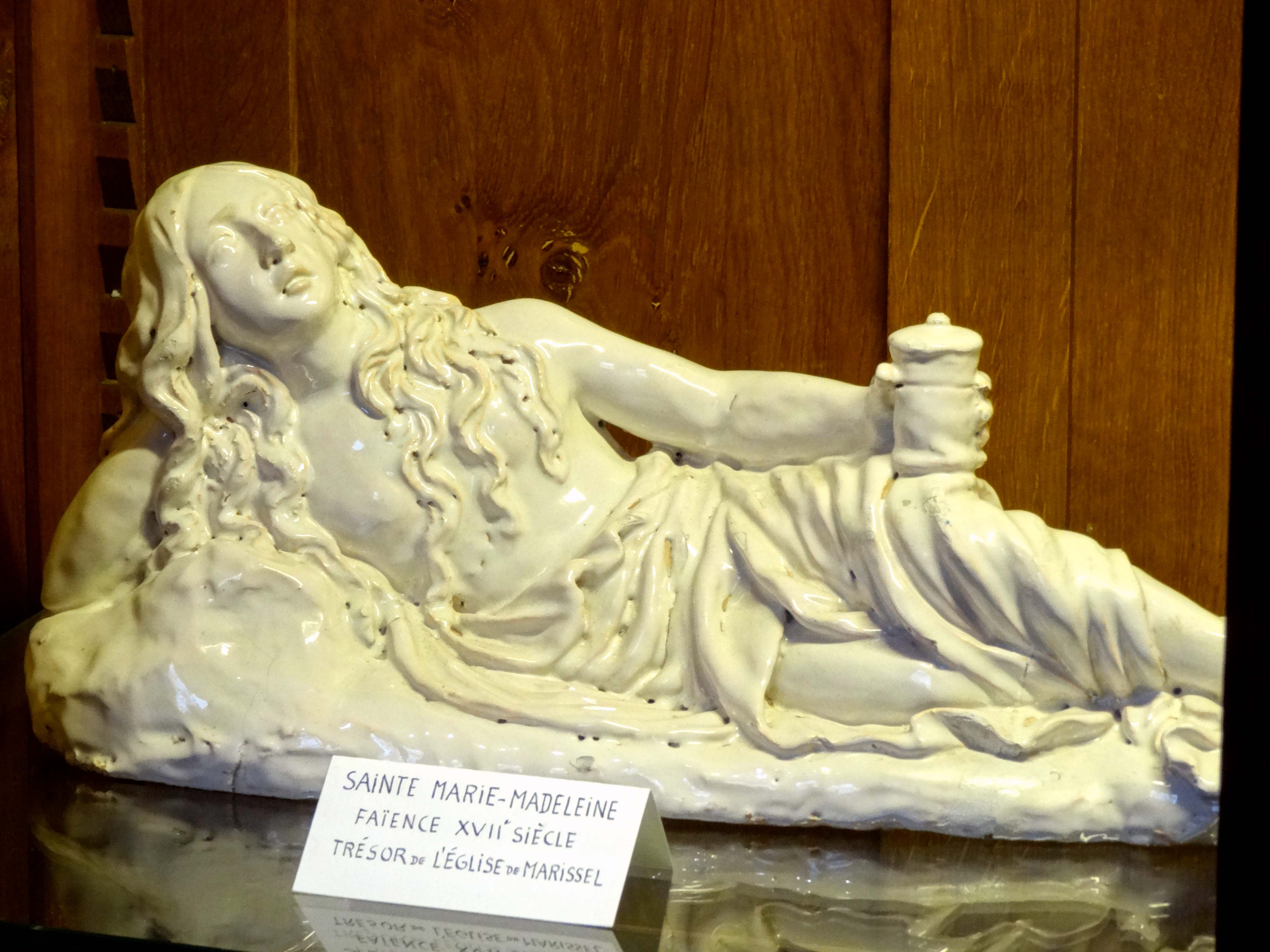
Sainte Marie Madeleine.

### Tableaux

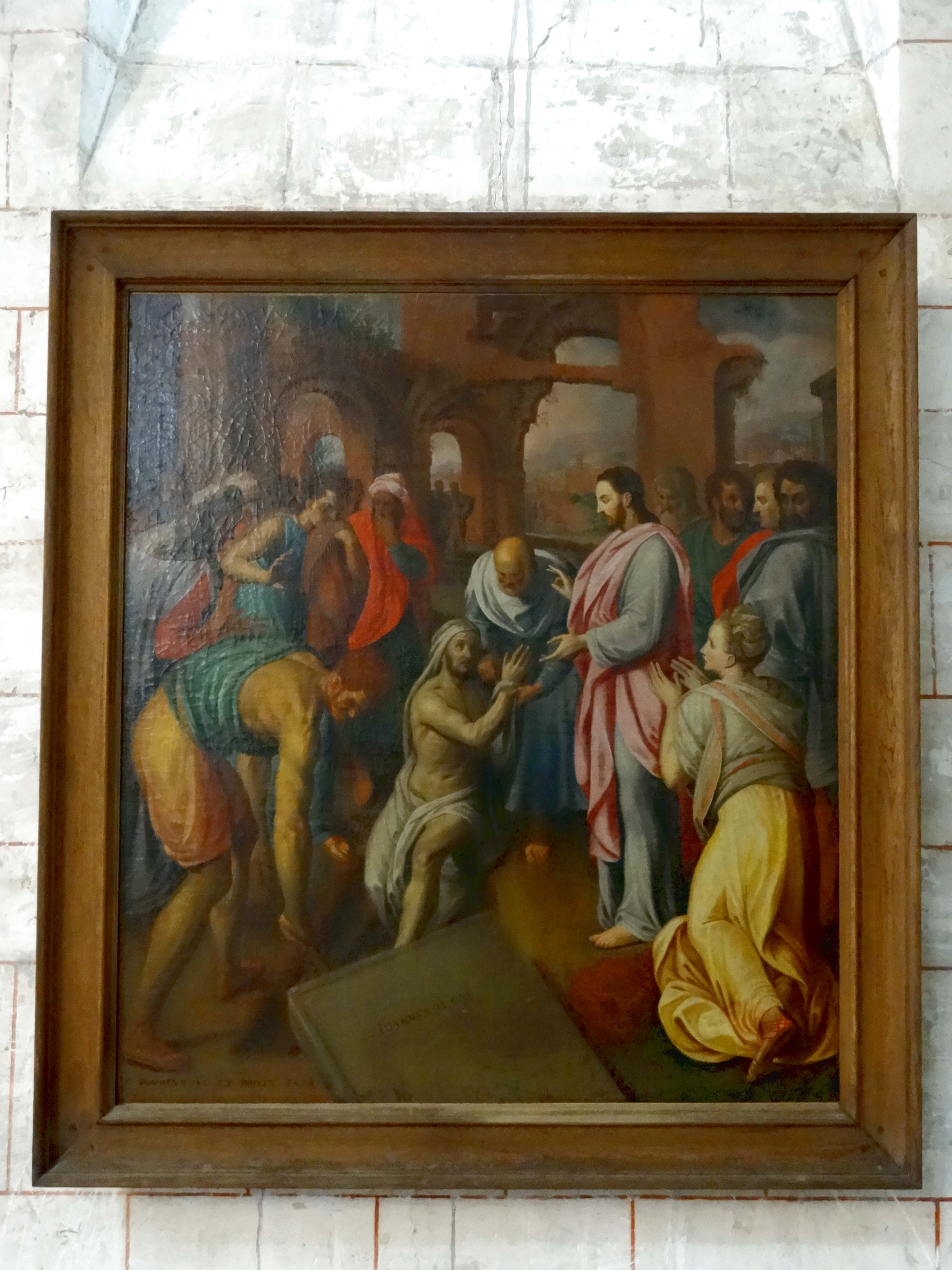
Résurrection de Lazare.

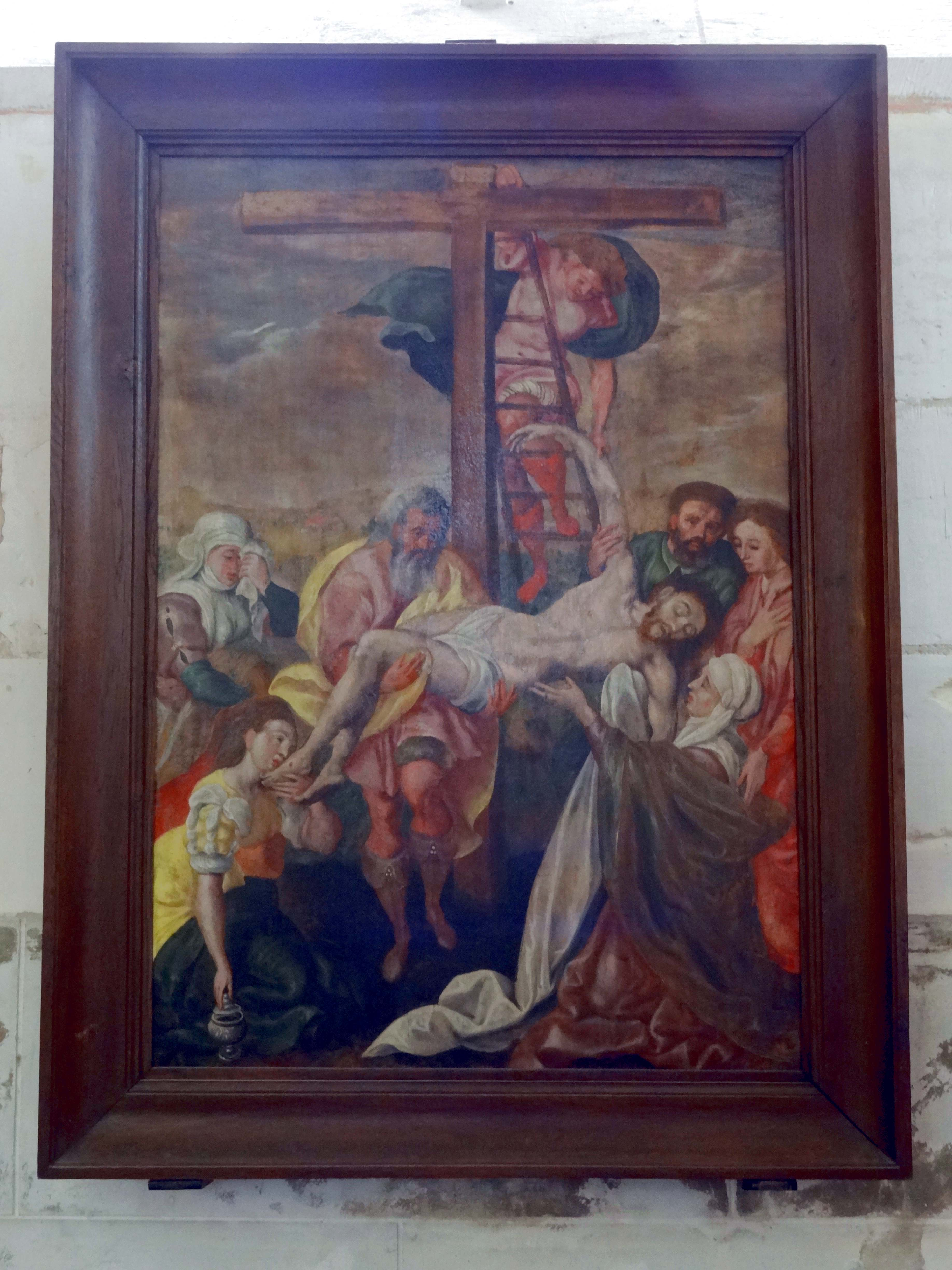
Descente de croix.

Parmi les huit tableaux accrochés dans l'église, sans compter le chemin de croix, deux sont classés au titre objet. L'on peut y ajouter deux autres et cinq panneaux peints formant un polyptyque, signalés comme disparus lors du récolement de 1976 (voir ci-dessous). Les renseignements manquent sur les œuvres non classées, qui ne sont pas mentionnées dans les rares publications.
- Le tableau représentant la Résurrection de Lazare de Béthanie est peint à l'huile sur toile. Il mesure 102 cm de hauteur pour 90 cm de largeur, et est signé et daté Frans Pourbus l'Ancien, 1573. Ce tableau est arrivé en l'église Notre-Dame en 1803 et provient de la collection Bucquet-Aux Cousteaux. L'inventaire de 1906 signale qu'il est déchiré ou rongé par l'humidité en bas à droite, mais il ne bénéficie d'une restauration et d'un rentoilage qu'en 1953 / 1954. Apparemment la ville de Beauvais égare l'œuvre au retour de sa restauration, et Pierrette Bonnet-Laborderie n'est pas en mesure d'identifier son lieu de conservation en 1978, mais il est retourné à l'église de Marissel avant l'inventaire de 1999. Par ailleurs, une autre version de l'œuvre semble se trouver en la ville de Tournai[30],[31]. La couche picturale s'étant à nouveau craquelée, une seconde restauration a dû être effectuée au début du XXIe siècle.
- Le tableau représentant la descente de Croix est peint à l'huile sur bois. Il mesure 140 cm de hauteur et 120 cm de largeur, et date de la seconde moitié du XVIe siècle. L'œuvre se rattache au courant du maniérisme et se distingue par ses couleurs acidulées et la singularité de la composition. Le sommet de la croix est effectivement tronqué, et une échelle est posée contre celle-ci, qu'un jeune homme presque nu est en train de descendre. Il doit s'agir de saint Jean. En bas, Nicodème et Joseph d'Arimathie tiennent le corps du Christ mort, tandis que la Vierge est agenouillée près de sa tête, et Marie-Madeleine près de ses pieds, qu'elle s'apprête à parfumer. Les Saintes Femmes se tiennent l'une à gauche, l'autre à droite. Classé en mars 1955, le tableau a été restauré par Barrat et fut pendant quelques années déposé au trésor de la cathédrale, mais a retrouvé sa place dans l'église de Marissel depuis[32].
- Le tableau représentant l'Adoration des bergers est peint à l'huile sur toile. Ses dimensions n'ont pas été prises. Il date du dernier quart du XVIe siècle ou du début du XVIIe siècle et est attribué à Jacopo Bassano, mais ne semble pas représenter une œuvre unique. D'autres versions en sont connues, dont l'une fut détruite lors du bombardement de Dresde, dont une autre est toujours conservé au musée de Bode à Berlin et dont une troisième, datée de 1563, fait partie d'une collection privée. Isabelle Isnard, conservatrice du patrimoine, n'exclut pas qu'il s'agisse du tableau de l'église de Marissel, qui a été volé au début des années 1970. Son classement était intervenu en mars 1954 sous le titre de Nativité et il avait apparemment été restauré entre 1955 et 1965[33],[31] (sans illustration).
- Le tableau représentant l'Annonciation est peint à l'huile sur bois. Il mesure 47 cm de hauteur pour 40 cm de largeur sans le cadre et date de la première moitié du XVIe siècle. Classé dès novembre 1912, il a également bénéficié d'une restauration vers le milieu des années 1950. Pierrette Bonnet-Laborderie, conservatrice du patrimoine, est parvenue à la conclusion qu'il ne serait jamais revenu de restauration. Le dossier laisse toutefois entendre qu'il pourrait être conservé à la médiathèque Beauvais-Centre[34],[35] (sans illustration).
- Cinq panneaux de bois peints du XVIe siècle, formant ensemble un polyptyque, représentent des sujets qui n'ont malheureusement pas été consignés dans le dossier de classement de mars 1955. Envoyés en restauration bientôt après, ou bien entreposés dans une église voisine dont l'on ignore l'identité, ils n'en sont apparemment jamais revenus, comme le laisse entendre Pierrette Bonnet-Laborderie[34],[35] (sans illustration).

### Mobilier liturgique et divers

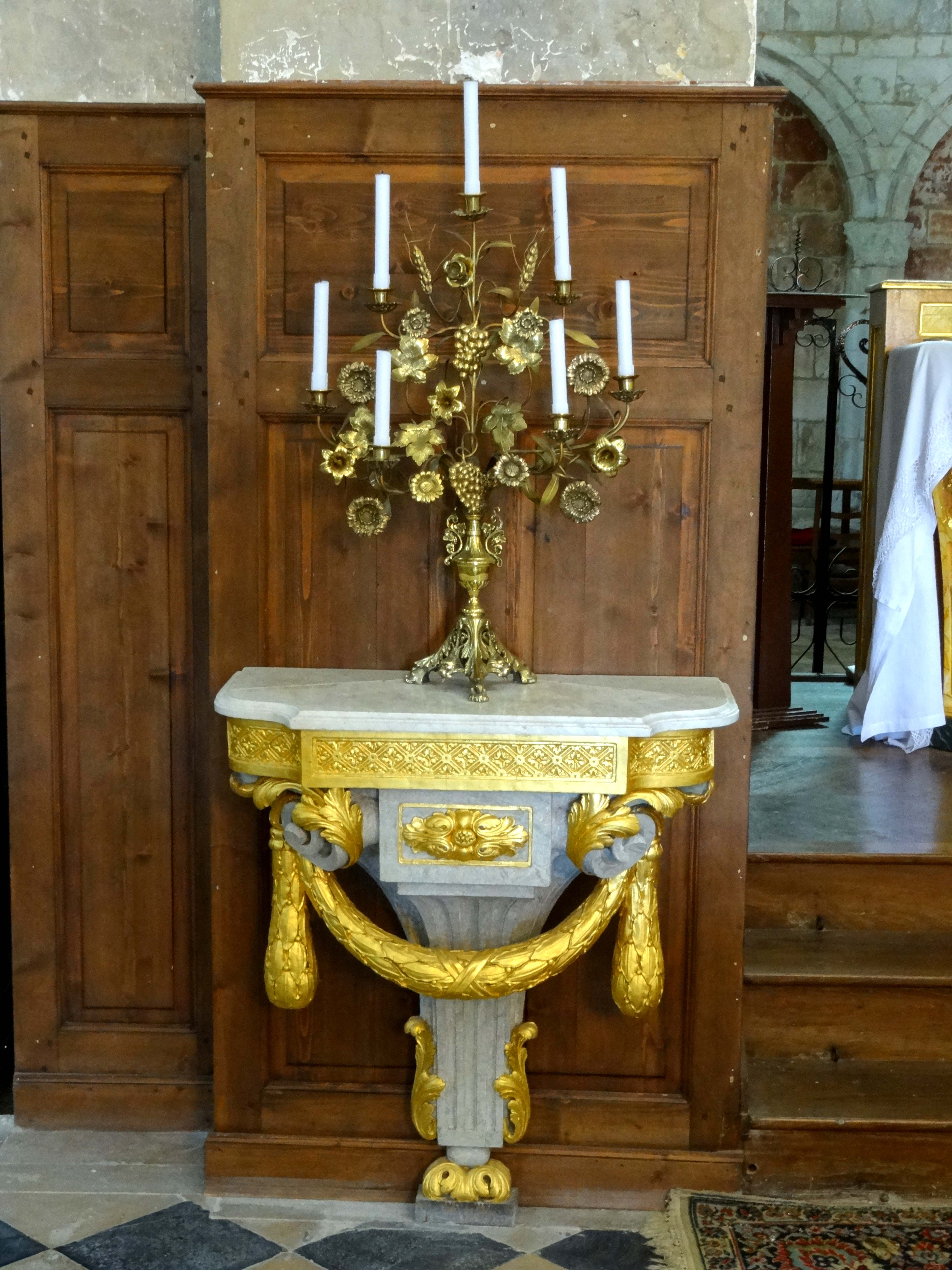
L'une des deux crédences.

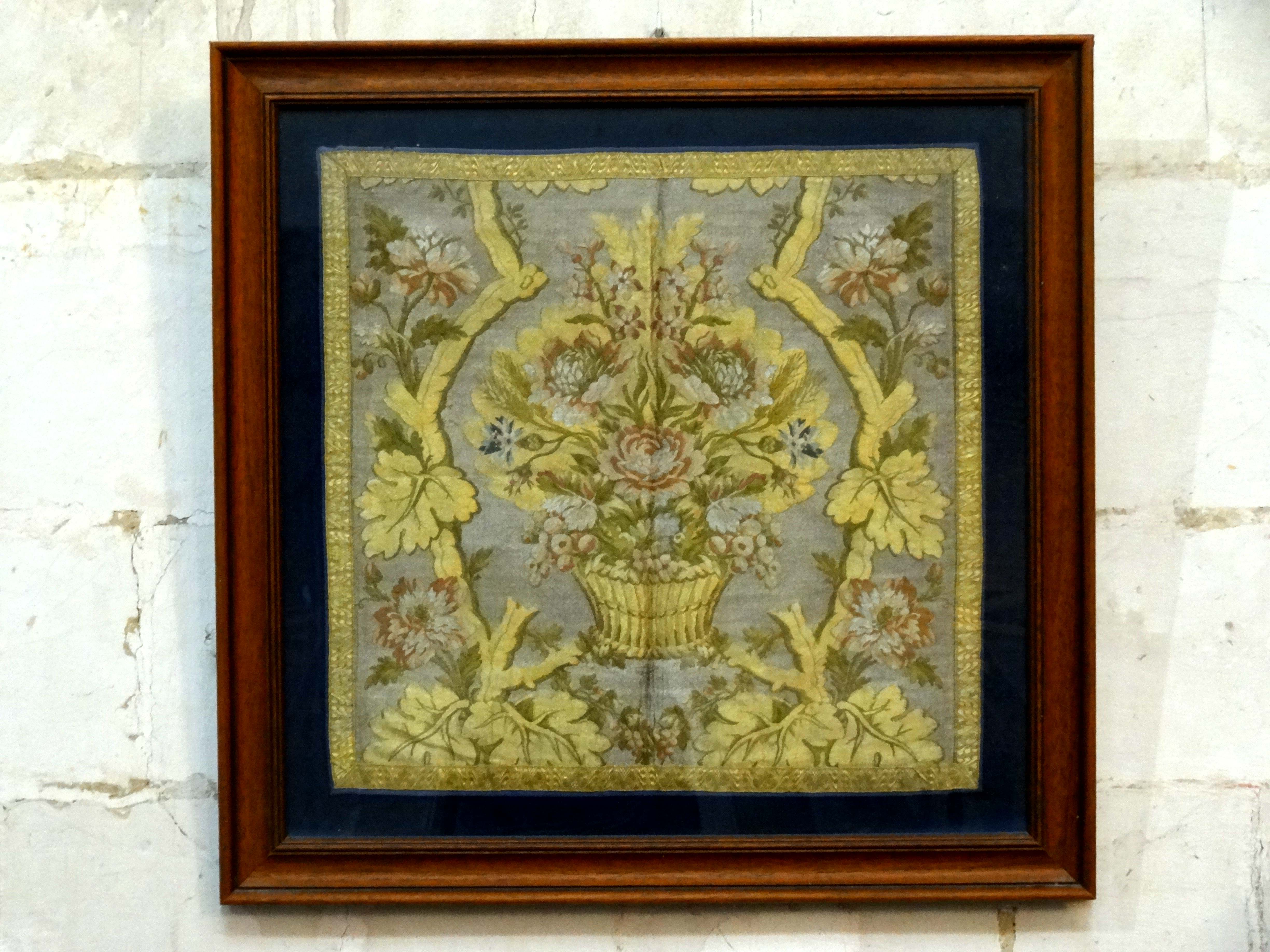
Tableau de tapisserie.

- Six bancs de fidèles en bois taillé, poli et ciré, avec un décor en bas relief, mesurent environ 145 cm de longueur, et datent des années 1520 / 1530. Cinq parmi eux se composent de quatre pieds, d'un siège, d'un accotoir et d'une aile, décorée ou non. Trois parmi eux sont de dimensions identiques ; les deux autres sont de dimensions légèrement inférieures. Deux bancs sont d'un intérêt particulier grâce à leurs ailes sculptées de certains parmi eux. Sur l'un des bancs, le décor se compose de plis de serviettes sur toute la hauteur de l'aile, et sur un autre, les plis de serviettes ne garnissent que la partie inférieure, tandis que la partie supérieure arbore deux médaillons représentant un homme et une femme en buste. Classés depuis novembre 1908, les bancs sont en mauvais état, et rongés par les xylophages, surtout au niveau des pieds[36]. Ils ne se trouvent actuellement plus dans l'église (sans illustration).
- L'ensemble de deux crédences ou tables d'applique, en bois taillé, poli, peint et partiellement doré, mesurent 74 cm de largeur et 92 cm de hauteur chacune, et datent de la seconde moitié du XVIIIe siècle. Elles étaient initialement destinées à être placées dans des encoignures, comme le démontrent leurs plateaux triangulaires en marbre blanc veiné, transformés ultérieurement en plateaux rectangulaires par l'ajout de plateaux en bois traités en faux-marbre. Aussi, les crédences ne comptent-elles qu'un unique pied, qui est cannelé et galbé. Ces deux petits meubles sont classés depuis novembre 1912[37], et se trouvent désormais en bon état.
- Un canapé de style Louis XVI, en bois taillé, tourné et assemblé, recouvert de velours cramoisi moderne, est à trois places avec sept pieds, soit trois à l'arrière et quatre à l'avant. Les pieds sont cannelés. Les accotoirs sont pleins. Le meuble mesure 161 cm de largeur, et date de la seconde moitié du XVIIIe siècle. Il est classé depuis novembre 1912, et a bénéficié d'une restauration en 1992, ce qui n'empêche pas qu'il soit rongé par les xylophages. Son lieu de conservation serait la médiathèque Beauvais-Centre[38] (sans illustration).
- Une chape du XVIIIe siècle, composée de son corps, de ses orfrois et de son chaperon, est entièrement réalisée en tissu de soie. Les orfrois aussi bien que le corps et le chaperon sont brodés de guirlandes et de motifs floraux, en fil de soie. La doublure est en toile de lin. Classé également depuis novembre 1912, ce vêtement liturgique a été restauré en 1992 par Isabelle Bedat, et serait aujourd'hui conservé dans le trésor de la cathédrale[39] (sans illustration).
- Un tableau de tapisserie en point, dimensions non prises, date du XVIe siècle, et est classé depuis novembre 1908[40] (sans illustration).

### Vitraux

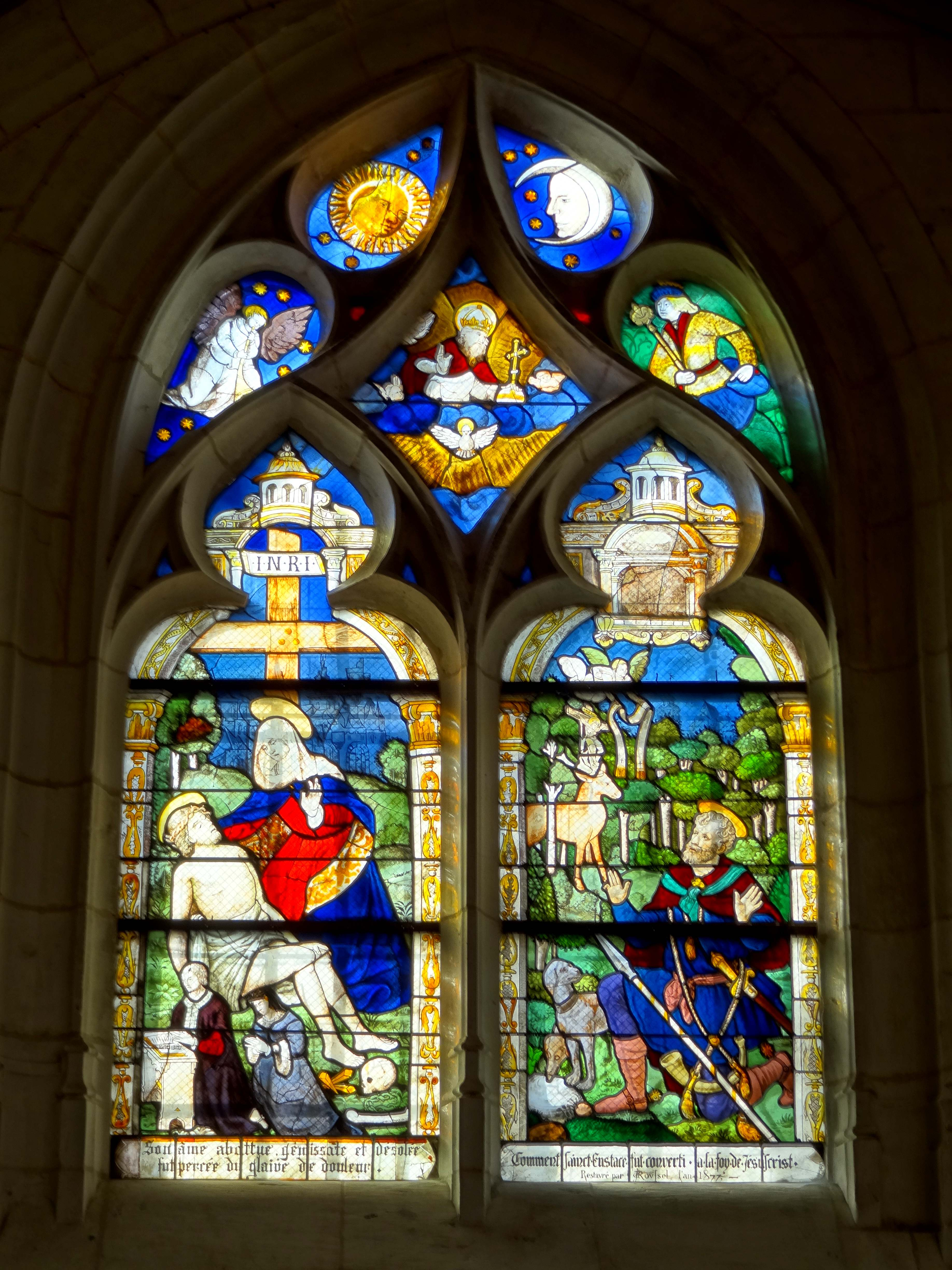
Verrière no 4 - Pietà, conversion de saint Eustache.

Seulement trois fenêtres contiennent encore des vitraux figurés de la Renaissance. Ils ont probablement été exécutés dans un atelier beauvaisien vers 1550, et ont été restaurés par Roussel, maître-verrier à Beauvais, en 1877. Au moment du classement en novembre 1908, la baie no 10 contenait également quelques fragments, apparemment des bordures en grisaille et jaune d'argent, dont des fleurs de lys. Ces fragments ont cédé la place à une verrière moderne, et ont peut-être disparu, mais en revanche, la baie no 11 en face au nord présente toujours une bordure du type qui a cours au XVIe siècle.
- Sur la verrière no 4, dans le bas-côté sud de la nef, la lancette de gauche montre une Pietà, avec deux donateurs agenouillés en bas à gauche, et la lancette de droite, la conversion de saint Eustache de Rome. Les deux lancettes sont surmontées d'une sorte de dais architecturé qui s'inscrit dans le lobe central de la tête trilobée de la lancette, et flanquées de pilastres dont les fûts sont décorés de candélabres. En bas, l'on lit les légendes « Son âme abattue, gémissa[n]té et désolée fut percée du glaive de douleur » et « Comment sainct Eustace fut converti à la foy de Jésus Christ / restavré par Rovssel l'an 1877 ». Les cinq formes du tympan possèdent également des vitraux polychromes. L'on y voit Dieu le Père dans le losange central ; un ange musicien et le soleil dans les mouchettes de gauche ; et un personnage non identifié et la lune dans les mouchettes de droite[42].
- La verrière suivante, no 6, est dédiée à la vie de saint Claude. Jean Lafond l'attribue à Nicolas Leprince dans son ouvrage intitulé Le vitrail français paru en 1958. Sur la lancette de gauche, saint Claude est installé comme abbé de Saint-Oyand-de-Joux, ici mal orthographié Sainct-Engent dans la légende figurant en bas. Sur la lancette de droite, sauve deux enfants noyés dans le Doubs, sous les regards de leurs parents, qui préfèrent prier au lieu de venir à l'aide de leur progéniture, et de nombreux curieux. Contrairement à la baie voisine, il n'y a ici pas de bordures peintes, mais en revanche, les légendes sont plus longues et occupent quatre lignes. Dans le soufflet du tympan, saint Claude évêque de Besançon bénit des pèlerins[43].
- De la verrière no 9, dans le bas-côté nord de la nef, seul le soufflet est du XVIe siècle. Il représente le martyre de saint Sébastien, nu, lié le dos contre un arbre, au milieu de la forêt, et criblé de flèches. Les deux lancettes sont entièrement modernes[44], y compris les bordures de style Renaissance ; l'on y voit deux médaillons représentant saint Louis et saint Barthélémy.

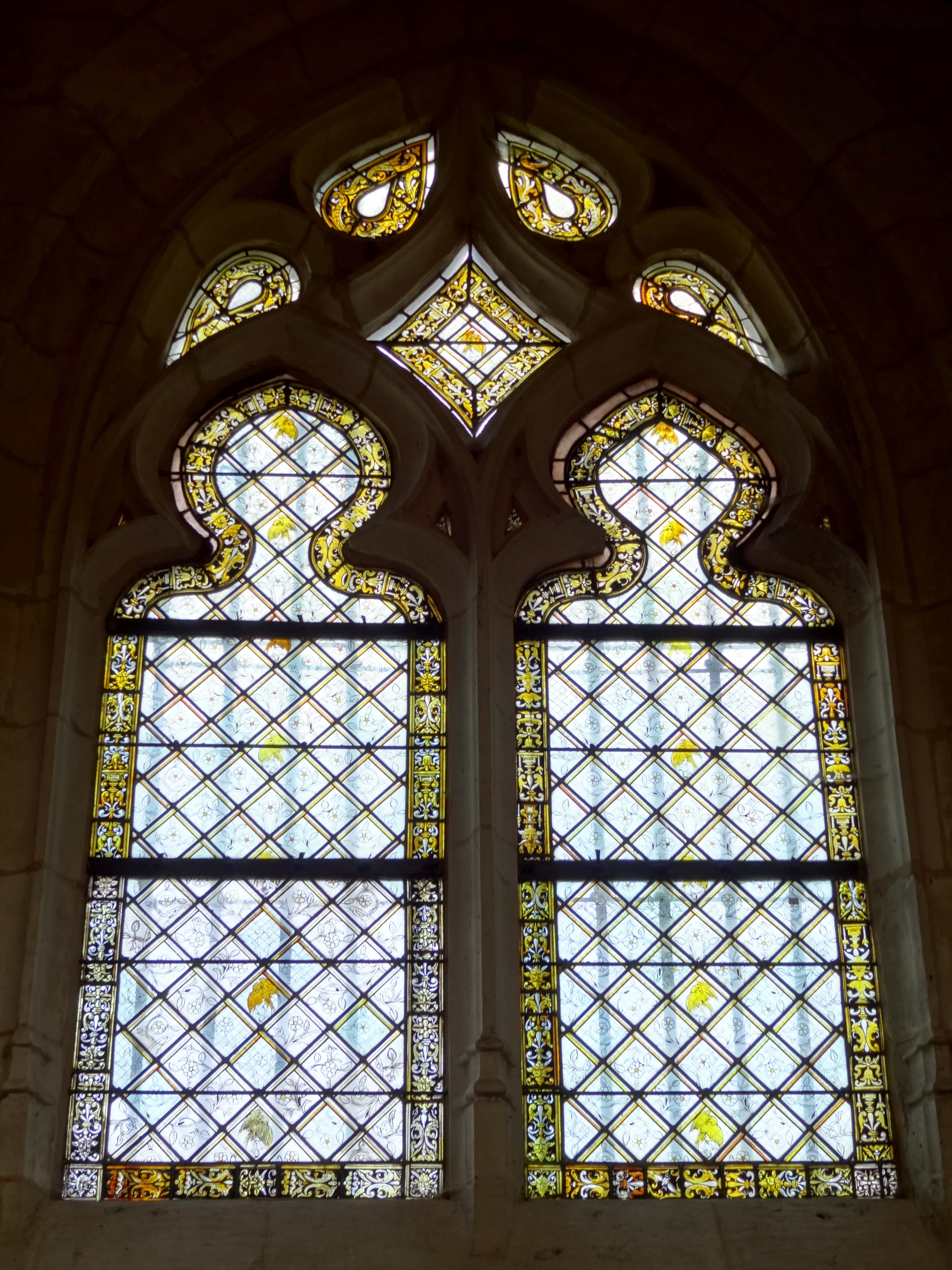
verrière no 11.
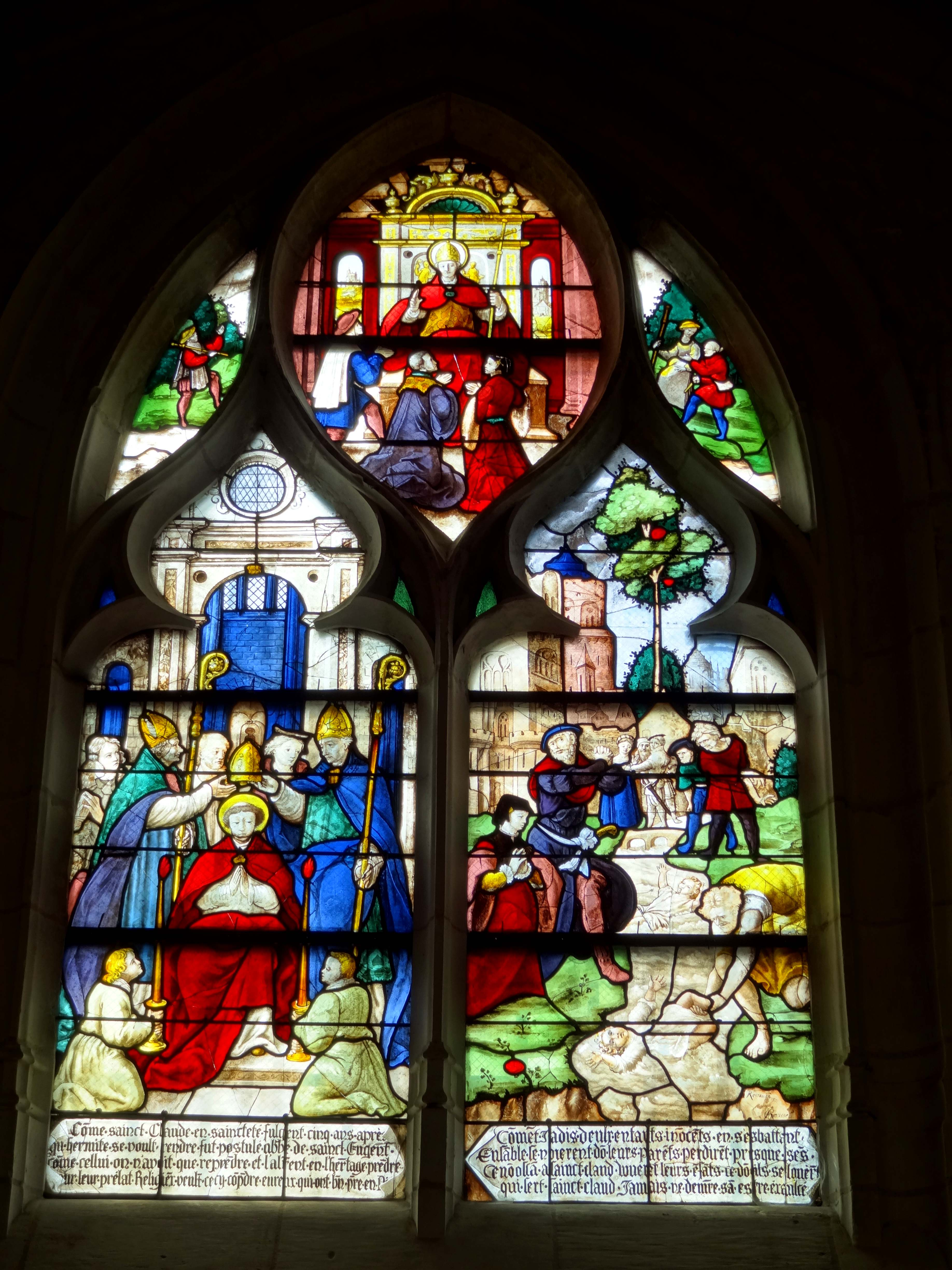
Verrière no 6.
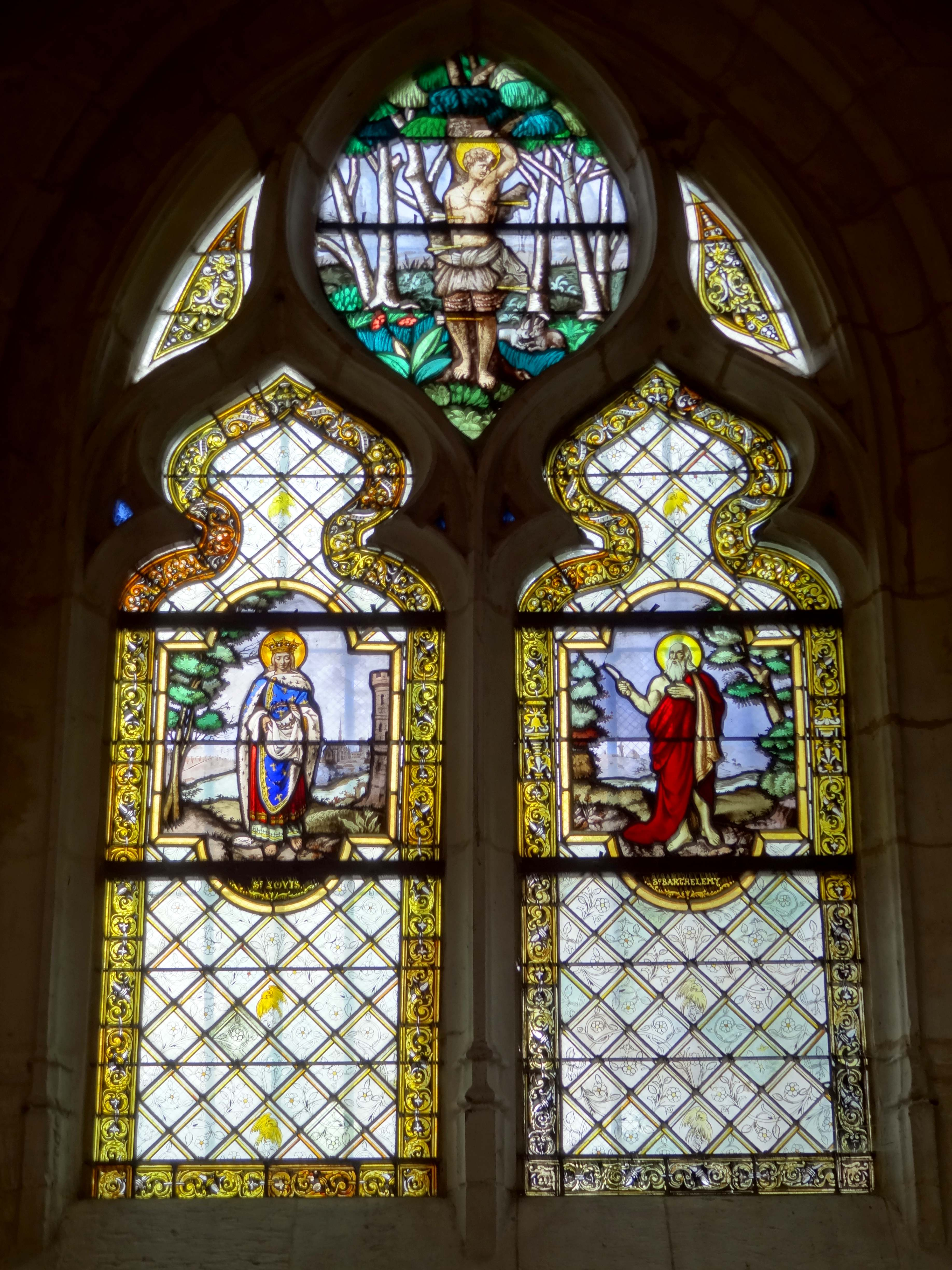
Verrière no 9.
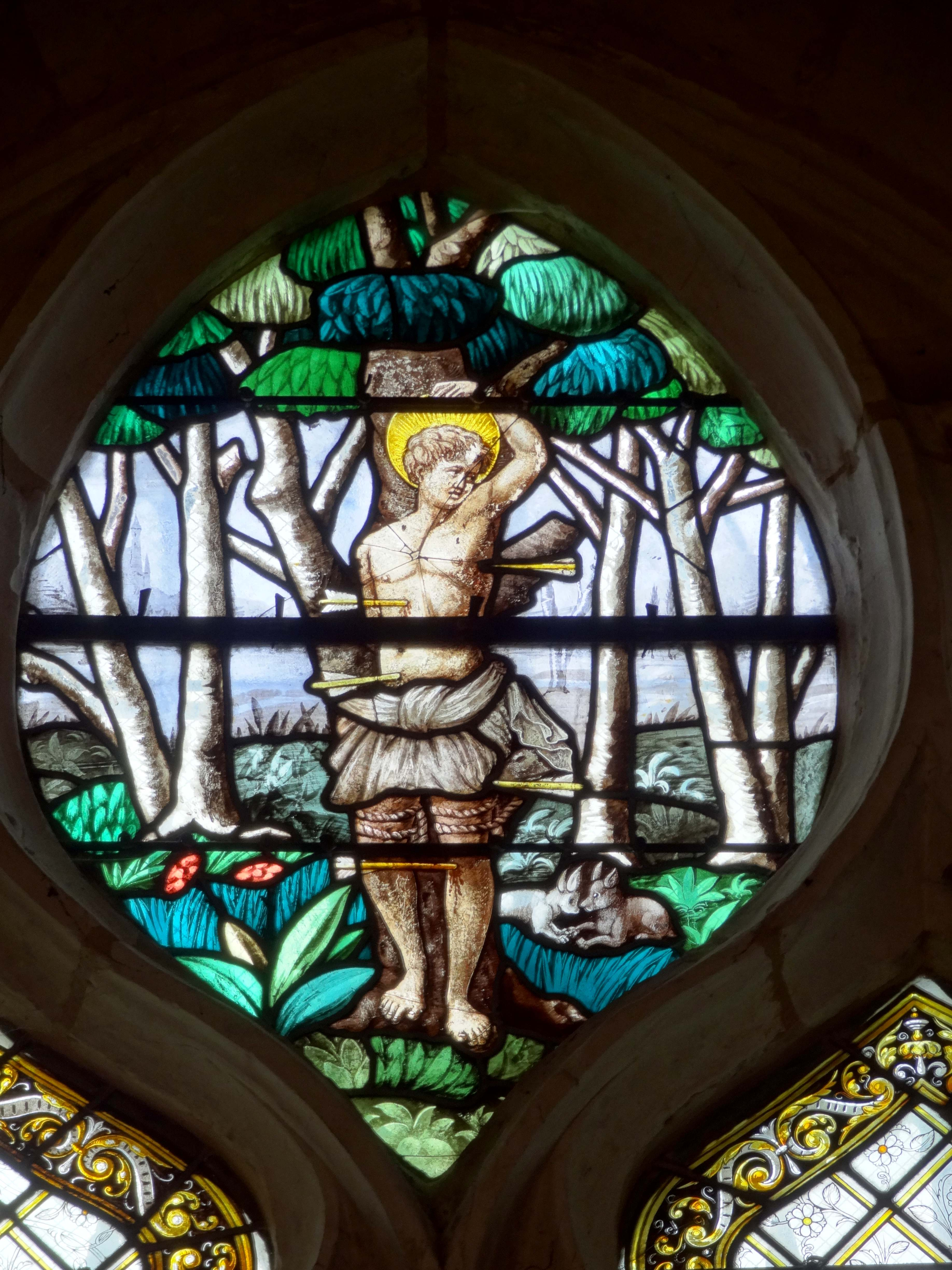
Verrière no 9, détail.